# Rome

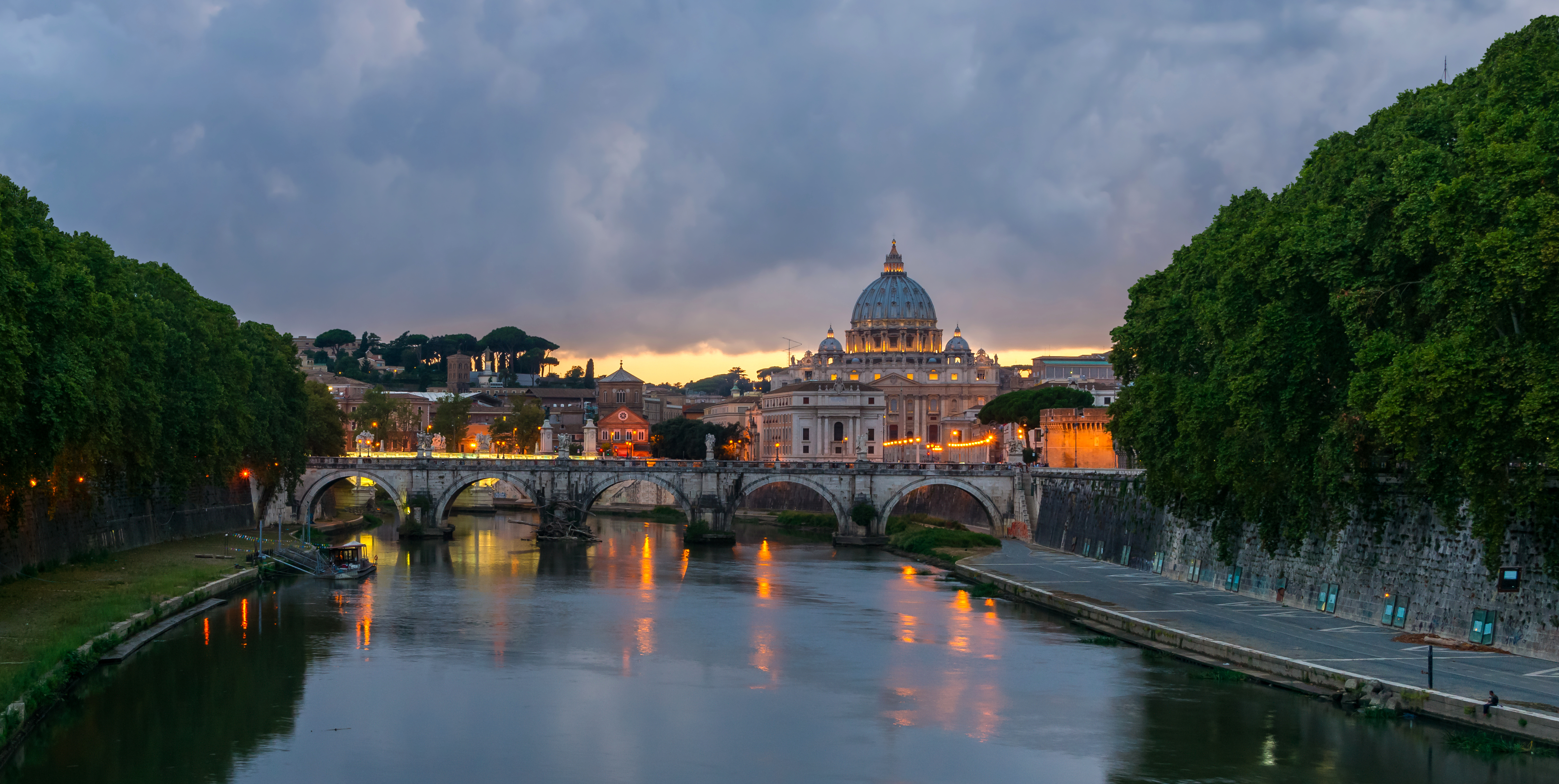
Vue nocturne sur le pont Saint-Ange et la basilique Saint-Pierre.

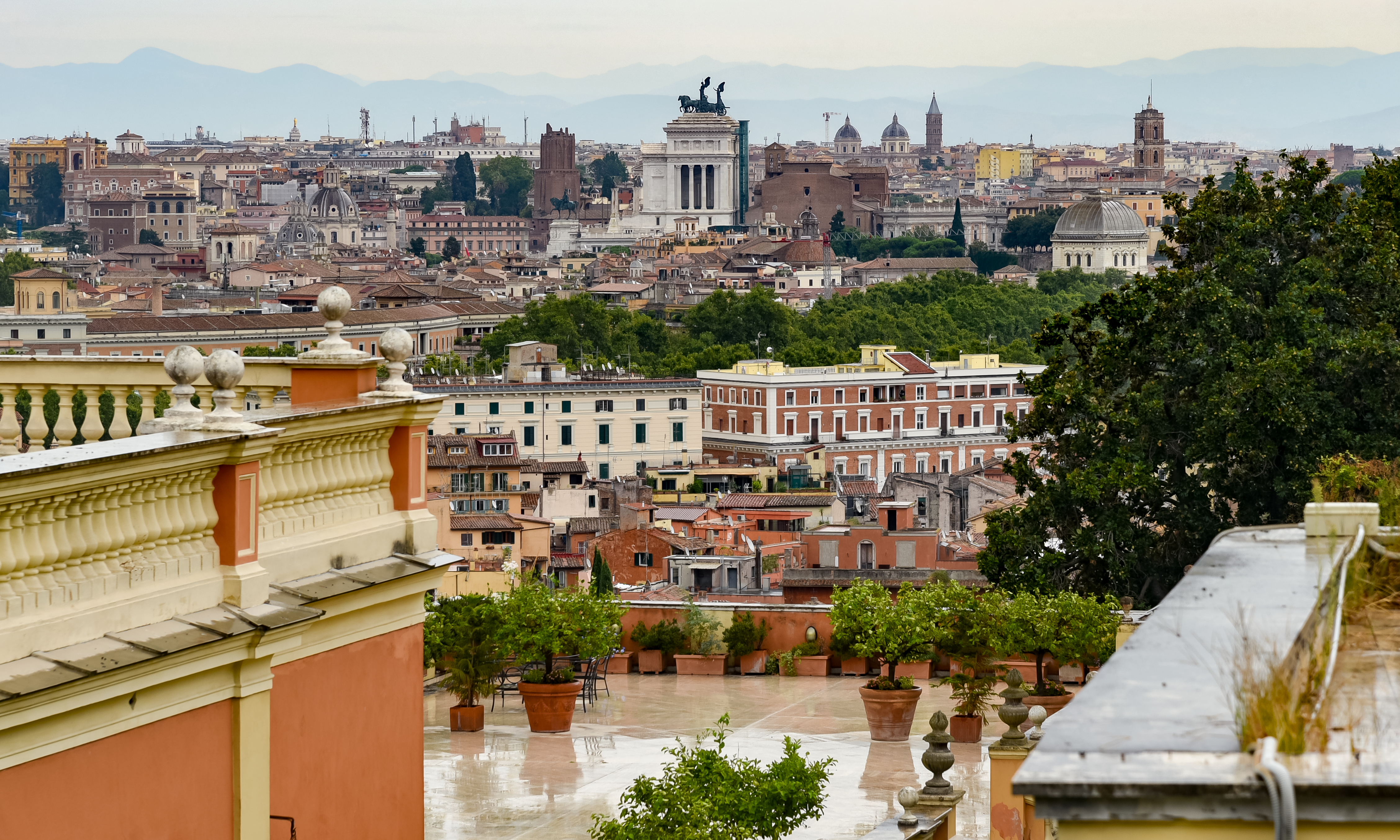
Rome vue de la colline du Janicule.

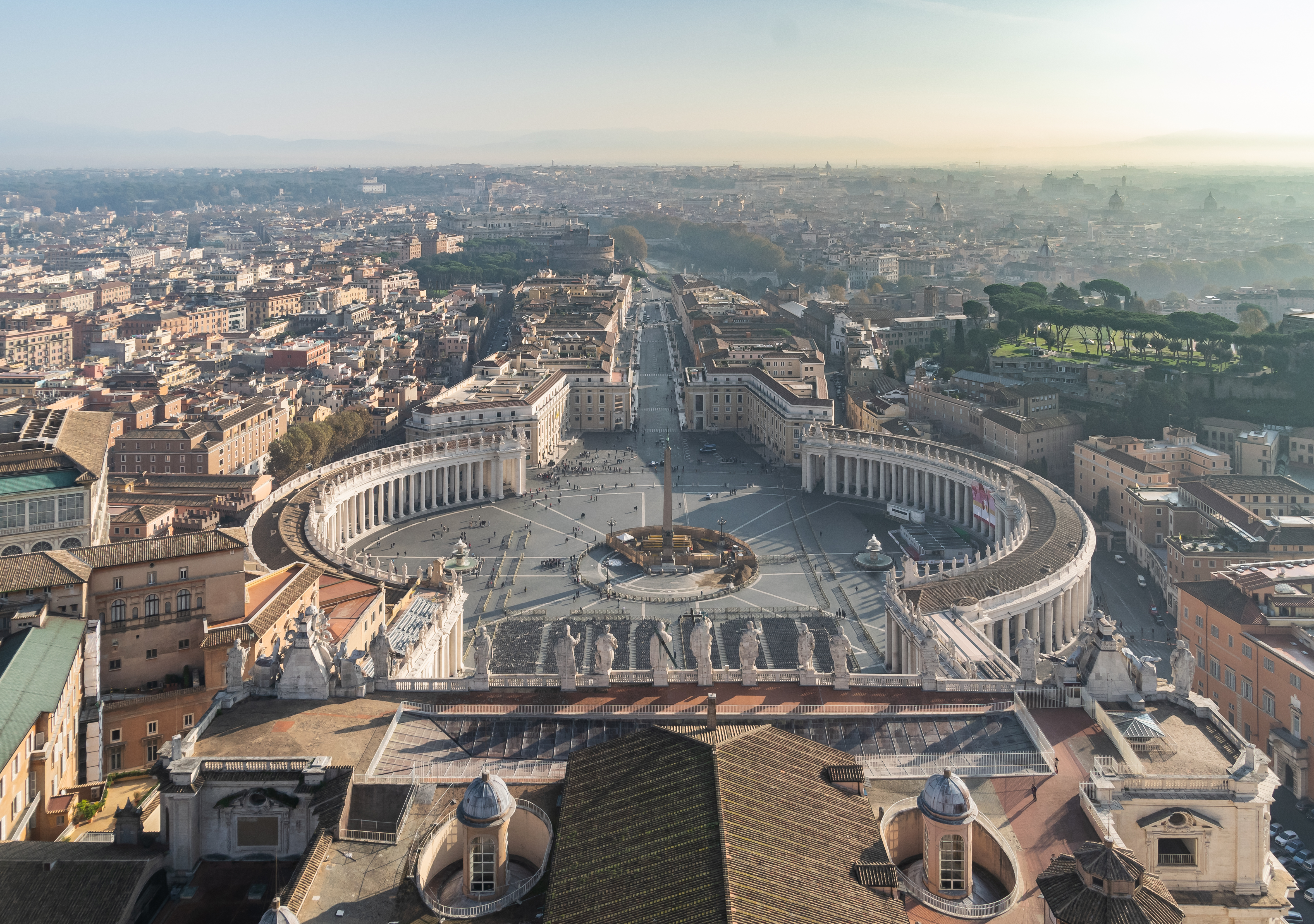
Rome vue de Saint-Pierre.

Pour les articles homonymes, voir Rome (homonymie).
Pour les articles ayant des titres homophones, voir Rom, Romme, Roms et Rhum.
Rome (/ʁɔm/  ; en italien : Roma /ˈroːma/ ) est la capitale de l'Italie. Située au centre ouest de la péninsule italienne, près de la mer Tyrrhénienne, elle est également la capitale de la région du Latium. En 2019, elle compte 2 844 395 habitants établis sur 1 285 km2, ce qui fait d'elle la commune la plus peuplée d'Italie et la troisième plus étendue d'Europe après Moscou et Londres. Son aire urbaine recense 4 356 403 habitants en 2016,. Bâtie sur sept collines, son centre se situe près de l'embouchure du Tibre et est divisée en vingt-deux rioni. Elle présente en outre la particularité de contenir un État enclavé dans son territoire : la cité-État du Vatican (Stato della Città del Vaticano), dont le pape est le souverain. C'est le seul exemple existant d'un État à l'intérieur d'une ville.
L'histoire de Rome s'étend sur plus de vingt-huit siècles, depuis sa fondation mythique par Romulus en 753 av. J.-C. jusqu'à son rôle actuel de capitale de la république italienne. Second berceau de la civilisation occidentale après Athènes, la ville fut successivement le centre de la Royauté romaine, de la République romaine (509 av. J.-C. – 27 av. J.-C.), puis de l'Empire romain (27 av. J.-C. – 330). Durant cette période, où naît la célèbre expression proverbiale « tous les chemins mènent à Rome », la ville aurait compté entre un et deux millions d'habitants et domine l'Europe, l'Afrique du Nord et le Moyen-Orient tant militairement que culturellement, diffusant dans ces territoires la langue latine, ses arts et techniques ainsi que la religion chrétienne. Depuis le Ier siècle, elle abrite le siège de l'Église catholique romaine, au sein des États pontificaux (752-1870) puis de la Cité du Vatican. Sa devise antique, Senatus populusque Romanus (le Sénat et le peuple de Rome) abrégée en S.P.Q.R., a traversé les siècles et reste de nos jours l'emblème de la ville.
Considérablement agrandie par de grands travaux sous Jules César et surtout sous Auguste, la ville est partiellement détruite lors du grand incendie de Rome — le Circus Maximus notamment. À partir du XVe siècle, presque tous les papes depuis Nicolas V (1447-1455) perpétuent la tradition de l'architecture romaine et ambitionnent de faire de Rome le principal centre culturel et artistique de l'Occident. La ville devient l'un des foyers de la Renaissance italienne, avec Florence et Venise, et donne naissance au style baroque — dont témoigne encore son centre historique, classé par l'UNESCO comme site du Patrimoine mondial. Des artistes comme Michel-Ange, Raphaël ou Le Bernin s'y installent et produisent des œuvres telles que la basilique Saint-Pierre, la chapelle Sixtine, la fontaine de Trevi, le Capitole ou les Chambres de Raphaël. Au XIXe siècle, Rome est le symbole de l'unité italienne et devient la capitale du royaume d'Italie, puis de la République après la Seconde Guerre mondiale.
Ville mondiale, du fait de son patrimoine architectural, urbain et culturel, Rome fait partie des principales destinations touristiques de l'Europe. La Ville éternelle est, au niveau architectural, l'une des plus belles villes du monde, et fréquentée par les touristes depuis le XVIIIe siècle. Le siège de la papauté et le pèlerinage de Rome en font un lieu éminent pour les chrétiens du monde entier depuis des siècles. Les musées du Vatican et le Colisée sont parmi les sites les plus fréquentés. Rome est aussi l'un des plus grands sites archéologiques du monde, et compte également de nombreux ponts et fontaines, 900 églises, ainsi qu'un grand nombre de musées et d'universités. Outre le tourisme, l'économie de la « Ville éternelle » est également orientée vers les nouvelles technologies, les médias et les télécommunications depuis les années 2000. Rome a aussi organisé les Jeux olympiques d'été en 1960. Rome n'est jumelée qu'avec une seule ville, Paris : « Seule Paris est digne de Rome, seule Rome est digne de Paris »,.

## Géographie

### Site

#### Localisation
Au centre de la péninsule italienne, Rome sépare l'Italie du sud de l'Italie du nord. En effet, la capitale est située à 187 km au nord-ouest de Naples, à 234 km au sud-sud-est de Florence, à 372 km à l'ouest-nord-ouest de Bari, à 424 km au nord de Palerme et à 479 km au sud-est de Milan.
La ville est située dans la région du Latium, à la confluence de l'Aniene et du Tibre. Le centre-ville est situé à environ 25 kilomètres de la côte de la mer Tyrrhénienne, mais l'agglomération romaine s'étend jusqu'à celle-ci par le biais du Municipio X formant l'actuel quartier d'Ostie, appelée aussi Lido di Roma (Lido signifie « littoral » en Italien). C'est pourquoi Rome est une des rares capitales européennes à se prévaloir d'un littoral, et d'environ 20 km de plages. À proximité de la ville, on trouve à 30 km au nord-est le lac de Bracciano, et au sud-est à environ 20 km du centre les Castelli Romani, au milieu des collines des Monts Albains.

#### Superficie
La ville est la plus étendue d'Italie, et l'une des plus vastes d'Europe, avec 1 285 km2 (soit douze fois la superficie de Paris intra muros). La petite surface du centre-ville, qui ne représente que 5 % de la commune, donne une impression erronée de sa superficie réelle. En effet, la Commune de Rome est la troisième capitale la plus étendue d'Europe (après Moscou et Londres), et s'étend jusqu'au littoral de la mer Tyrrhénienne, 24 km plus loin.
Rome a incorporé des zones abandonnées pendant des siècles, pour la plupart marécageuses, impropres à l’agriculture et n’appartenant à aucune municipalité. C'est pourquoi elle comprend de nombreuses zones agricoles et des zones non construites, des parcs et des réserves naturelles, qui occupent les deux tiers de la surface de la cité.
La partie urbanisée ne représente donc qu'un tiers de la ville, avec en conséquence une densité de population peu élevée (2 300 hab./km2, à comparer aux 21 000 de Paris intra muros mais 8 700 pour la Métropole du grand Paris, aux 7 500 de Bruxelles ou aux 5 600 de Londres). Rome constitue donc un cas unique, avec Berlin dans une moindre mesure, dans le monde occidental en raison de l'immensité de la campagne qui entoure la ville et de l'interpénétration de la ville et de la campagne. En termes d'agglomération toutefois, celle de Rome se classe 9e en Europe, bien après celle de Paris qui est troisième.

#### Topographie et relief

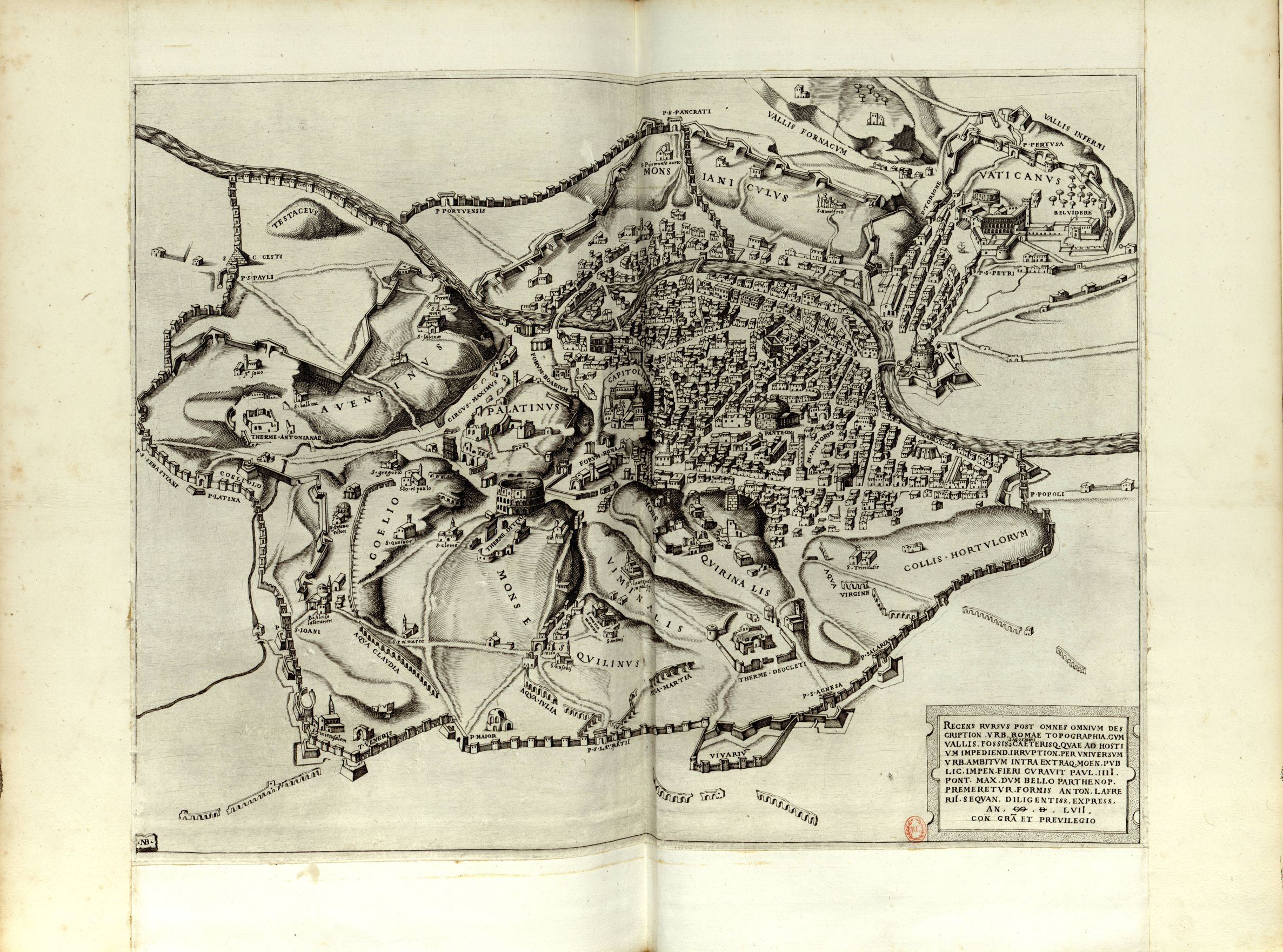
Carte ancienne de la topographie de Rome, 1557 (Bibliothèque interuniversitaire de la Sorbonne, NuBIS).

L'altitude varie, d'un niveau proche du niveau de la mer sur les bords du Tibre, en passant par 13 m sur la Piazza del Popolo, point le plus bas hors des berges, à 140 m à Monte Mario. Le territoire de la ville présente des paysages naturels variés : des reliefs, avec des monts et des collines (y compris les Sept Collines historiques), des plaines, des zones de campagne (Agro Romano, avec des champs cultivés, des prés, des fermes, des allées de pins parasols), des « marranes » (fossés ou tranchées avec de petits ruisseaux), le fleuve Tibre et ses affluents, dont la rivière Aniene, une île fluviale (île Tibérine), et des zones côtières avec des forêts de pins, des dunes et des plages de sable (Capocotta), sur la côte de la mer Tyrrhénienne longeant le Lido di Ostia.

#### Urbanisme

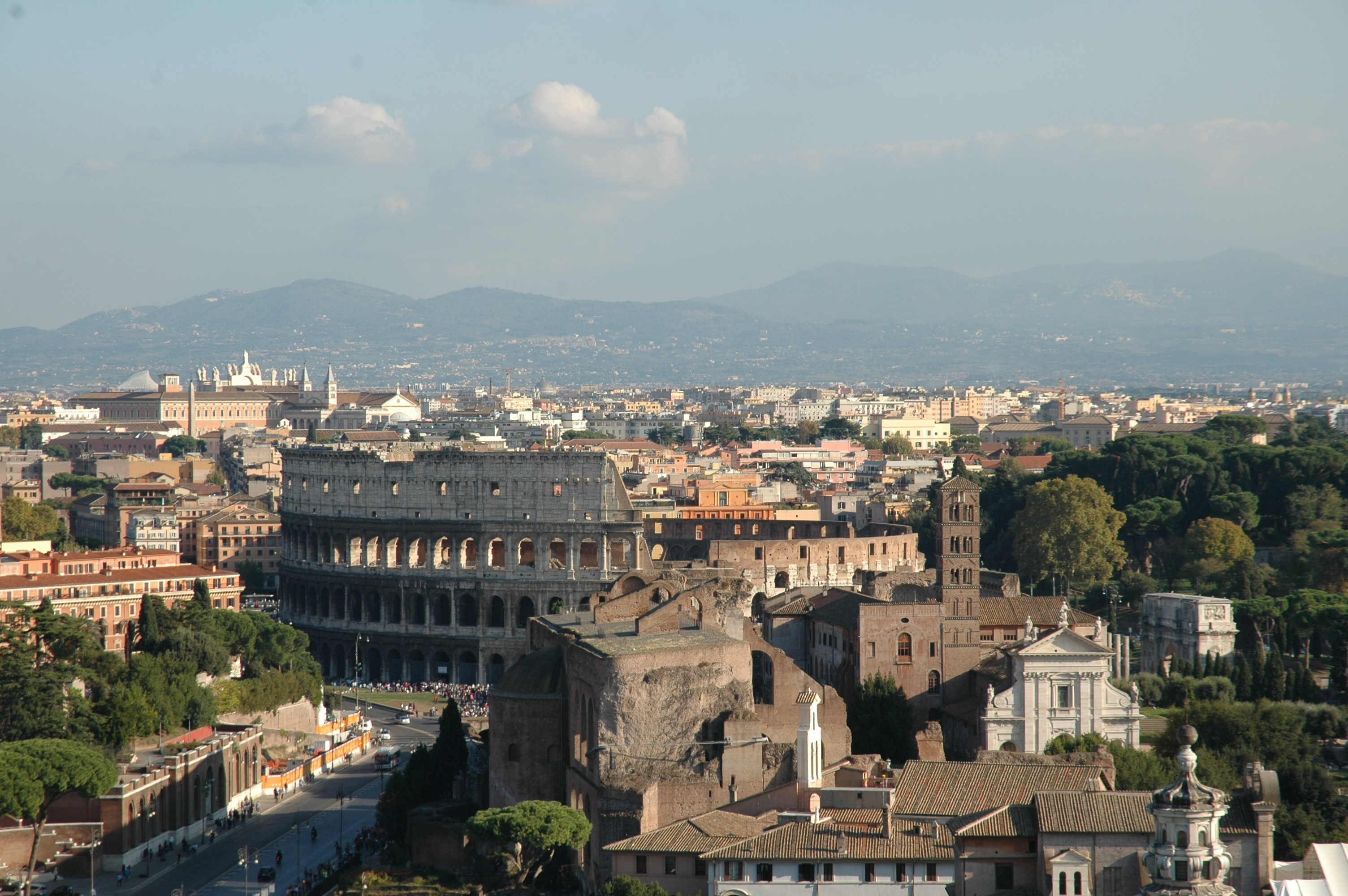
Vue sur la partie est de Rome depuis le Vittoriano, avec au premier plan la Basilique de Maxence et Constantin et le Colisée au second.

Le centre historique de Rome est dominé par les sept collines : Aventin, Cælius, Capitole, Esquilin, Palatin, Quirinal et Viminal, se situant toutes sur la rive gauche du Tibre qui traverse la ville en direction du Sud et au milieu duquel se trouve l'île Tibérine. Le centre-ville comprend également les collines du Janicule, du Pincio et du Vatican, ainsi que le relief artificiel de Mont Testaccio. Hors des murs se trouvent d'autres collines, plus élevées, comme le Monte Mario (140 m), le Mont Parioli ou le Mont Antenne. La ville antique était entourée par des murailles dont le mur d'Aurélien, une enceinte construite par l'empereur Aurélien en 270 pour protéger les quartiers qui s'étaient développés en dehors de la Muraille Servienne. Cette partie de Rome couvre environ 4 % de la superficie de la municipalité actuelle qui s'étend bien au-delà de l'espace proprement urbain.
Le centre historique est l'une des cités antiques les plus grandes du monde, il est divisé en 22 Rioni et comprend environ 300 hôtels, plus de 2 000 palais, 300 églises, 200 fontaines monumentales, plusieurs sites archéologiques, huit parcs, les principaux monuments de la ville, les institutions gouvernementales et des milliers de magasins, bureaux, bars et restaurants.
Le reste de la ville est divisé en quartiers urbains qui contiennent la majorité des immeubles modernes. La zone urbaine de la ville est coupée en deux par son périphérique, le Grande Raccordo Anulare (68 km, près du double du périphérique parisien), achevé en 1962, qui entoure le centre-ville à environ 10 km. La commune couvre environ trois fois la superficie totale du Raccordo. Au-delà, se développent de nouveaux quartiers regroupant les secteurs tertiaires, et les nouveaux quartiers résidentiels débordant largement le périphérique (Torrenova, Acilia), et eux-mêmes ceinturés par le périphérique de l'autoroute A1 Milan-Naples.

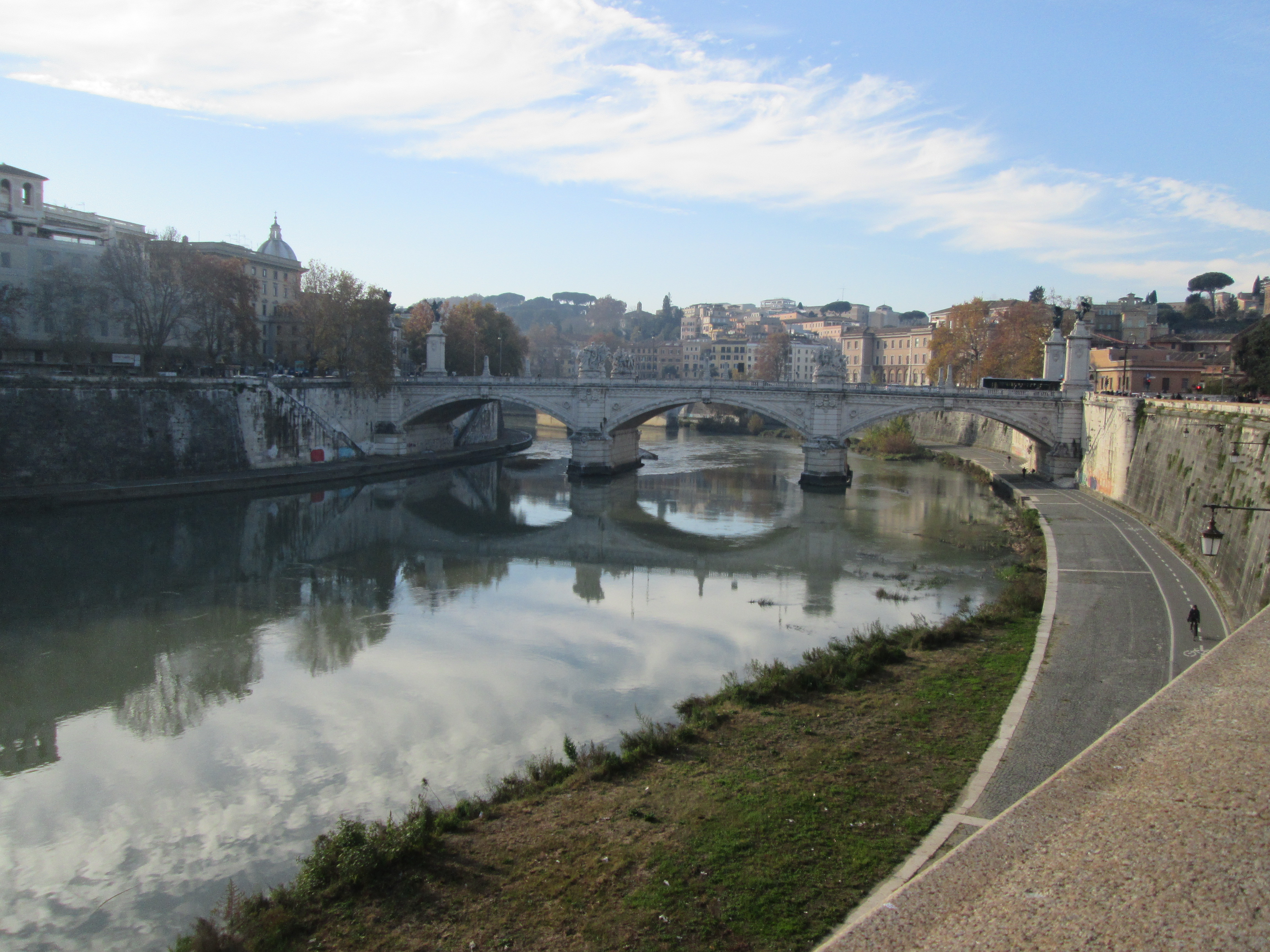
Le Tibre.
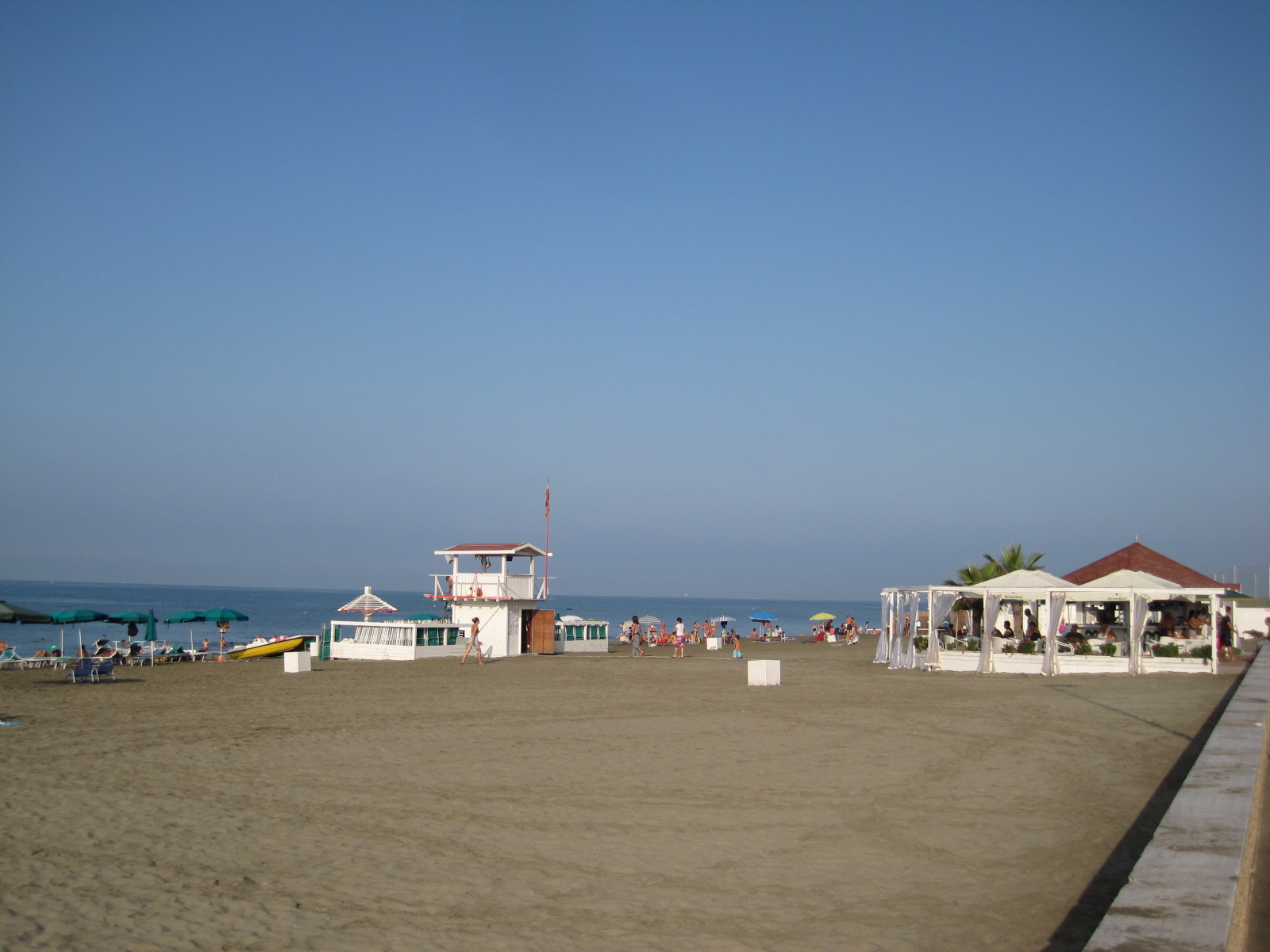
Lido di Roma, plage d'Ostie.
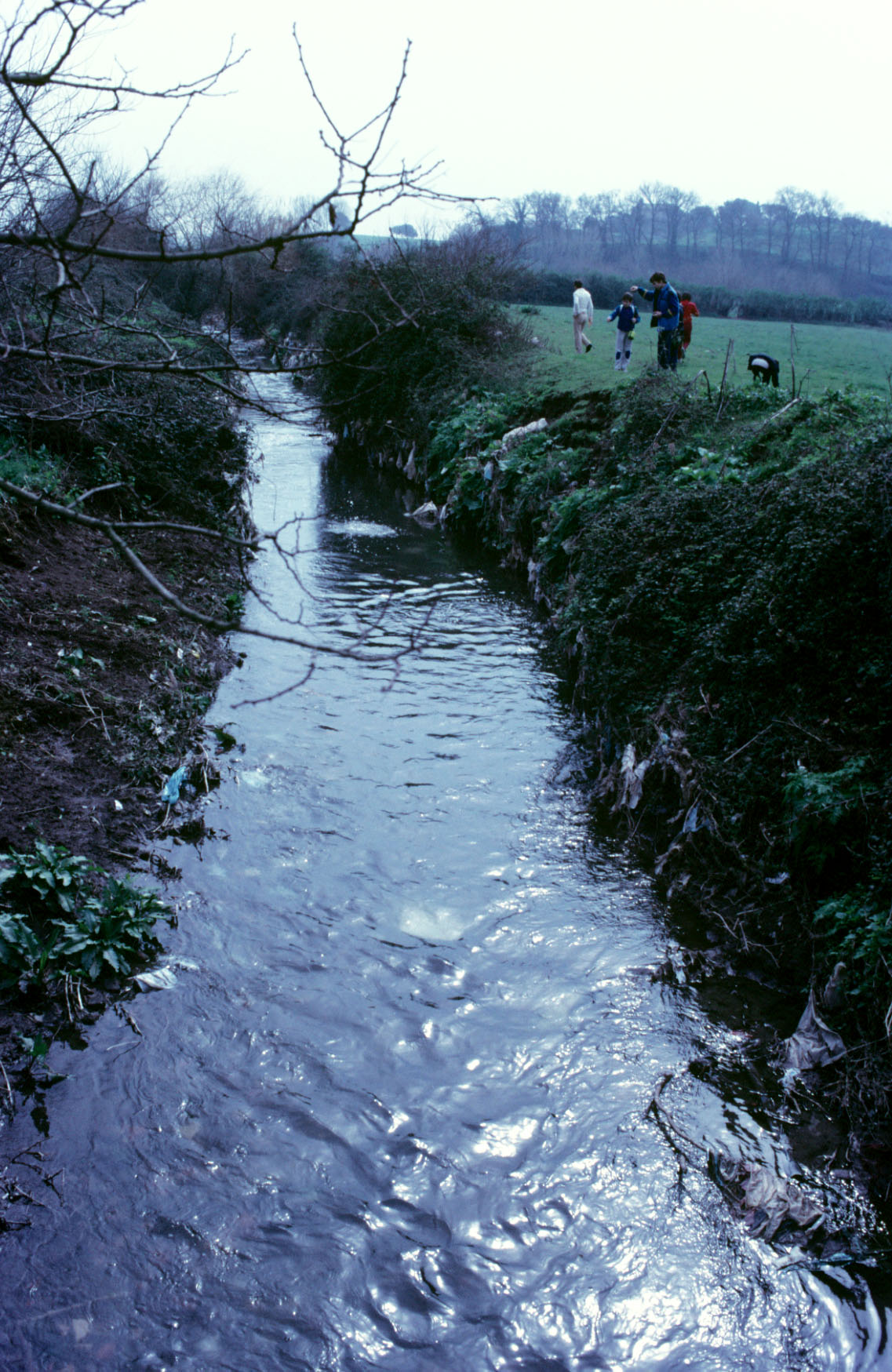
Marrane.
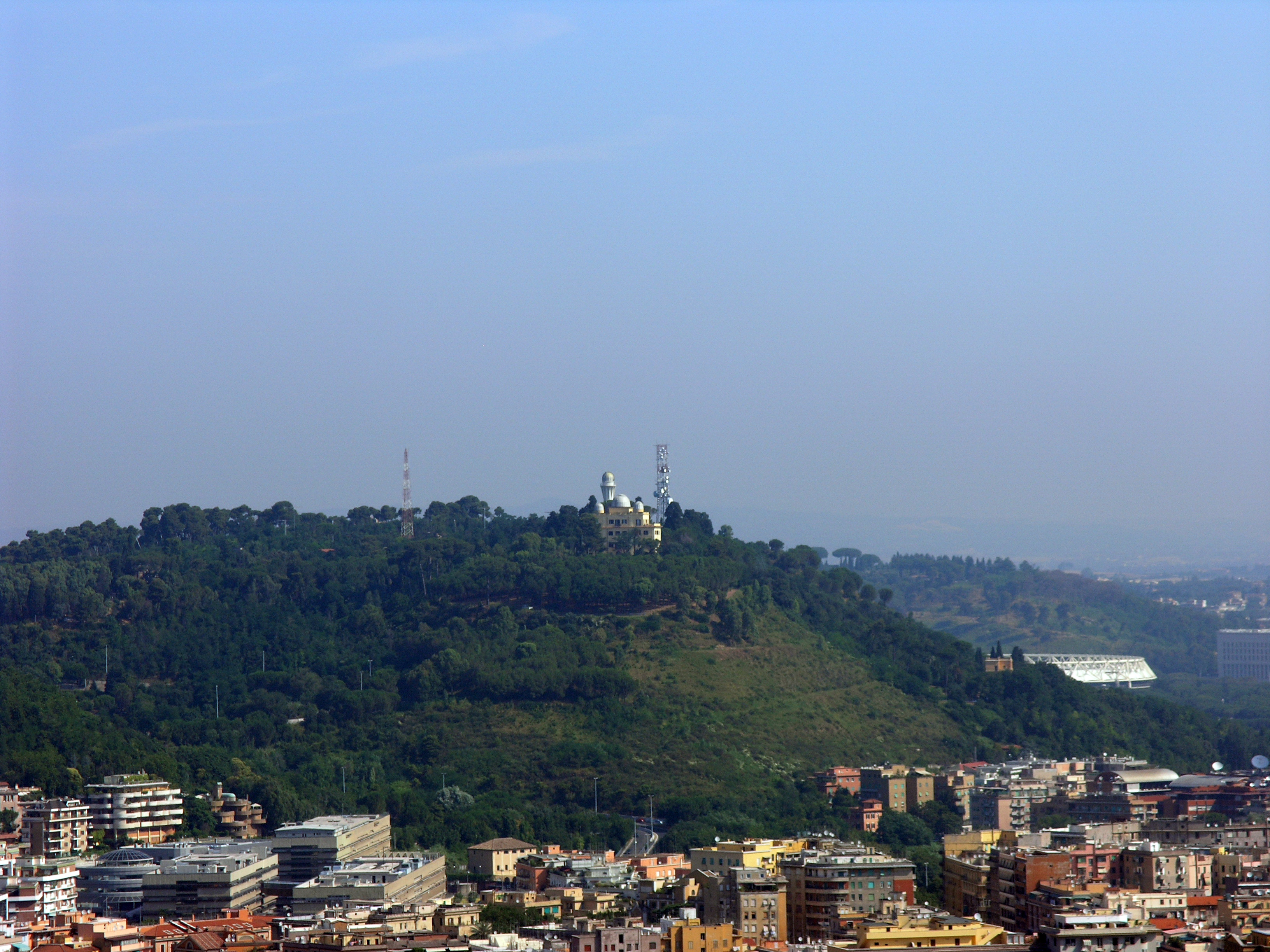
Colline de Monte Mario.
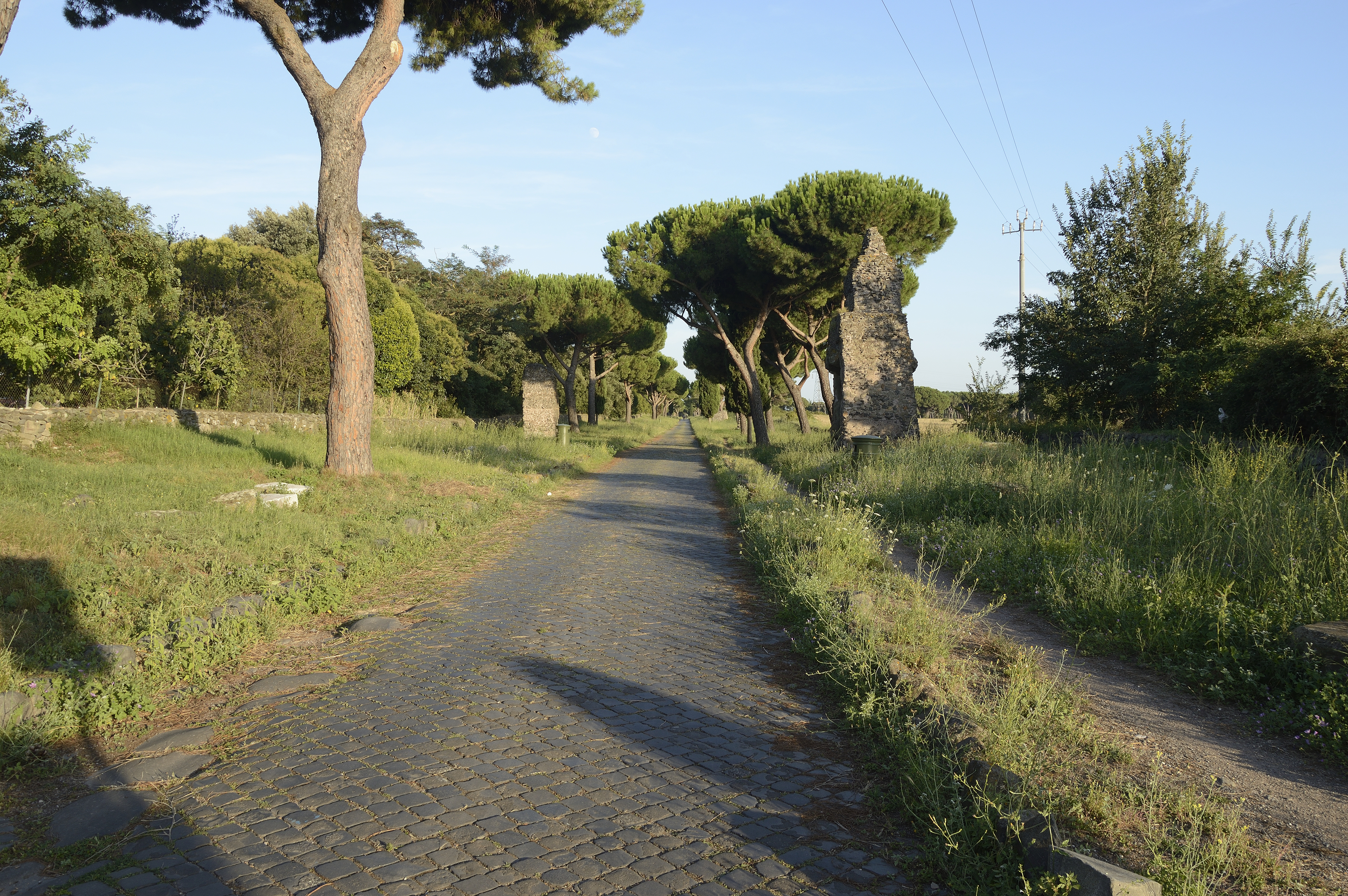
Paysage de la Via Appia.
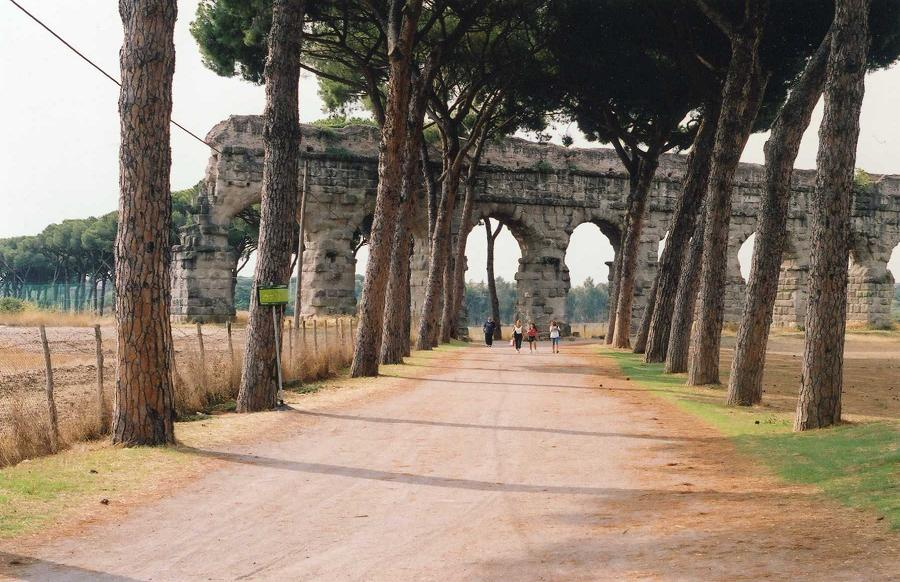
Parc des Aqueducs, dans l'Agro Romano.

### Climat
Rome bénéficie d'un climat méditerranéen (Köppen : Csa) caractéristique des côtes méditerranéennes de l'Italie. Les hivers sont doux, et les coups de froid en provenance des Apennins sont infréquents. La neige est très rare. Les étés sont chauds et secs, mais influencés par la proximité de la mer. Un record absolu de chaleur a été mesuré le 3 juillet 1905, atteignant 44,6 °C au centre de Rome. Les précipitations atteignent leur maximum lors des pluies orageuses d'automne. La plus haute température à Rome fut de 44,6 °C le 4 août 1981 et la plus basse fut de −9,4 °C le 11 janvier 1985 à Ciampino. La commune est si vaste et son relief si varié qu'il peut y avoir des variations climatiques importantes, par exemple entre les quartiers nord et ceux du sud, ou entre le centre-ville et le littoral.
| Mois                              | jan.  | fév.  | mars  | avril | mai   | juin | jui.  | août  | sep. | oct.  | nov. | déc.  | année   |
| --------------------------------- | ----- | ----- | ----- | ----- | ----- | ---- | ----- | ----- | ---- | ----- | ---- | ----- | ------- |
| Température minimale moyenne (°C) | 4     | 4,2   | 7,4   | 10,2  | 15,3  | 17,1 | 21,9  | 21,3  | 17,6 | 13,4  | 8,8  | 4,5   | 12,5    |
| Température moyenne (°C)          | 9     | 9,4   | 12,9  | 16,2  | 20,2  | 24,8 | 27,9  | 27    | 22,7 | 18    | 13,9 | 10,5  | 17,6    |
| Température maximale moyenne (°C) | 14    | 14,6  | 18,3  | 21,4  | 25,2  | 31,5 | 33,9  | 32,7  | 28   | 23,9  | 18,3 | 15,4  | 22,6    |
| Record de froid (°C)              | −9,4  | −6,9  | −3,5  | 1,4   | 3,8   | 9,6  | 13,1  | 13,3  | 6,9  | 1,8   | −2,2 | −4,6  | −9,4    |
| Record de chaleur (°C)            | 23,8  | 26    | 28,6  | 32    | 37,2  | 42,8 | 44,6  | 43,7  | 41,8 | 38,2  | 29,4 | 26,2  | 44,6    |
| Ensoleillement (h)                | 170,9 | 192,8 | 207,4 | 241   | 293,5 | 335  | 361,7 | 337,6 | 307  | 215,3 | 169  | 161,6 | 2 972,8 |
| Précipitations (mm)               | 69,1  | 70,5  | 56,9  | 68,5  | 17,6  | 1    | 0,1   | 0,4   | 43,9 | 51,1  | 87,6 | 91,1  | 492,8   |

### Environnement

#### Écosystème
Situé à la frontière entre le nord méditerranéen et une zone plus froide liée à la présence des Apennins et des volcans, l'écosystème de Rome se divise en trois zones : humide autour du Tibre et de l'Aniene, plus sec vers la partie Est, et plus méditerranéen sur la partie proche de la côte. La faune et la flore se répartissent selon ce découpage.

##### Flore
Avec sa diversité de paysages et son étendue, Rome offre une grande variété d'habitats pour les plantes. Une analyse de la flore réalisée en 1995 a permis de dénombrer plus de 1 300 espèces de plantes : ce nombre, important pour une ville de cette taille, s'explique grâce à la douceur du climat et à l'ensoleillement. Parmi les espèces les plus typiques, les pins, pins parasols, cyprès, palmiers, lauriers-roses, magnolias, eucalyptus, cèdres, chênes verts, sont présents dans les parcs, les allées, les zones archéologiques, le long des routes, sur les places. La visibilité de cette verdure méditerranéenne et exotique crée une impression de ville verte.

##### Faune
La faune également bénéficie de ces conditions écologiques particulières. Il a été dénombré à Rome 145 espèces de vertébrés. Les chats, vivant en liberté, notamment dans les zones archéologiques, seraient près de 300 000, et sont depuis 2001 protégés à titre de « patrimoine bioculturel ». La présence d'oiseaux, comme les cormorans et les mouettes en plein centre-ville, prouve la qualité biologique des eaux des fleuves, où vivent suffisamment de poissons et en assez grande variété pour les nourrir.

##### Parcs et espaces verts
Rome est l'une des capitales les plus vertes d'Europe. Elle possède un grand nombre de parcs qui appartenaient auparavant à l'aristocratie locale. Les jardins sont souvent nommés « villas » car ils se trouvent sur d'anciennes propriétés patriciennes. Rome est également une des seules grandes villes à avoir autant d'espaces agricoles et de campagne en son sein, l'Agro Romano. Au total, les zones vertes libres couvrent une superficie totale de 86 000 hectares, soit 67 % des 128 500 hectares de Rome Capitale.
Parmi les grands parcs du centre-ville, se trouvent :
- Villa Doria Pamphilj (180 ha) ;
- Villa Ada (180 ha) ;
- Villa Borghèse (80 ha) ;
- Jardins du Vatican (23 ha) ;
- Villa Glori (25 ha) ;
- villa Celimontana (11 ha) ;
- villa Torlonia (13 ha) ;
- Villa Médicis (7 ha) ;
- jardins du Pincio ;
- Jardin botanique de Rome (12 ha).

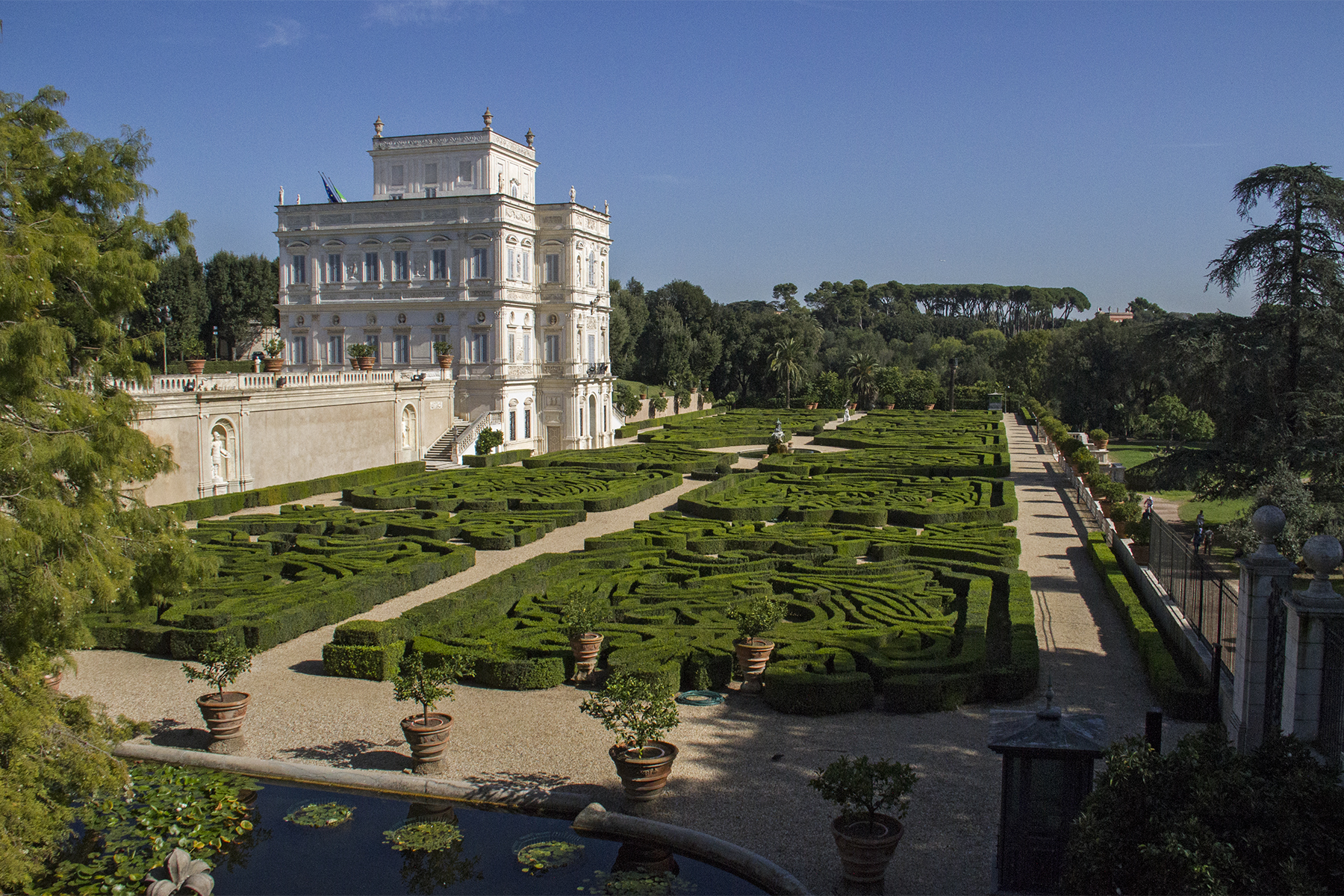
Villa Doria Pamphili.
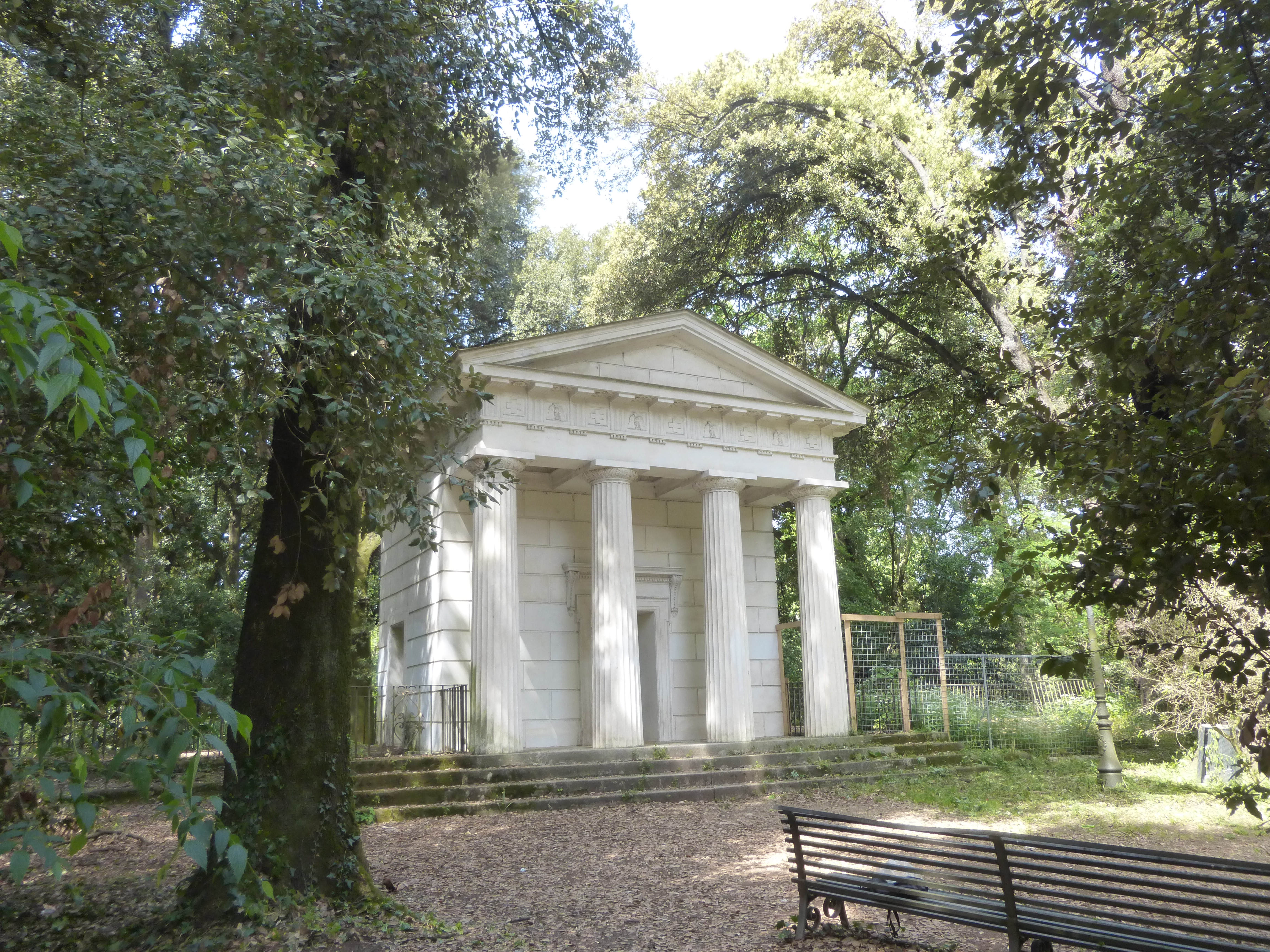
Villa Ada, Temple de Flore.
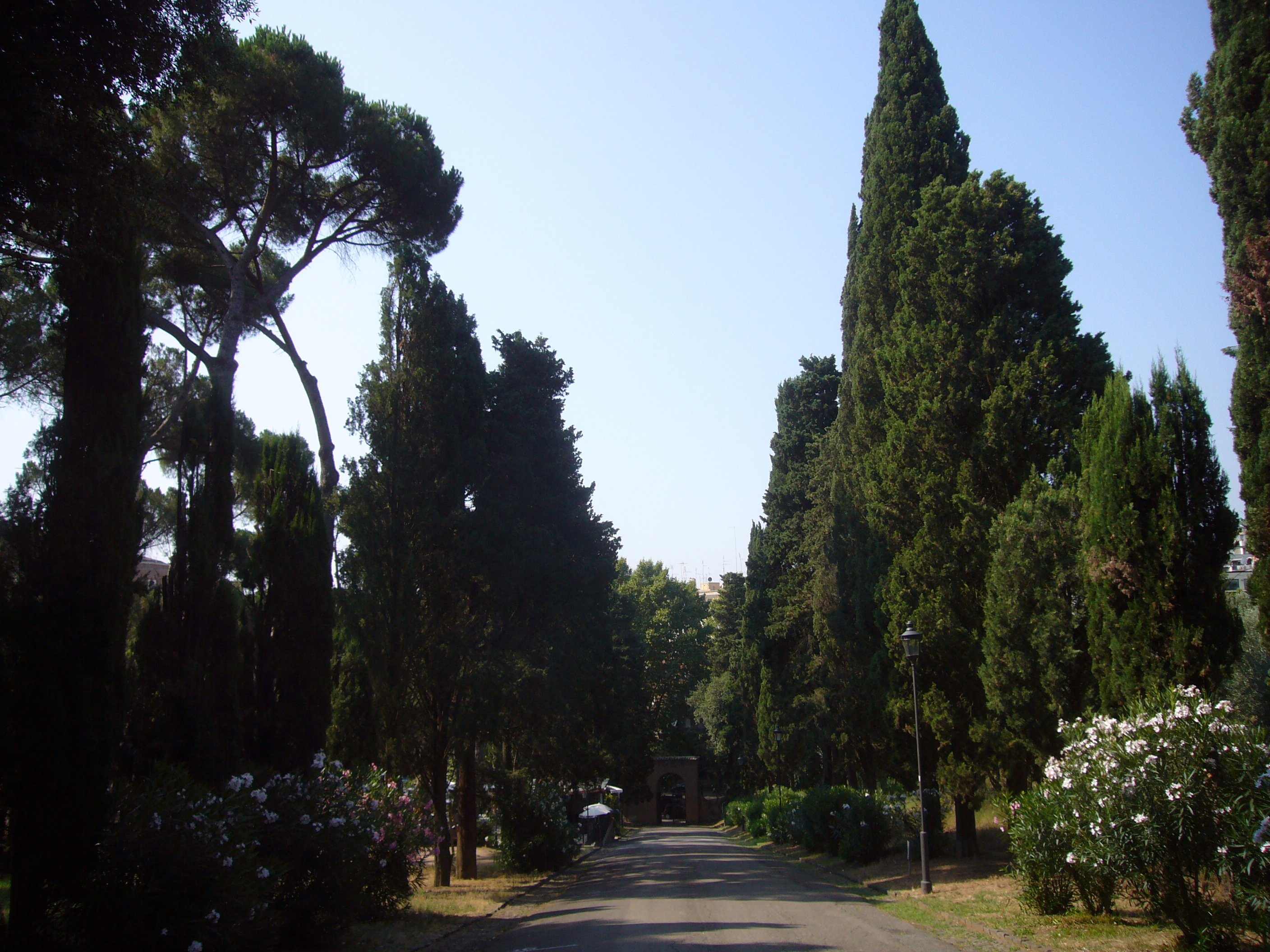
Villa Glori.
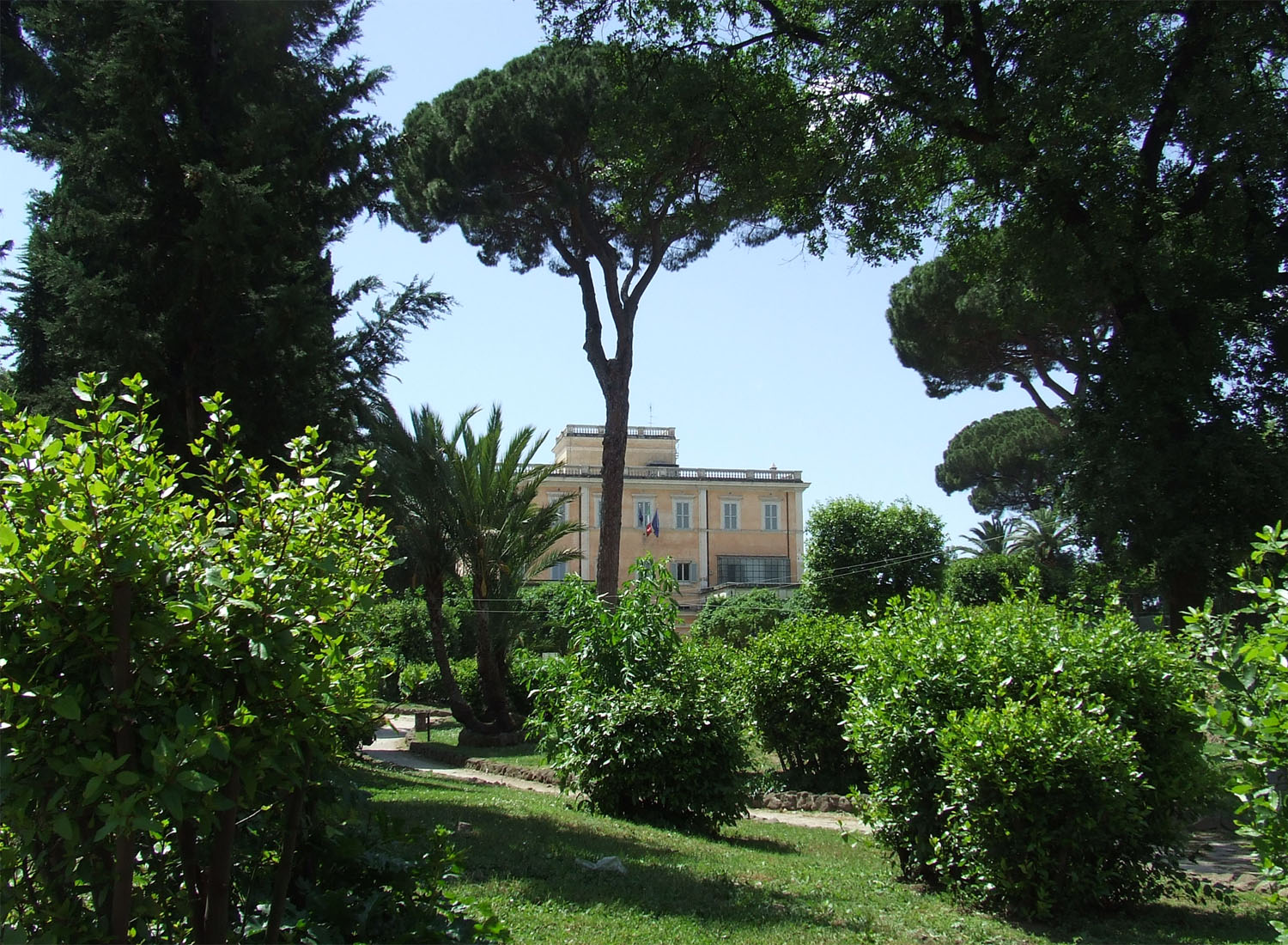
Villa Celimontana.
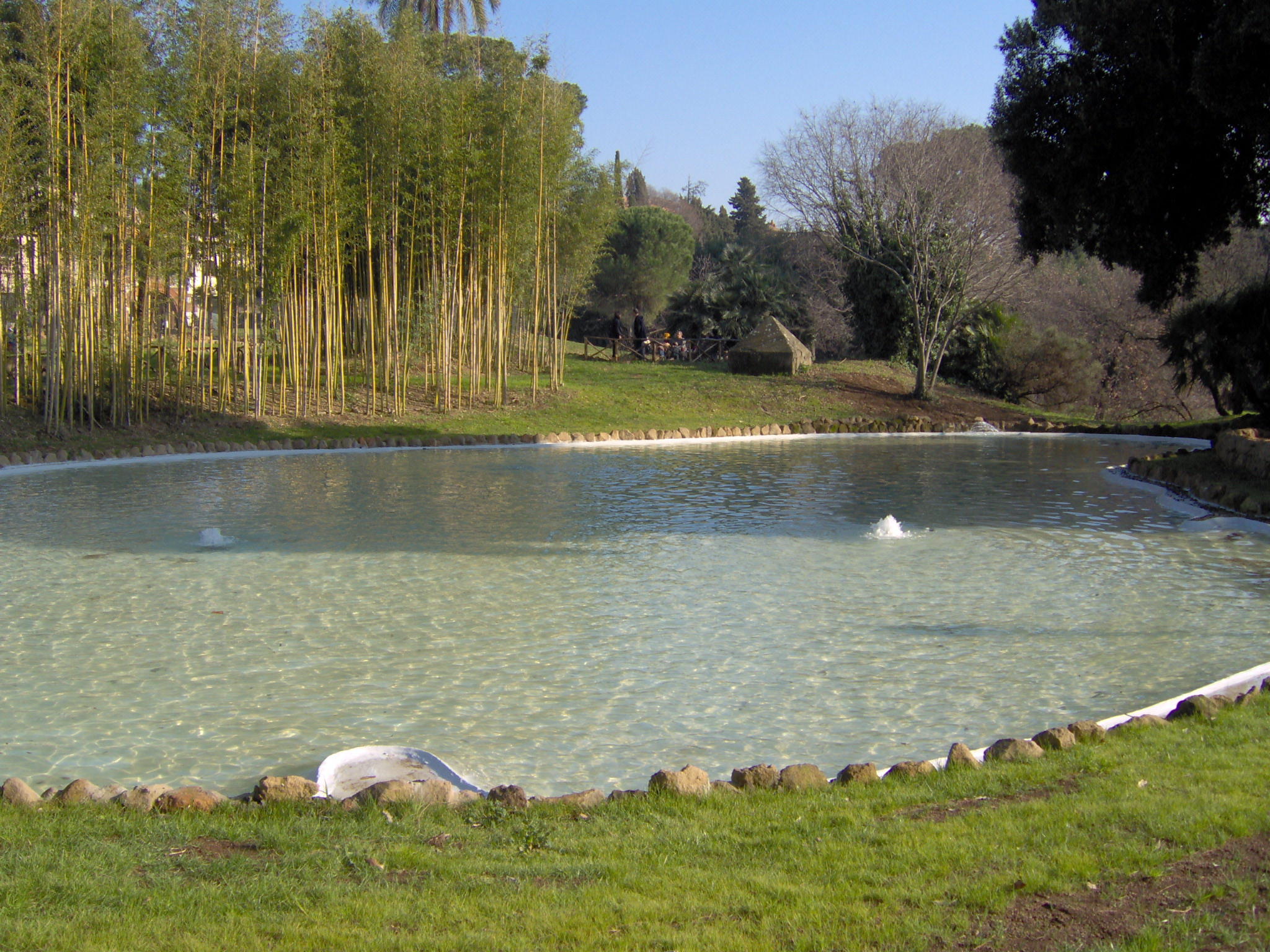
Villa Torlonia, lac.
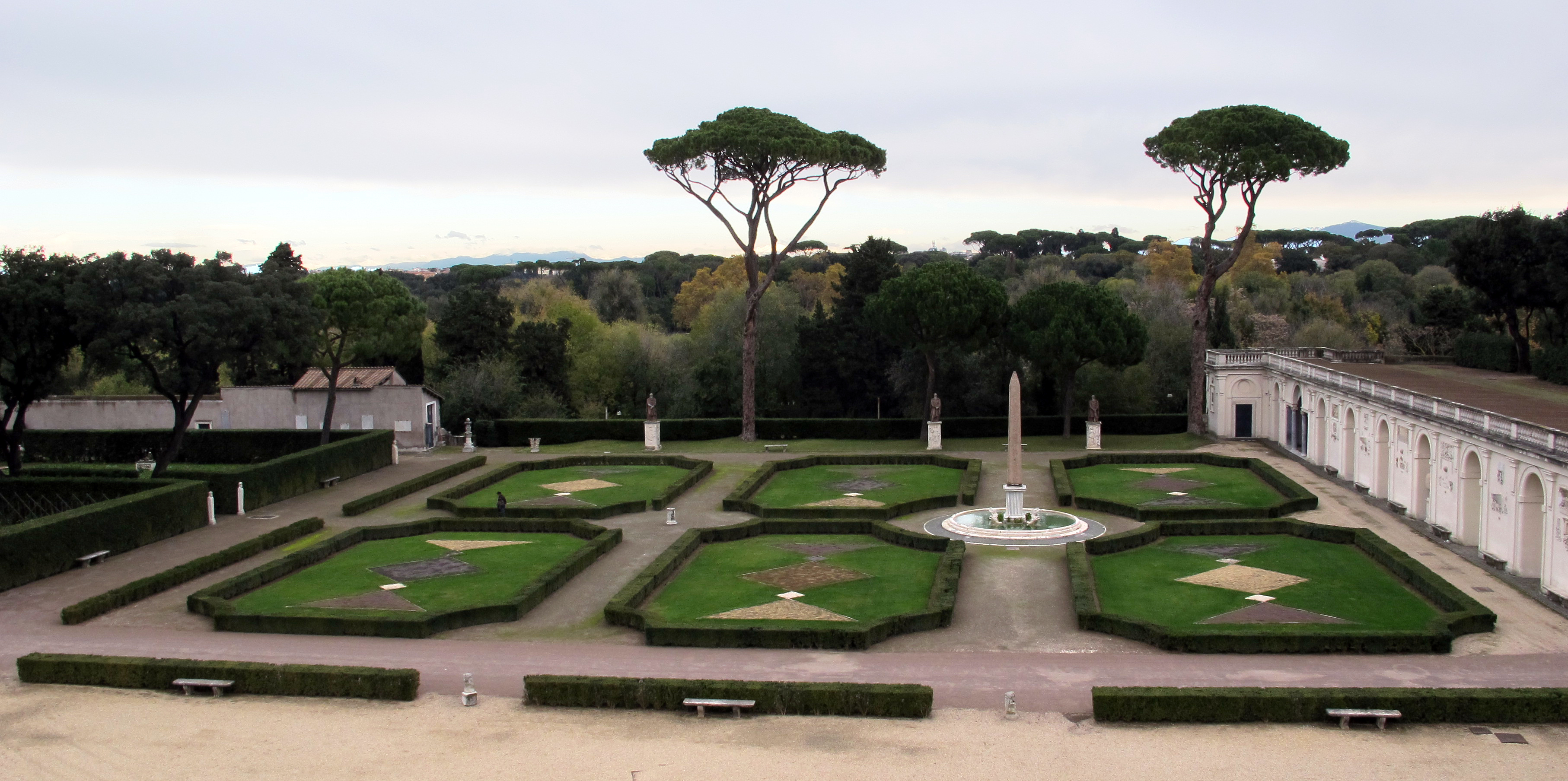
Jardins de la Villa Medicis.
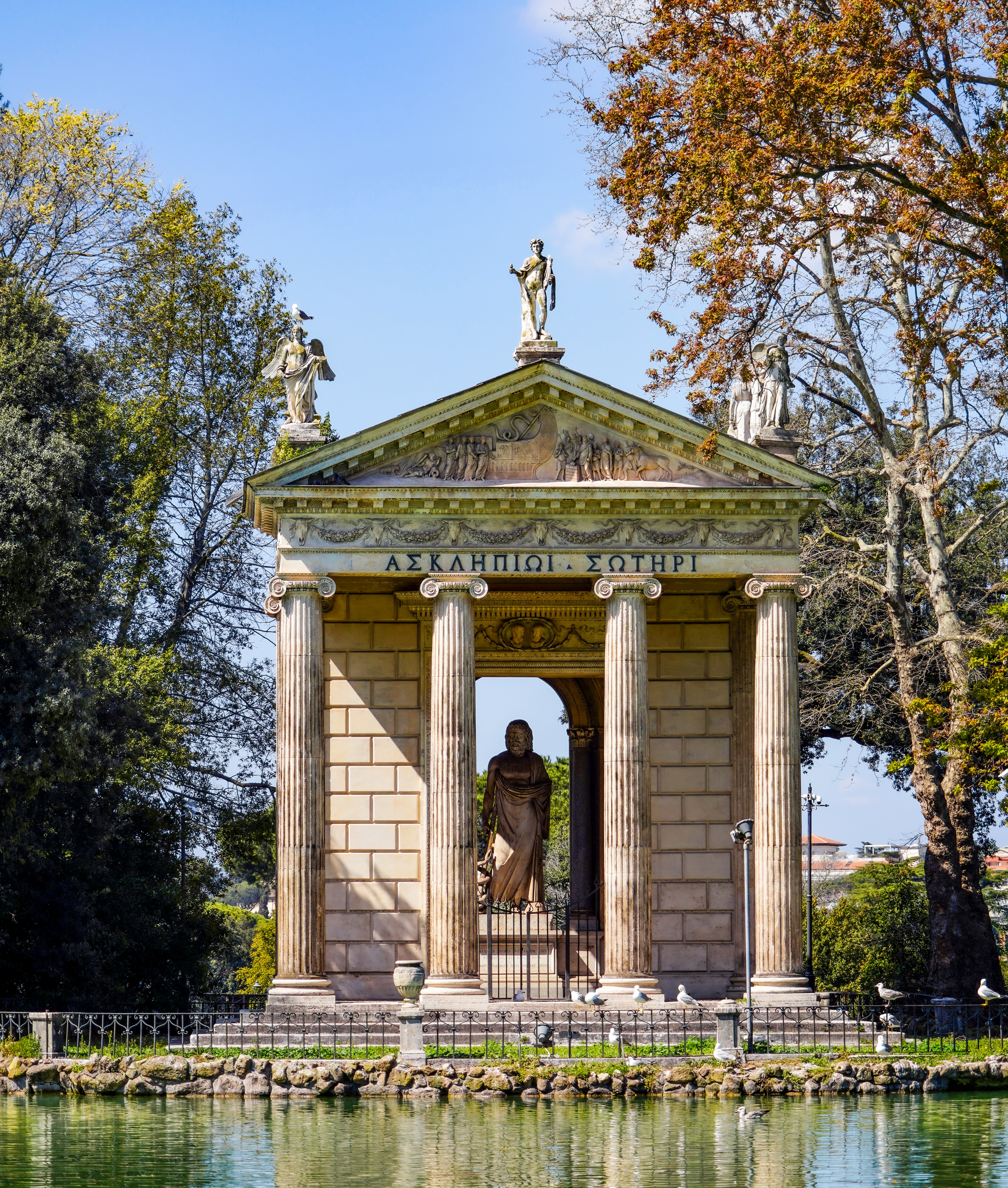
Villa Borghese.
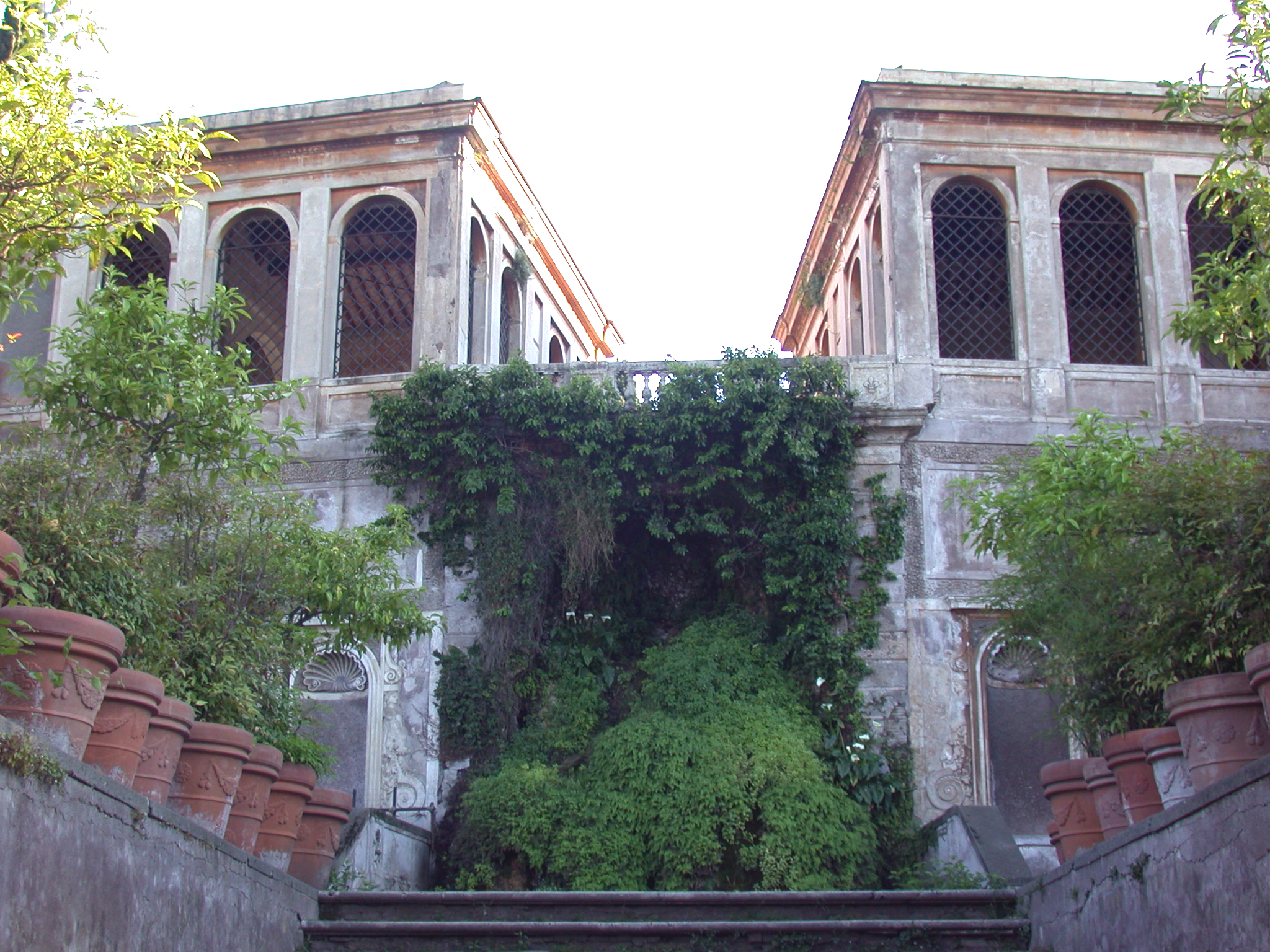
Jardins Farnèse, au Palatin.

La protection des zones naturelles est un phénomène assez récent à Rome, puisque c'est en 1987 qu'a été créée la première réserve naturelle (parc urbain du Pineto) et l'année suivante le parc régional de l'Appia Antica (1988). Le maintien d'espaces naturels grâce aux vestiges archéologiques est particulier à Rome, et permet à la nature d'arriver au centre de la ville. Il existe toujours des champs cultivés, des prés, de vieilles fermes, des allées de pins parasols, des pinèdes, vallons ou des zones humides. L'organisme de protection de la nature Romanatura, créé en 1997, a permis d'amplifier le nombre de zones protégées (actuellement[C'est-à-dire ?] de quatorze)
, parmi lesquelles :
- parc régional de l'Appia antica (3 296 ha), le long de la Via Appia ;
- réserve naturelle du Monte Mario (206 ha) ;
- réserve naturelle de la Vallée de l'Aniene (650 ha), protégeant les rives de la rivière Aniene ;
- parc régional urbain du Pineto (pinède, 240 ha) ;
- réserve naturelle d'État du littoral romain, la plus vaste (16 327 ha ; protège les plages, dunes, maquis du littoral) ;
- réserve naturelle de Decima-Malafede (6 145 ha) ;
- réserve naturelle de l'Insugherata (740 ha) ;
- réserve naturelle de la Vallée des Casali (466 ha) ;
- parc archéologique de Centocelle (120 ha ; depuis 2008, sur le site d'un aéroport désaffecté) ;
- Monument naturel Parco della Cellulosa (100 ha).

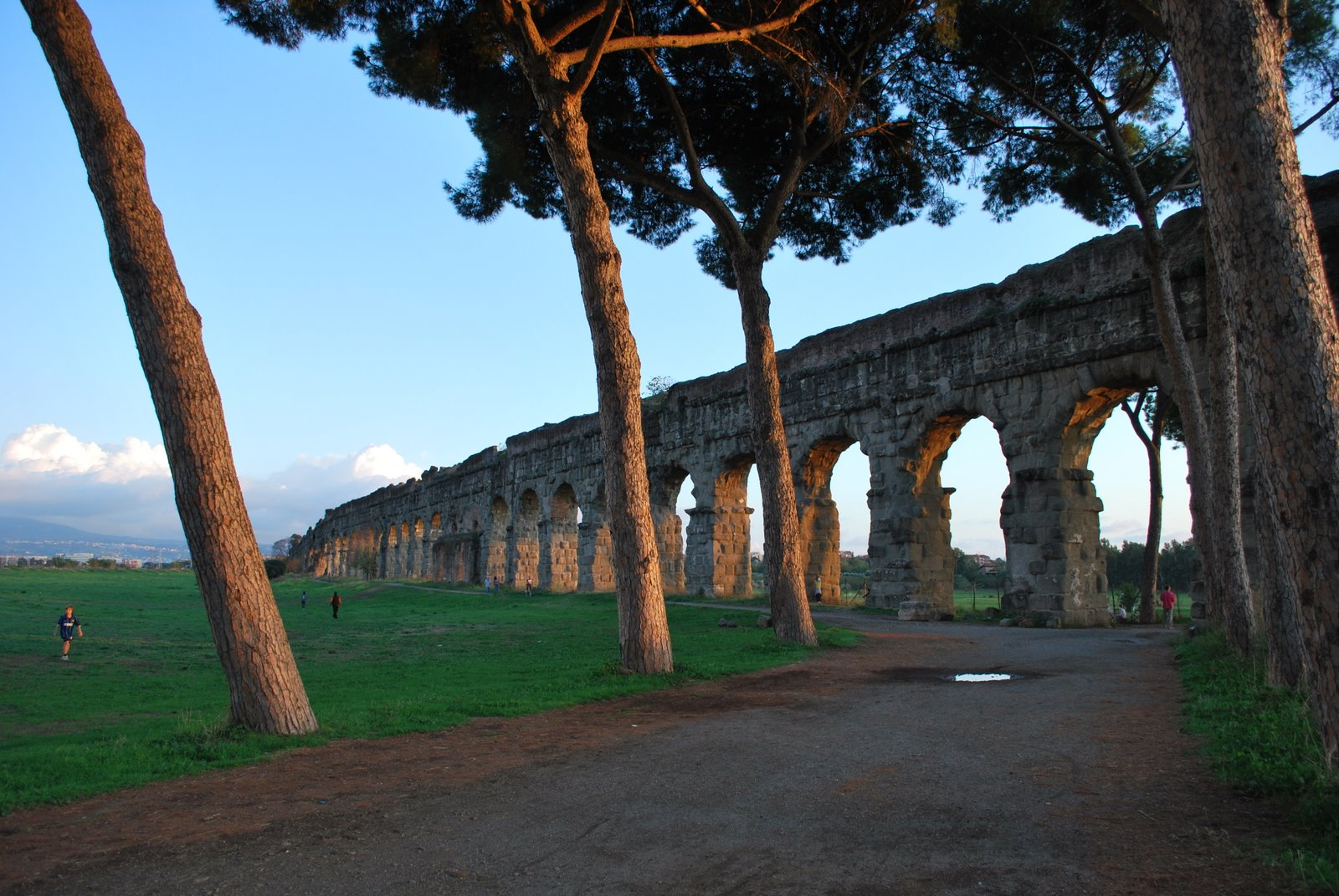
Parc des Aqueducs.
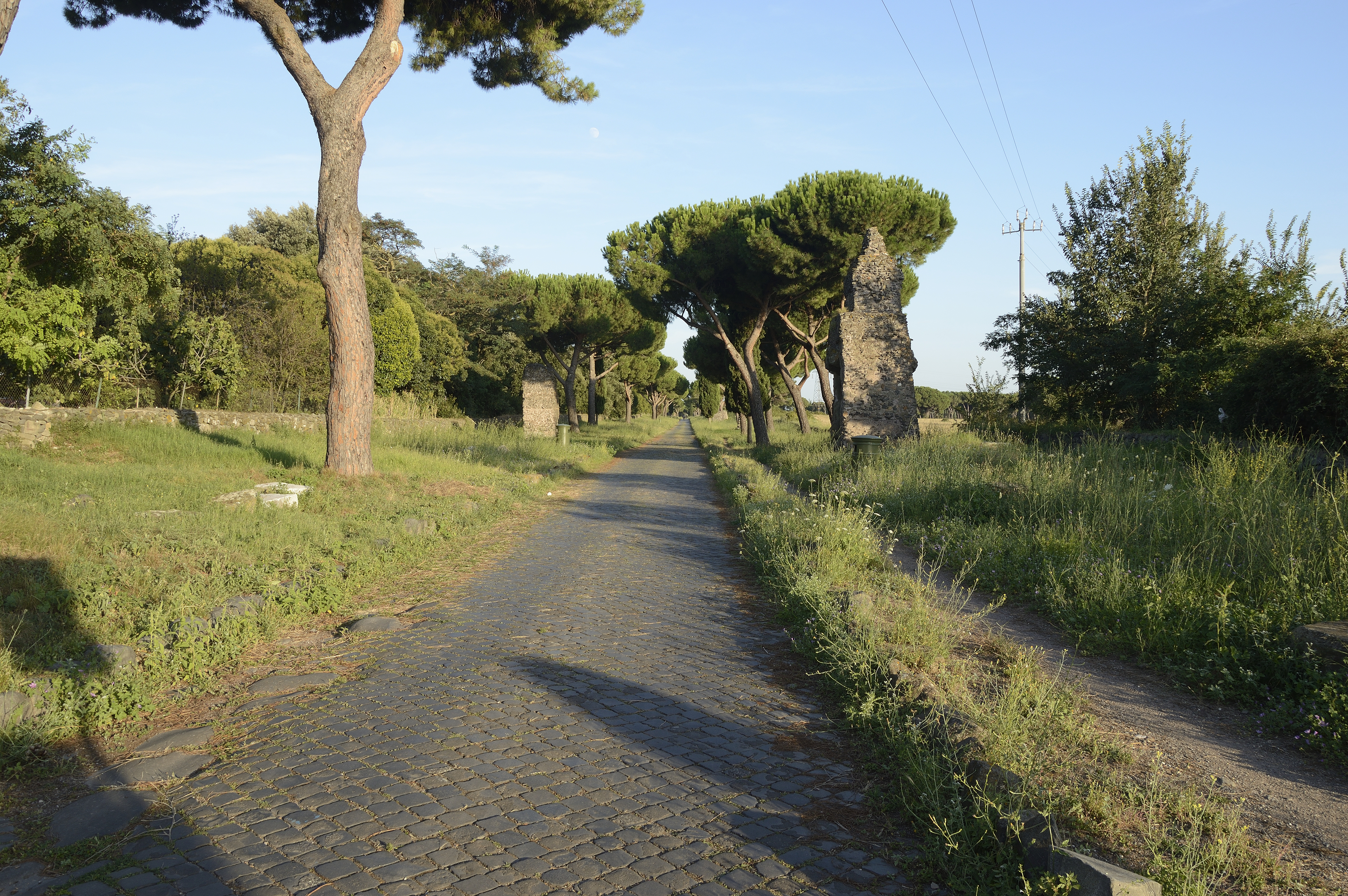
Parc de la Via Appia Antica.
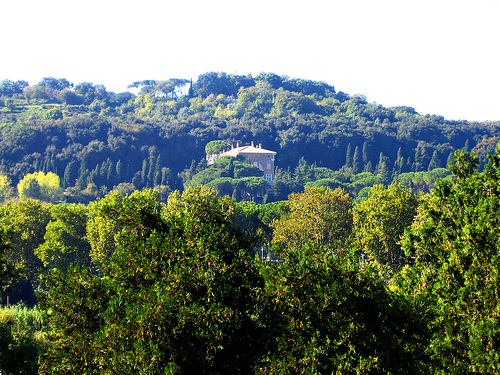
Réserve naturelle du Monte Mario.
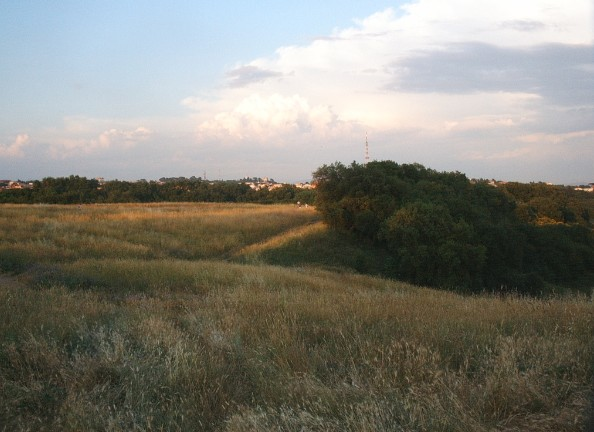
Parc du Pineto.
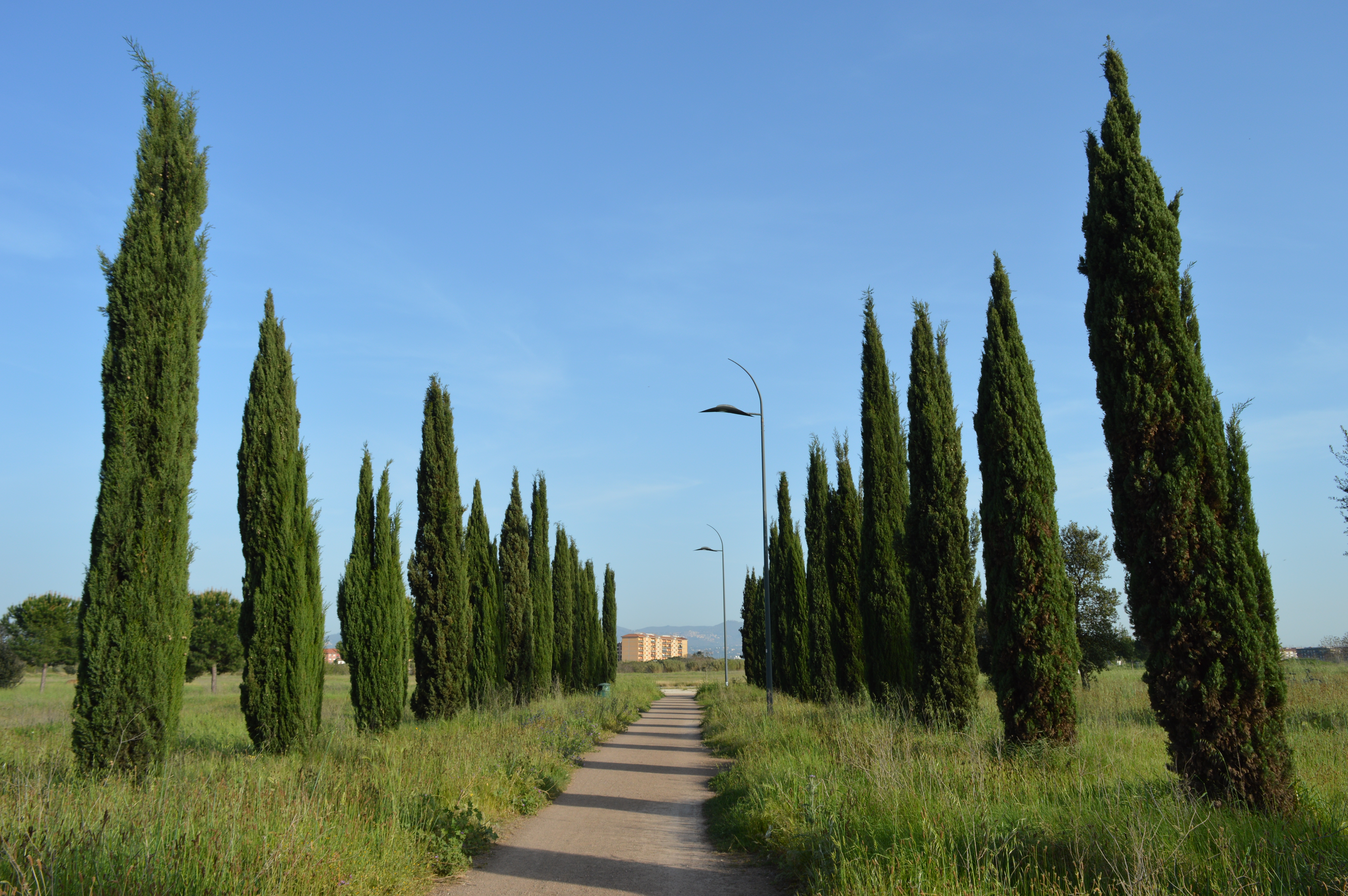
Parc de Centocelle.
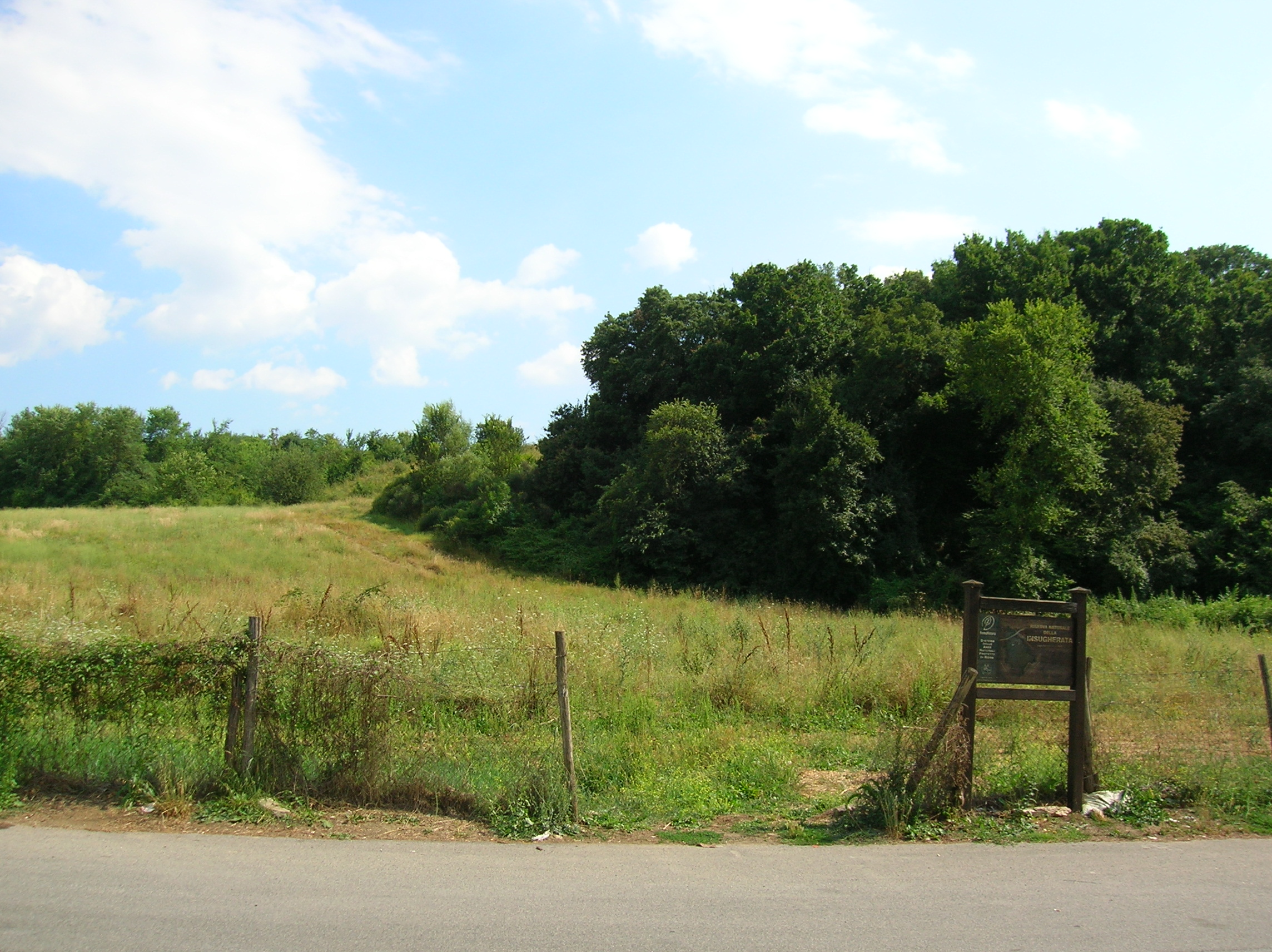
Réserve Naturelle Insugherata.
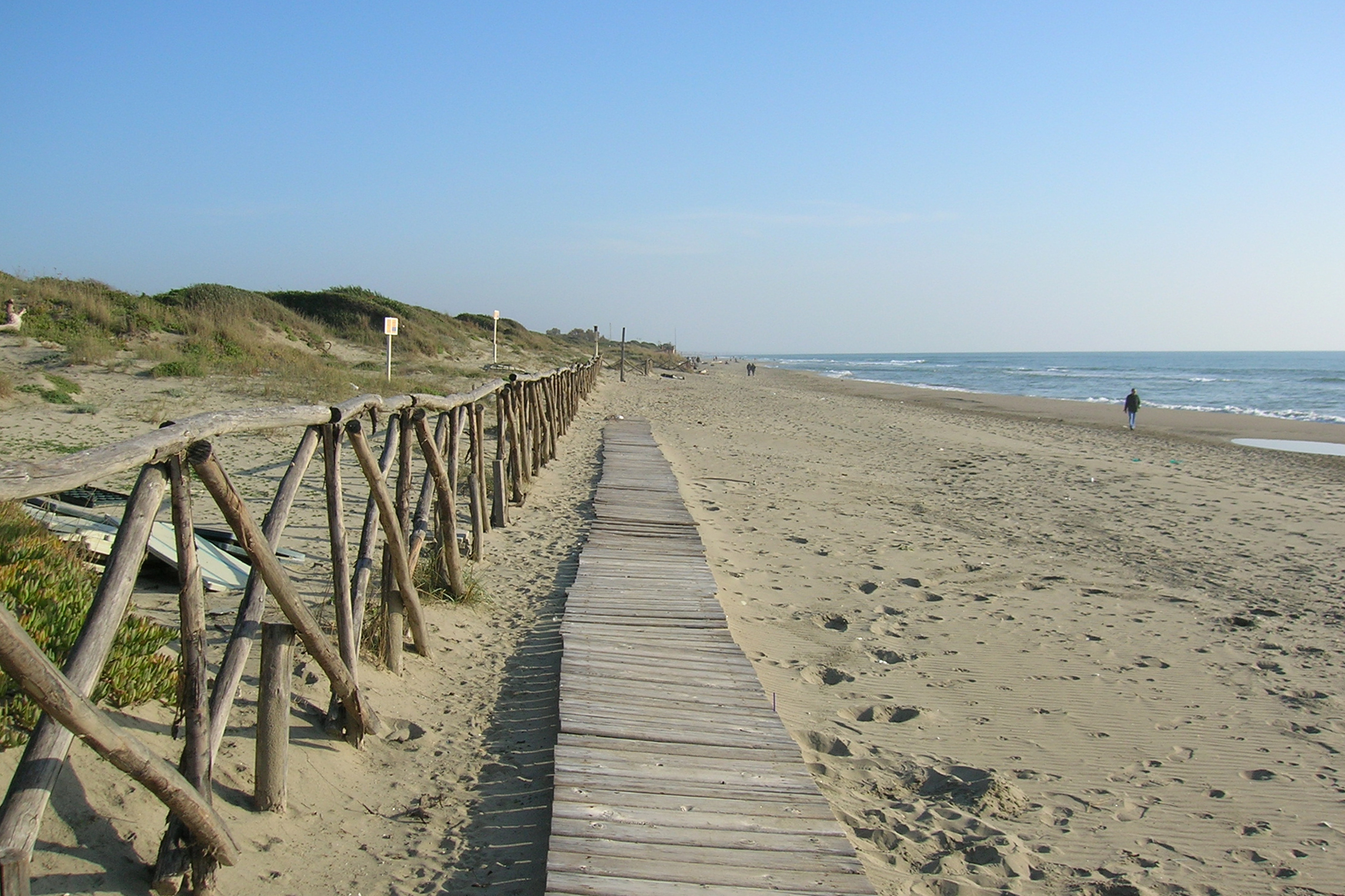
Réserve naturelle du littoral romain.
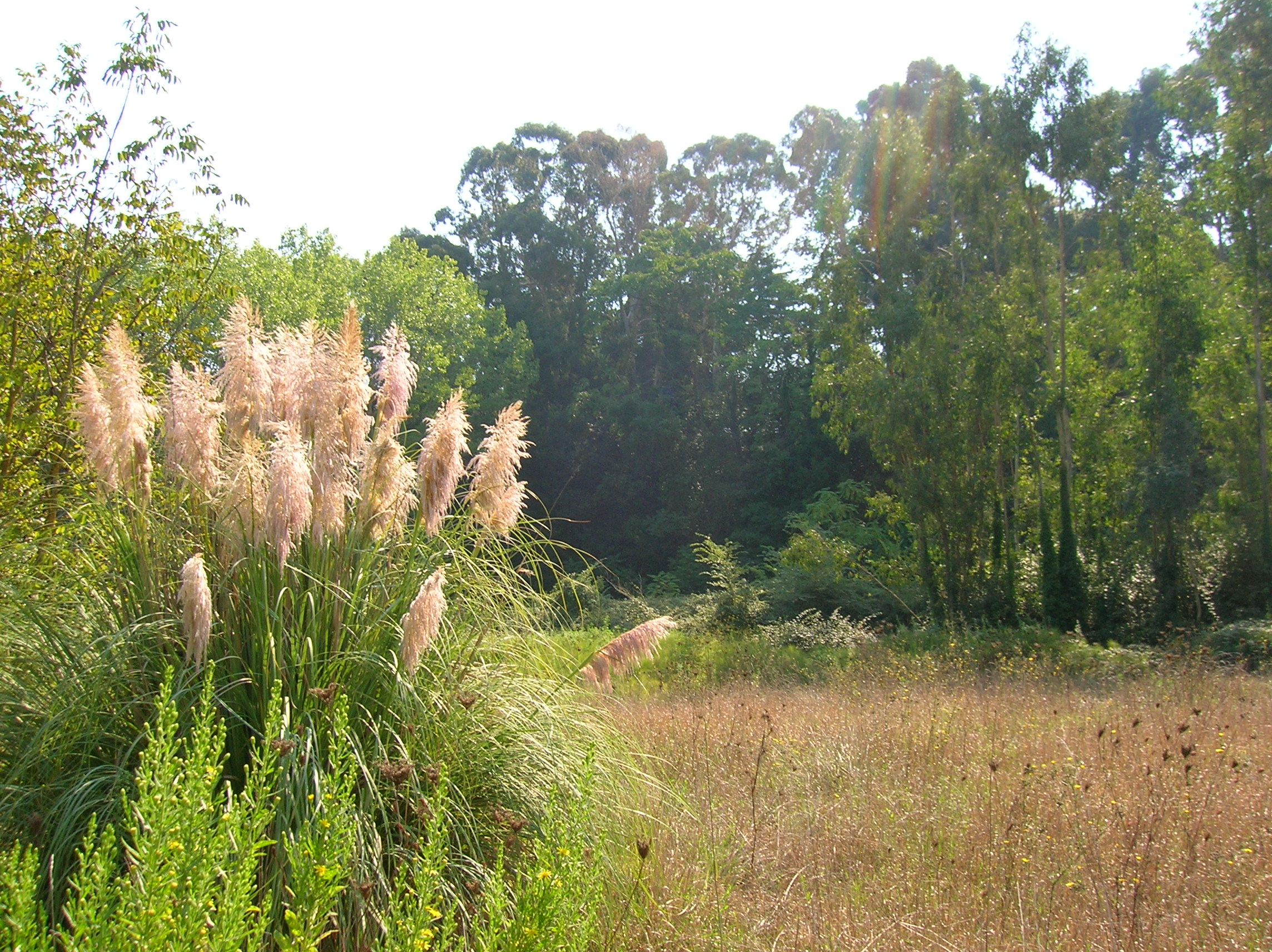
Parco della Cellulosa.

### Hameaux

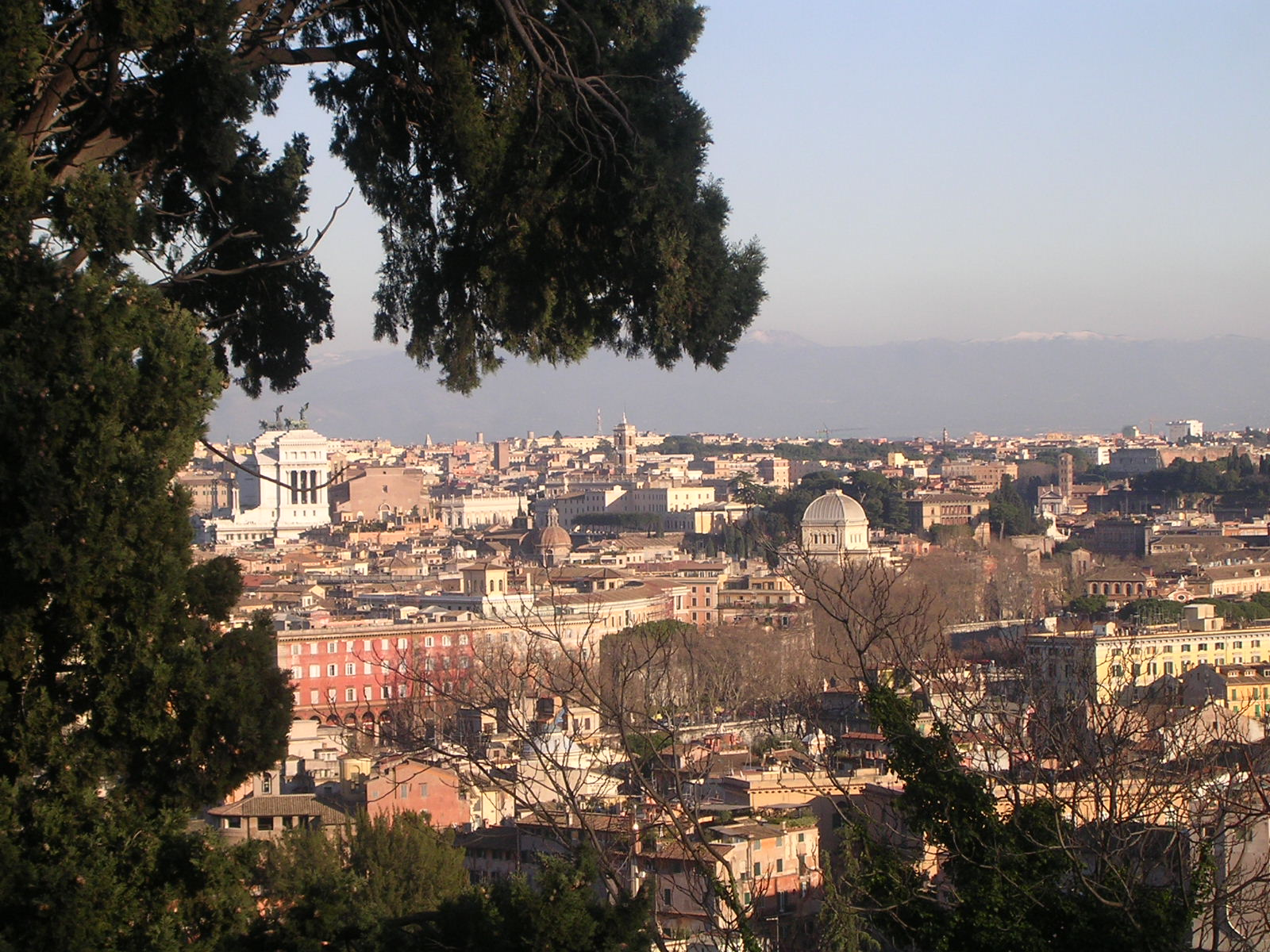
Vue de Rome depuis le Janicule.

Ostie, Ostia Antica, Acilia Nord, Acilia Sud, Vitinia, Infernetto, Trigoria, Piana del Sole, Casal Palocco, Castel di Leva, Villaggio Prenestino (it), Castelverde, Corcolle, La Storta-Olgiata, Massimina, Monte dell'Ara-Valle Santa.

### Communes limitrophes
Albano Laziale, Anguillara Sabazia, Ardea, Campagnano di Roma, Castel Gandolfo, Castel San Pietro Romano, Ciampino, Colonna, Fiumicino, Fonte Nuova, Formello, Frascati, Gallicano nel Lazio, Grottaferrata, Guidonia Montecelio, Marino, Mentana, Monte Porzio Catone, Monte Compatri, Monterotondo, Palestrina, Poli, Pomezia, Riano, Sacrofano, San Gregorio da Sassola, Tivoli, Trevignano Romano, Zagarolo, lanuvio.

## Étymologie et symboles
Le nom de la ville est dû selon la tradition à la légende des jumeaux Romulus et Rémus, où le premier tua le second, obtenant ainsi le droit de donner son nom à la ville qu'il construisait. Une autre hypothèse suggère que le nom de Rome viendrait du mot Rumon, nom étrusque du Tibre, qui serait ainsi devenue « La ville du fleuve ». On a aussi évoqué une origine provenant du mot grec ῥώμη (rhṓmē), qui signifie force. La date légendaire de la fondation de la ville est fixée au 21 avril de l'an 753 av. J.-C. (date qui a été retenue comme celle du début du calendrier romain).

### Surnoms de Rome
- La Ville aux Sept Collines[35] ; désignant traditionnellement les principales collines sur lesquelles est édifiée la Rome antique ;

Emblème de la ville de Rome, avec la devise antique « SPQR ».

- La Ville éternelle (en latin : Urbs Aeterna ; en italien : La Città Eterna) donnée par le poète romain Tibullus au Ier siècle av. J.-C., expression également reprise par Ovide, Virgile et Tite-Live[14] ;
- Caput mundi (du latin : « Capitale du monde »), expliqué par l’immensité croissante de l’Empire romain qui a fait de Rome l’une des villes les plus influentes de l’histoire ;
- L'Urbs (« La Ville » en latin), car dans l'Antiquité le mot Urbs désignait Rome, qui était considérée comme la ville par excellence ;
- Caput fidei (du latin : « Capitale de la foi ») et Ville Sainte, car Rome a été pendant des siècles le siège principal du pouvoir de l’Église catholique (qui est donc très souvent aussi appelée l’Église catholique romaine).

### Symboles
Les symboles de Rome sont :
- la louve capitoline, inspirée par la légende de la fondation de Rome ;
- SPQR (le Sénat et le peuple romain)[36] : la devise antique, qui est toujours celle de la ville de Rome : elle fait partie du blason de la ville, et figure toujours sur les édifices publics, bâtiments et bouches d'égout.

Les couleurs de Rome sont le rouge et le jaune (la pourpre et l'or).

## Histoire

### Origine légendaire
Selon la légende, Rome aurait été fondée le 21 avril 753 av. J.-C.« Varron date l'événement de la 3e année de la 6e Olympiade, soit entre l'été 754 et le printemps 753. Et puisque le jour de la fondation est associé à la fête de Parilia par Romulus (sur le mont Palatin), qui aurait tué son frère jumeau Rémus lors de la création de la ville. Ces deux frères sont les descendants du dieu Mars et de Rhéa Silvia, fille de Numitor. La généalogie légendaire de Romulus permet de donner une origine divine à Rome : la Ville aurait été créée, car les dieux le voulaient ainsi. Les Romains affectionnent de lier l'histoire de Rome à celle de la mythique ville de Troie et de sa chute ; peut-être trouve-t-on là l'intention de la fable, rapportée par Plutarque, sur une origine de la ville du fait de naufragés troyens et troyennes, reprenant la trame narrative des Nauprestides. »

### D'après l'archéologie
D'après les sources archéologiques, les premiers occupants du site au VIIIe siècle av. J.-C. étaient des bergers vivant dans des cabanes installées sur le Mont Palatin, une colline qui domine le Tibre.
À la même époque, la péninsule italienne est occupée par plusieurs peuples : les Grecs au Sud, les Carthaginois en Sardaigne et en Corse, les Étrusques au Nord, des peuples italiques au centre. Ce sont les Étrusques qui, au VIIe siècle av. J.-C. réunissent les villages dans la plaine du Latium et créent une cité qui est protégée par les sept collines environnantes et par ses remparts.

## Démographie

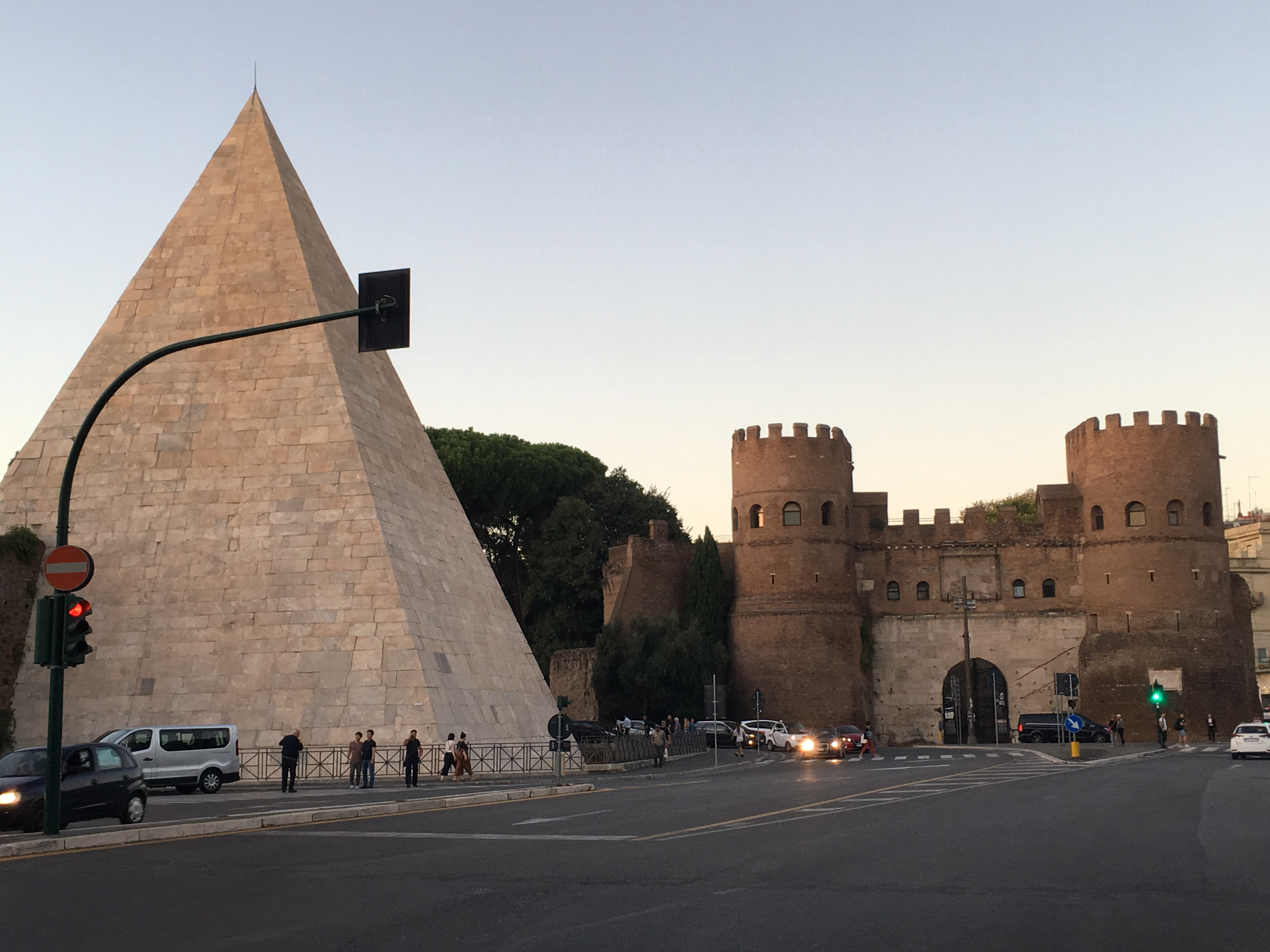
Pyramide de Caius Cestius et Porta San Paolo.

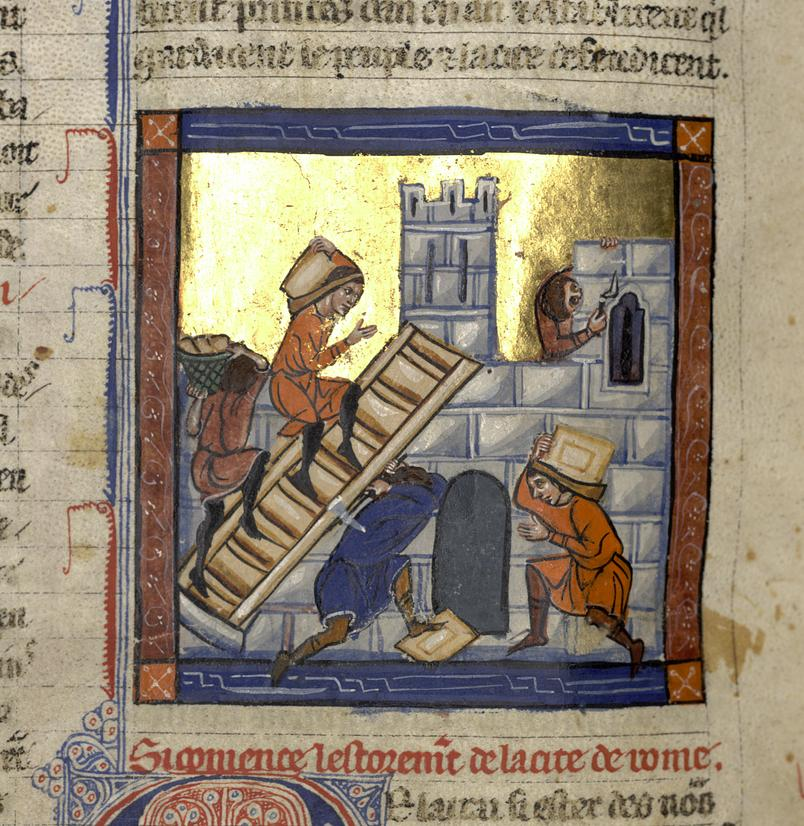
Miniature de la construction de Rome du manuscrit enluminé de lHistoire ancienne jusqu'à César de Saint-Jean-d'Acre (Ms 562), 1260-1270, conservé à la Bibliothèque municipale de Dijon.

Rome est l'une des rares capitales du monde qui a été constamment habitée depuis près de trois millénaires. Les spécialistes considèrent que Rome était, à l'époque impériale (c'est-à-dire pendant la période comprise entre les débuts de l'époque chrétienne et le VIe siècle), la plus grande ville du monde, comptant entre un et deux millions d'habitants (à peu près la taille de Londres au début du XIXe siècle, lorsque Londres était la plus grande ville du monde).
Rome a commencé à avoir des caractéristiques strictement urbaines avant même l'avènement de la dynastie étrusque des Tarquins (fin du VIIe siècle av. J.-C.). Vers le milieu du VIe siècle av. J.-C., sous le roi Servius Tullius, on estime que Rome comptait déjà au moins 30 000 habitants, ce qui en faisait l’un des centres les plus importants de la région étrusque et du Latium. Moins de trois siècles plus tard, à la veille des guerres puniques (vers 270 avant J.C.), la ville apparaissait déjà, avec 187 000 habitants, comme l'une des grandes métropoles de la Méditerranée occidentale, dépassée en population seulement par Carthage,.
À la fin de l'époque républicaine (seconde moitié du IIe siècle av. J.-C.), Rome devint le centre habité le plus peuplé du monde, et cela pendant presque toute l'ère impériale, certainement jusqu'au premier sac par les Wisigoths (410), sans doute encore jusqu'à la veille de la conquête des Vandales et du second pillage, presque un demi-siècle plus tard, en 455.
Sous Auguste, la population romaine s'élevait à environ un million d'habitants, atteignant son expansion maximale à l'ère antonine (milieu du IIe siècle apr. J.-C.), avec entre 1 200 000 et 1 700 000 habitants entassés dans environ 49 000 bâtiments (la plupart comprenant plusieurs étages),. La ville devra attendre le recensement de 1951 pour atteindre à nouveau ces niveaux démographiques. Au cours des deux cents années suivantes, la population connut un certain déclin, s'établissant au début du Ve siècle entre 700 000 et un million d'habitants. Au milieu de ce même siècle, quatre décennies après le sac de 410, la métropole capitoline abritait encore 650 000 habitants dans ses murs. Le deuxième sac des Vandales (455), beaucoup plus destructeur et sanglant que le précédent, et les longues années de guerre et de famine qui suivirent décimèrent la population romaine. Au début du VIe siècle, la ville n'abritait plus qu'environ 200 000 personnes. Selon Procope, après son premier sac de Rome en 546, le Goth Totila n'aurait laissé à Rome que cinq cents habitants presque morts de faim. La ville, après avoir subi plusieurs sacs, tant par les Goths que par les Byzantins, ne comptera plus que 30 000 habitants à la fin des guerres gothiques, ce déclin démographique entraînant une rétraction du tissu urbain vers l'anse du Tibre et le champ de Mars. La population de la ville est restée à ces niveaux pendant presque tout le Moyen Âge. Au XIe siècle, le sac de Rome opéré par les Normands de Robert Guiscard décima encore plus la petite communauté romaine. La renaissance qui a suivi, approchant au XIIe siècle les 80 000 habitants, a toutefois cessé au XIVe siècle en raison de la peste et des conflits entre les nobles romains, les papes et la ville. Une forte augmentation démographique s'est produite au XVe siècle et dans les premières décennies du siècle suivant. Selon le recensement pontifical réalisé entre la fin de 1526 et le début de 1527, à l'époque du Sac de Rome, la ville de Rome comptait 55 035 habitants, principalement composés de colonies originaires de différentes villes italiennes, à majorité florentine, mais réduits à 20 000 après cet événement tragique, devenant une petite ville.
La reprise est cependant assez rapide : en 1600, Rome avait atteint 110 000 habitants. L'augmentation de la population s'est toutefois ralentie au cours du XVIIe siècle et de la première moitié du XVIIIe siècle, la ville n'atteignant que 156 000 habitants en 1750. Par la suite, cette hausse modeste a été maintenue, avec des hauts et des bas déterminés par certains événements historiques importants (dont l’invasion napoléonienne en premier lieu), pendant les cent vingt années qui ont suivi.
Après l'annexion de Rome au royaume d'Italie en 1870 et son choix comme capitale du pays, la ville connut un développement spectaculaire : les 210 000 habitants qu'elle comptait à cette date (quatrième place après Naples, Milan et Gênes) étaient passés à 500 000 au début du XXe siècle. Le million d'habitants est franchi dans les années 1930, Rome redevenant la plus grande municipalité de la péninsule.
Après la Seconde Guerre mondiale, Rome a continué à se développer et à augmenter sa population à la suite du boom économique, qui a conduit à la construction de nombreuses zones suburbaines dans les années cinquante et soixante. Les deux millions d'habitants sont atteints en 1960, et en 1980 la ville abritait 2,8 millions de personnes.

### Situation actuelle
Aujourd'hui, la population de la ville s'est stabilisée à 2,8 millions d'habitants, et son aire urbaine en compte à peu près 4 millions sur 5 352 km2. C'est la troisième agglomération d'Italie après Milan et Naples, mais la commune en elle-même est la plus peuplée du pays, et la troisième de l'Union Européenne (après Berlin et Madrid).
Des différences sociologiques existent selon les quartiers. Le nord (Tor di Quinto), le centre et le sud de la ville (EUR) sont aisés, tandis que la majeure partie des quartiers est (dont San Basilio et Alessandrino) est populaire, tout comme Primavalle à l'ouest.
Durant sa longue histoire, et étant donné son importance, Rome a toujours eu une population caractérisée par d'importants flux migratoires ; ainsi, par tradition, un « vrai » Romain est une personne dont la famille a vécu à Rome depuis au moins sept générations. Aujourd'hui, on considère qu'un individu né à Rome de parents nés à Rome est un « Romain de Rome », selon l'expression consacrée.

### Évolution démographique
Depuis 1861, l'évolution démographique de Rome a été :
| 1861    | 1871    | 1881    | 1901    | 1911    | 1921    |
| ------- | ------- | ------- | ------- | ------- | ------- |
| 194 500 | 212 432 | 273 952 | 422 411 | 518 917 | 660 235 |

| 1931    | 1936      | 1951      | 1961      | 1971      | 1981      |
| ------- | --------- | --------- | --------- | --------- | --------- |
| 930 926 | 1 150 589 | 1 651 754 | 2 188 160 | 2 781 993 | 2 840 259 |

| 1991      | 2001      | 2011      | 2021      | - | - |
| --------- | --------- | --------- | --------- | - | - |
| 2 775 250 | 2 663 182 | 2 617 175 | 2 770 226 | - | - |

| Histogramme de l'évolution démographique de Rome |           |
| \| 1861 \| 194 500 \| \| 1871 \| 212 432 \| \| 1881 \| 273 952 \| \| 1901 \| 422 411 \| \| 1911 \| 518 917 \| \| 1921 \| 660 235 \| \| 1931 \| 930 926 \| \| 1936 \| 1 150 589 \| \| 1951 \| 1 651 754 \| \| 1961 \| 2 188 160 \| \| 1971 \| 2 781 993 \| \| 1981 \| 2 840 259 \| \| 1991 \| 2 775 250 \| \| 2001 \| 2 663 182 \| \| 2011 \| 2 617 175 \| \| 2021 \| 2 770 226 \| |           |
| 1861 | 194 500   |
| 1871 | 212 432   |
| 1881 | 273 952   |
| 1901 | 422 411   |
| 1911 | 518 917   |
| 1921 | 660 235   |
| 1931 | 930 926   |
| 1936 | 1 150 589 |
| 1951 | 1 651 754 |
| 1961 | 2 188 160 |
| 1971 | 2 781 993 |
| 1981 | 2 840 259 |
| 1991 | 2 775 250 |
| 2001 | 2 663 182 |
| 2011 | 2 617 175 |
| 2021 | 2 770 226 |

### Présence étrangère
| Pays de naissance | Population (2015) |
| ----------------- | ----------------- |
| Roumanie          | 88 404            |
| Philippines       | 40 463            |
| Bangladesh        | 28 493            |
| Chine             | 16 099            |
| Pérou             | 14 291            |
| Ukraine           | 13 702            |
| Pologne           | 12 696            |
| Égypte            | 10 328            |
| Inde              | 9 075             |
| Sri Lanka         | 8 837             |

Rome est la municipalité italienne avec le plus grand nombre de résidents étrangers : au 31 décembre 2017, il y en avait un total de 385 559, soit 13 % de la population totale. La communauté roumaine est la plus nombreuse avec pas moins de 100 000 résidents. Près de la moitié de la population immigrée est d'ailleurs d'origine européenne (Roumains, Polonais, Albanais, Ukrainiens), ce qui représente en 2015 plus de 150 000 personnes. L'autre moitié, d'origine non européenne, est représentée notamment par des Philippins, Bengalis et Chinois.

## Religion

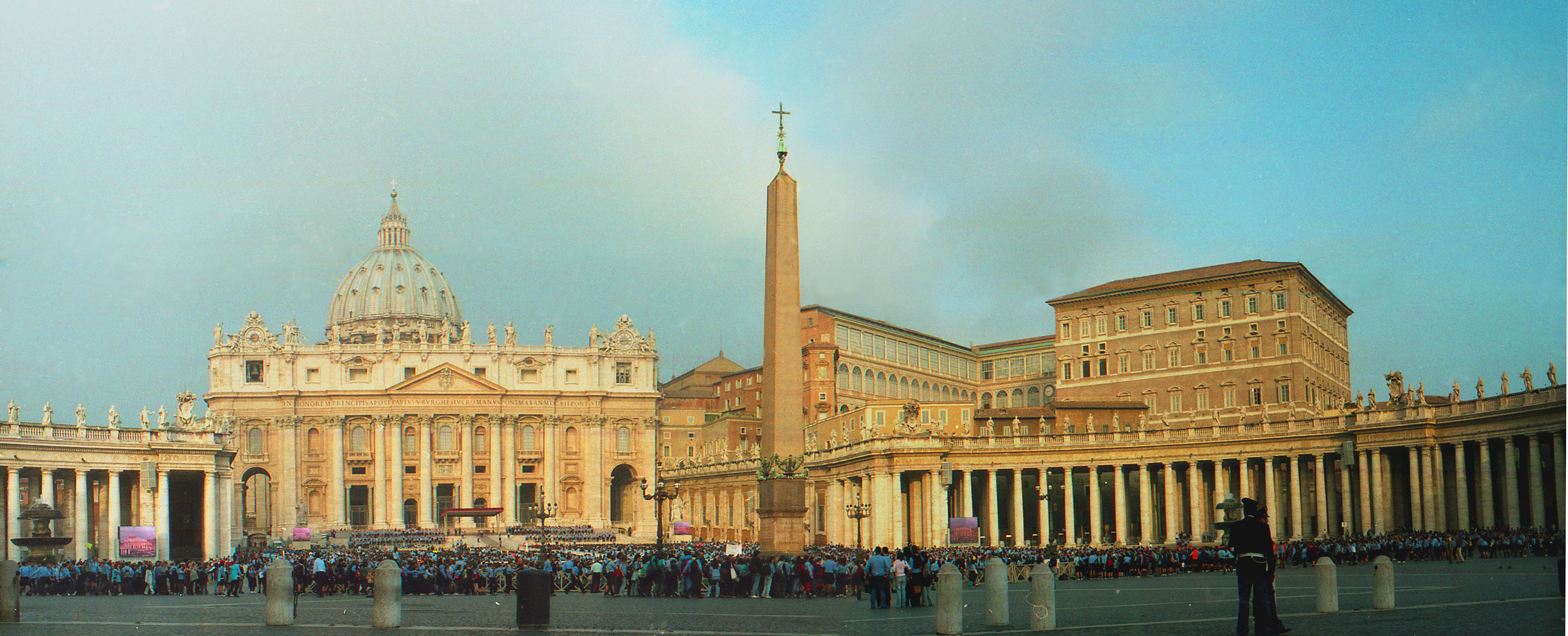
Basilique Saint-Pierre.

Religion à Rome (2017),,,
- Catholicisme (82 %)
- Christianisme orthodoxe (4 %)
- Protestantisme (1 %)
- Islam (4 %)
- Judaïsme (1 %)
- Religions dharmiques (1 %)
- Autres ou irréligion (7 %)

### Rome catholique
La religion chrétienne s'est rapidement implantée dans la capitale de l'Empire grâce à la présence de la communauté juive. Le christianisme est devenu une religion légale en 313 (édit de Milan), avant de devenir la religion officielle de l'Empire en 380 (édit de Thessalonique).
L'importance de la communauté chrétienne dans la cité et la tradition selon laquelle saint Pierre et saint Paul y furent martyrisés firent de Rome la capitale des chrétiens et surtout de l'Église catholique.
La Rome impériale laisse place à la Roma christiana (Rome chrétienne) qui se matérialise dans des édifices paléochrétiens qui remplacent les domus ecclesiae et se multiplient d'abord en périphérie de la ville (monastères, églises, basiliques funéraires telles les basiliques Saint-Pierre, Saint-Paul-hors-les-Murs et Saint-Jean-de-Latran) puis à partir du VIe siècle dans le cœur ancien.
Rome compte plusieurs centaines d'églises et de lieux de culte dont les principaux d'entre eux font l'objet du pèlerinage de Rome qui est, avec ceux de la Terre sainte (Jérusalem en particulier) et de Compostelle, l'un des trois principaux pèlerinages chrétiens. On arrive dans la « ville sainte » par la via Francigena ; le pèlerinage inclut généralement les quatre « basiliques majeures » que sont : Saint-Pierre (qui contient le tombeau de Saint-Pierre), Saint-Paul-hors-les-murs (où se trouve le tombeau de Saint Paul), Saint-Jean-de-Latran (cathédrale de Rome et du monde) et Sainte-Marie-Majeure (contenant une relique de la Crèche). Ces quatre basiliques majeures étant souvent associées à trois « basiliques mineures », constituant ainsi le « Tour des sept églises » : la Basilique Sainte-Croix-de-Jérusalem (qui garde les reliques de la Passion), la basilique Saint-Laurent-hors-les-Murs et la Basilique Saint-Sébastien-hors-les-Murs, sur la voie Appienne, au-dessus des catacombes.

Les quatre basiliques majeures
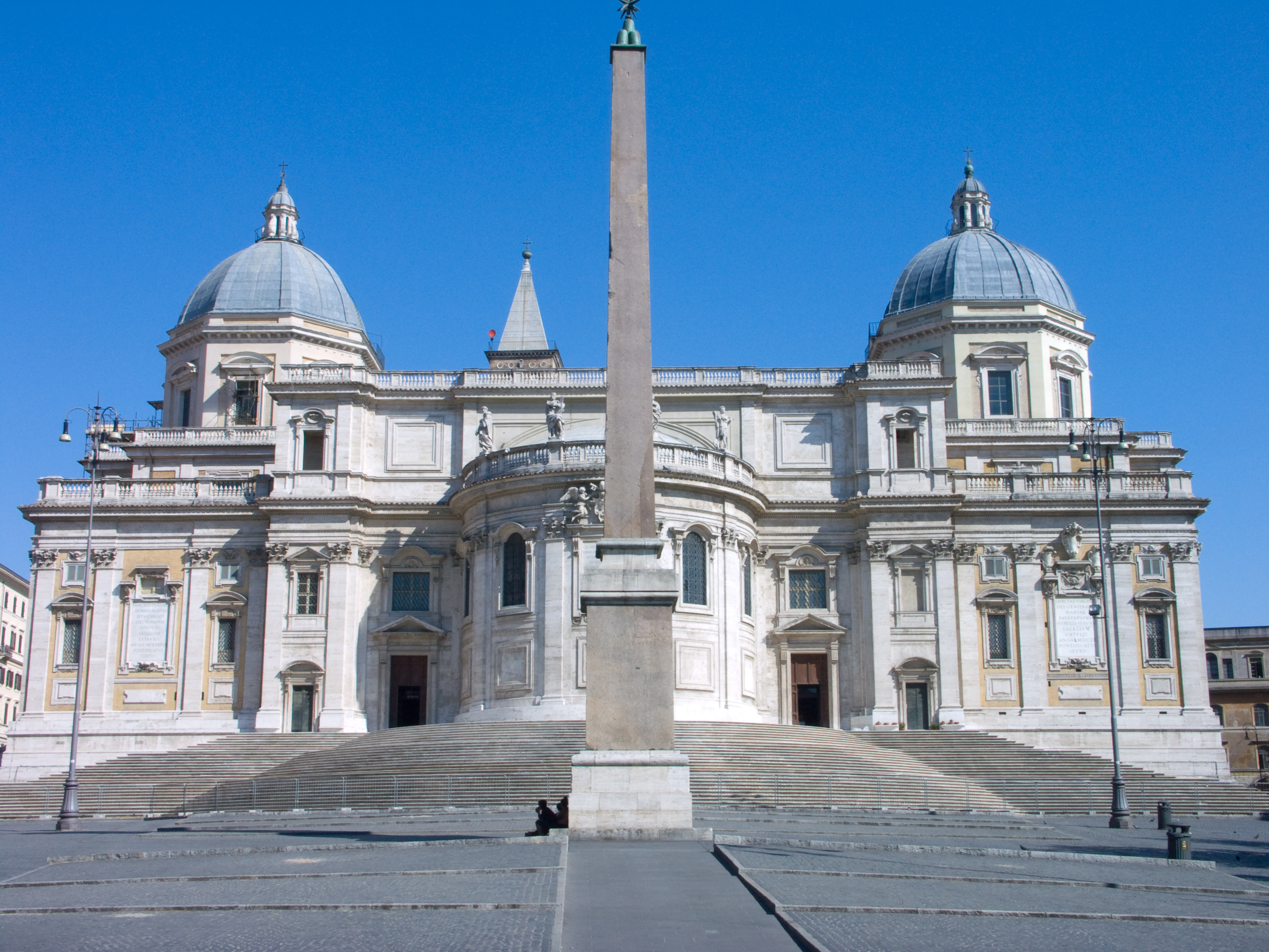
Basilique Sainte-Marie-Majeure.
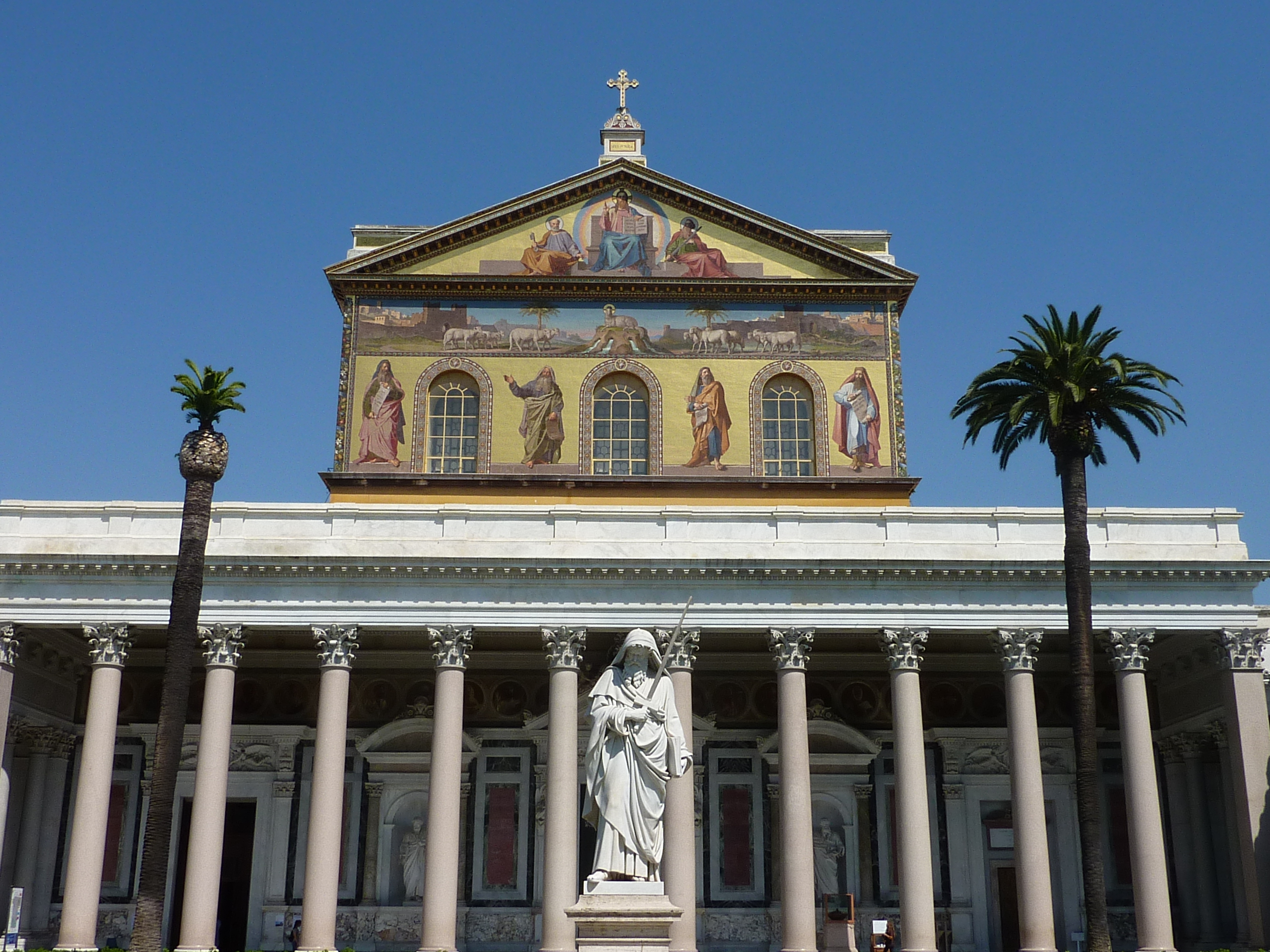
Basilique Saint-Paul-hors-les-Murs.
Basilique Saint-Pierre.
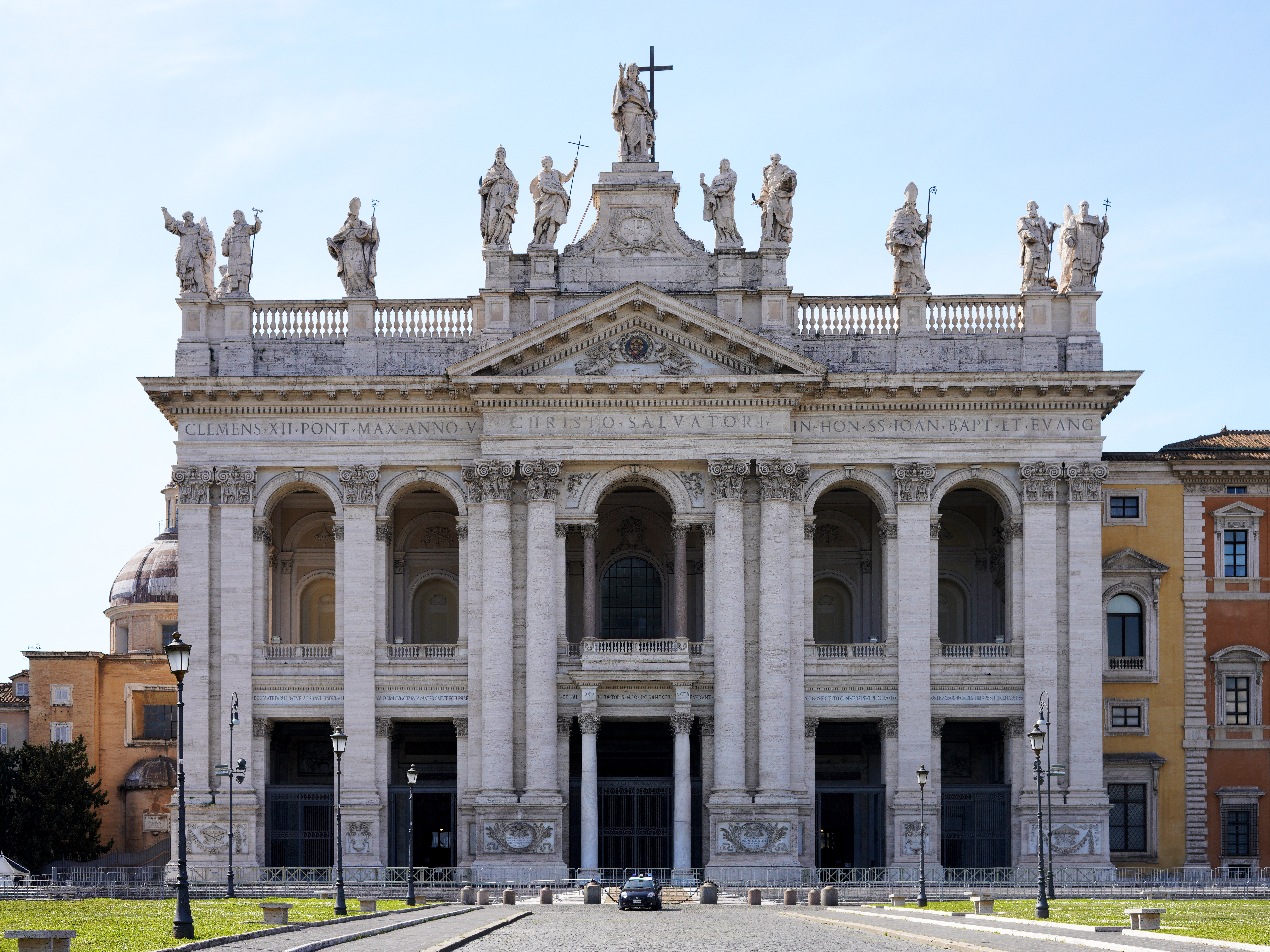
Basilique Saint-Jean-de-Latran.

#### Cité du Vatican
L'évêque de Rome, successeur de l'apôtre Pierre, est très tôt considéré comme le pape de toute la chrétienté. De 753 à 1870, Rome est la capitale des États pontificaux qui s'étendent de la mer Tyrrhénienne à la mer Adriatique. La fondation du royaume d'Italie sous l'égide de la maison de Savoie met fin à leur existence. Le pape Pie IX se réfugie au palais du Vatican se considérant prisonnier de fait, c'est le début de la controverse appelée question romaine.
Ce n'est qu'en 1929 qu'un accord est trouvé sur la représentation temporelle du Saint-Siège par les accords du Latran créant la Cité du Vatican, un État enclavé qui inclut la basilique Saint-Pierre, ainsi que d'autres bâtiments romains bénéficiant de ce fait du statut d'extraterritorialité. Cette cité constitue l’État souverain le plus petit du monde.

#### Hospitaliers et ordre souverain de Malte
Après avoir acquis dans des circonstances inconnues le monastère de San Basilio, les Hospitaliers de l'ordre de Saint-Jean de Jérusalem consacrent l'église à saint Jean-Baptiste. Après la dévolution des biens de l'ordre du Temple et de l'église Santa Maria del Priorato l'Ordre y installe son prieuré qui existe toujours et Rome est maintenant le siège de l'ordre souverain de Malte, organisation catholique à vocation humanitaire et à souveraineté cependant toute relative, car sans territoire.

### Autres religions
La ville étant très cosmopolite, d'autres cultes chrétiens, protestantisme, orthodoxie… y sont représentés. Le temple mormon de Rome, de l'Église de Jésus-Christ des saints des derniers jours, a été inauguré en 2019. Il dessert les membres de l'Église de Grèce, Chypre, Albanie, Slovénie, Croatie, Bosnie-Herzégovine et de Macédoine, ainsi que les 22 000 membres de l'Église en Italie.
Le judaïsme fut longtemps confiné au ghetto de Rome sous les papes. La communauté juive de Rome est la plus ancienne d'Europe, et l'une des plus anciennes du monde. Forte d'environ 20 000 membres, elle possède son propre dialecte. La grande synagogue de Rome est le lieu de culte juif le plus important de la ville. La mosquée de Rome, achevée en 1995 dans le quartier de Parioli, est l'une des plus vastes d'Europe. Elle dessert la communauté musulmane d'environ 100 000 personnes.

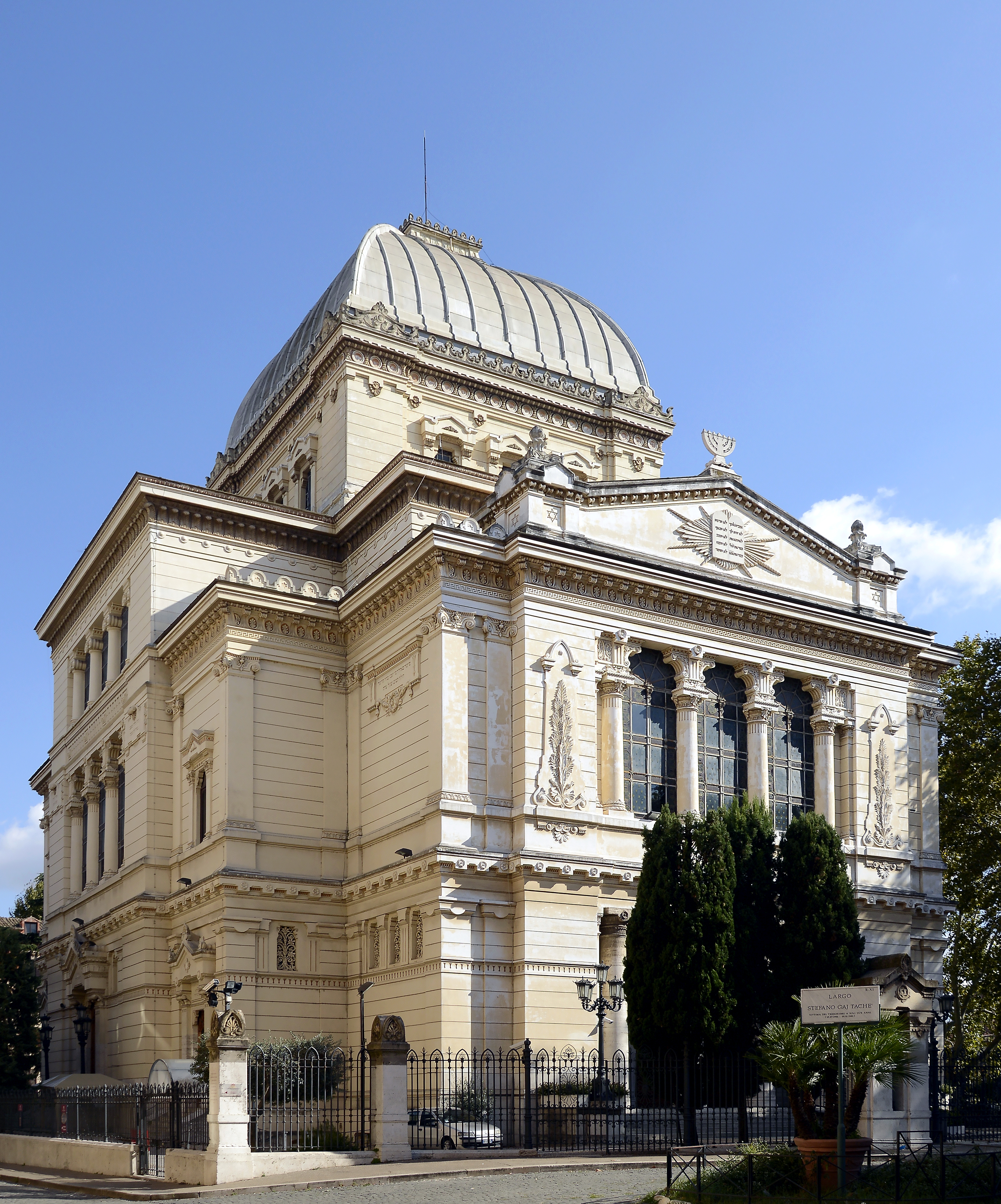
Grande synagogue de Rome.
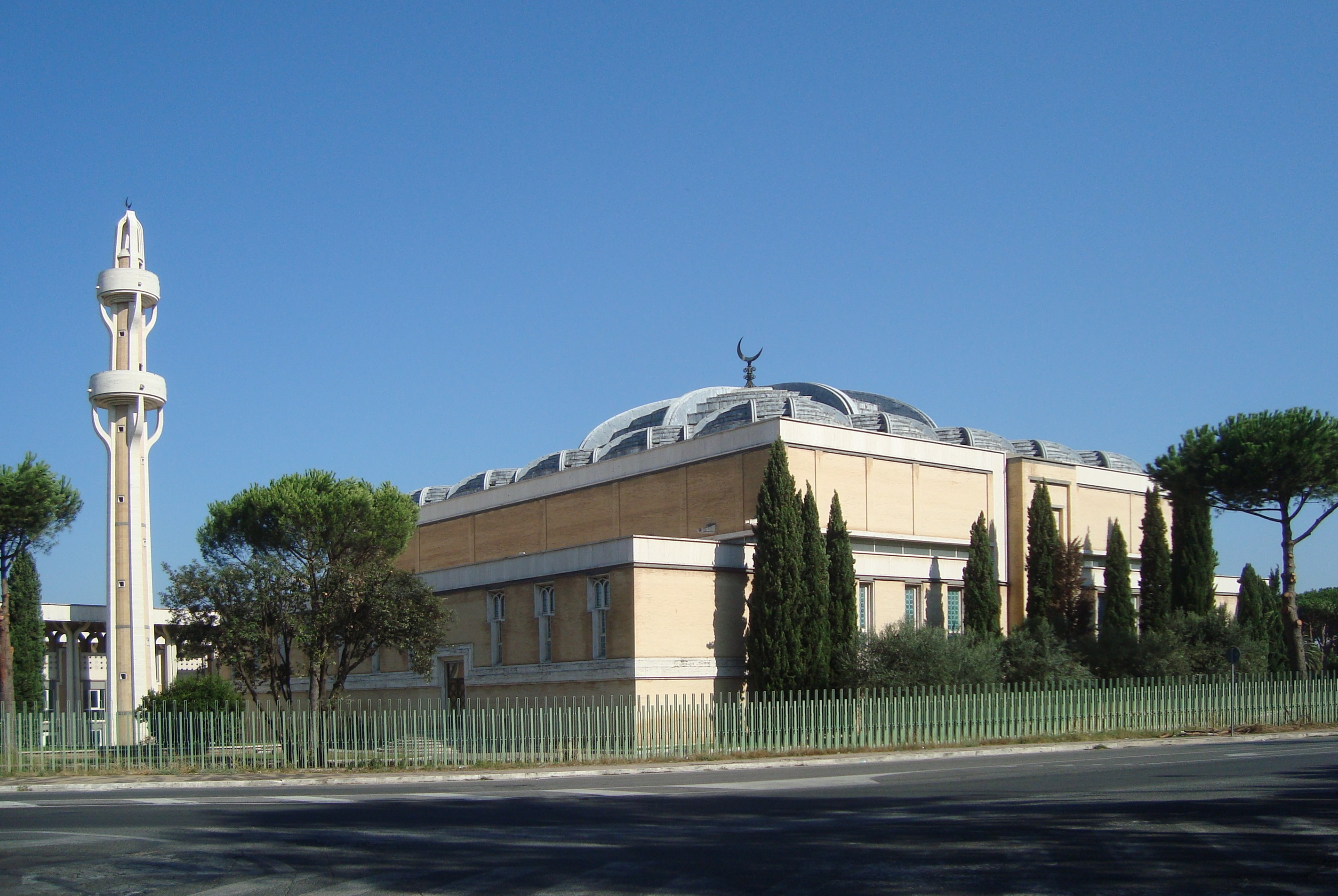
Grande mosquée de Rome.

## Politique et administration

### Institutions nationales
Rome est la capitale administrative de l’Italie et, à ce titre, le siège des principales institutions du pays que sont la présidence de la République au Palais du Quirinal, le Parlement au palais Montecitorio, le Sénat au Palais Madama, la présidence du Conseil des ministres au palais Chigi et l'ensemble des ministères.

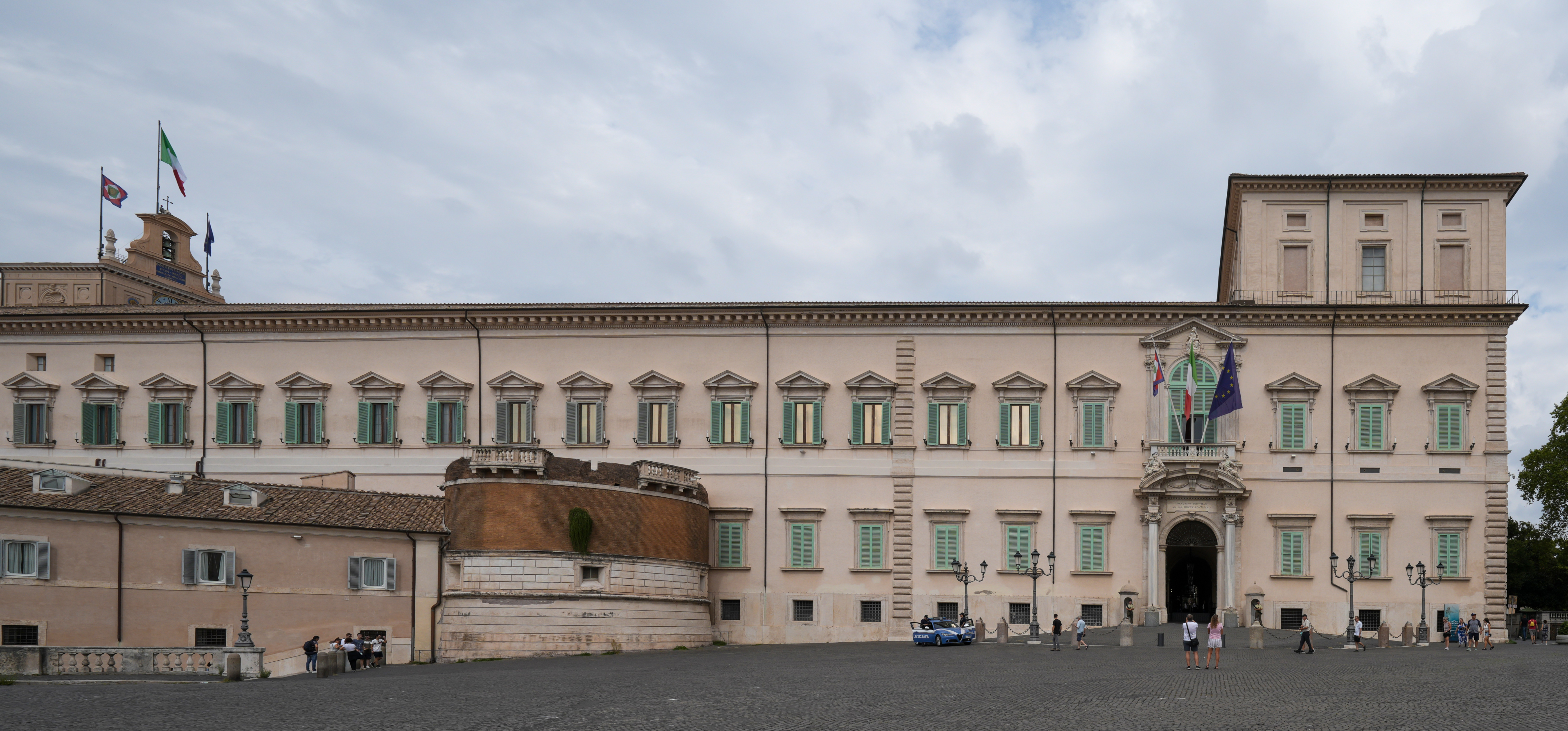
Palais du Quirinal, siège de la présidence de la République.
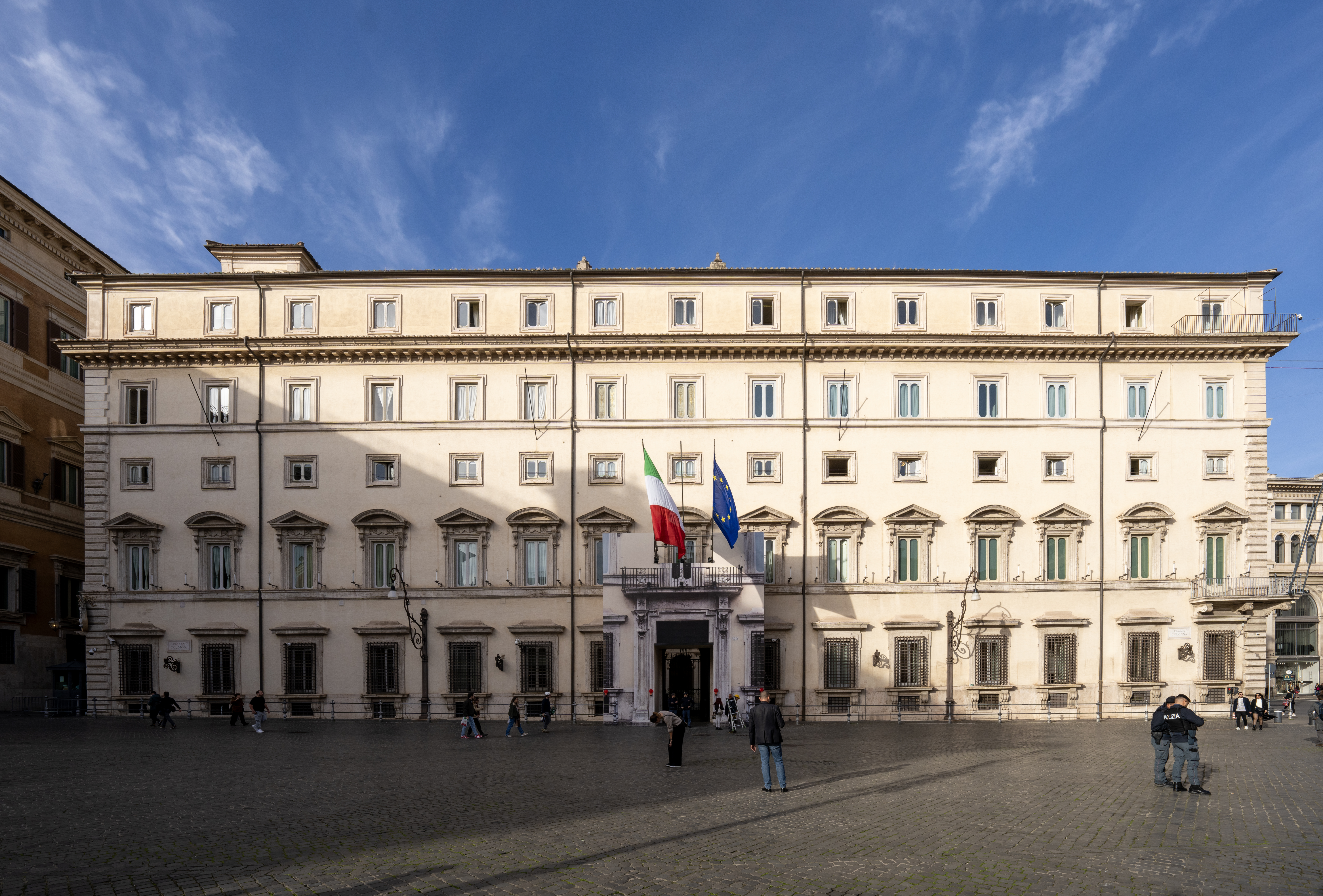
Palais Chigi, présidence du Conseil.
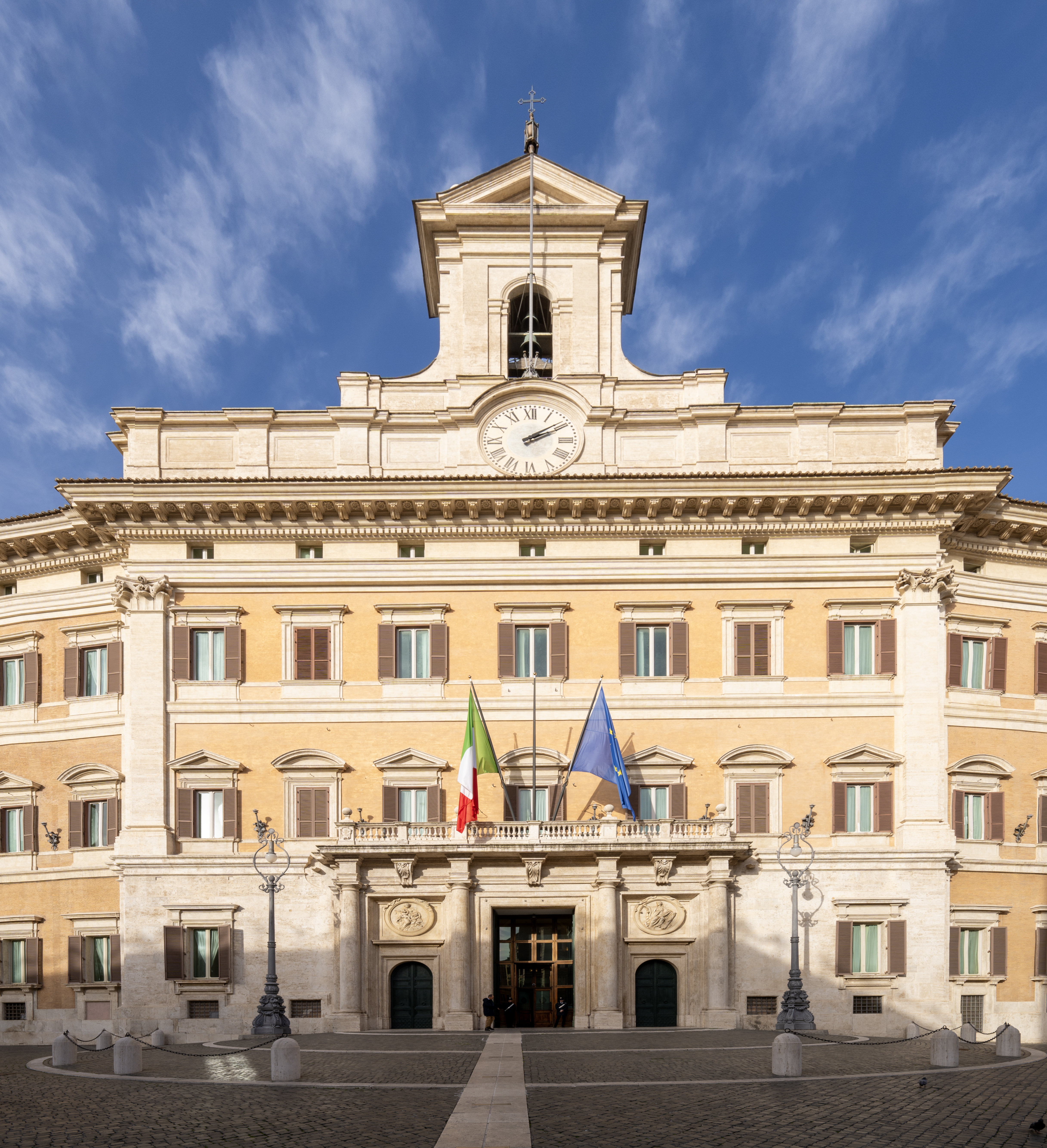
Palais Montecitorio, siège de la Chambre des députés.
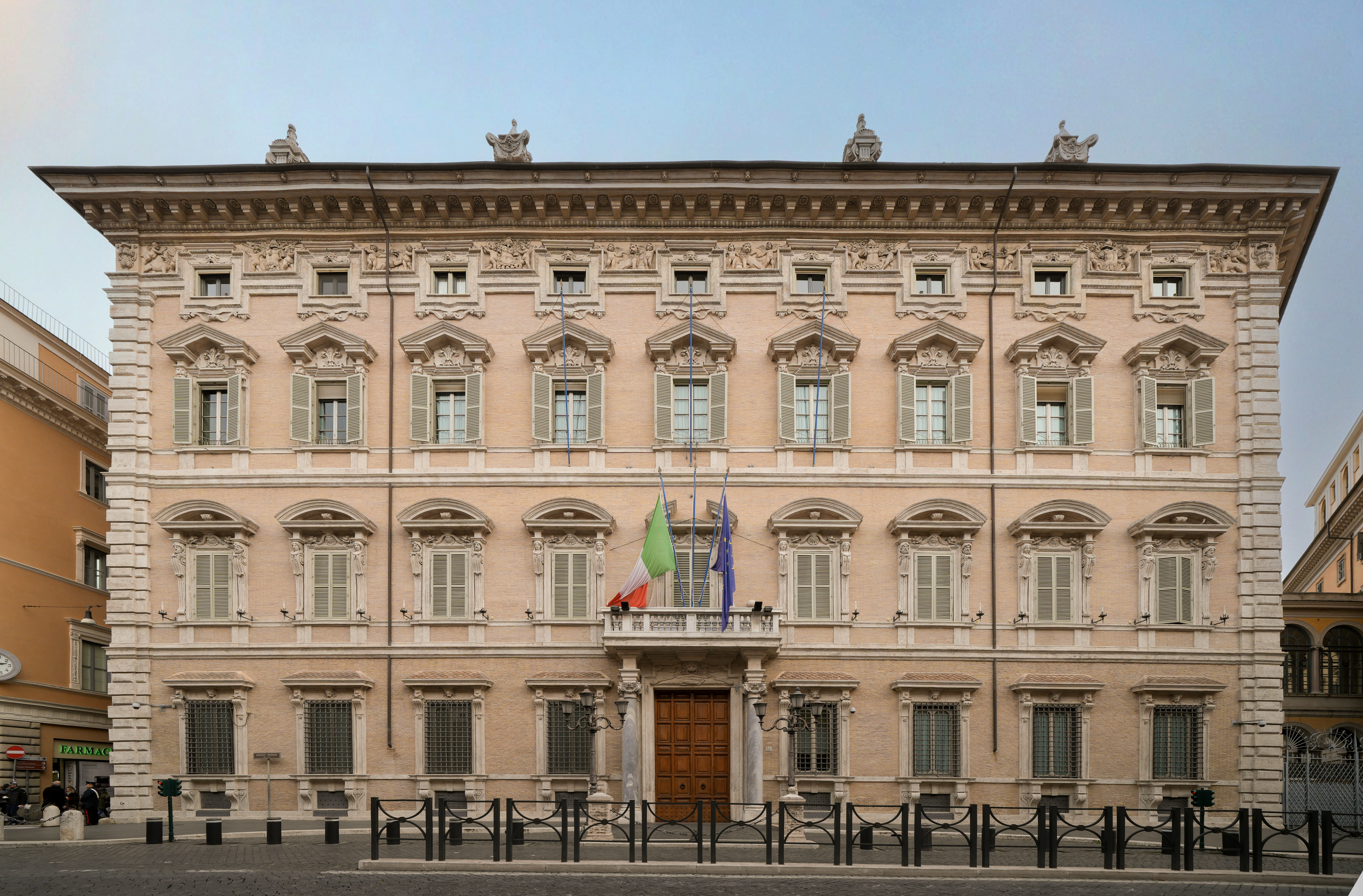
Palais Madama, siège du Sénat.

### Institutions internationales

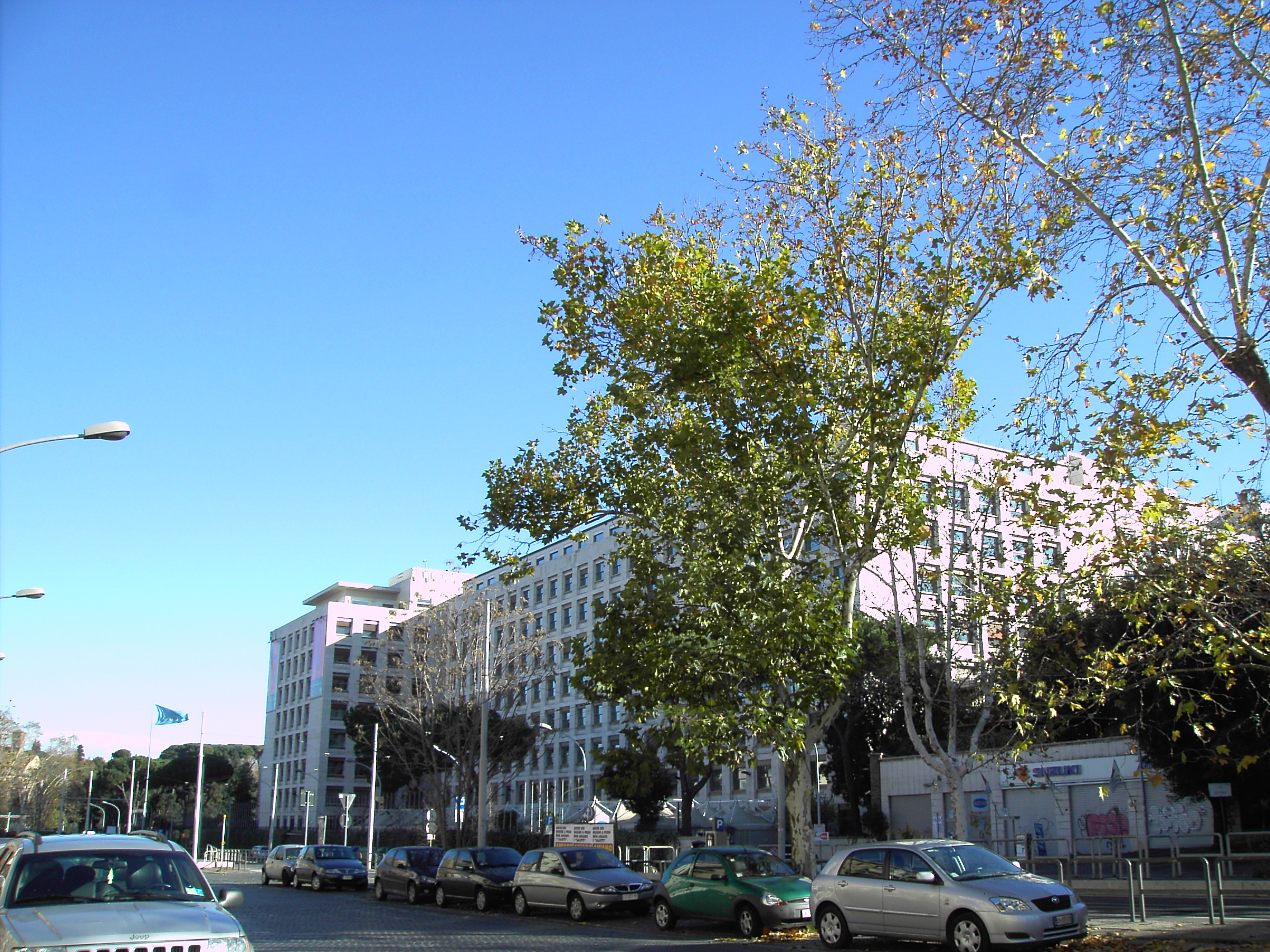
Le siège du Fonds alimentaire mondial, palazzo FAO à Rome.

Rome abrite le siège de l'Organisation des Nations unies pour l'alimentation et l'agriculture (FAO, « Fonds alimentaire mondial »), institution des Nations unies pour l'agriculture et l'alimentation. Il est hébergé au palazzo FAO depuis 1952. Rome abrite également le Collège de Défense de l'OTAN ainsi que le siège du Programme alimentaire mondial (PAM) et du Fonds international de développement agricole (FIDA).
La ville accueille également d'autres entités internationales importantes telles que l'OIDD (Organisation de droit du développement international), l'ICCROM (Centre international d'études pour la conservation et la restauration des biens culturels) et l'UNIDROIT (Institut international pour l'unification du droit privé).

### Ville métropolitaine et subdivisions administratives

Les 15 Municipi depuis 2013.

Capitale de la province homonyme à partir de 1870, Rome est depuis 2015, celle de la ville métropolitaine de Rome Capitale, qui regroupe 121 communes. Depuis 2013, le territoire de la ville est divisé en quinze municipalités (en italien, municipi), qui sont pour Rome l'équivalent des arrondissements parisiens. Il y en avait 19 auparavant. Le centre historique de Rome est également divisé en 22 quartiers ou Rioni, tous situés à l'intérieur des murs d'Aurélien, à l'exception de Prati et Borgo.

### Administration municipale
La ville de Rome constitue une structure administrative spéciale appelée Rome Capitale, créée en 2010. Elle est dirigée par la junte capitoline, composée du maire et de douze assesseurs, et par l'Assemblée capitoline, composée de quarante-huit conseillers. Les élections municipales se tiennent tous les cinq ans.
Roberto Gualtieri (Parti démocrate) est maire de Rome depuis 21 octobre 2021.

#### Finances
Début 2014, la ville est confrontée à une crise budgétaire sans précédent qui la mène en situation de quasi-faillite. L'endettement cumulé est de 1,2 milliard d'euros. Le maire Ignazio Marino dénonce la gestion de la ville de ses prédécesseurs. Le personnel municipal compte environ 62 000 agents (fonctionnaires, policiers municipaux, employés des sociétés des transports et de nettoyage), cependant, aux dires de nombreux résidents, les services municipaux fonctionnent mal, les transports publics sont insuffisants, la gestion des déchets et de la voirie est défaillante,.

## Patrimoine

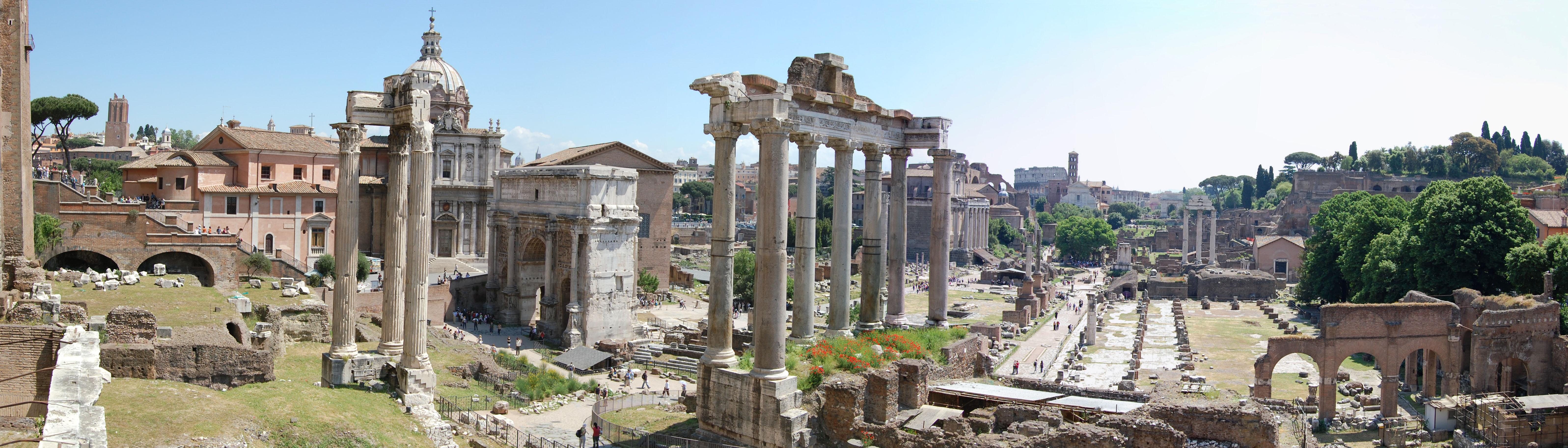
Panorama du Forum romain.

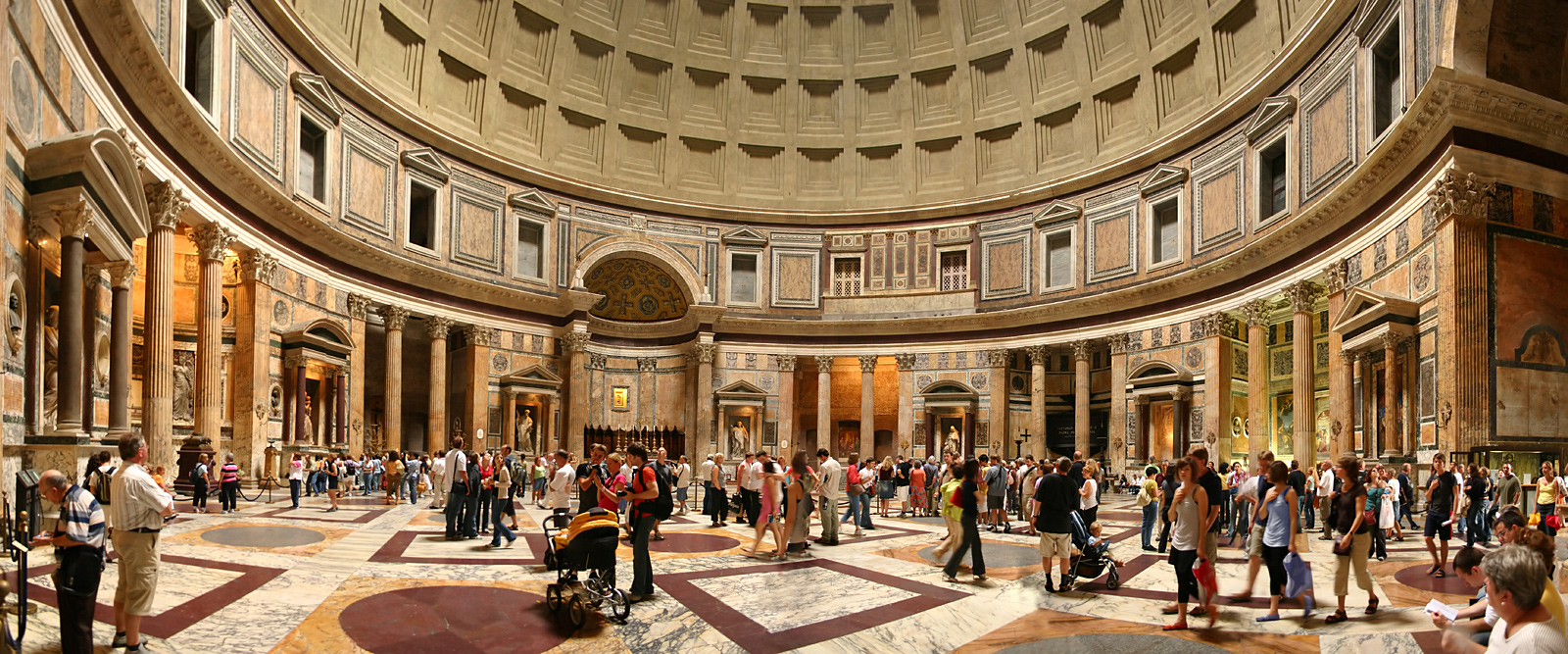
Intérieur du Panthéon.

Rome apparaît comme le résultat du chevauchement continu des témoignages architecturaux et urbains de différents siècles, dans une interpénétration unique et suggestive qui montre la relation complexe que la ville a toujours établie avec son passé, dans une succession de développements chaotiques, de périodes de déclin, renaissances et tentatives, à l’ère contemporaine, de moderniser le tissu urbain. En raison de son histoire très ancienne, Rome est une ville très riche en monuments, musées et points de vue : elle est la ville du monde avec le plus de monuments.
Dès le XVIIe siècle, lors de l'inauguration du Grand Tour par les Anglais, elle est une des destinations préférées de jeunes nobles européens venus parfaire leur éducation au contact des beautés antiques. Dans la deuxième moitié du siècle des Lumières, cet afflux d'étrangers culmine, et s'enrichit de nombreux hommes de sciences désireux d'enquêter – dans un esprit encyclopédique – sur les savoirs rassemblés au fil des siècles dans les bibliothèques et les archives de la ville.

« À ce lieu se rattache toute l’histoire du monde, et je compte un second jour de naissance, une véritable renaissance, du jour où je suis arrivé à Rome. »

— Voyage en Italie, Johann Wolfgang von Goethe, le 3 décembre 1786.

### Antiquité

Colisée.

Rome était la capitale de l'Empire romain. Elle a conservé de nombreux monuments antiques, dont le Colisée est l'un des plus célèbres. Dans cet amphithéâtre qui pouvait accueillir jusqu'à 60 000 personnes avaient lieu, entre autres, des combats de gladiateurs et d’animaux. Édifié entre 70 et 80, c'est l'œuvre des empereurs Vespasien et Titus. Autre exemple de monumentalité, le Circus Maximus, qui connut son apogée au IIIe siècle : il mesurait alors 600 mètres de long pour 200 mètres dans sa plus grande largeur, et près de 250 000 spectateurs pouvaient assister à ses courses de chevaux.
Le quartier du Forum romain et du Colisée, cœur de la ville antique, est dominé, entre autres, par l'arc de Constantin, érigé en 315 pour commémorer la victoire de l’Empereur Constantin sur Maxence, l'arc de Titus, l'arc de Septime Sévère. Les forums impériaux, le Capitole et les musées capitolins, le Panthéon, les thermes de Dioclétien et de Caracalla et les onze aqueducs de Rome, les catacombes sont autant d'autres monuments célèbres. Le Forum romain était, au temps de l'Antiquité, une grande place où les Romains se rassemblaient pour discuter d'affaires. C'était là que siégeait la Curie (Sénat). Cette place était le centre religieux et économique de l'Empire romain. En effet, il y avait de nombreux temples, dont le temple de Jupiter, le temple de Juno Moneta, où le trésor de Rome était conservé, le temple de Vesta, contenant le feu sacré, bref, l'ensemble des symboles de la culture romaine. Au Moyen Âge, les vestiges se sont enfouis sous la terre. Cependant, certaines pierres furent réutilisées pour la construction de monuments et d'édifices. Aujourd'hui, le Forum est composé de ruines.

#### Monuments romains
- Colisée
- Panthéon
- Forum Romain
- Arcs de triomphe : arc de Constantin, arc de Titus, arc de Septime Sévère, arc de Drusus
- Théâtre de Marcellus
- Stade de Domitien
- Via Appia, ses monuments funéraires et ses catacombes
- Thermes de Caracalla
- Forums impériaux : marchés de Trajan, colonne Trajane
- Circus Maximus
- Thermes de Dioclétien
- Mur d'Aurélien
- Pyramide de Caius Cestius
- Temple d'Hercule vainqueur
- Temple de Portunus
- Ara Pacis (ou Autel d'Auguste)
- Ostia Antica

### Rome médiévale
Le Moyen Âge est une période sombre pour Rome. Supplantée par Constantinople dans son rôle de capitale, envahie par les Barbares, Rome au VIe siècle est une ville ruinée et peuplée d'à peine 20 000 habitants. À partir du Xe siècle, elle est soumise aux luttes permanentes opposant le pape et l'empereur germanique. Jusqu'au XVe siècle, on n'y élève que des constructions modestes. Pourtant la ville a conservé de splendides témoignages médiévaux.

#### Architecture religieuse

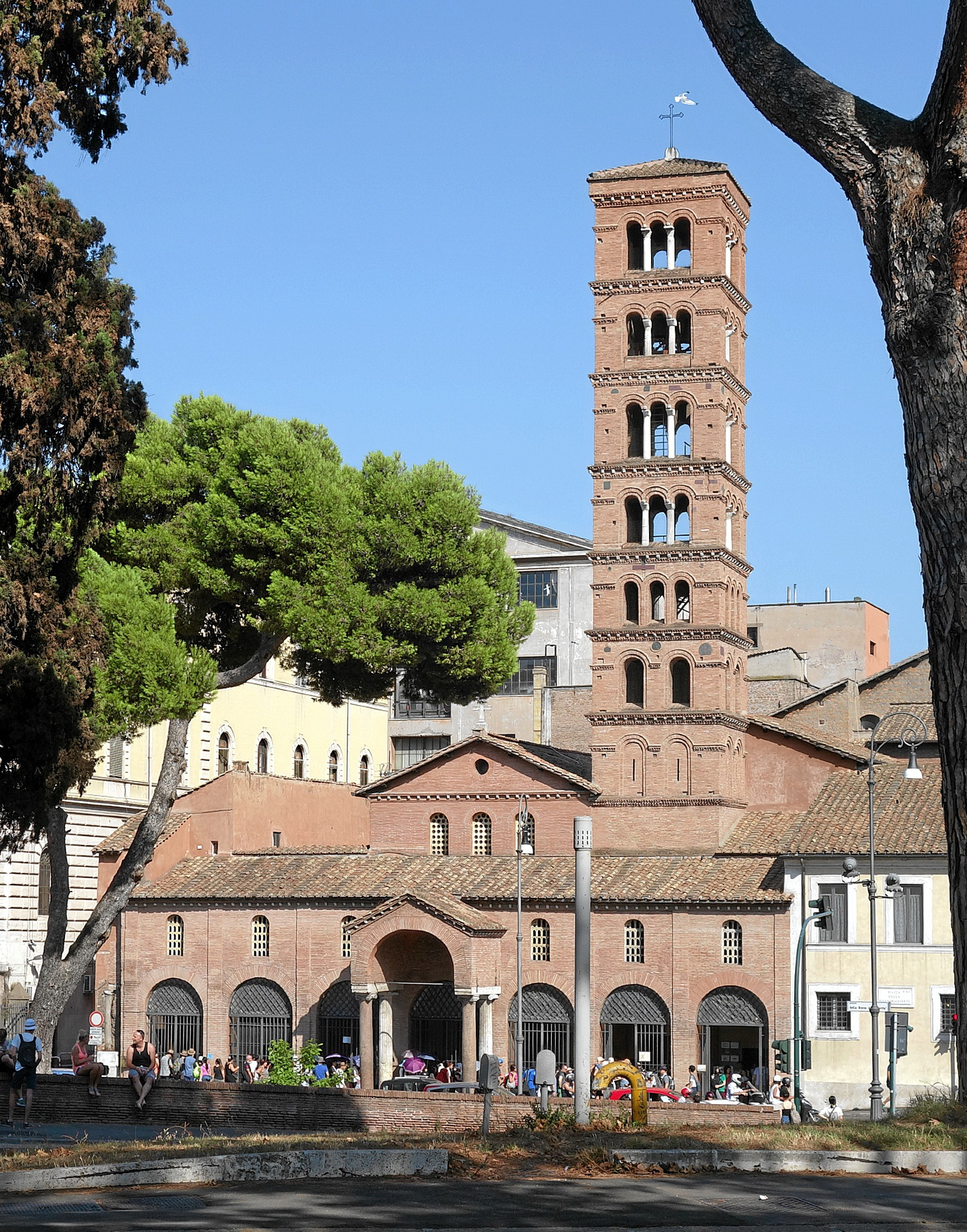
L'église Santa Maria in Cosmedin.

De nombreuses églises datent de cette époque : Sainte Sabine, Santa Maria in Cosmedin, Saint Étienne le Rond, Santa Maria in Trastevere, San Giorgio in Velabro ou la basilique San Clemente, constructions réutilisant souvent des matériaux antiques (colonnes, chapiteaux, etc.). Ces édifices conservent tous le plan basilical des premiers édifices chrétiens, et un campanile (tour clocher) se dresse souvent à côté de la façade. Du XIIe au XIVe siècle, les marbriers Cosmates réalisèrent à Rome de magnifiques pavements multicolores : la mosaïque et la peinture à fresque constituent à l'époque l'essentiel de la décoration médiévale. Parmi les plus belles mosaïques, on peut citer celles de Santa Prassede, Santa Maria in Domnica ou l'abside de San Clemente.

#### Tours, forteresses et castelli

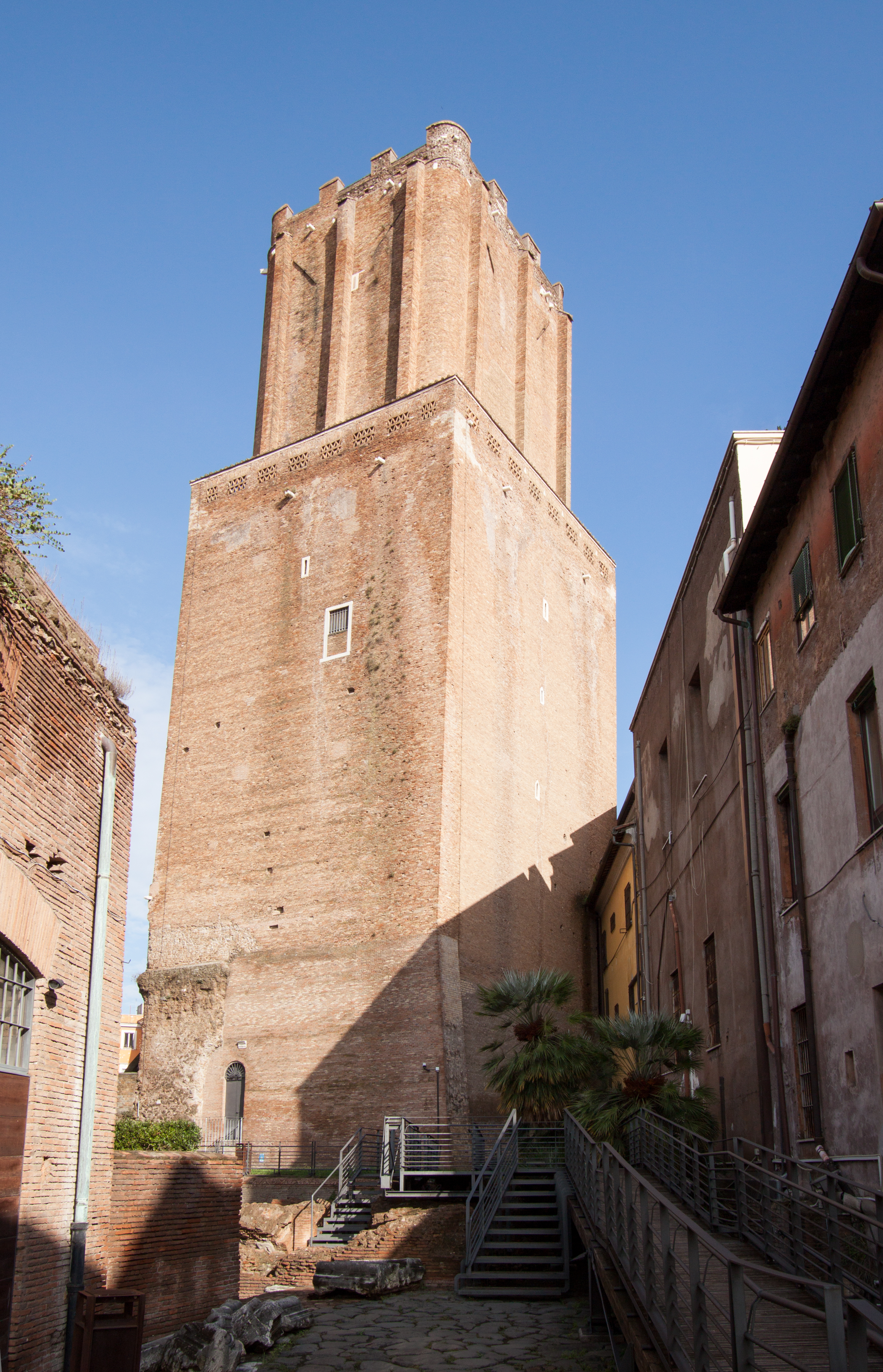
Tour des Milices.

Une image caractéristique de la Rome médiévale et de l'Agro Romano étaient les nombreuses tours fortifiées (« torri ») et les châteaux, souvent construits sur des ruines antiques. Les forteresses étaient construites par les familles nobles aux endroits stratégiques. Les luttes entre les grandes familles romaines entre les XIe siècle et XIIIe siècle, entraînèrent la multiplication de ces palais fortifiés défendus par des tours. Au Moyen Âge, Rome comptait + de 300 tours fortifiées, et était appelée « Roma turrita » ! Beaucoup de ces édifices furent abattus à la fin du XIIIe siècle, ou détruites et abandonnées. Il n'en reste aujourd'hui qu'une quarantaine, réparties entre le centre historique (tour des Milices, tour Caetani, tour des Conti, tour Sanguigna, tour des Capocci, tour des Anguillara) et celles hors les murs (Tor de Schiavi, tour de Centocelle, tour San Michele, Tor Pignatarra). Parmi les châteaux les plus imposants, le château Saint-Ange, la forteresse d'Ostie ou encore la maison des chevaliers de Rhodes.

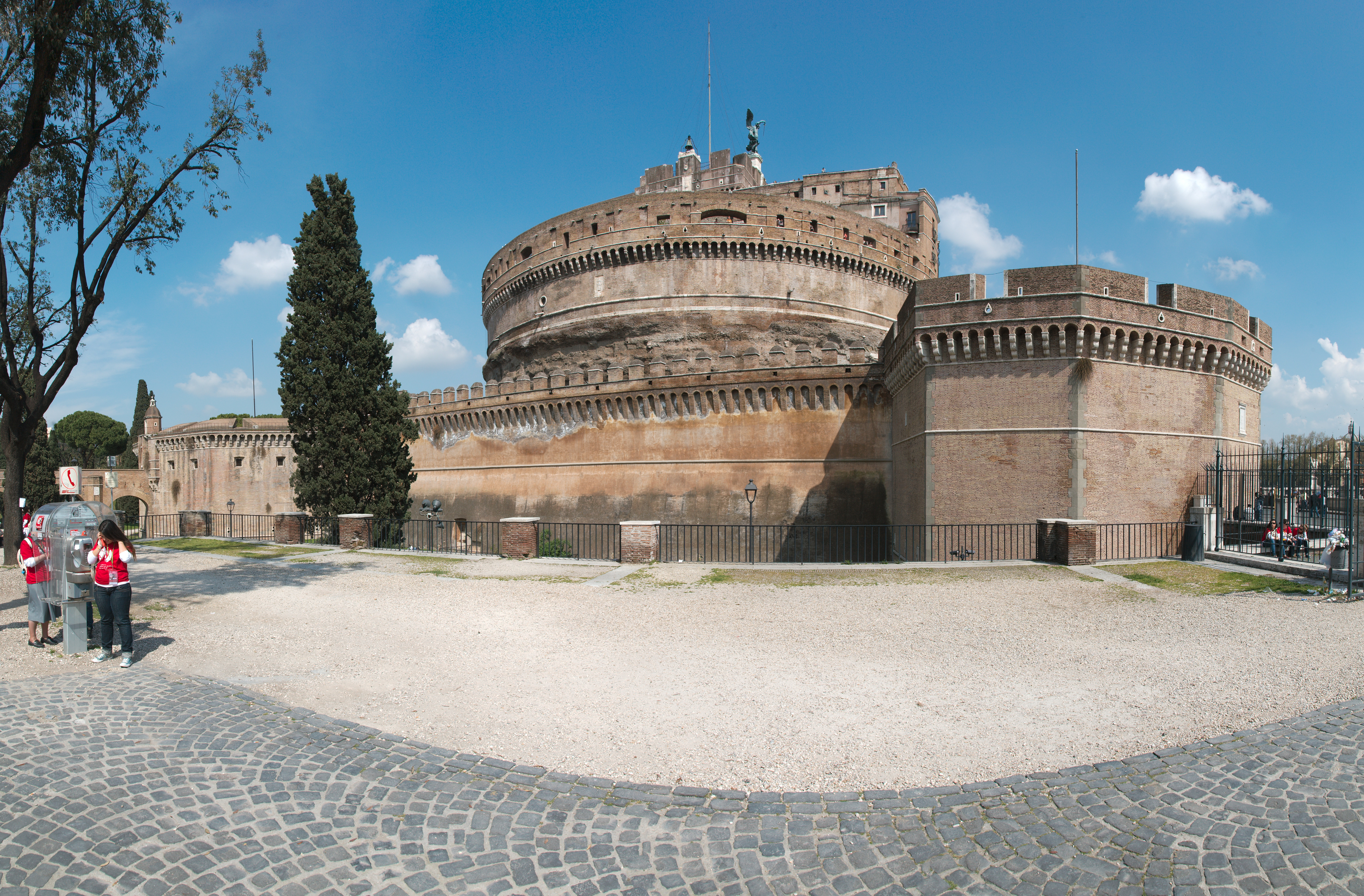
Château Saint Ange.
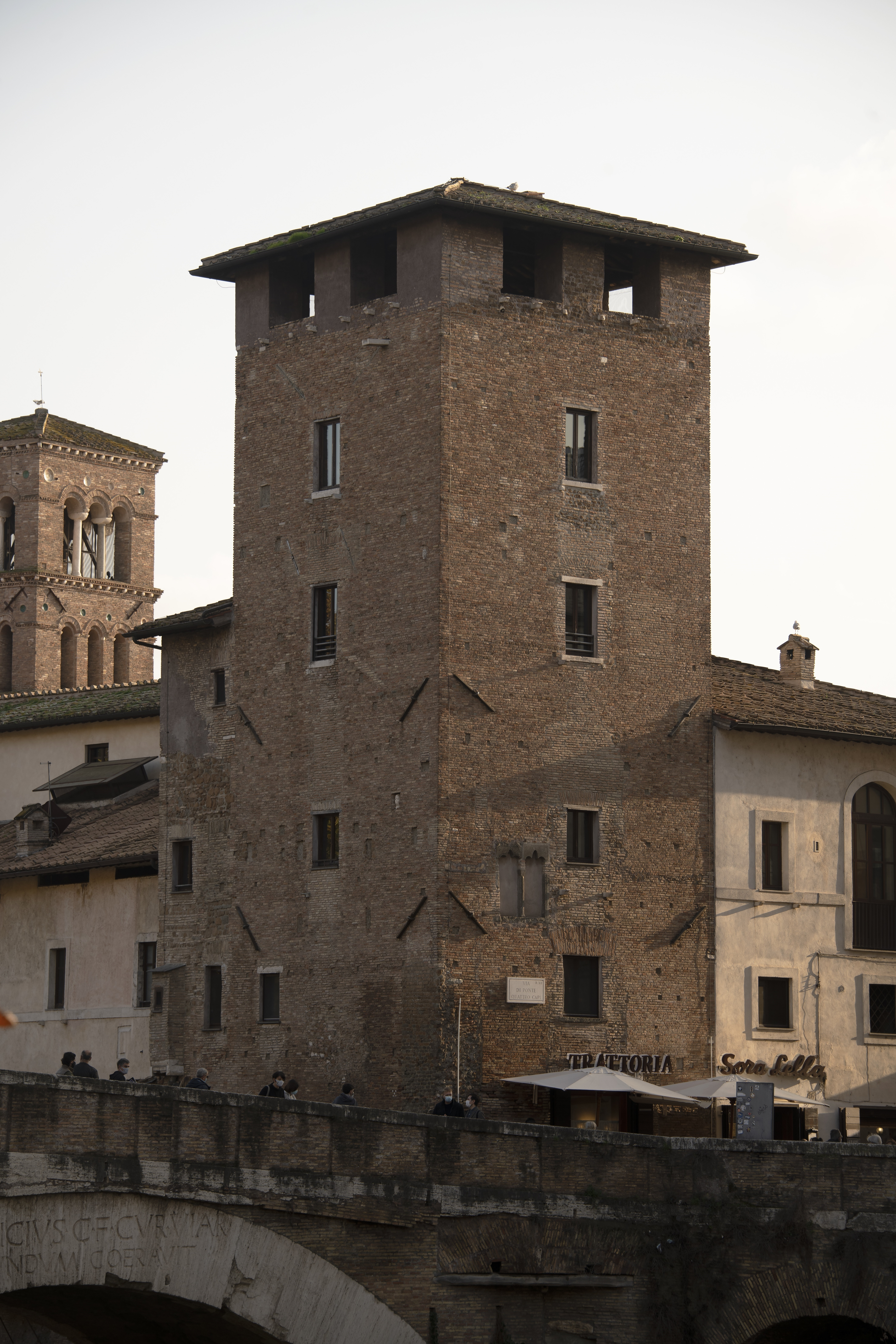
Tour Caetani.
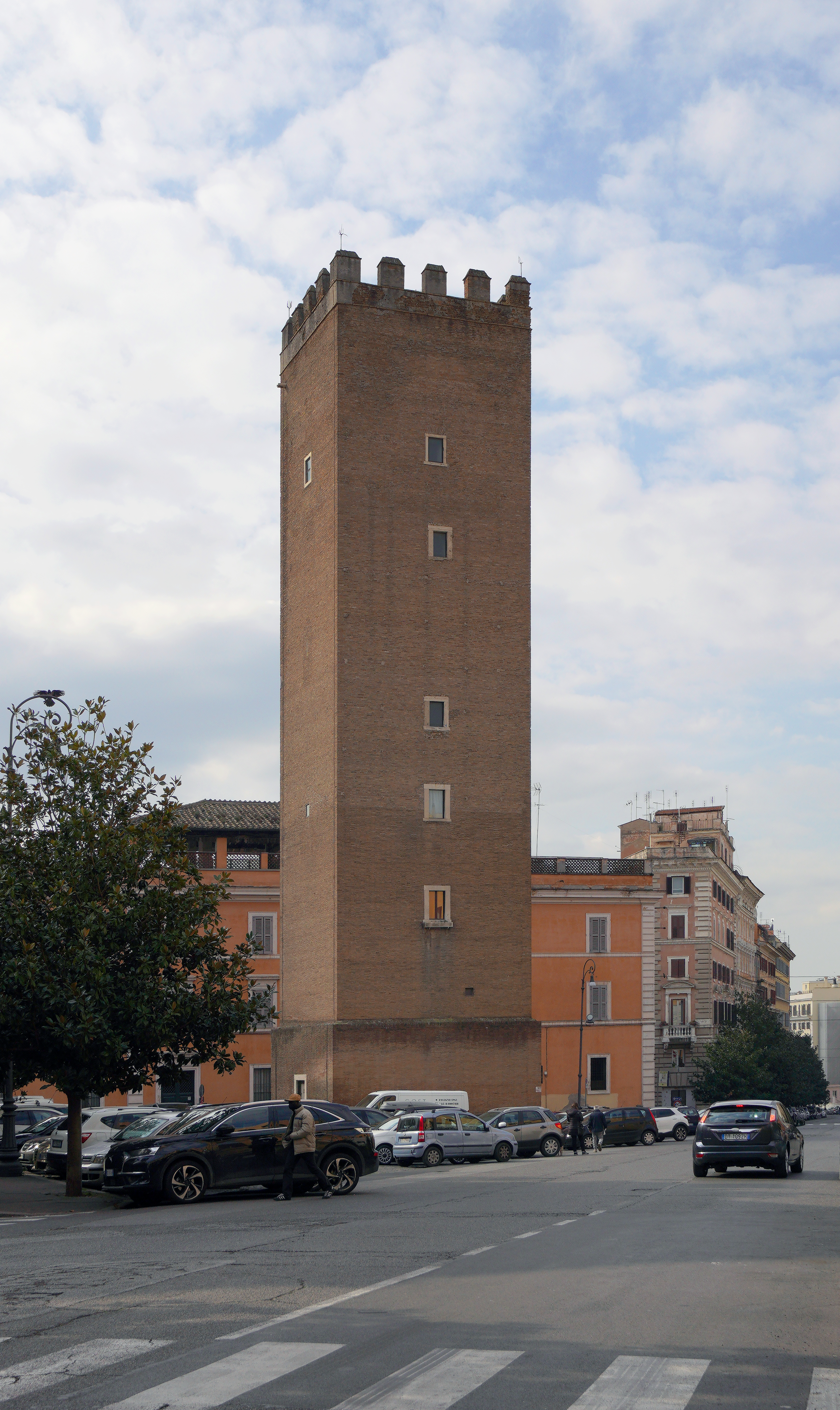
Tour des Capocci.
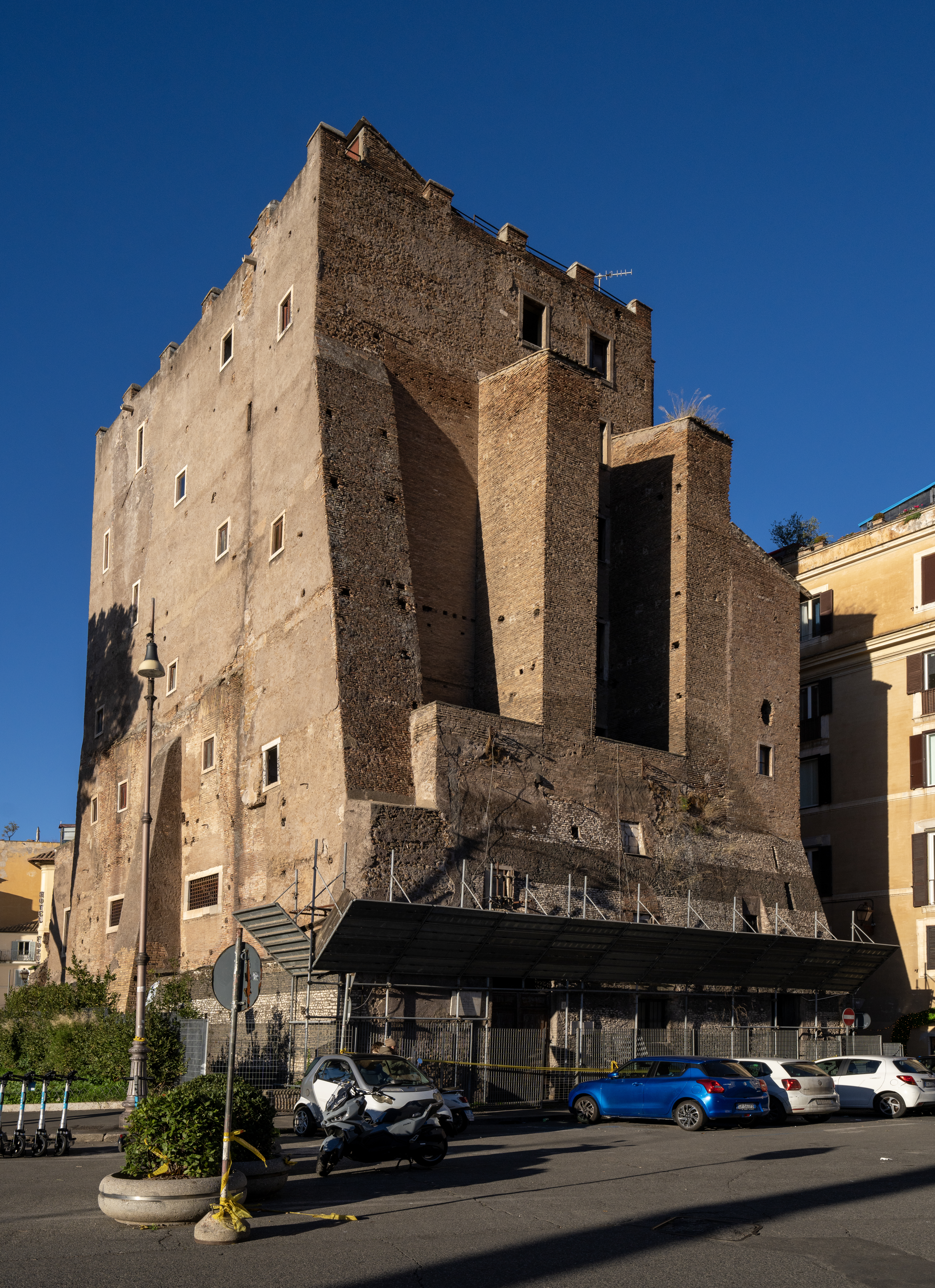
Tour des Conti.
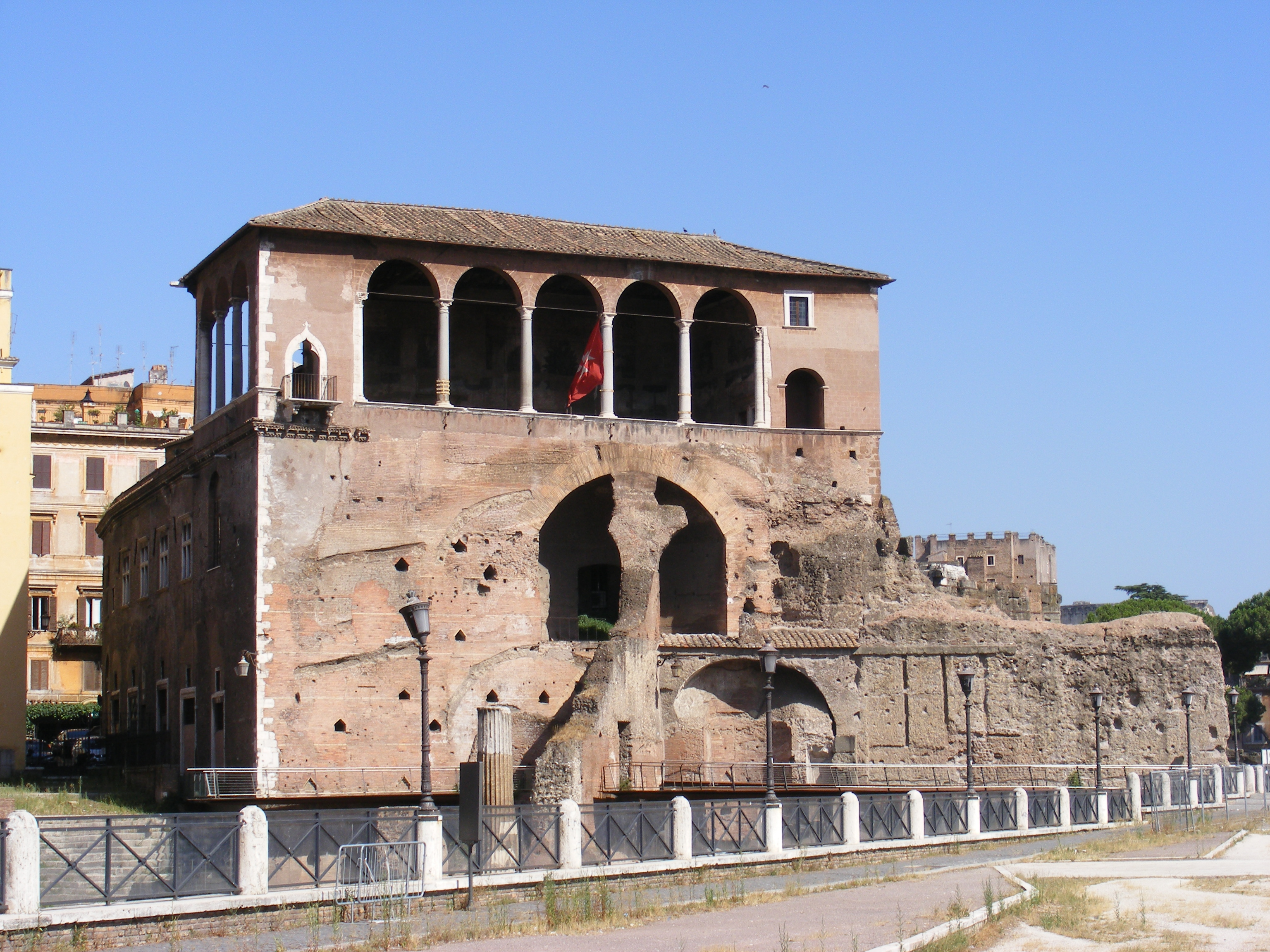
Maison des chevaliers de Rhodes.
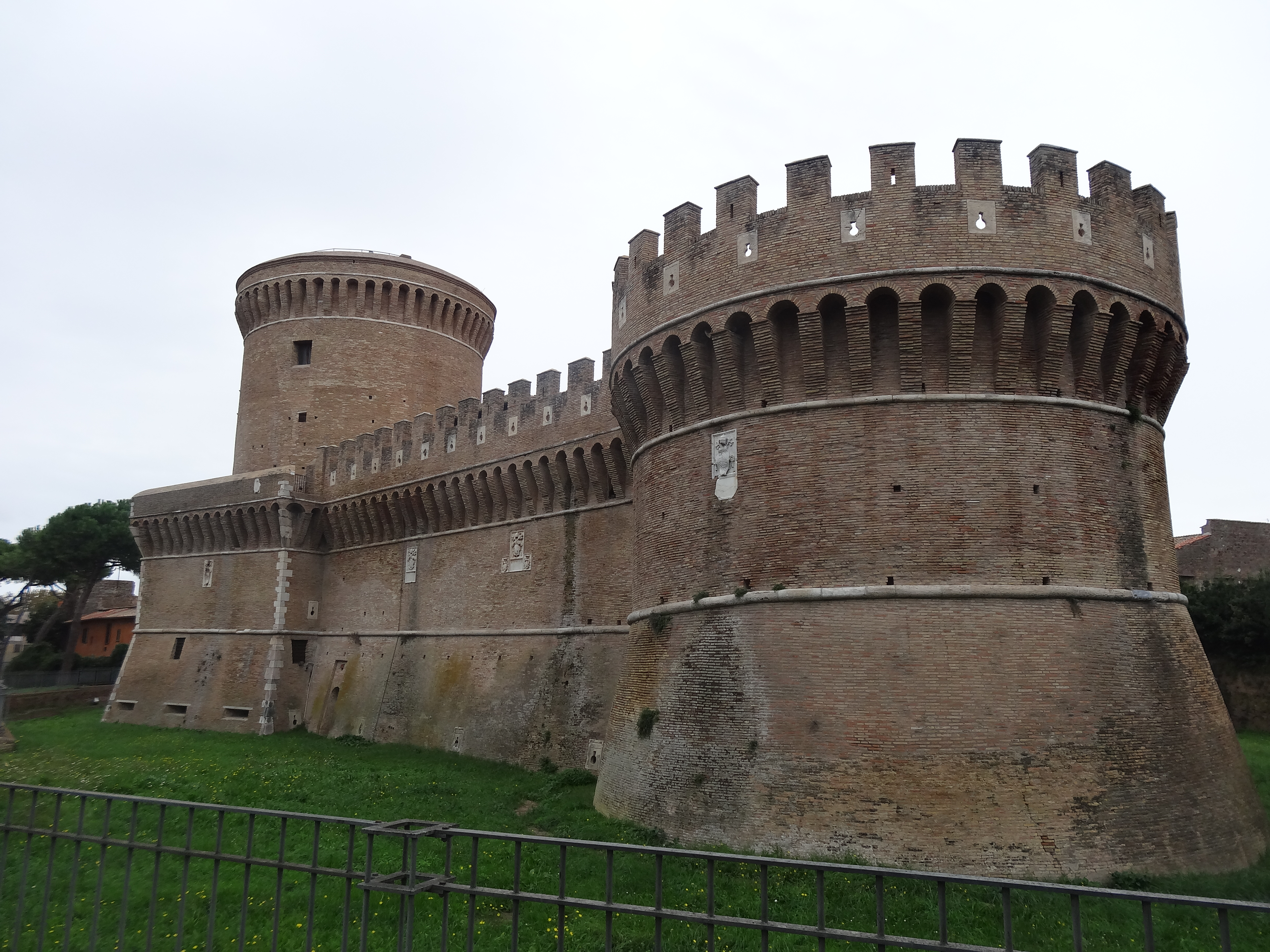
Château forteresse d'Ostie.

### Renaissance
Rome a été un centre majeur de la Renaissance, qui a profondément marqué la ville. Les commandes des papes et des prélats ont attiré dans la ville de nombreux artistes toscans ou ombriens. Parmi les nombreux monuments construits à cette époque, on peut citer la place du Capitole de Michel-Ange, au sommet du Capitole, qui comprend le Palazzo Senatorio, siège du gouvernement de la cité. Les fresques de la célèbre chapelle Sixtine au Vatican sont mondialement connues, tout comme les Chambres de Raphaël. L'époque est également marquée par la construction de grandes demeures par les familles aristocratiques près du Quirinal, et de palais comme le palais de Venise, le palais Farnèse, le palais Barberini, le palais de la Chancellerie, le palais Chigi (siège actuel du gouvernement italien), le palais Spada, la villa Médicis, la villa Farnesina ou la villa Madama. La plupart des églises de la Renaissance sont construites sous le règne du pape Sixte IV : les plus remarquables sont le Tempietto de San Pietro in Montorio, Santa Maria del Popolo, Sant'Agostino, ou encore Santa Maria della Pace.

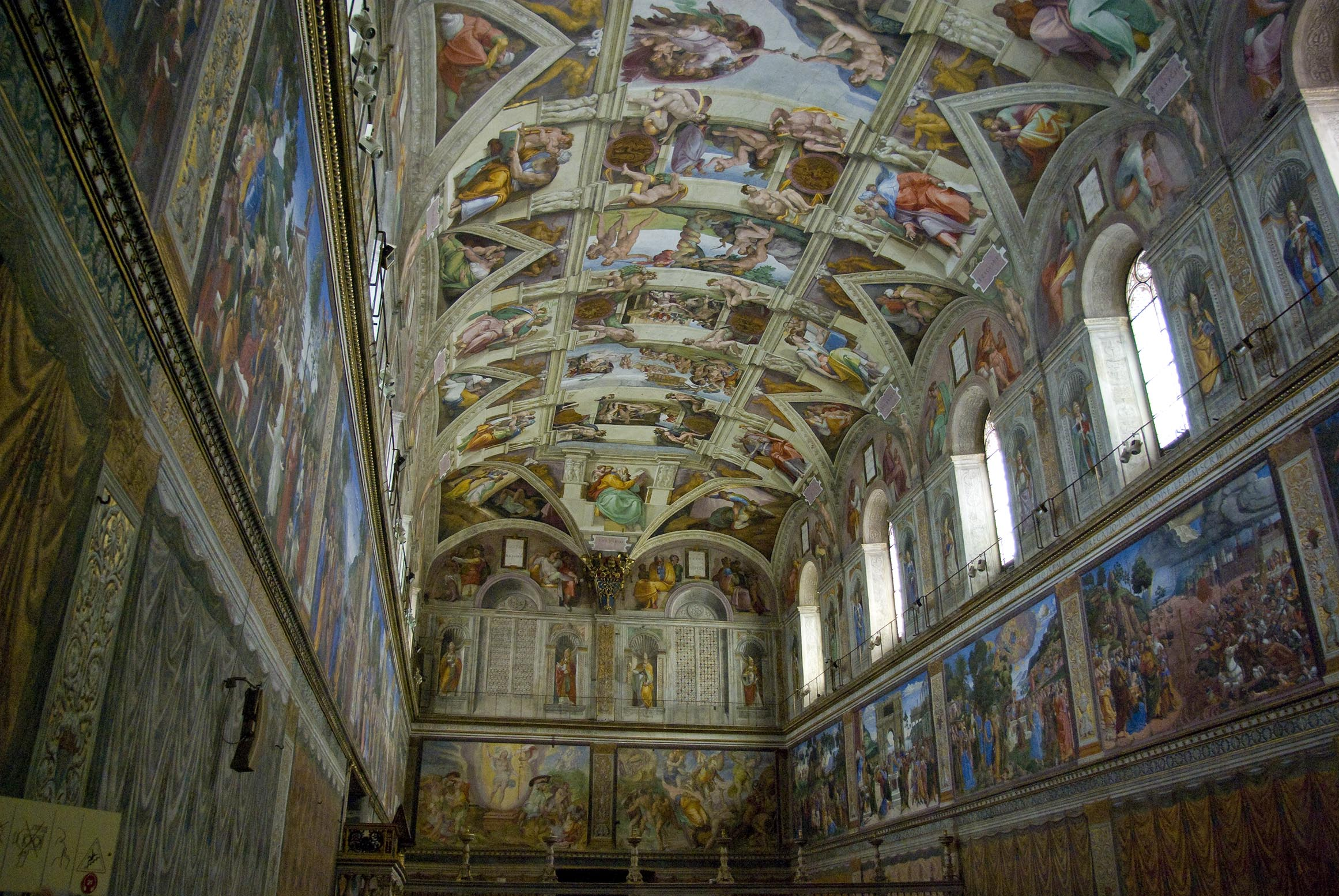
Chapelle Sixtine.
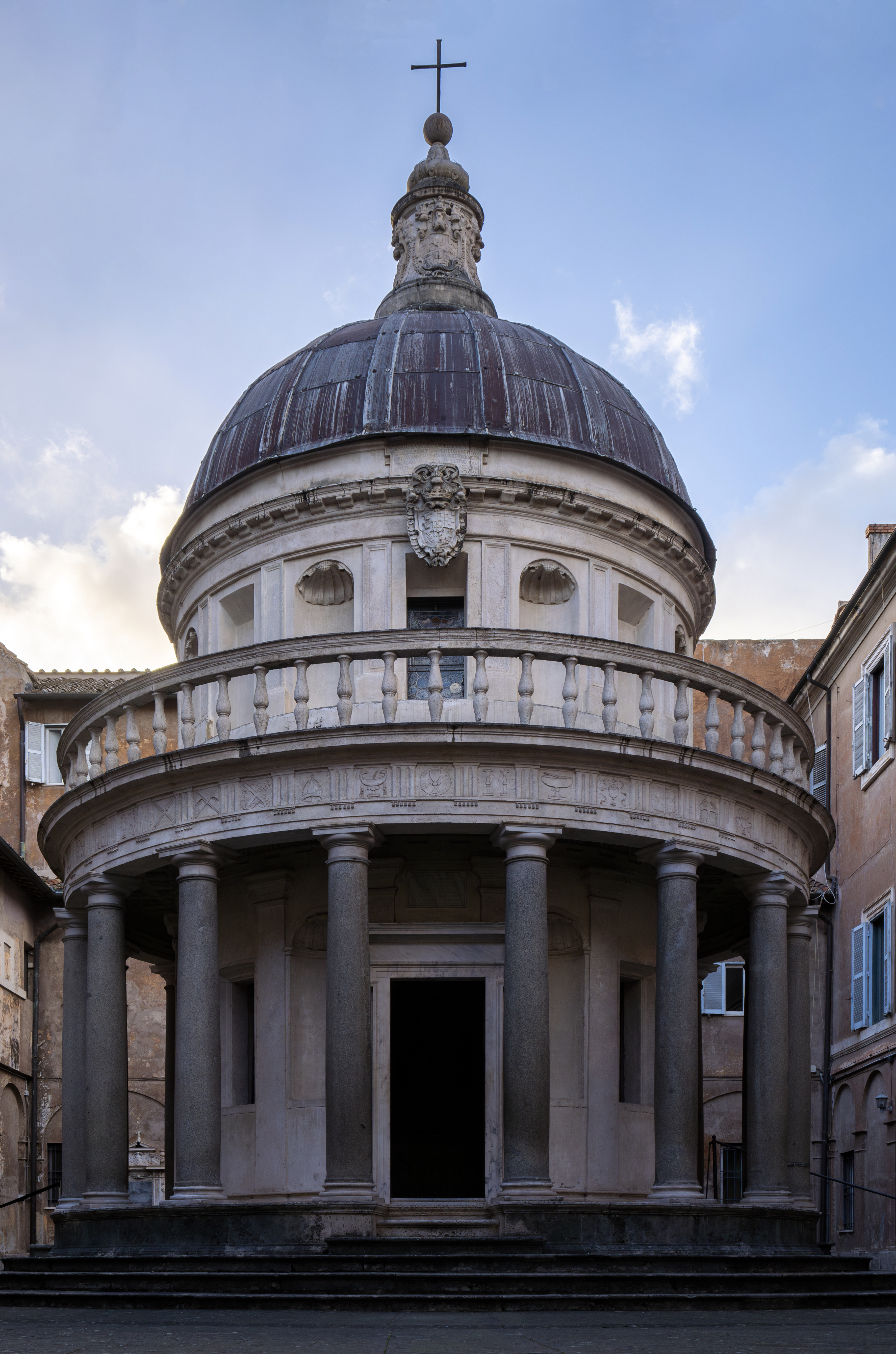
Tempietto de Bramante.
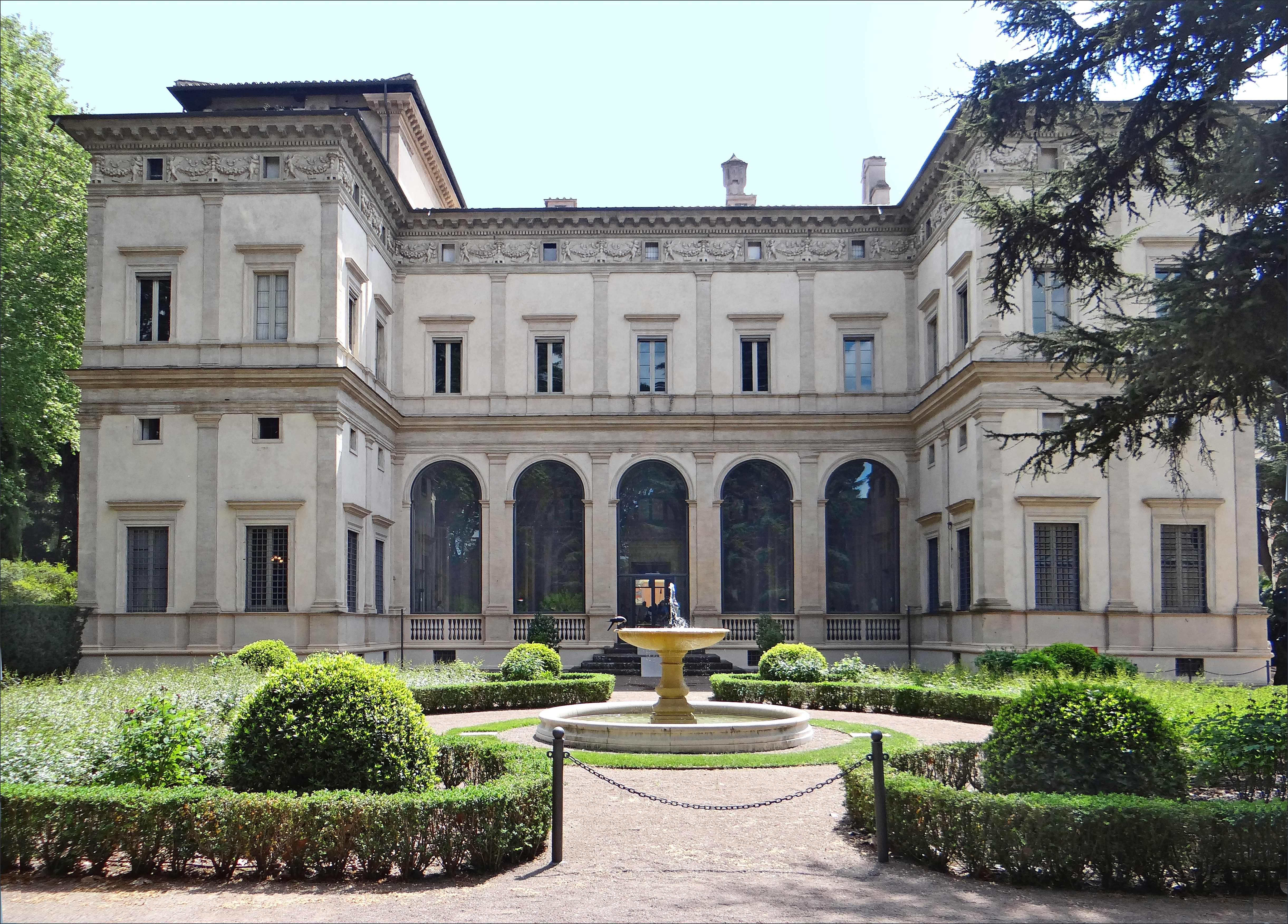
Villa Farnesina.
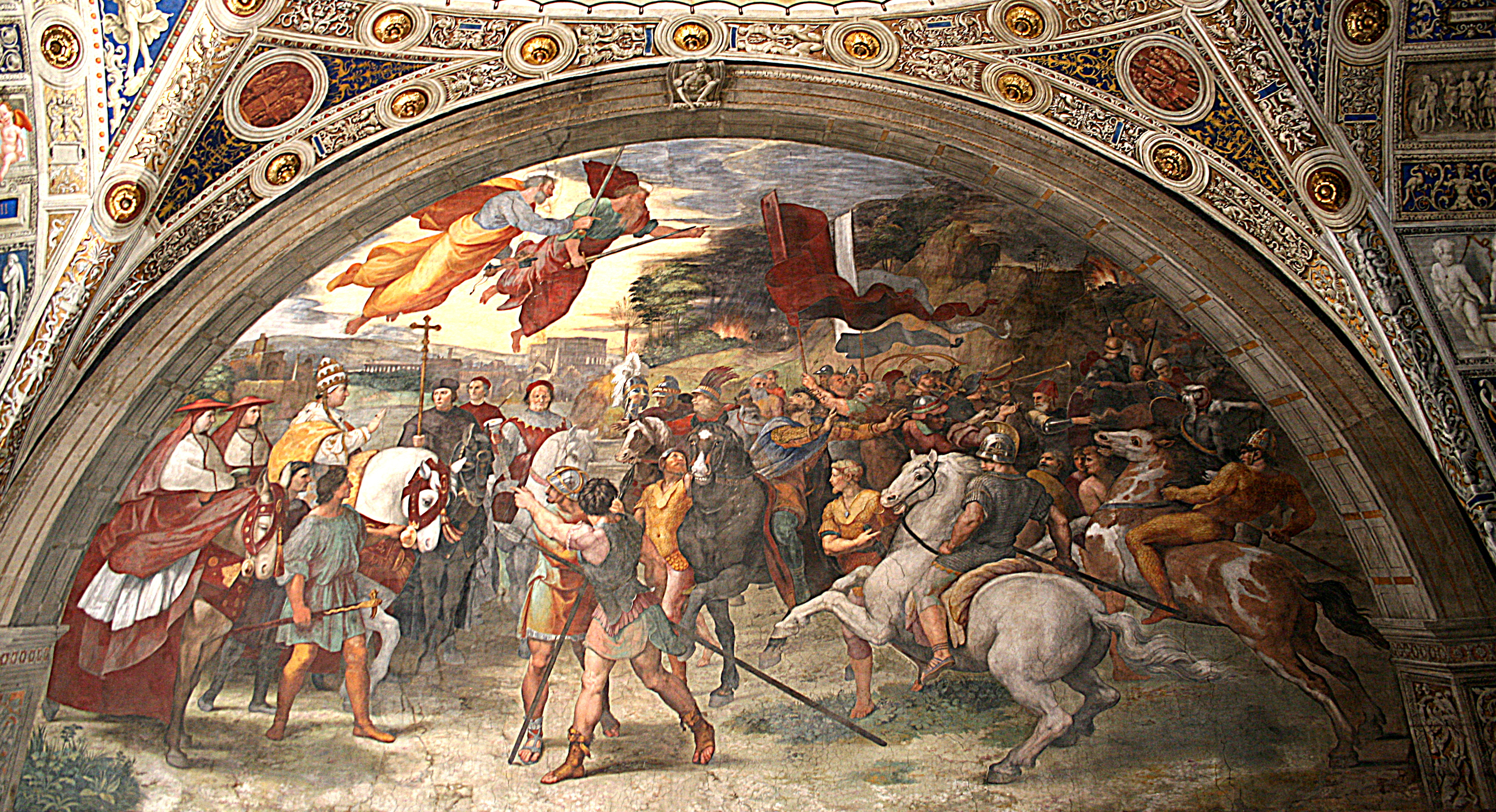
Chambre de Raphaël.
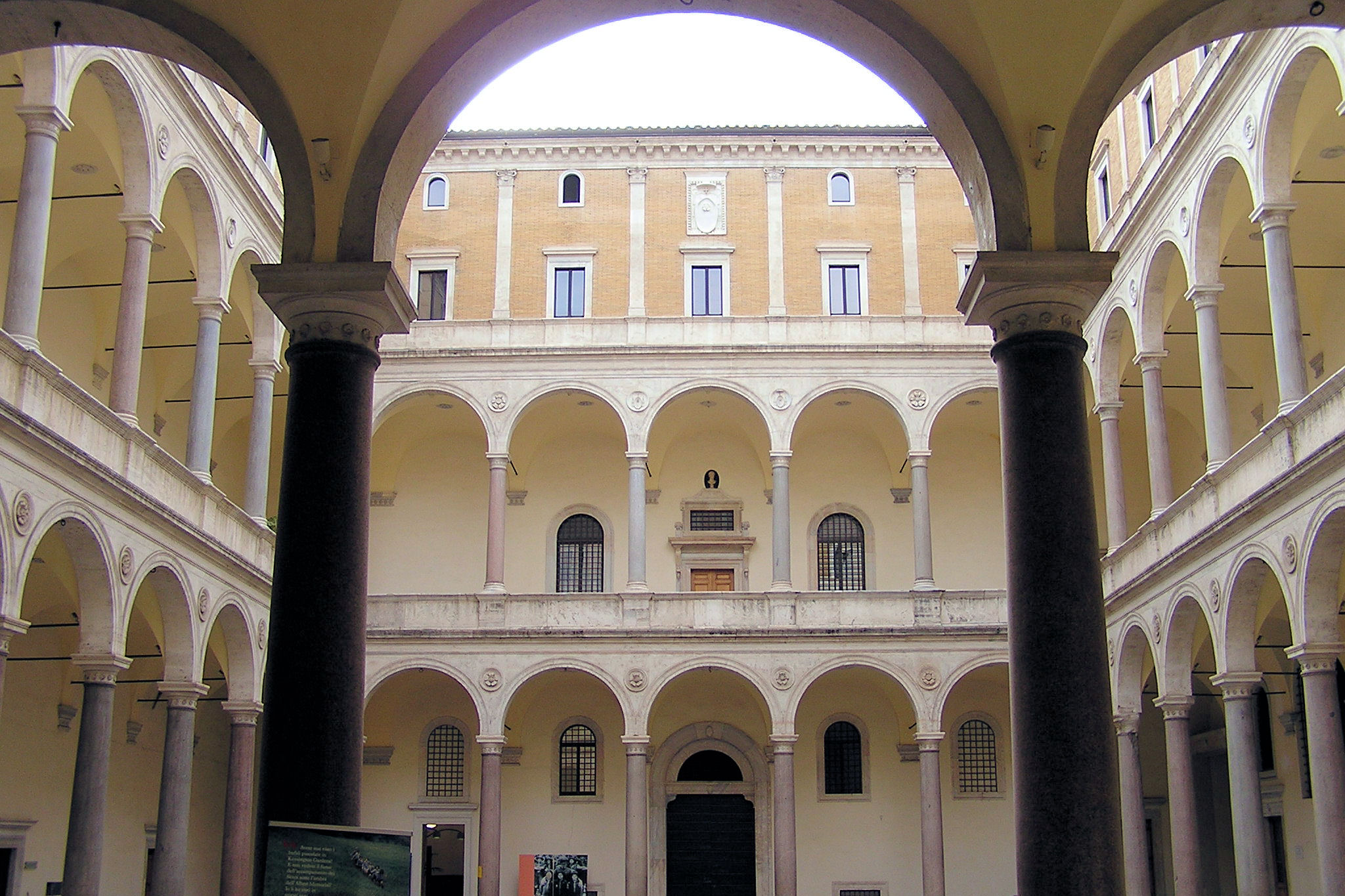
Palais de la Chancellerie.
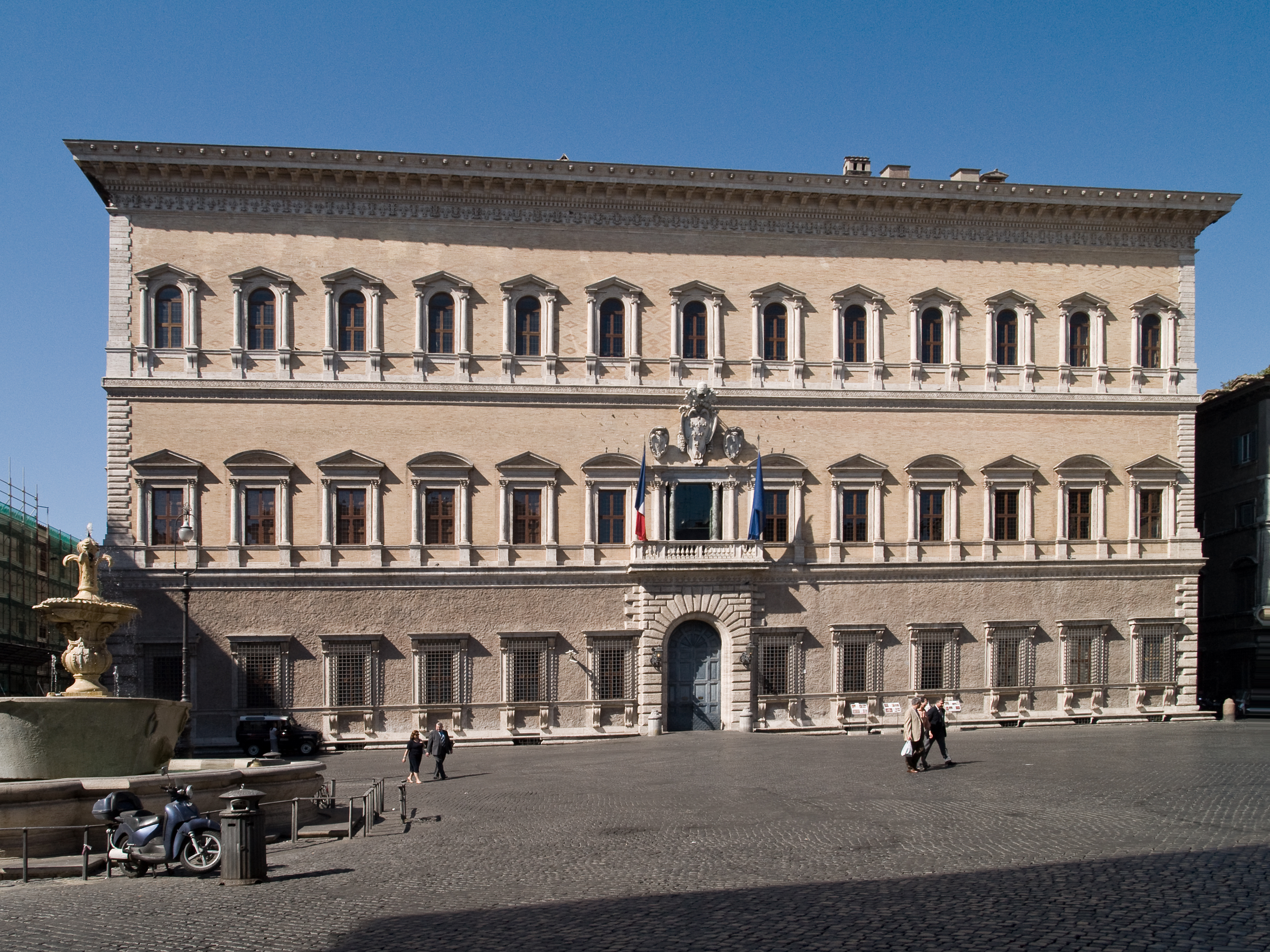
Palais Farnèse.

### Rome Baroque
L'art baroque est né à Rome. La ville lui doit au XVIIe siècle ses grandes places théâtrales, souvent ornées de fontaines ou d'obélisques, dont la plus représentative et la plus célèbre est la Piazza Navona. L'art baroque est aussi représenté par la célèbre fontaine de Trevi de Nicola Salvi et la place d'Espagne avec son fameux escalier de la Trinité des Monts. Cette effervescence artistique répond aux souhaits des papes qui font appel aux artistes les plus talentueux d'Italie pour décorer la ville, avec un point d'orgue lors de la Haute Renaissance. À cette époque, la Ville éternelle bénéficie de la présence simultanée de trois génies : Le Bernin, Borromini et Pierre de Cortone, qui passeront la majeure partie de leur carrière à Rome. 
L'église du Gesù (1584) est considérée comme la première église baroque, elle servira de modèle à toutes les autres églises jésuites dans le monde. Outre les grandes basiliques, les plus remarquables édifices religieux du baroque romain sont l'église Sant'Andrea al Quirinale du Bernin, les églises Saint-Charles-aux-Quatre-Fontaines, Sant'Agnese in Agone et Sant'Ivo alla Sapienza de Borromini, l'église Santa-Maria-della-Pace et Santi Luca e Martina de Pierre de Cortone, ou encore les églises jumelles Santa Maria in Montesanto et Santa Maria dei Miracoli sur la place du peuple. 

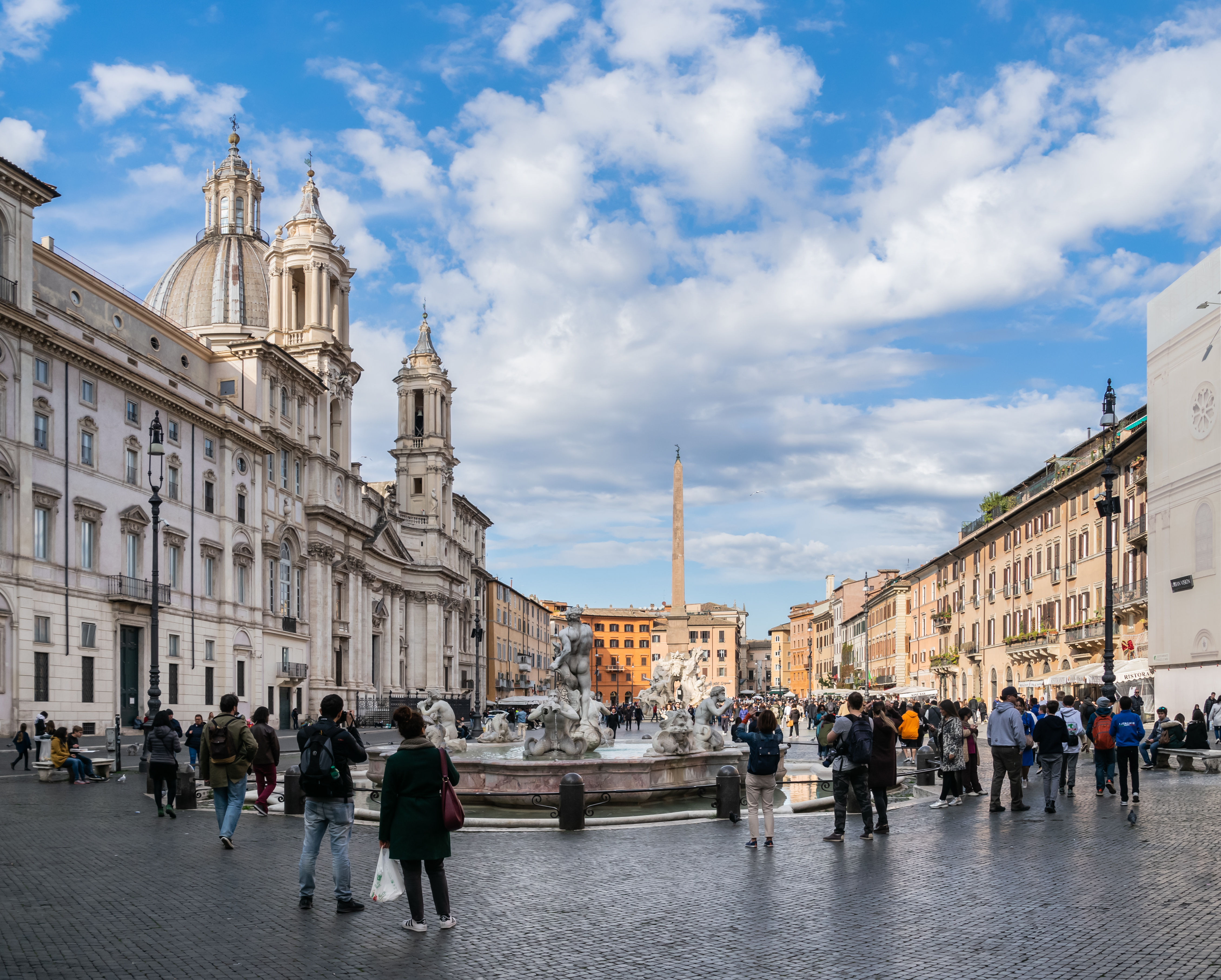
Piazza Navona.
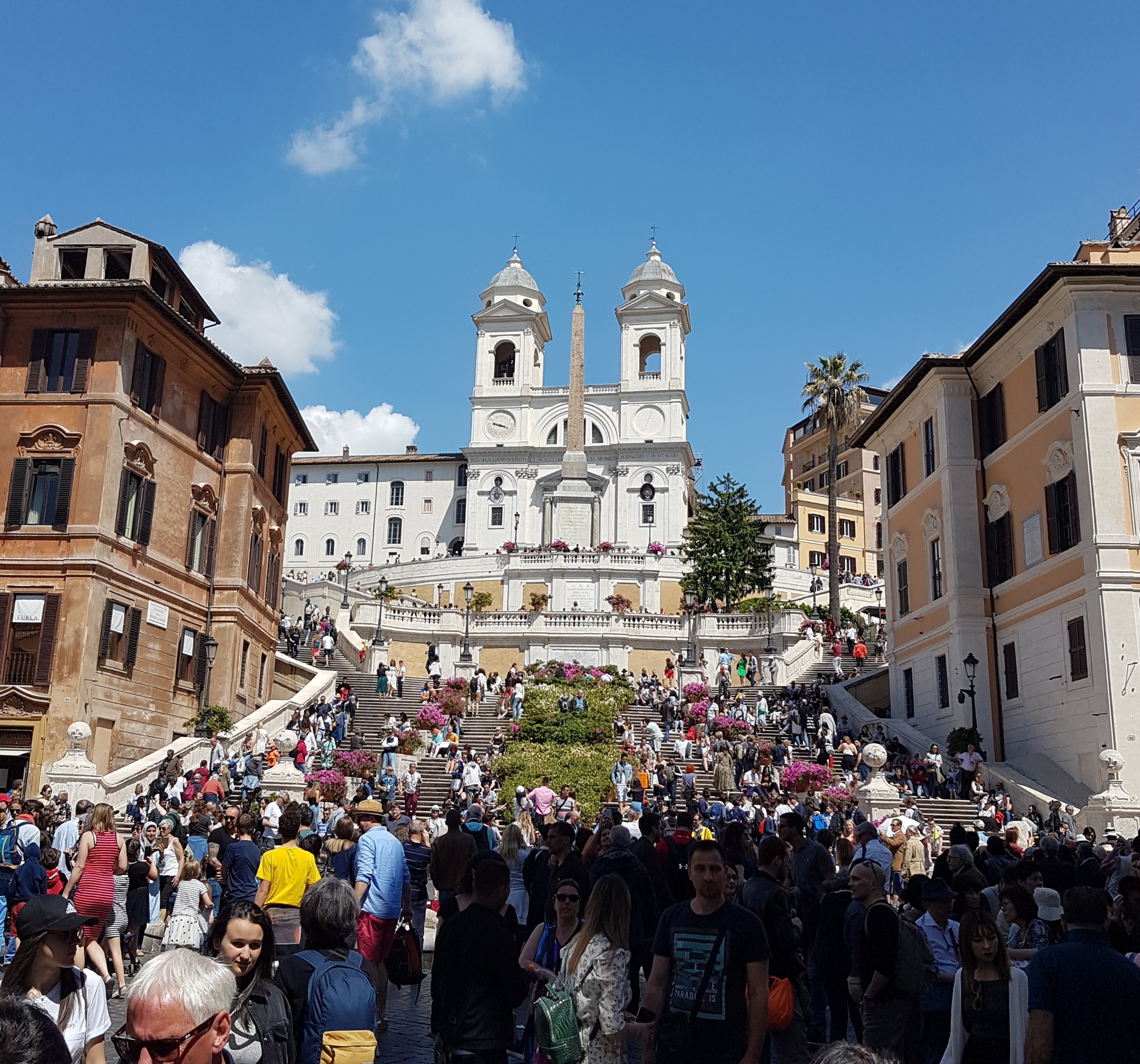
Piazza di Spagna.
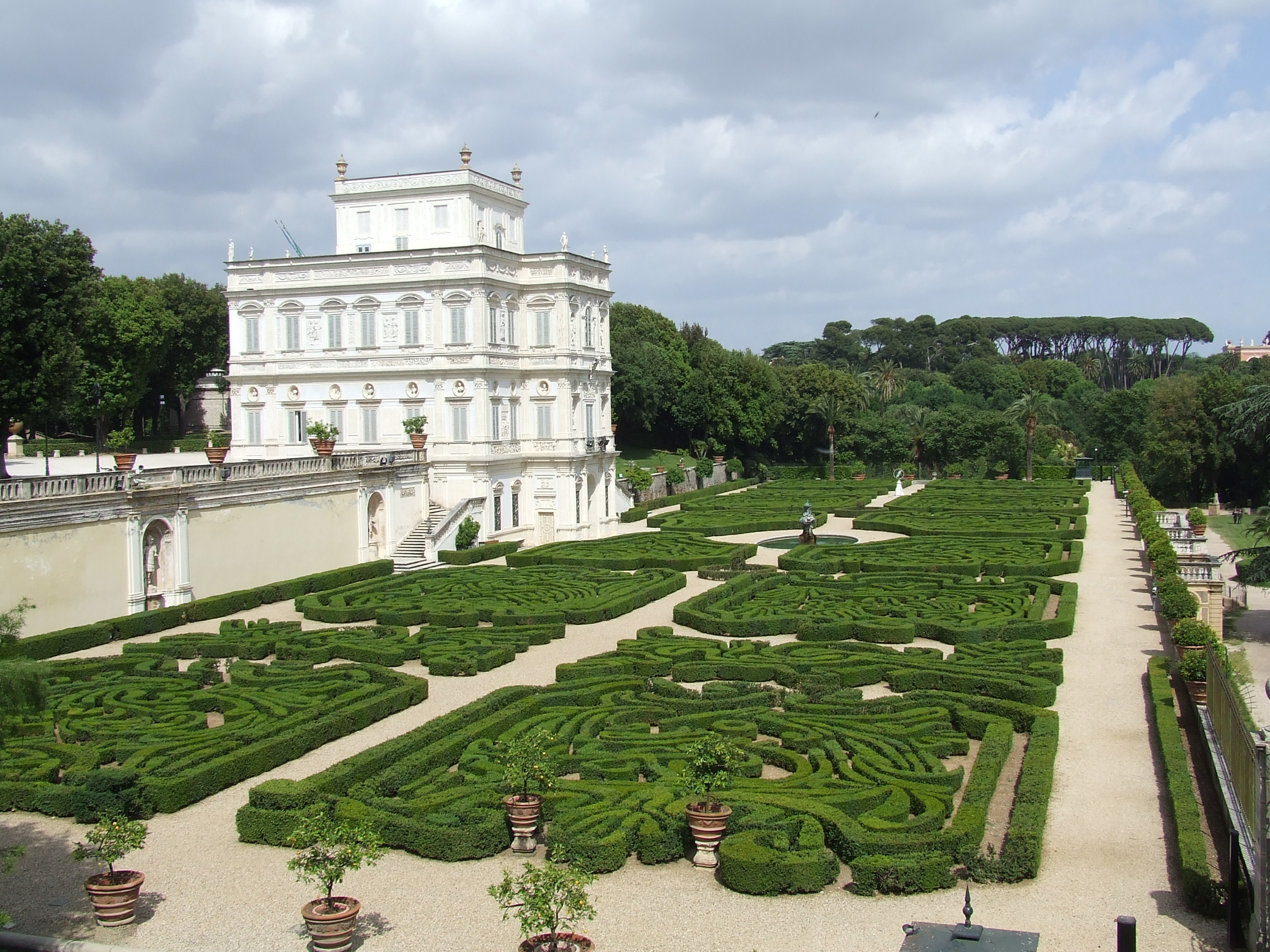
Villa Doria Pamphilj.
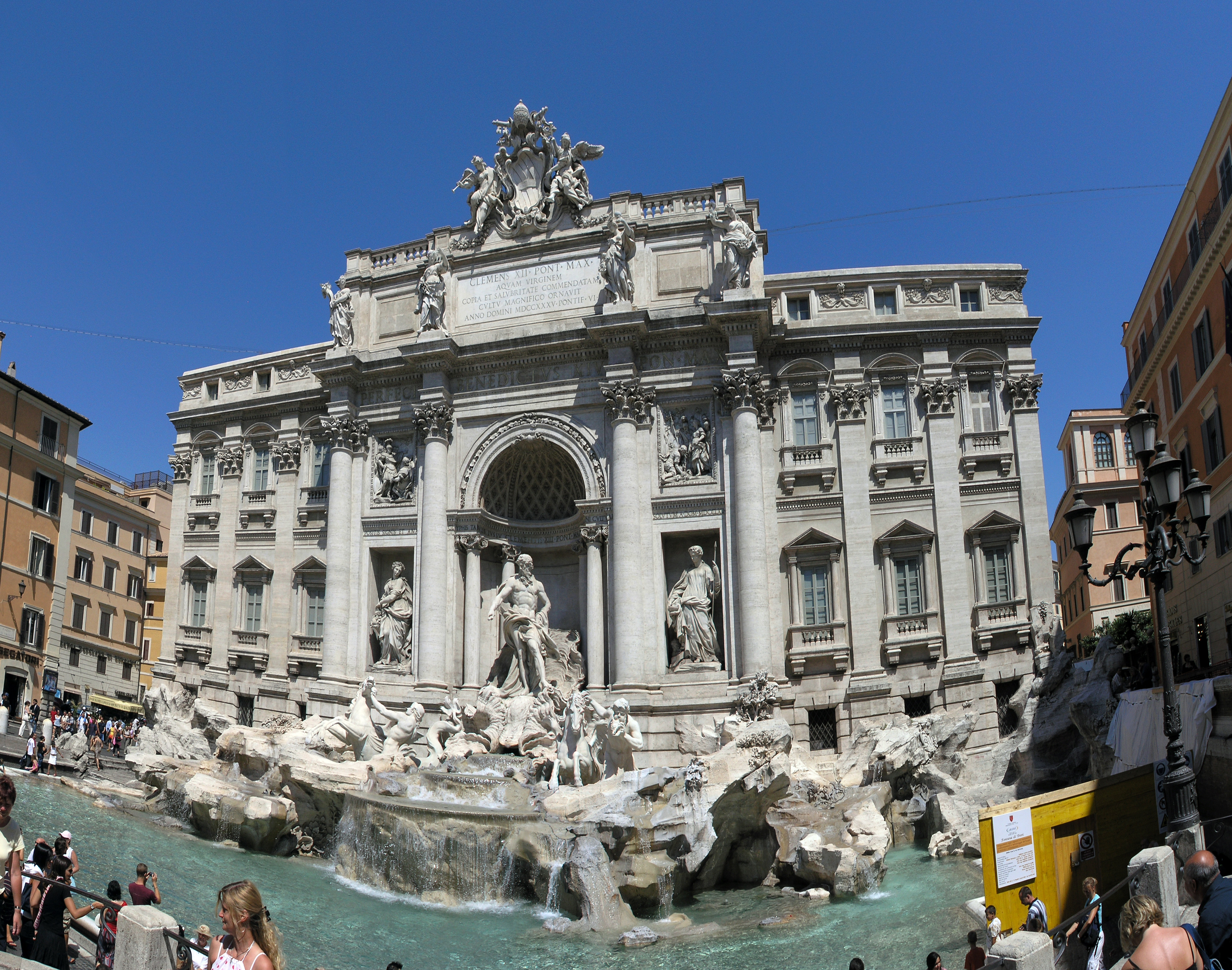
Fontaine de Trevi.

### Rome capitale

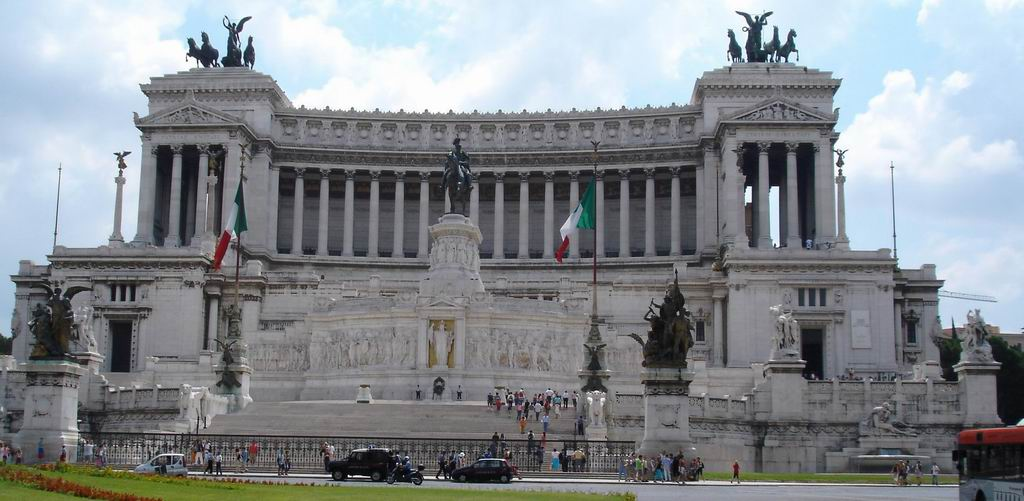
Le Vittoriano.

Dans les premières décennies suivant sa proclamation de capitale, Rome fut en chantier permanent. La ville avait en 1870 des dimensions modestes, flottant littéralement dans les limites de la muraille aurélienne, avec de nombreux espaces vierges. De nombreuses opérations d'urbanisme étaient nécessaires dans une ville restée encore très provinciale, peu pratique, aux rues tortueuses et manquant de tous les services urbains modernes : construction de grands bâtiments administratifs (ministères, Palais de Justice, Palais des Expositions...), aménagement de nouveaux axes (Corso Vittorio Emanuele II, Via XX Settembre), construction de logements pour les nouveaux fonctionnaires, édification d'infrastructures (hôpitaux, abattoirs, casernes...), aménagement des rives du Tibre... De cette époque date le monument à Victor-Emmanuel II, aussi connu sous le nom d'« Autel de la Patrie » (surnommé la « Machine à écrire » par certains Romains), bâtiment néoclassique le plus connu de la ville. Le Palais de Justice, situé sur la place Cavour, est un exemple d'éclectisme. Il est surnommé péjorativement Palazzaccio (« vilain palais ») par les Romains.
L'Exposition Internationale de 1911 fit naître le quartier de la piazza Mazzini, ainsi que la création de la galerie nationale d'Art moderne. Un début d'expansion vers la mer (Ostie, Fregene) est lancé dès 1916. Le quartier Coppedè (1921-1927) est un bel exemple d'architecture Art nouveau. Des cités-jardins comme le pittoresque quartier de la Garbatella sont mis en chantier dans les années 1920.

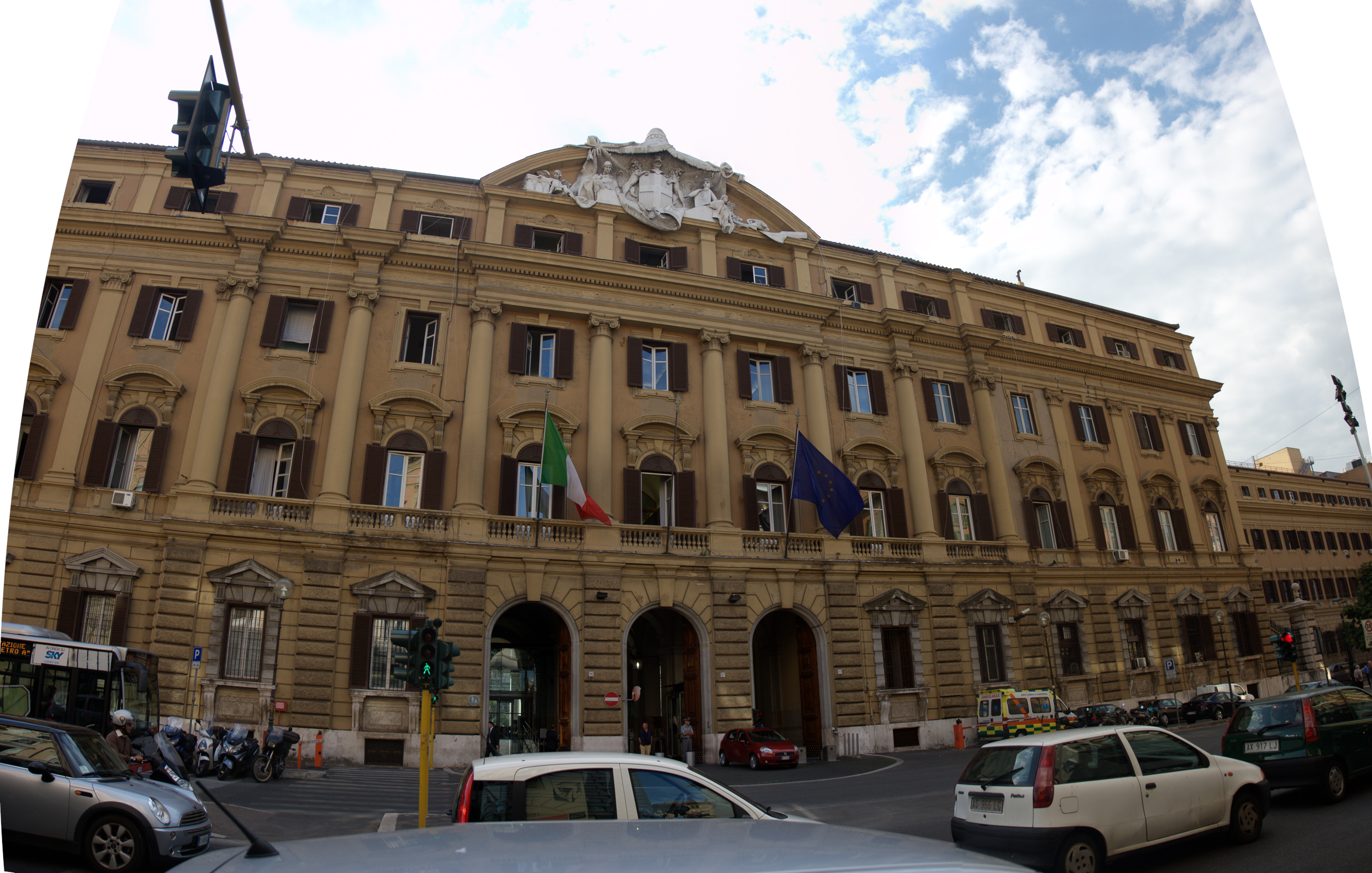
Ministère des Finances.
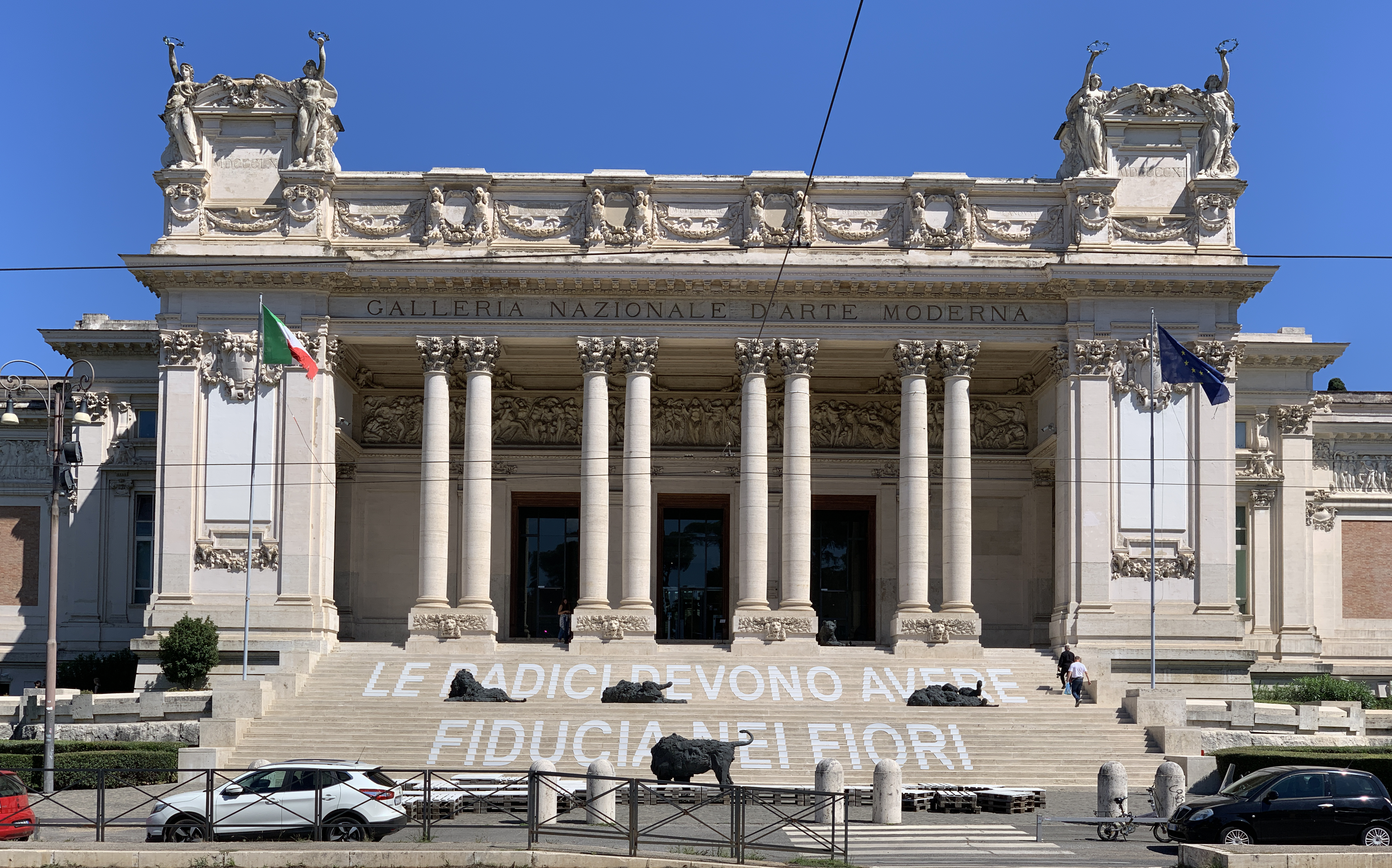
Galerie nationale d'Art moderne.
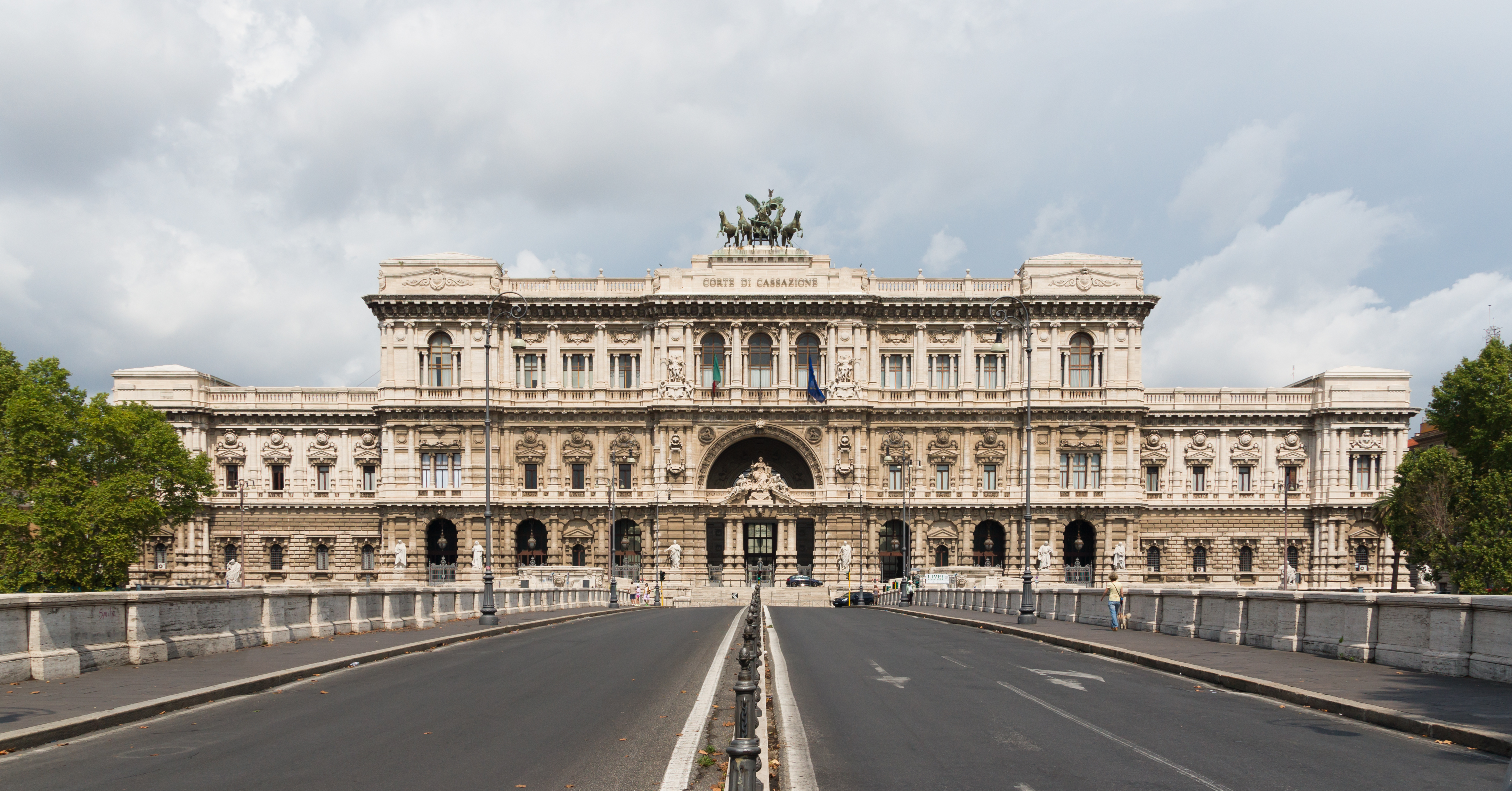
Palais de Justice.
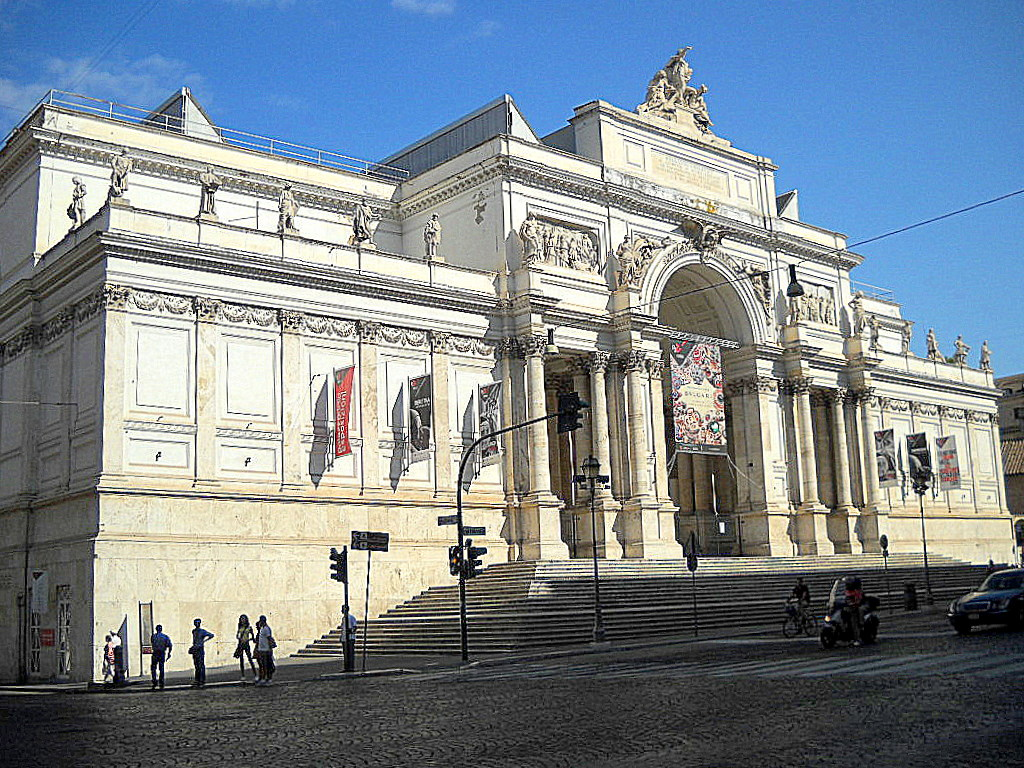
Palais des Expositions.
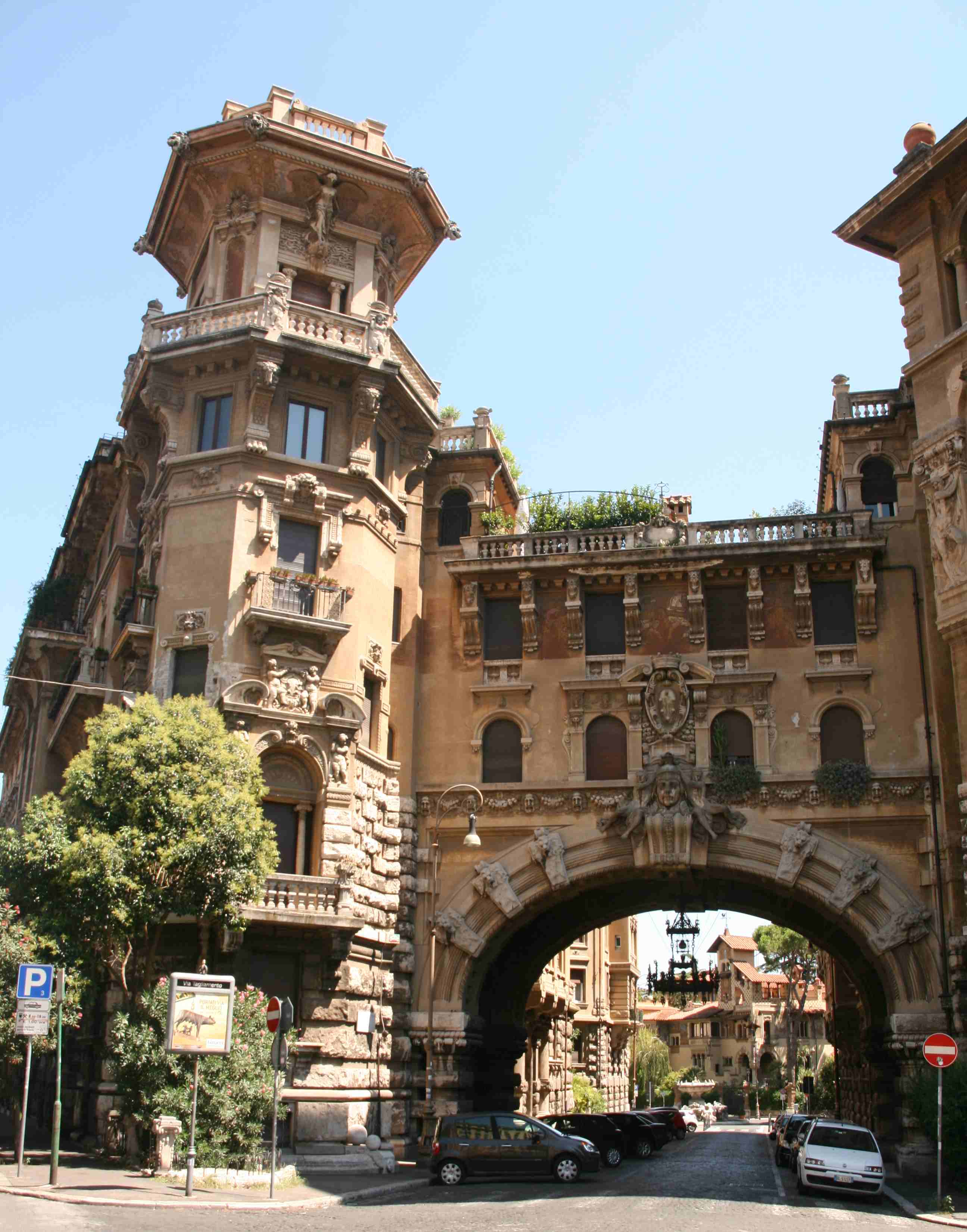
Quartier Coppede, de style Liberty.

### Rome mussolinienne
Avec l'arrivée au pouvoir de Mussolini en 1922, commence une politique d'urbanisme de prestige, prônant un retour à la grandeur antique. De larges avenues sont percées, destinées à la circulation comme aux défilés : Via dell'Impero, via del Mare (pour relier Rome à la mer, actuelle Via Cristoforo Colombo), via dei Fori Imperiali, ouverte en 1932 pour dégager la vue sur le Colisée, condamnant à destruction une partie des Forums, ou encore la Via della Conciliazione, pour marquer la réconciliation avec l'Église (mais faisant disparaître une partie du quartier du Borgo). Rome se dote d'infrastructures nouvelles : reconstruction de l'université de La Sapienza, construction de ministères comme le Palazzo della Farnesina ou le Palais des Colonies (futur siège du FAO). 
L'architecture fasciste apparaît surtout dans le quartier de l'EUR, bâti dans la deuxième moitié des années 1930. L'Esposizione Universale di Roma (Exposition universelle de Rome), qui devait s'y tenir en 1942 a donné son nom au quartier, mais elle fut annulée en raison de la Seconde Guerre mondiale. Il reste à ce jour un des principaux témoignages de l'architecture fasciste inspirée par le néoclassicisme, avec des édifices tels que le Palais de la Civilisation Italienne, surnommé « Colisée carré », ou encore le Palais des Congrès. C'est à cette époque également qu'est bâti l'ensemble sportif du Foro Italico, avec son Stade des Marbres et ses statues à l'antique.

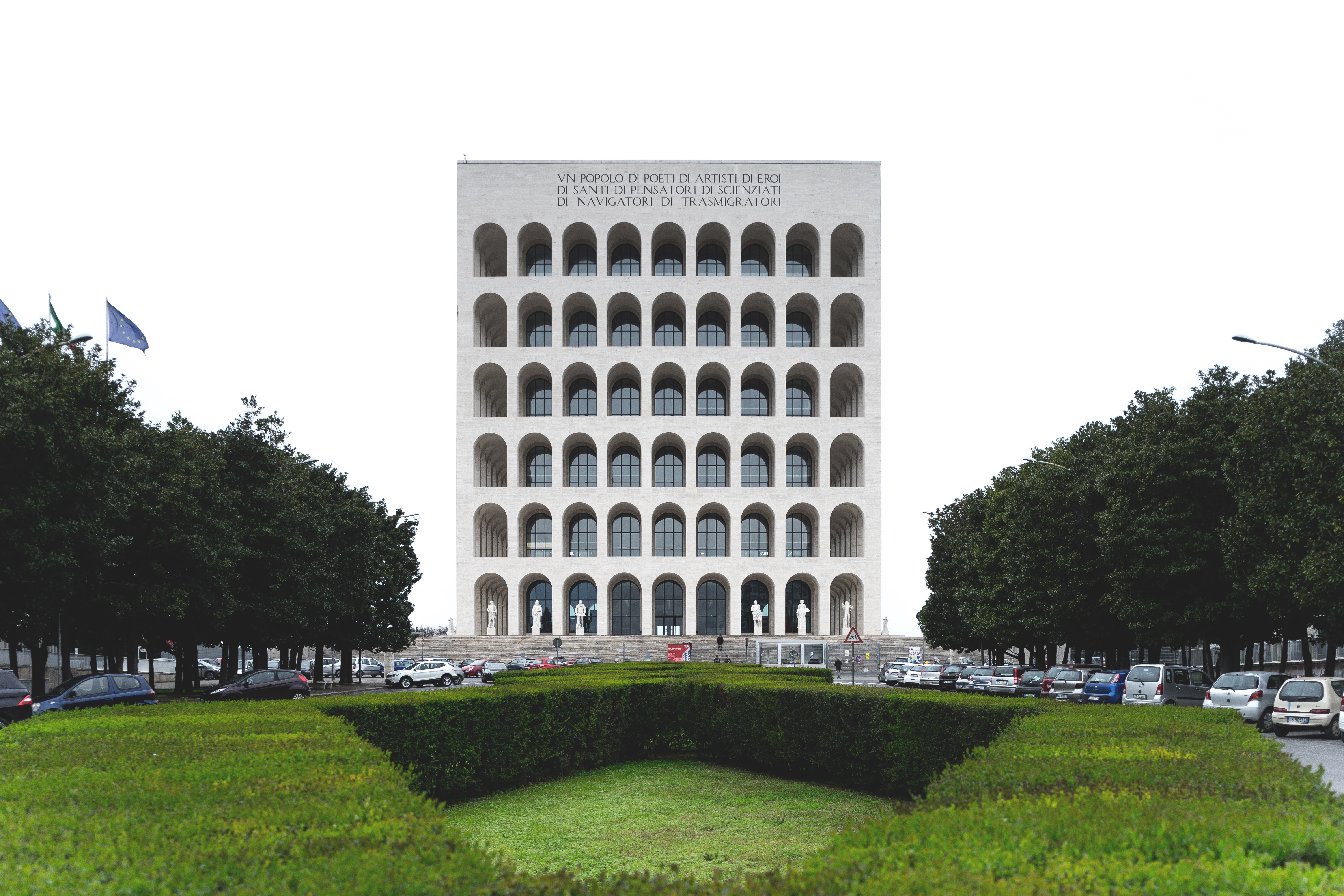
Palais de la Civilisation du Travail, quartier de l'EUR.
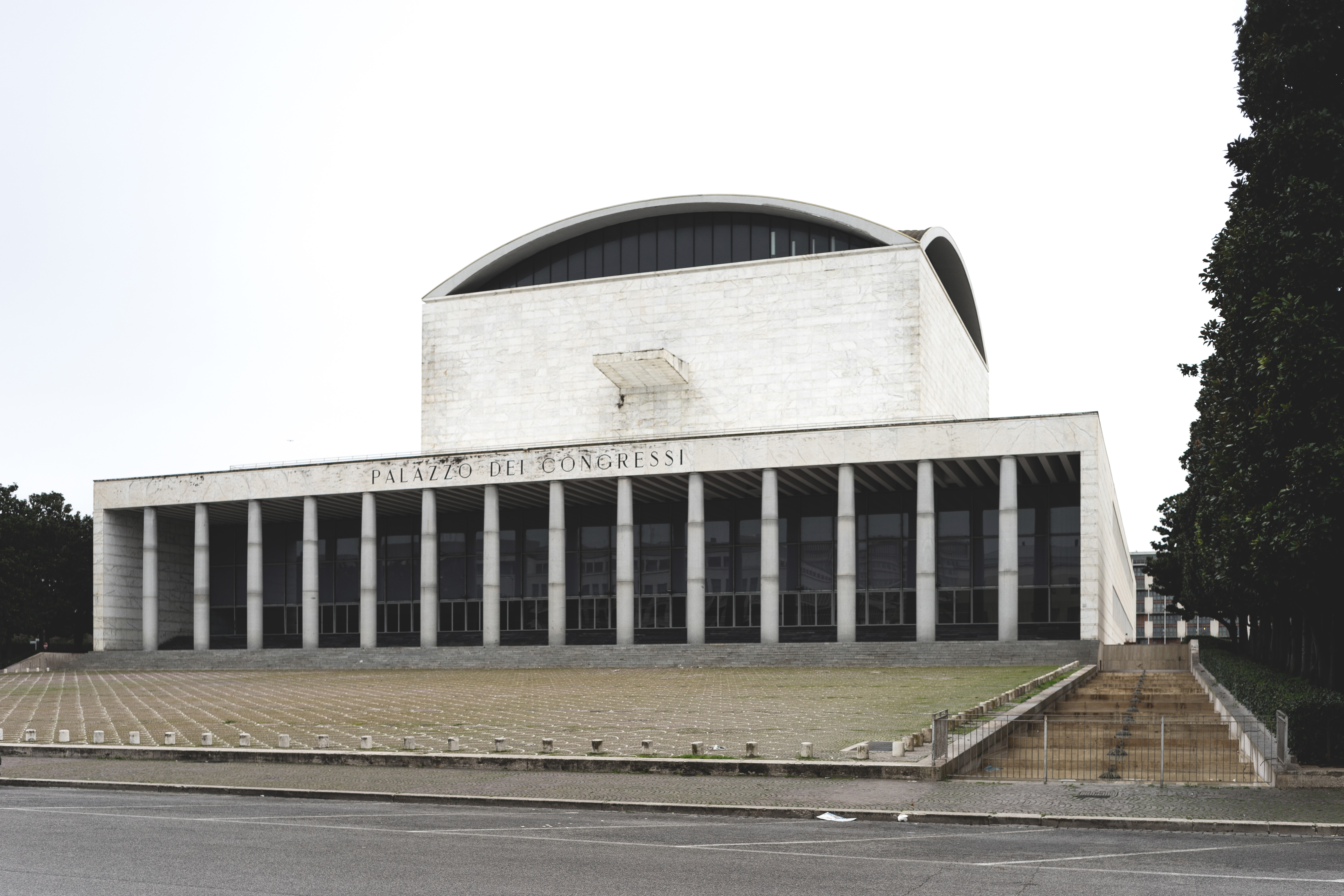
Palais des Congrès, quartier de l'EUR.
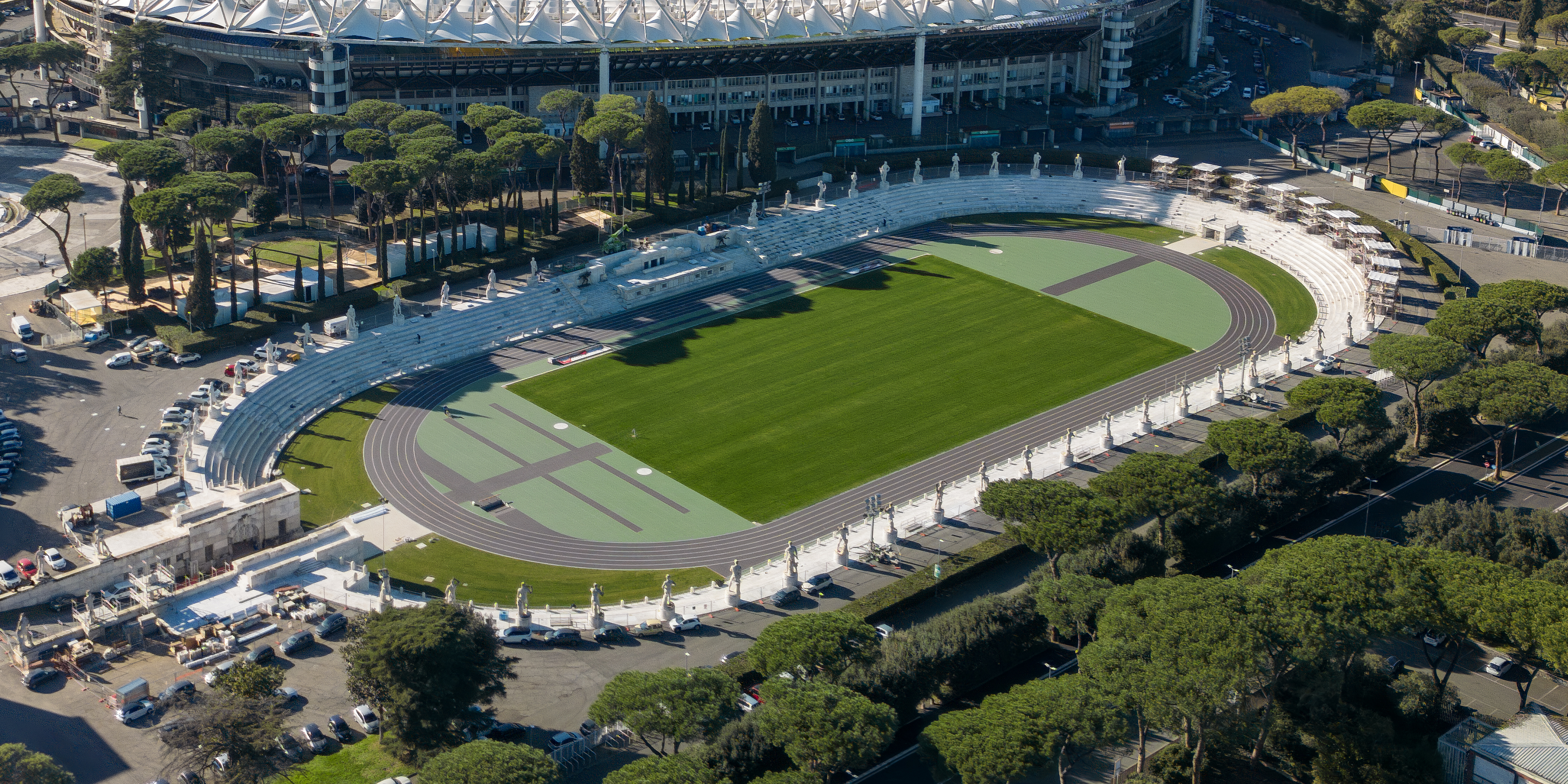
Stade des Marbres, au Foro Italico.
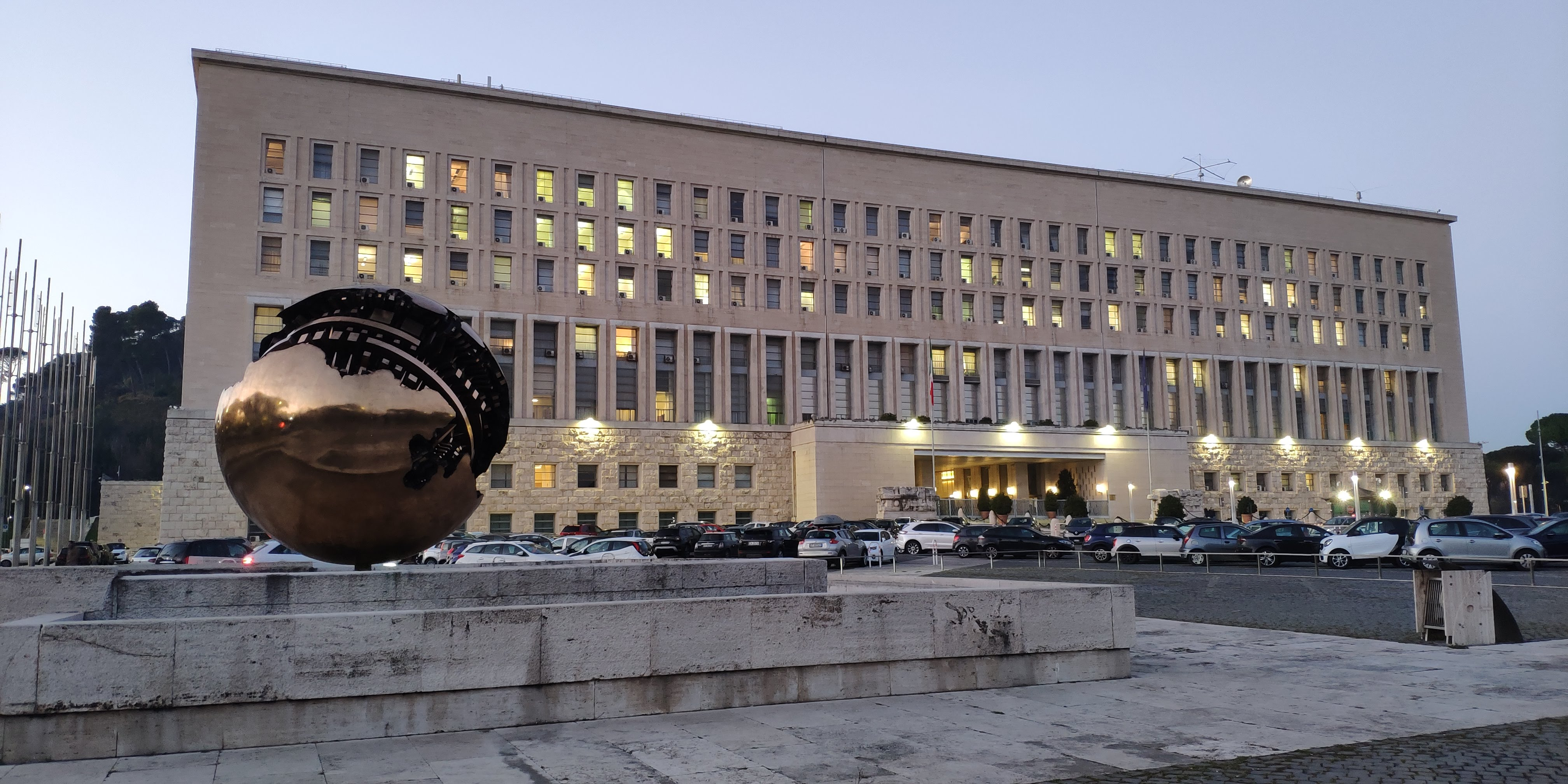
Palais Farnesina, Ministère des Affaires Étrangères.
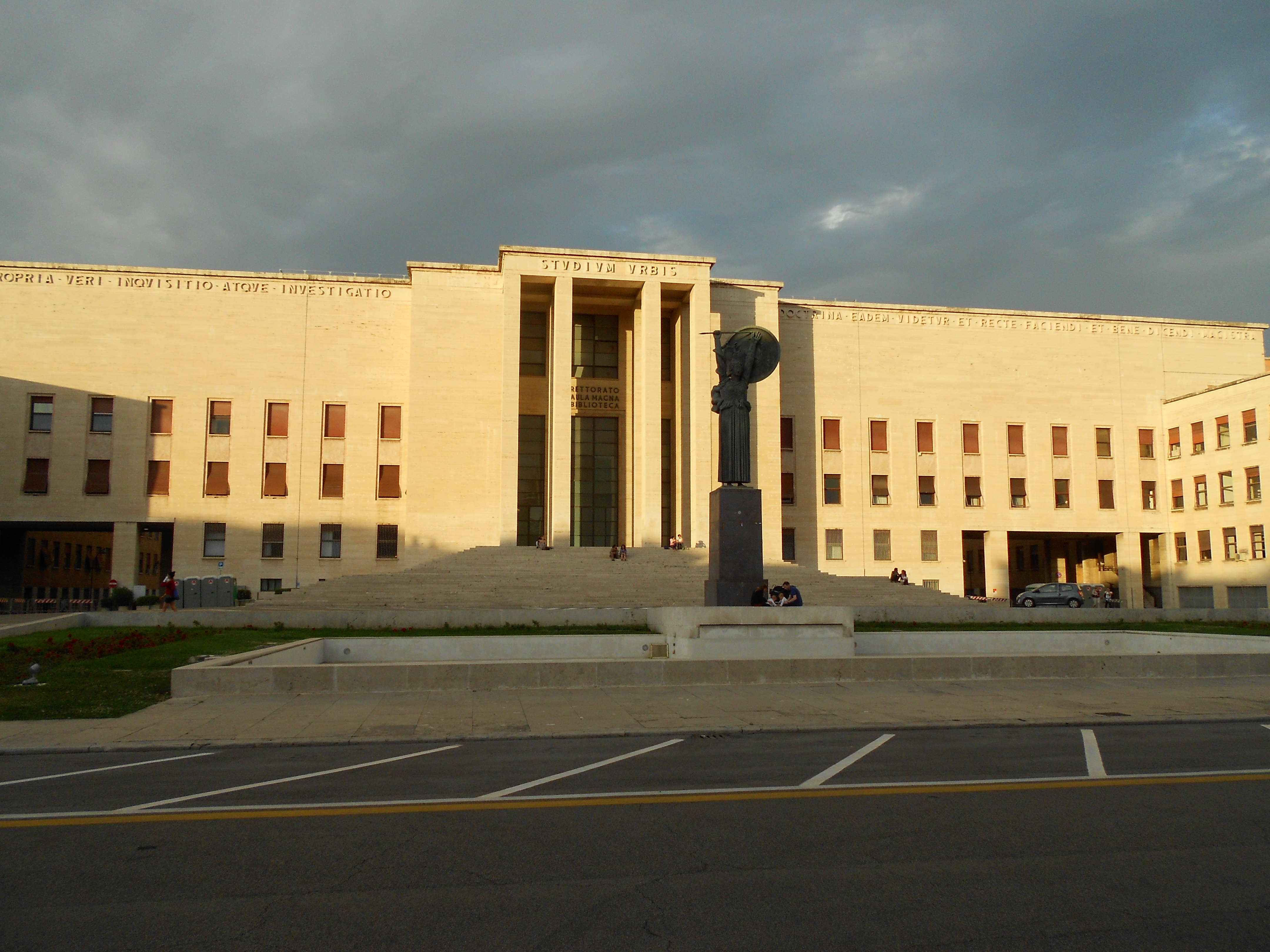
Université La Sapienza.

### Rome contemporaine

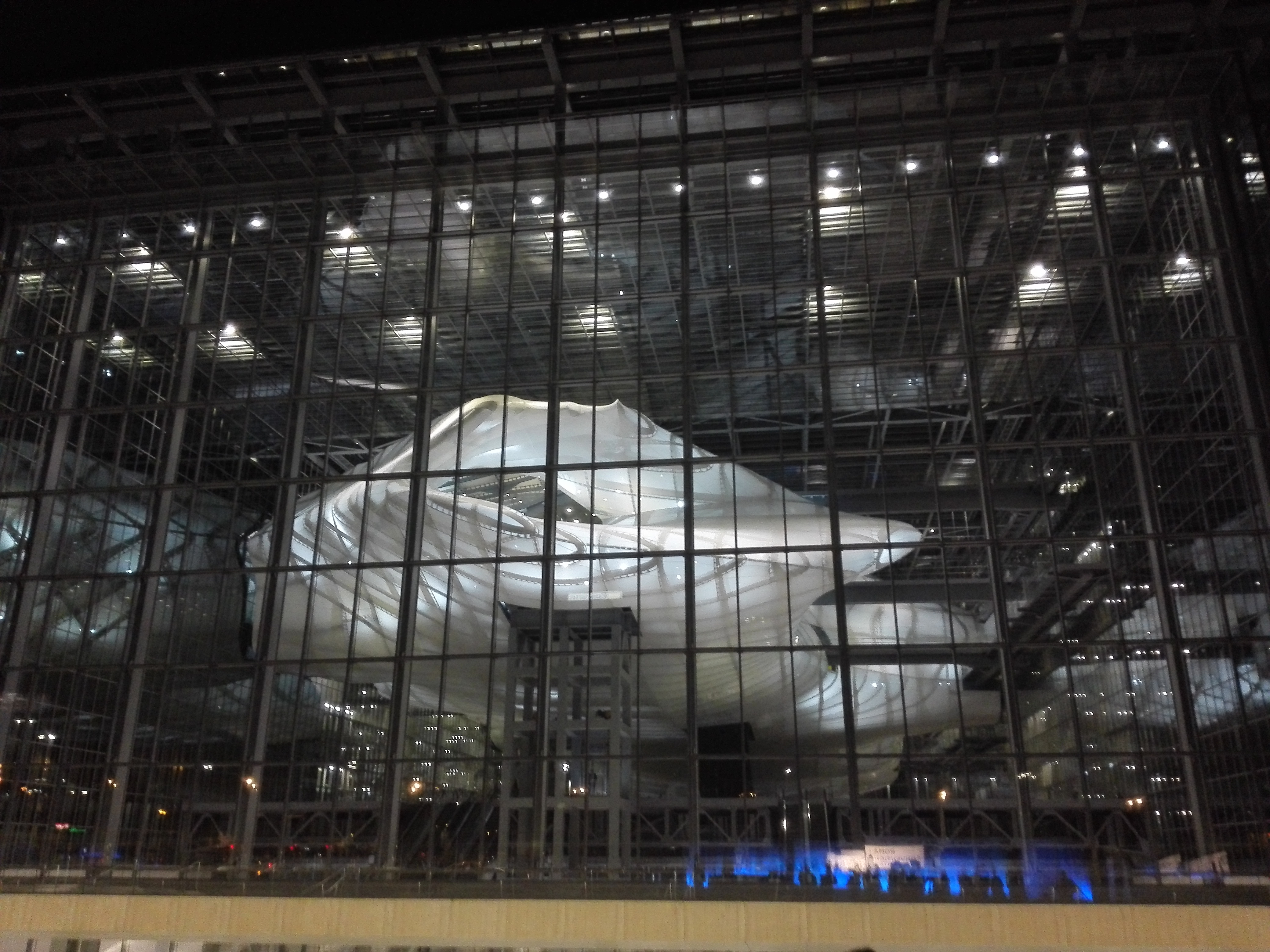
Nouveau Palais des Congrès de Fuksas.

Rome, à part de rares bombardements, est sortie épargnée de la Seconde Guerre mondiale. L'année sainte de 1950 est l'occasion d'achever la gare Termini, ainsi que la via Cristoforo Colombo, destinée à relier Rome à la mer. Le quartier de l'EUR est achevé, devenant un quartier d'affaires et ministériel, et la première ligne de métro ouvre en 1955. Pour les Jeux olympiques de 1960, le stade olympique et les deux palais des sports sont construits, ainsi que le village olympique. Un nouvel aéroport, Leonardo da Vinci à Fiumicino, est inauguré en 1961 en complément de celui de Ciampino. Le périphérique de Rome, le Grande Raccordo Anulare, de 70 km de long est achevé en 1970.
Le centre-ville a fait l'objet de rénovations profondes à l'occasion du Jubilé de l'an 2000 et on a vu les palais ocre retrouver leurs couleurs pastel d'origine lors de ces campagnes de rénovation. Pour l'occasion, les grandes artères ont été rendues piétonnes à l'exemple du célèbre Corso qui traverse la ville du nord au sud et relie la Piazza del Popolo à la Via Nazionale. Depuis le début du XXIe siècle, Rome s'est mise à inaugurer de nouveaux édifices à l'architecture résolument contemporaine : l'Auditorium Parco della Musica en 2002, le musée d'Art contemporain de Rome (MACRo) en 2002, le MAXXI en 2010 ou encore le Nouveau Centre des Congrès de Renzo Piano, inauguré en 2016 dans le quartier de l'EUR.

### Places
Les places de Rome contribuent beaucoup à son charme et à son atmosphère de « Dolce vita ». Parmi les plus célèbres, citons la piazza di Spagna, la piazza Navona, la piazza del Popolo, la piazza Venezia, la piazza Colonna, la piazza Farnese, la place de la Rotonde, la place du Quirinal, le largo di Torre Argentina, le Campo de' Fiori ou la place Saint-Pierre. Certaines, telles la piazza Navona ou la place d'Espagne, font partie des plus belles au monde.

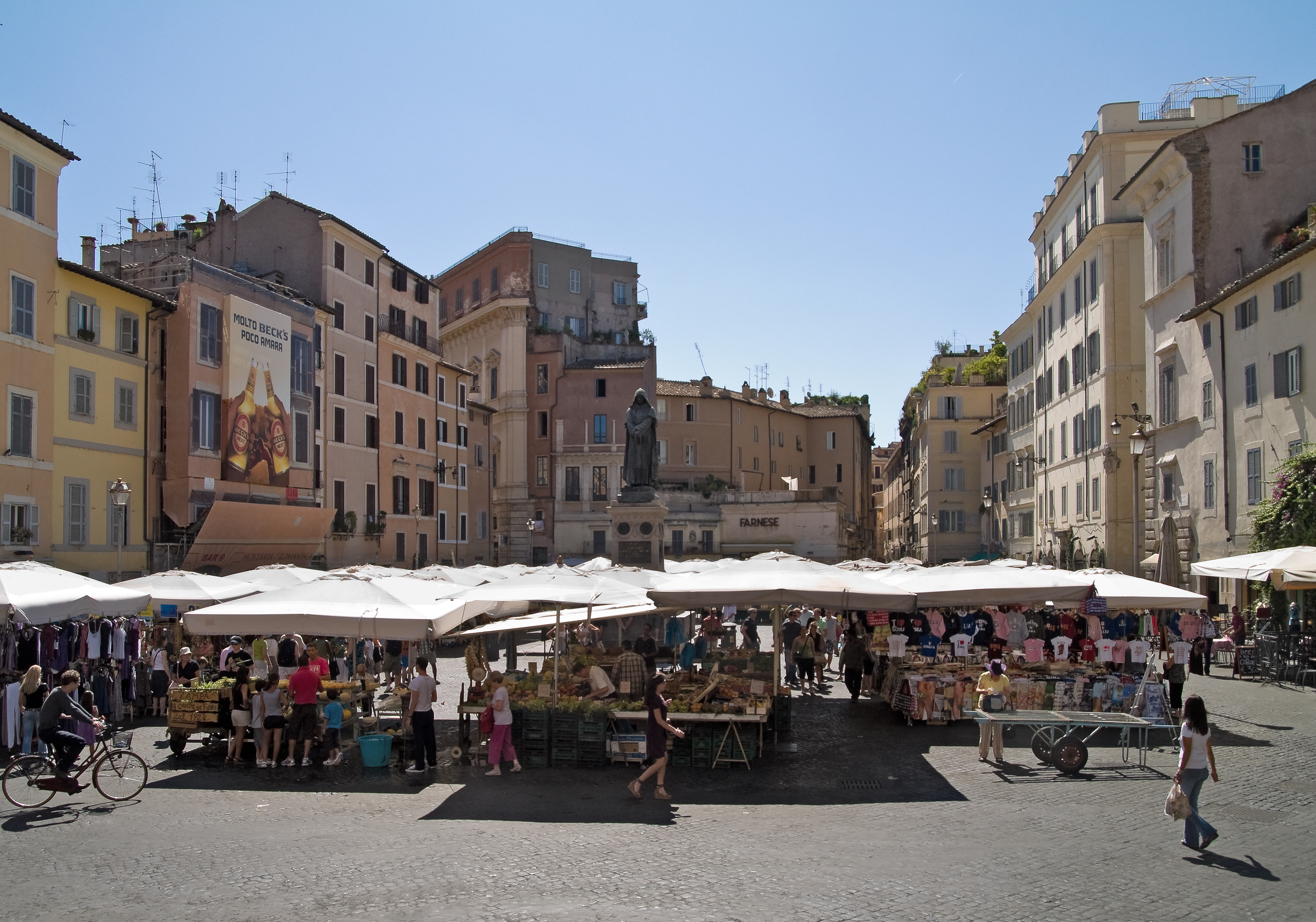
Campo dei Fiori.
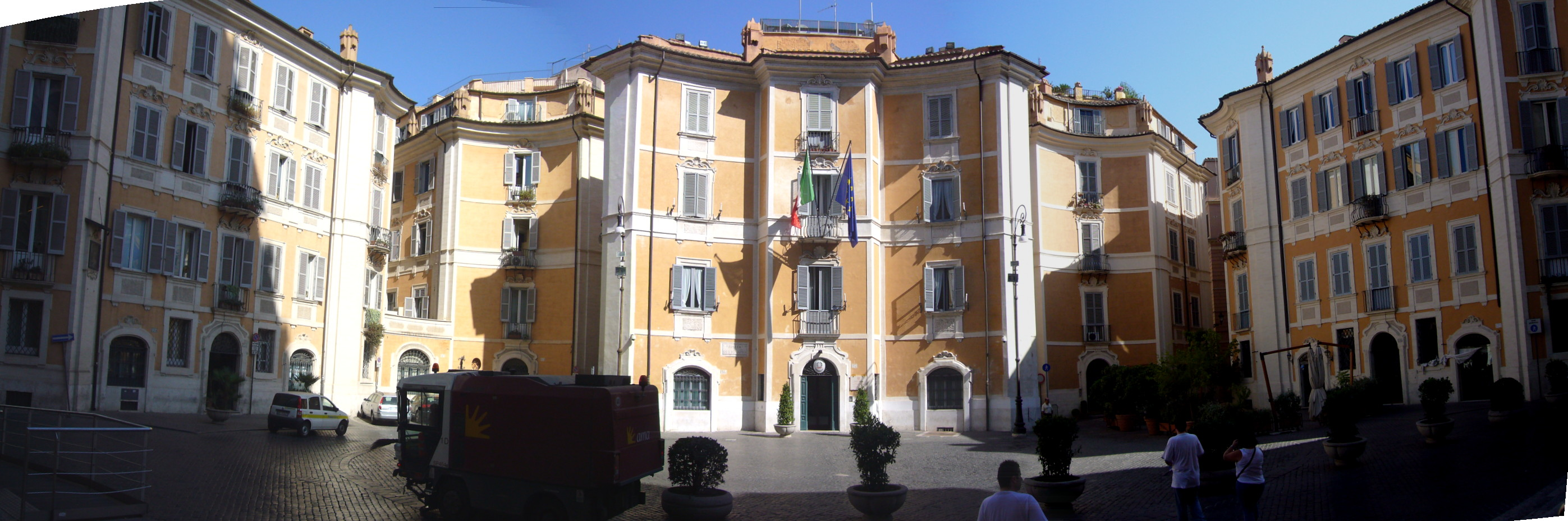
Place Saint Ignace.
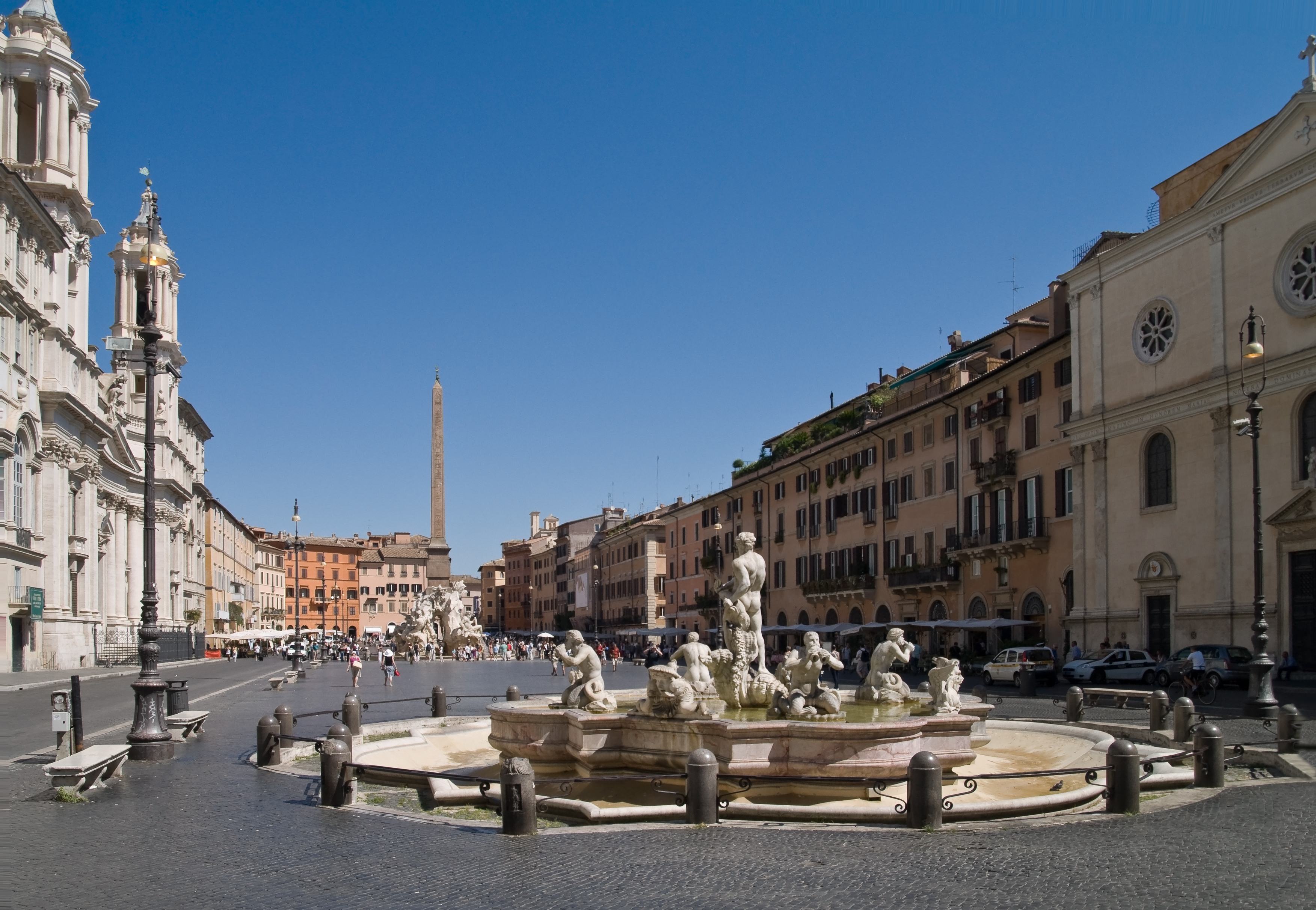
Place Navone.
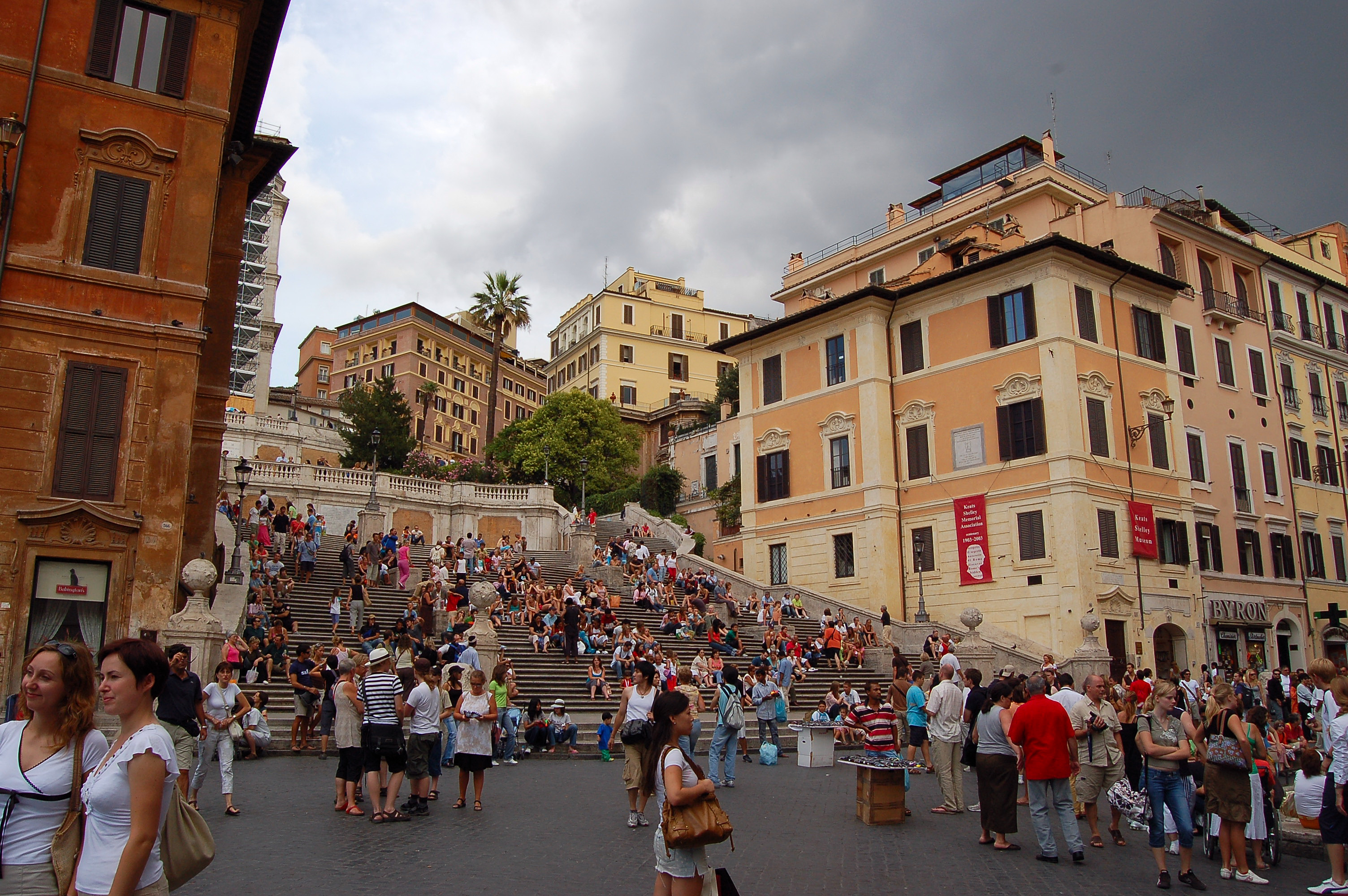
Place d'Espagne.
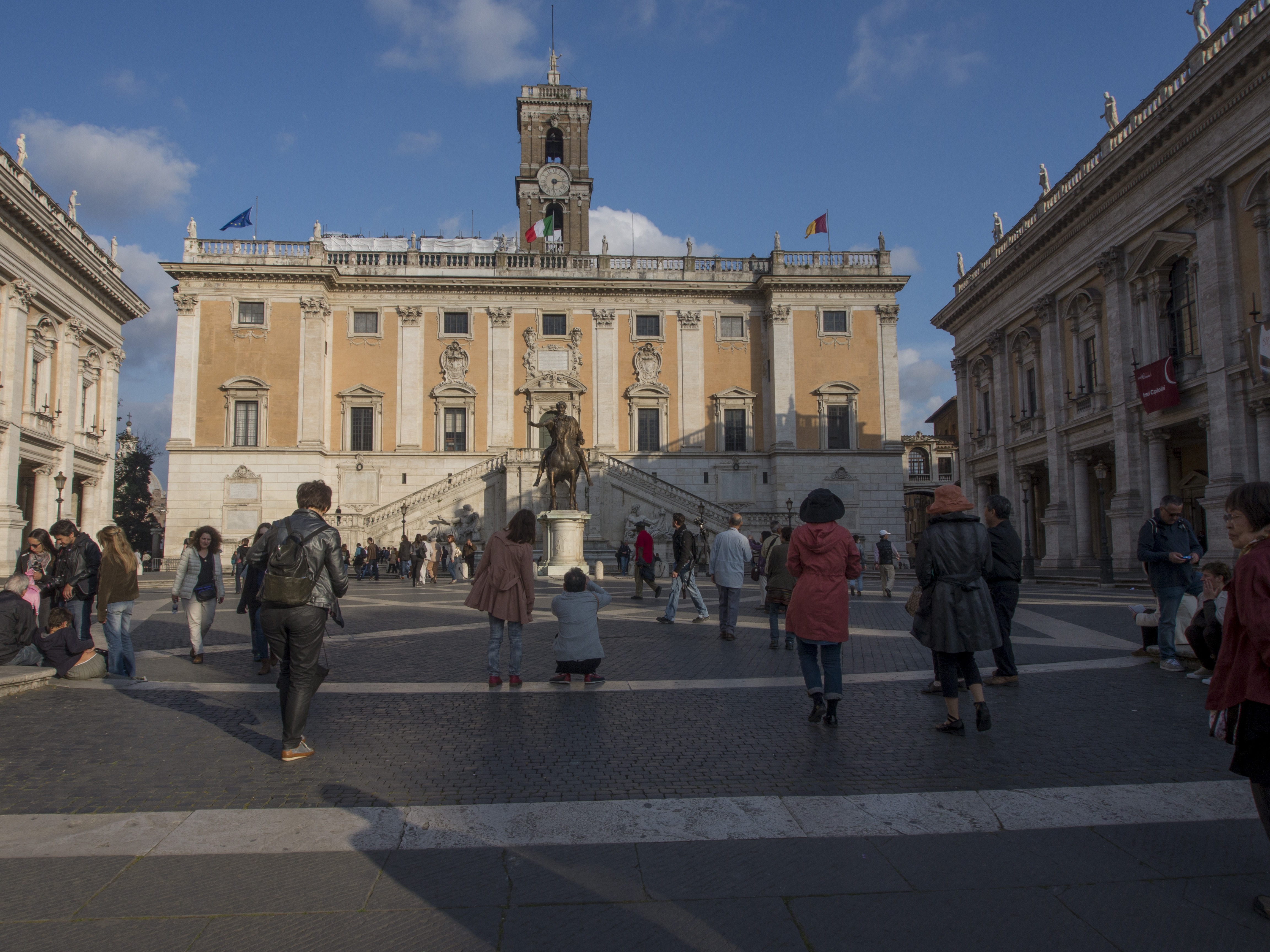
Place du Capitole.
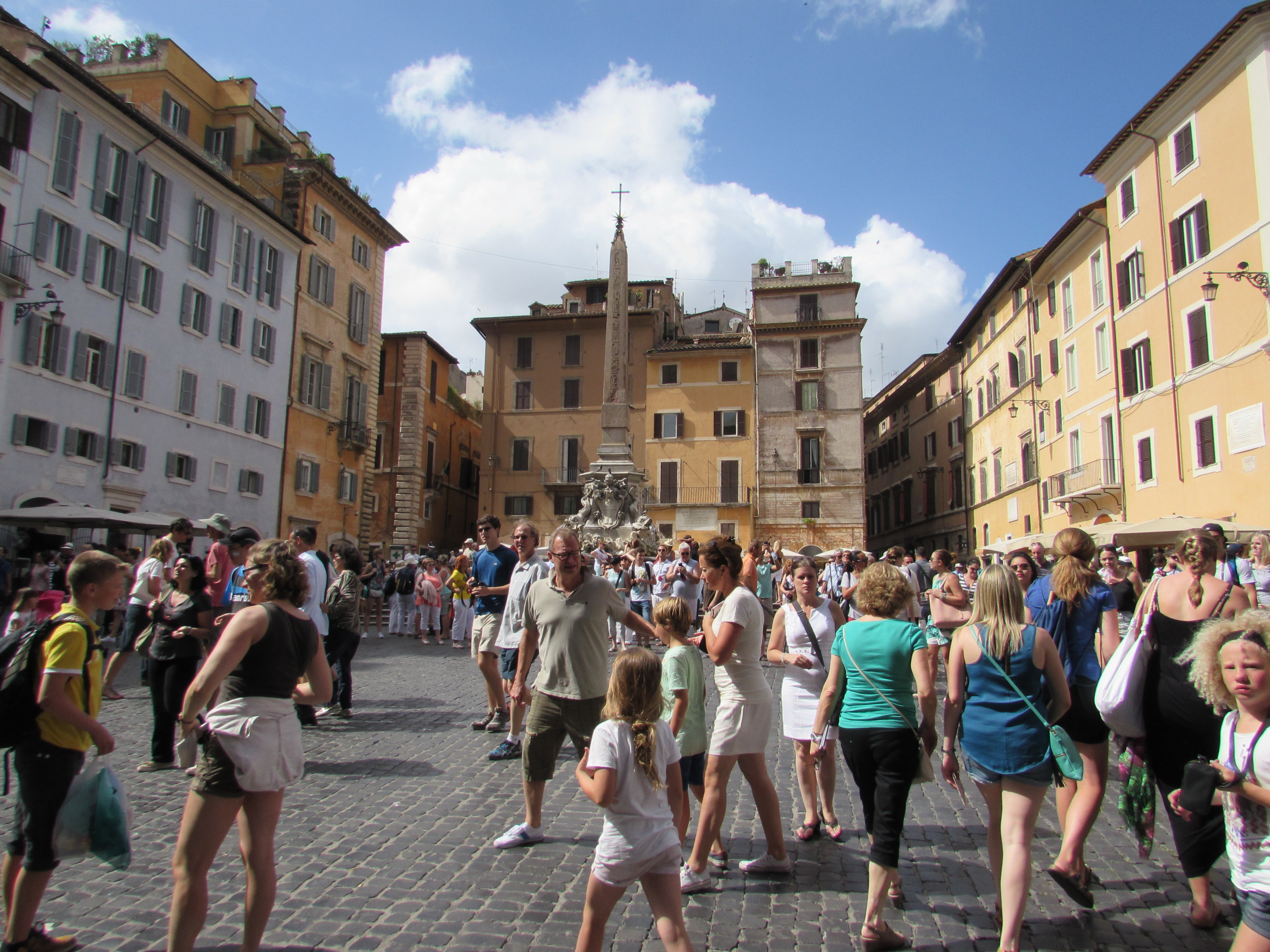
Place de la Rotonde.

### Ponts et quais

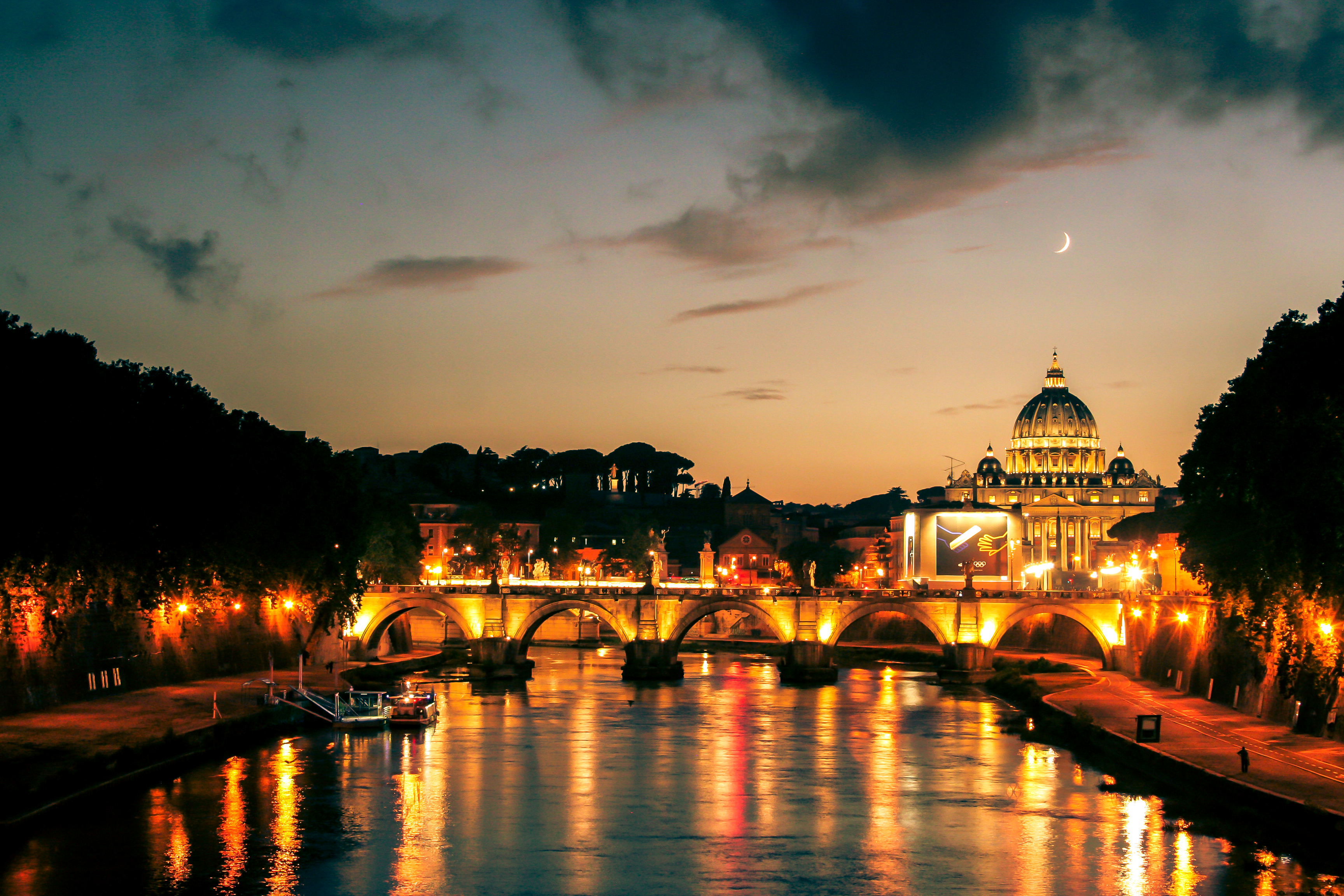
Pont Saint-Ange.

Les bords du Tibre, avec ses quais et ponts en pierre, sont un des endroits les plus charmants et les plus calmes de la Ville éternelle. Durant l'Antiquité, le fleuve grouillait d'activité, avec d'innombrables bateaux transportant des marchandises. Aujourd'hui, le Tibre a perdu sa vocation industrielle et commerciale, et il y a peu de vie sur les quais romains. Si les Romains ont ainsi perdu le contact avec leur fleuve, c'est en partie à cause des hauts quais (lungotevere) construits à la fin du XIXe siècle pour protéger la ville des crues. Ces quais, construits sur le modèle parisien entre 1870 et 1926, ont parfaitement rempli leur rôle, mais en détruisant le pittoresque des bords du Tibre, et en isolant le fleuve des regards. Mais depuis quelques années, les Romains reprennent à nouveau possession de leur fleuve, profitant des perspectives, de l'implantation de clubs sportifs (aviron...) ou des installations estivales sur le modèle de « Paris Plages ».
La ville de Rome contient de nombreux ponts célèbres qui traversent le Tibre. On compte une trentaine de ponts (28 sur le Tibre, et 5 sur la rivière Aniene). Parmi les plus remarquables, citons le pont Cestius, le pont Fabricius, le pont Milvius, le pont Saint-Ange et ses statues, le pont Sisto.

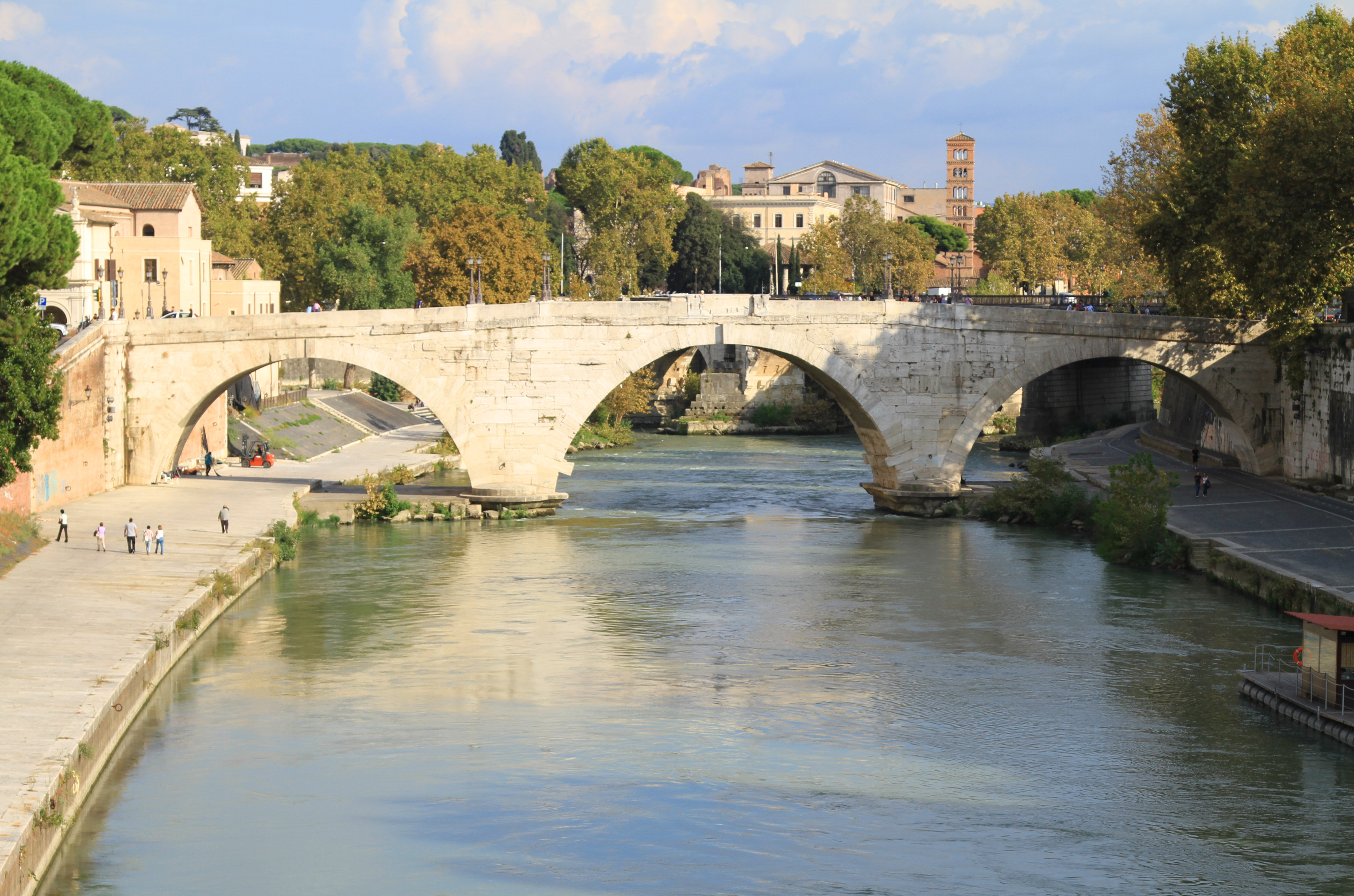
Pont Cestius.
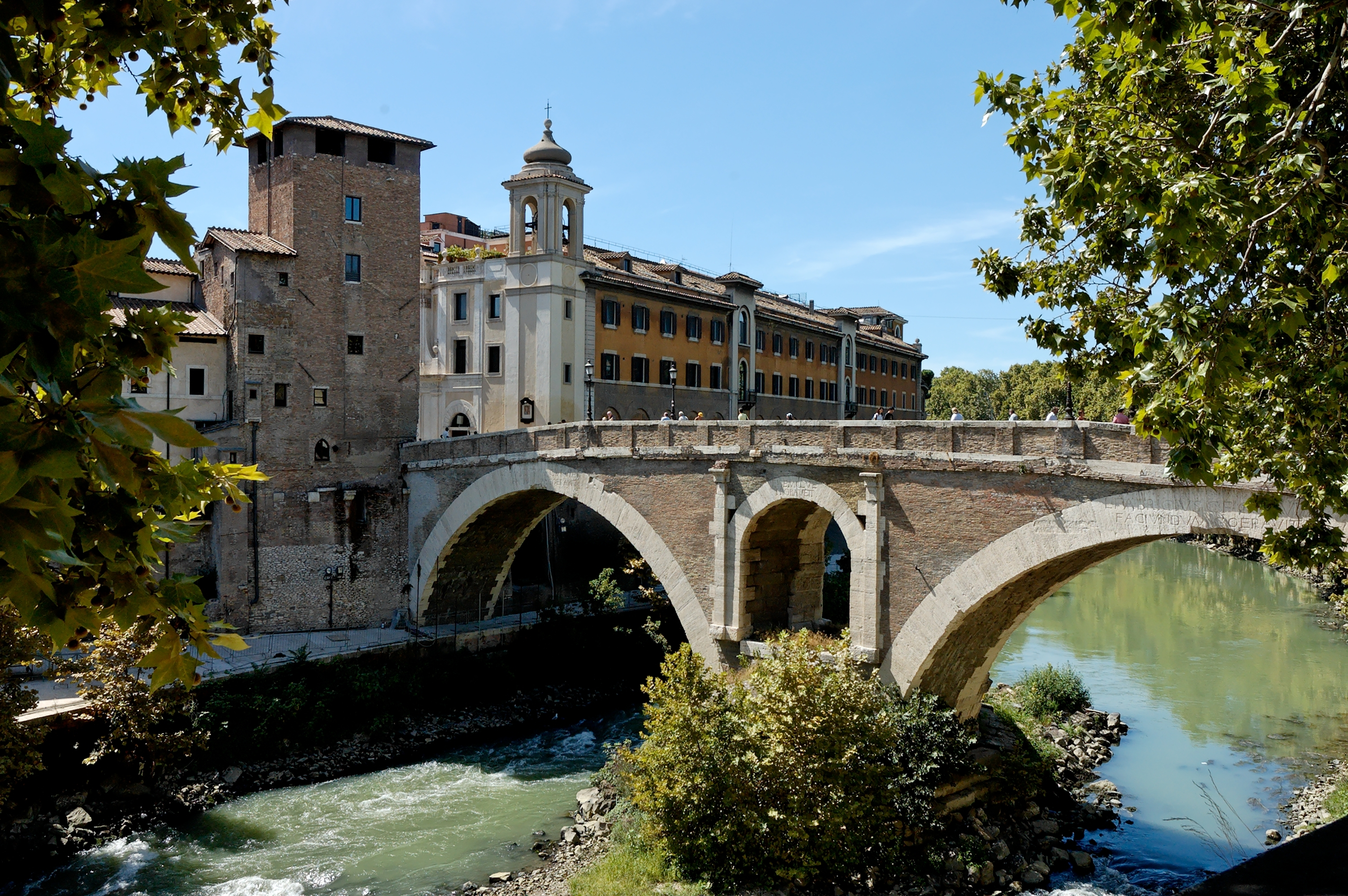
Pont Fabricius.
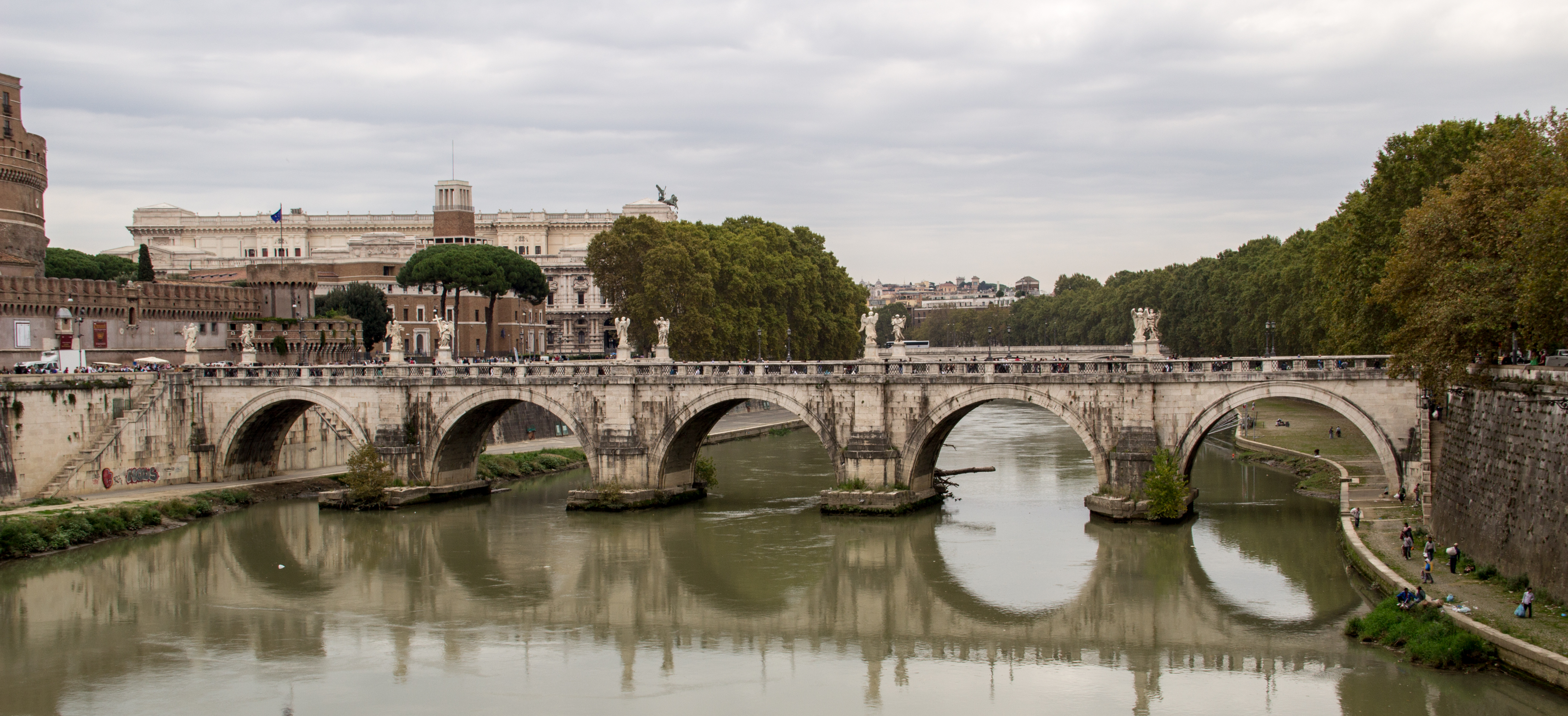
Pont Saint-Ange et ses statues.
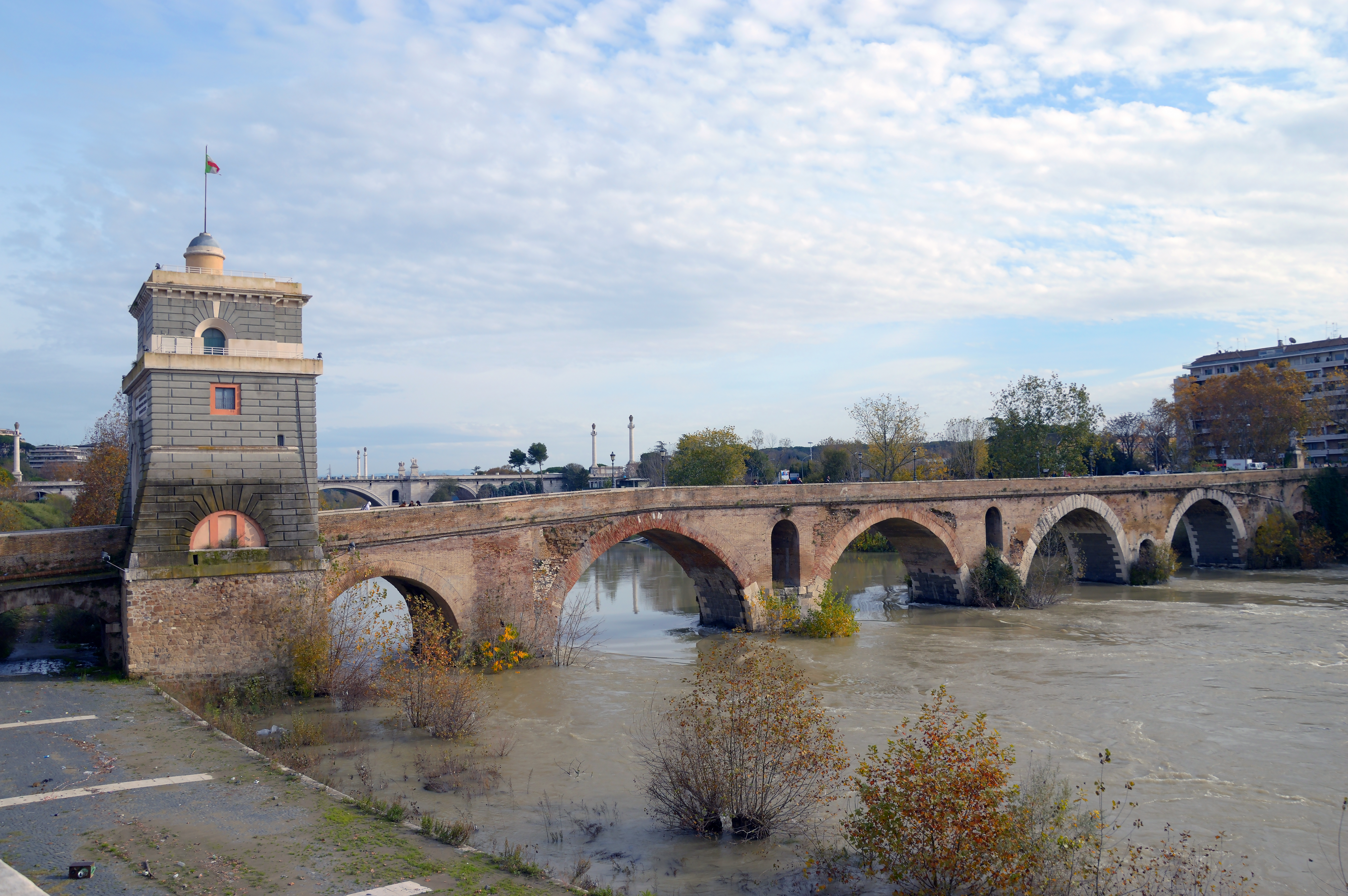
Pont Milvius.
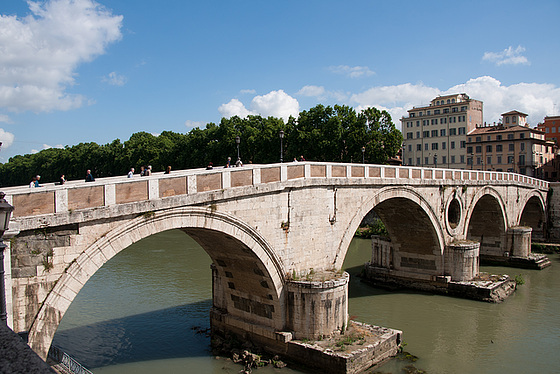
Pont Sisto.
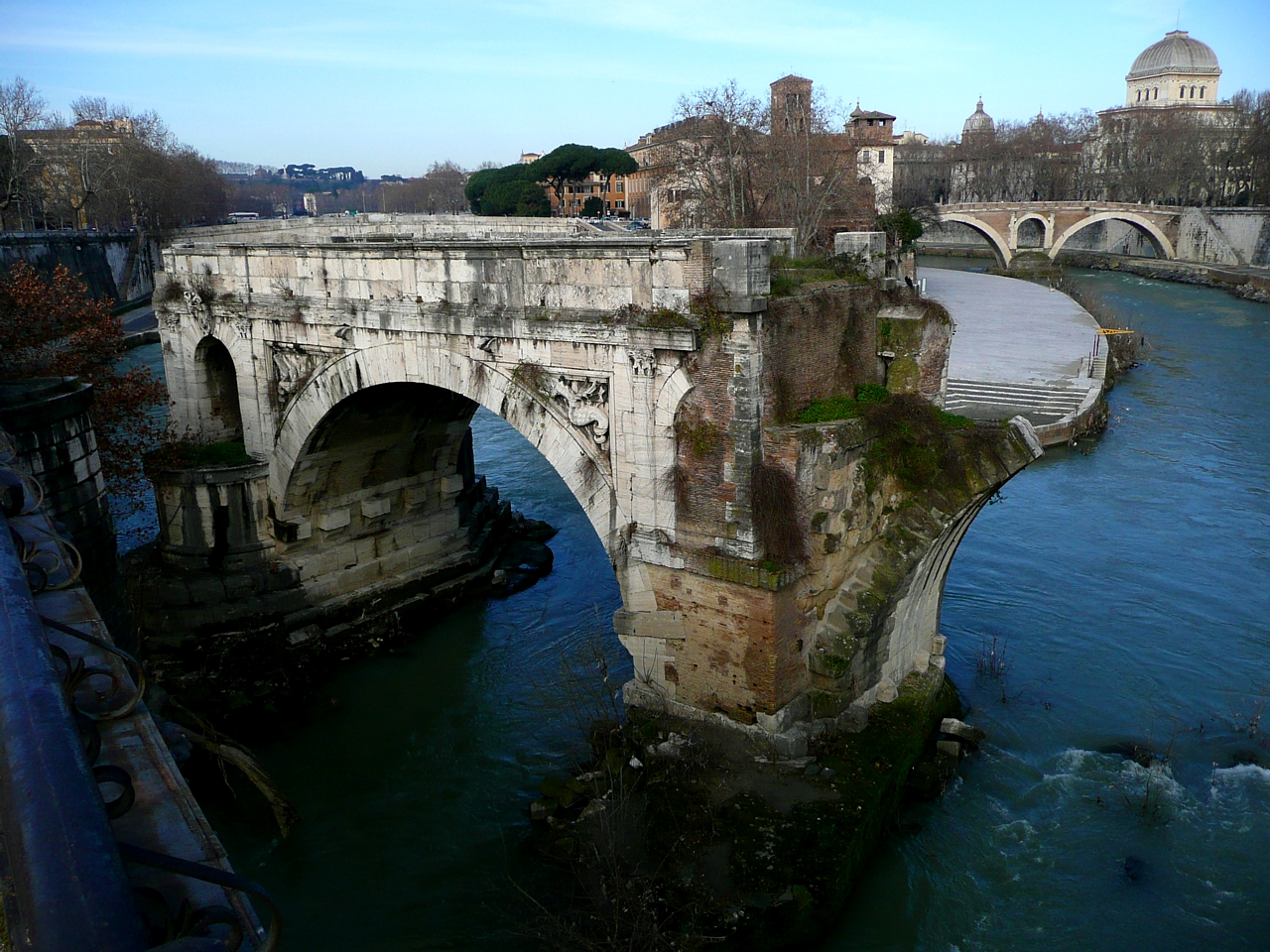
L'arche unique du Ponte Rotto (pont cassé).
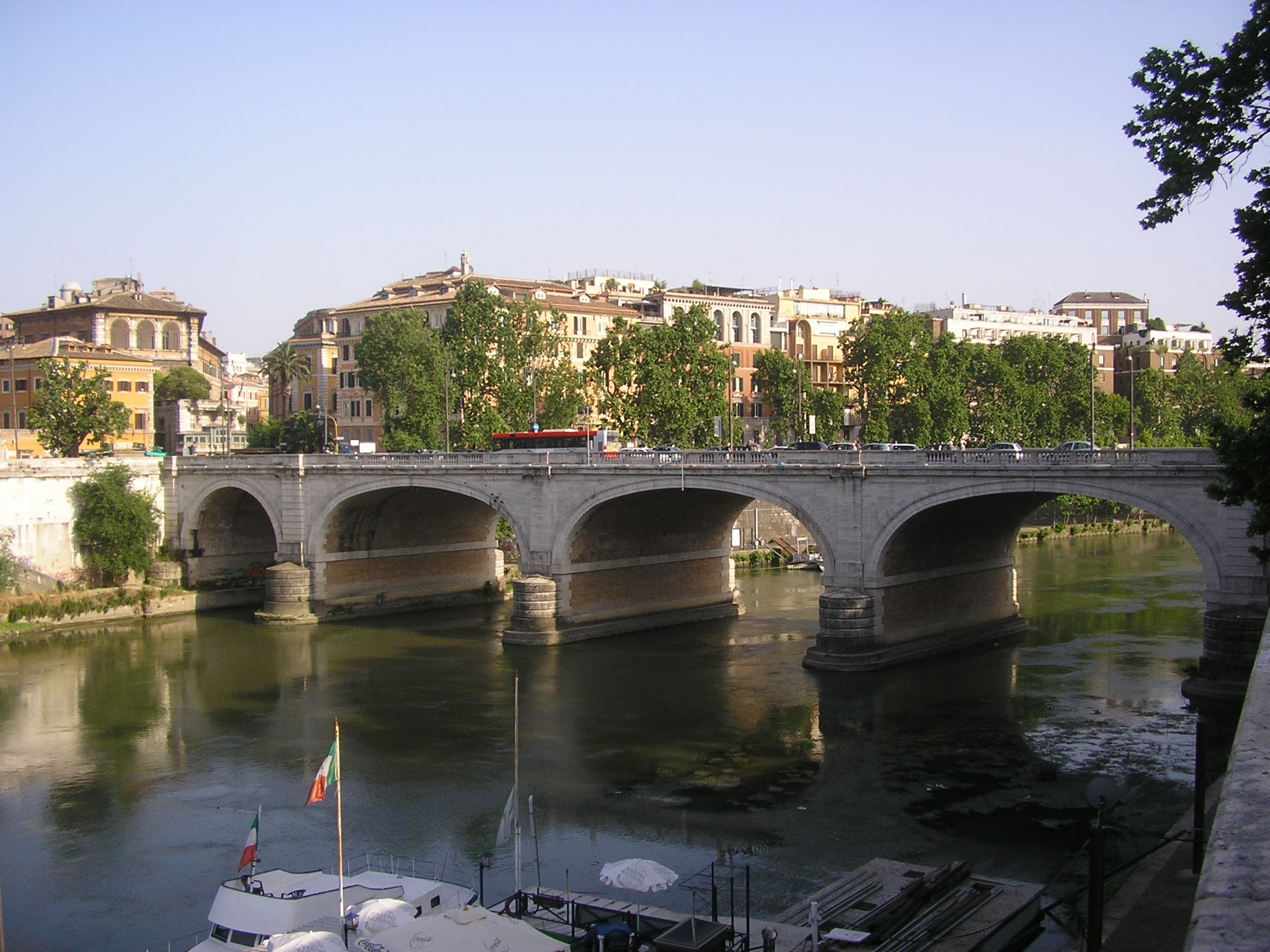
Pont Cavour.

### Fontaines
Rome est une ville célèbre pour ses nombreuses fontaines, construites dans tous les styles, du classique au médiéval, en passant par le baroque et le néoclassique. La ville possède des fontaines depuis plus de deux mille ans, elles ont fourni de l'eau potable et décoré les places de Rome. Connue pour son réseau hydraulique public depuis l'époque antique, la Ville éternelle en compte plus de 2 000, des grandes fontaines monumentales Renaissance ou Baroques, aux petites fontaines de quartier. Au cours des XVIIe et XVIIIe siècles, les papes romains reconstruisirent d'autres aqueducs romains en ruine et construisirent de nouvelles fontaines pour marquer leurs terminus, inaugurant ainsi l'âge d'or de la fontaine romaine. Les fontaines de Rome étaient l'expression du nouveau style de l'art baroque. Elles étaient encombrées de figures allégoriques et remplies d'émotion et de mouvement. Dans ces fontaines, la sculpture est devenue l'élément principal et l'eau a été utilisée simplement pour animer et décorer les sculptures. Tout comme les jardins baroques, ils constituaient « une représentation visuelle de la confiance et du pouvoir ».
De nos jours[Quand ?], un système de plus de 2 500 fontaines publiques, les Nasoni, assurent de l'eau fraîche gratuite à tous les Romains et touristes. Les plus célèbres sont la fontaine de Trevi, sans doute la fontaine la plus célèbre du monde, la fontaine de la Barcaccia, la fontaine des Quatre-Fleuves, la fontaine de Neptune, place Navone, la fontaine des Tortues dans le quartier du Ghetto, la fontana dell'Acqua Felice, la fontana dell'Acqua Paola, la fontaine du Triton, place Barberini, et la fontaine des Naïades, piazza della Repubblica.

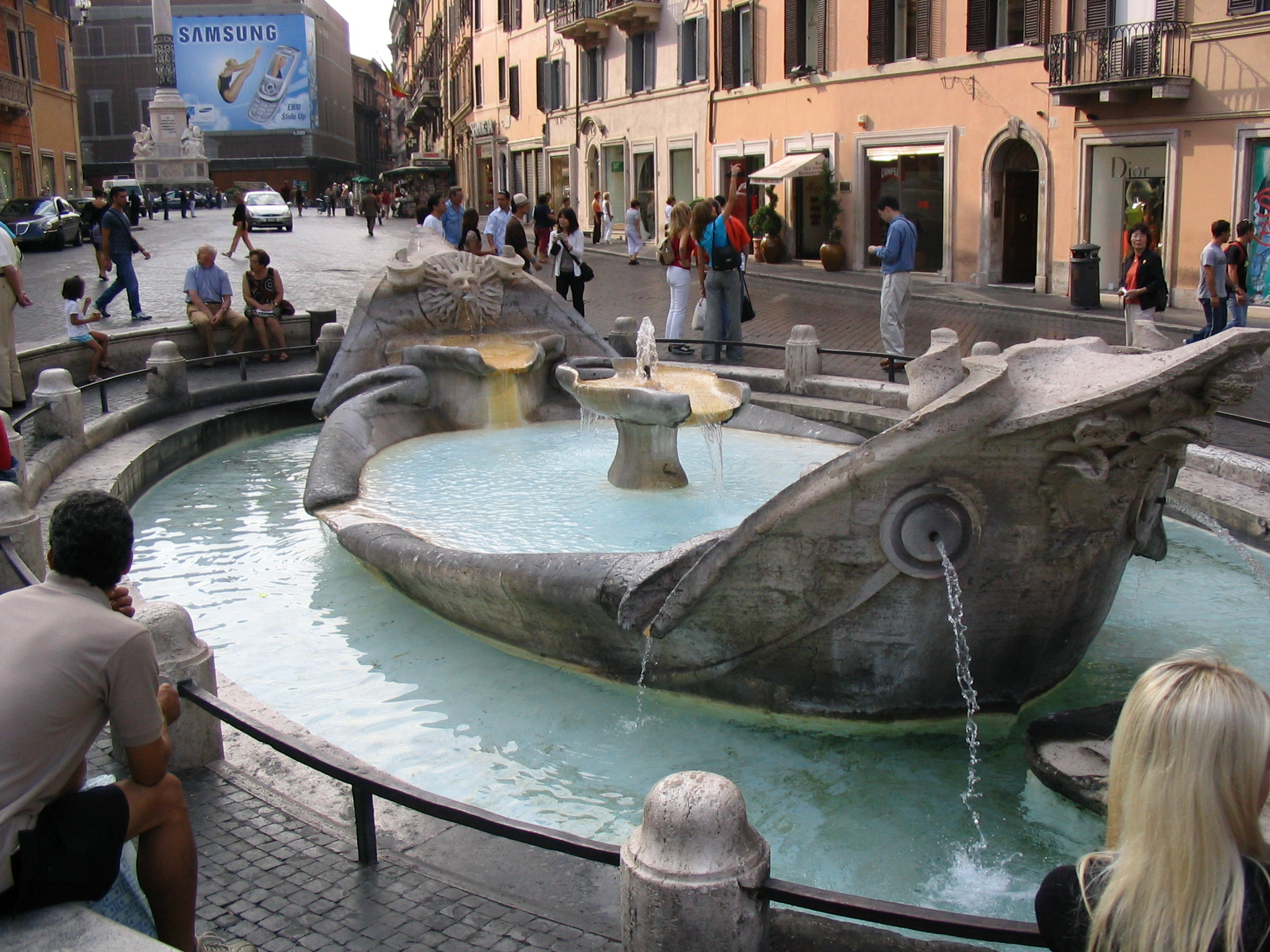
Fontaine de la Barque.
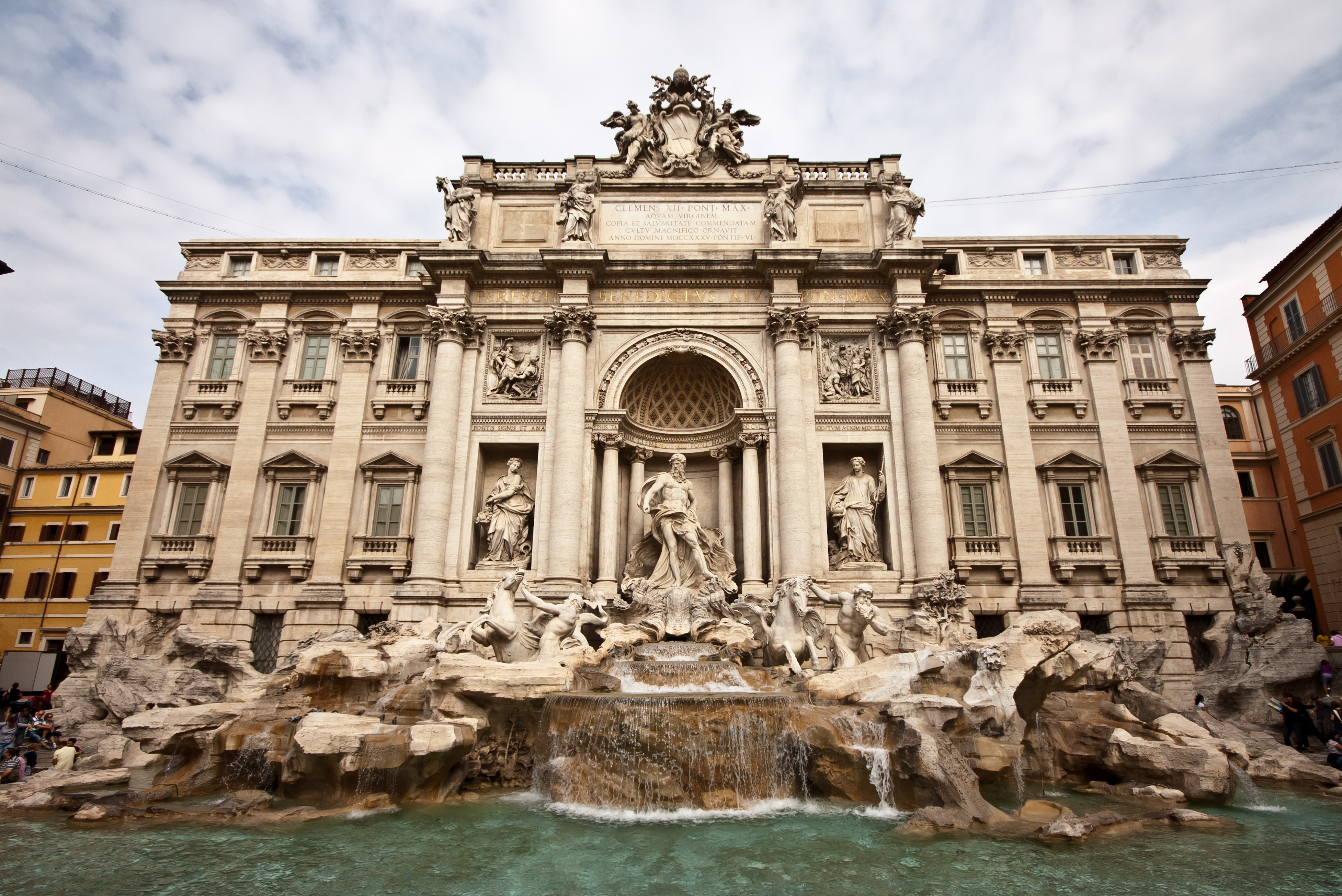
Fontaine de Trevi.
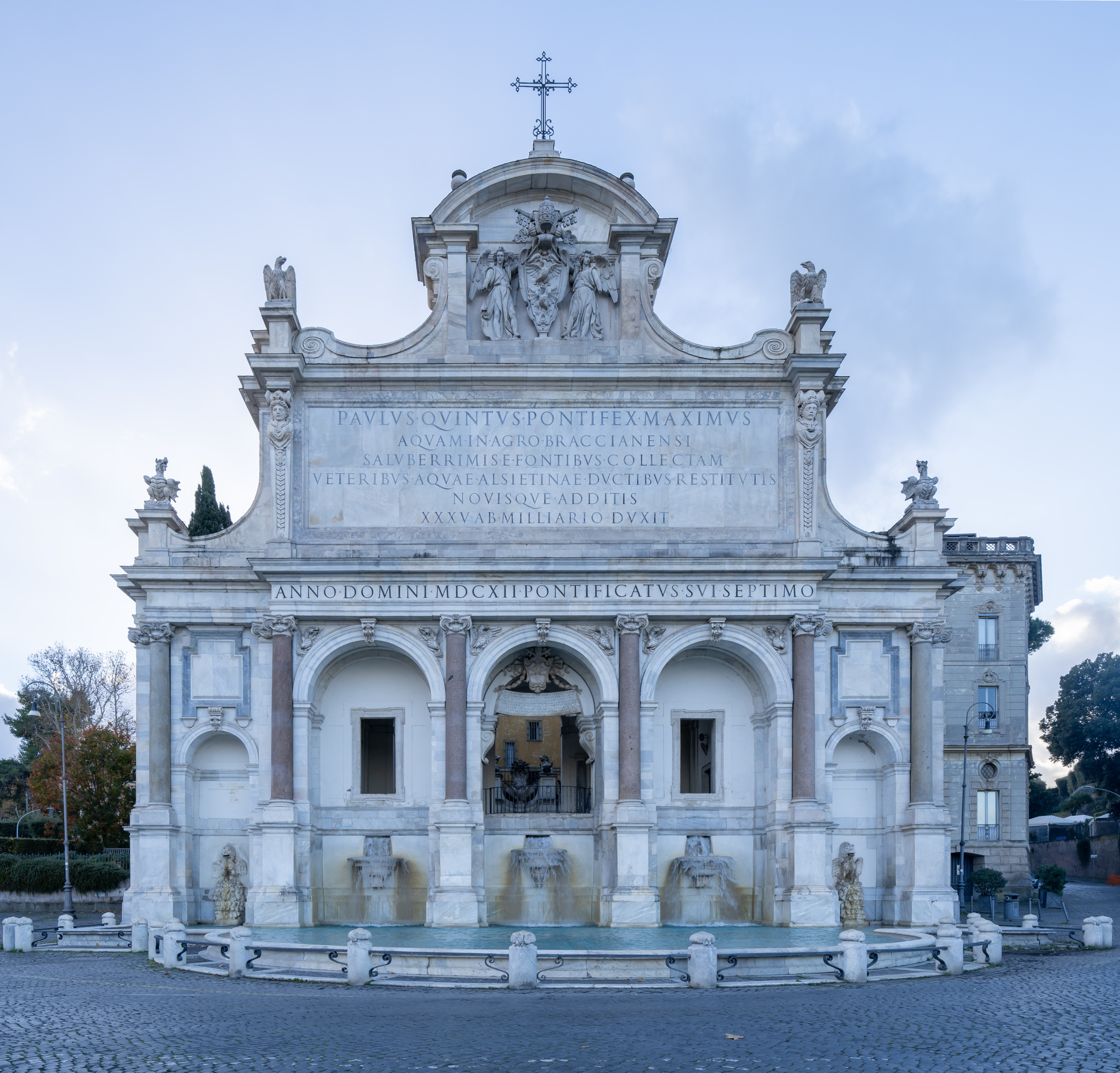
Fontaine de l'Acqua Paola.
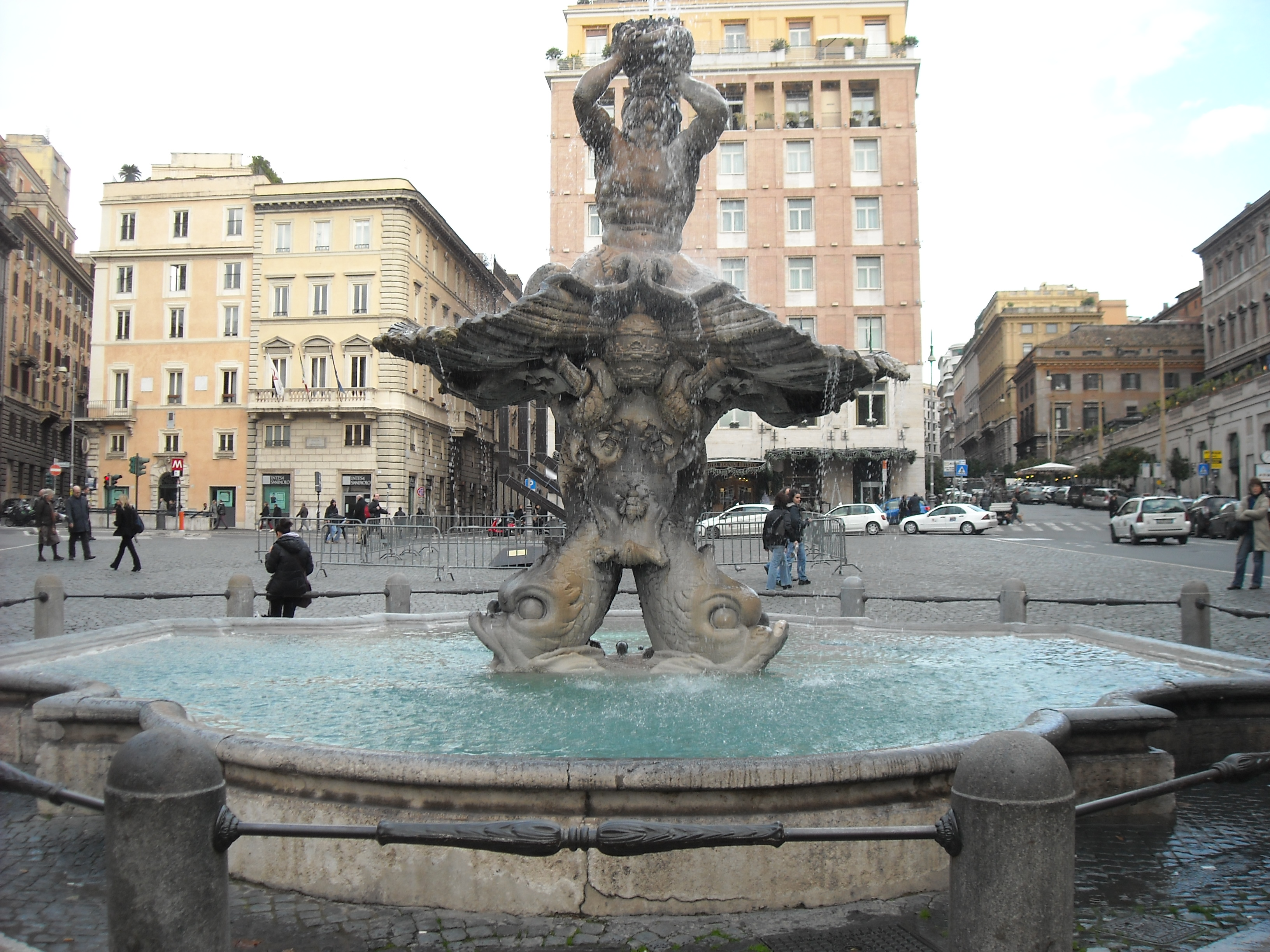
Fontaine du Triton.
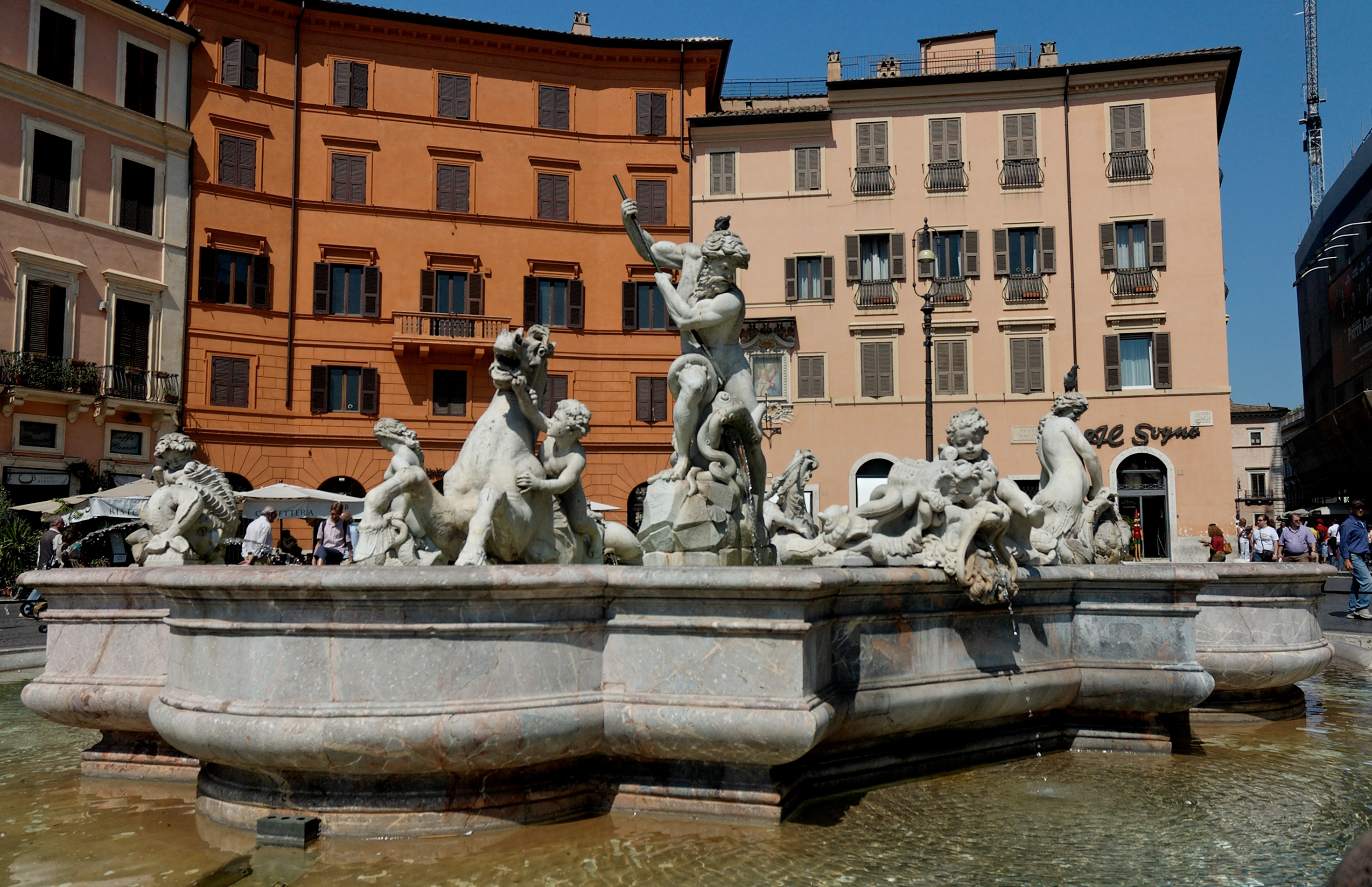
Fontaine de Neptune.
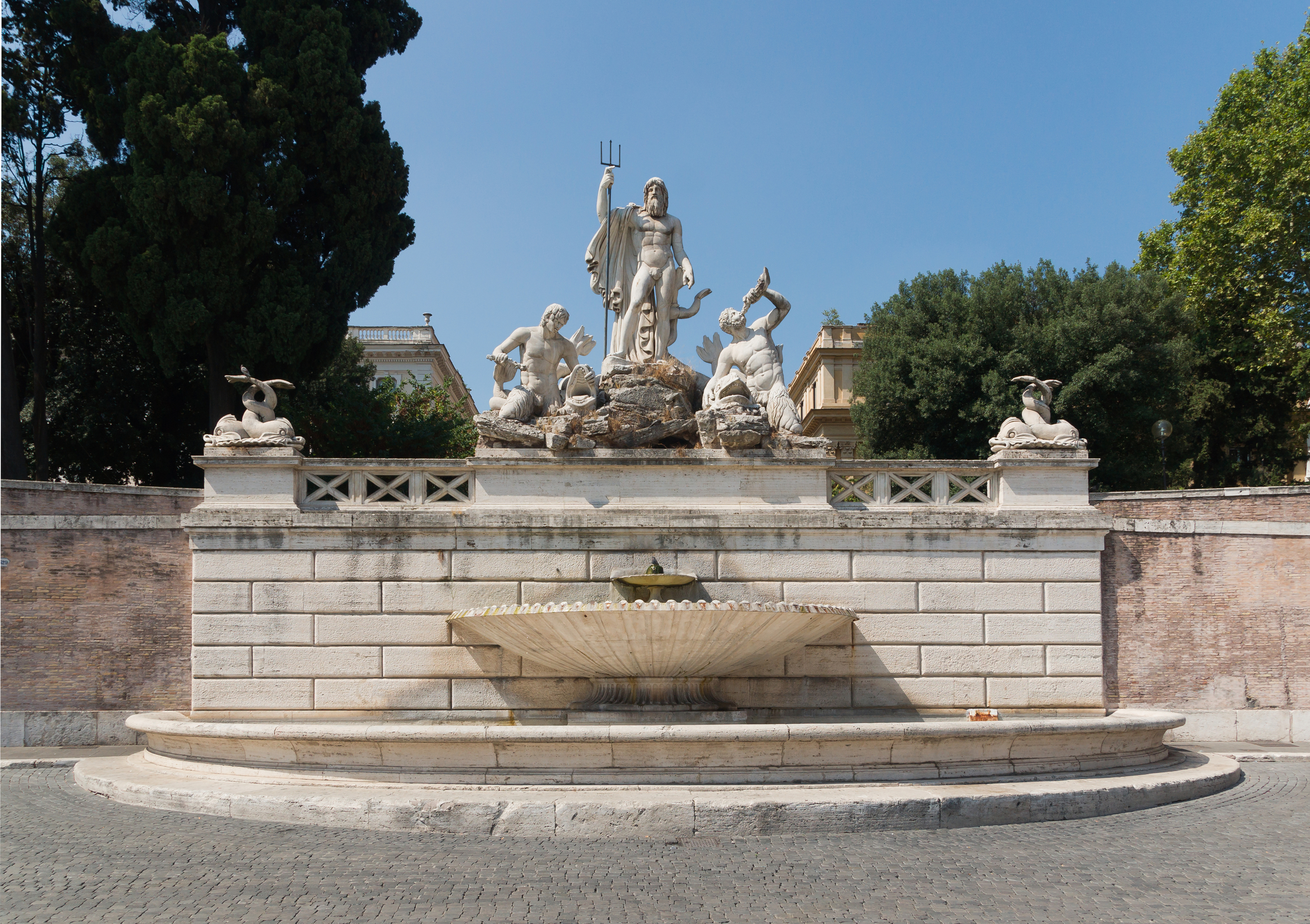
Fontaine Piazza del Popolo.

### Obélisques

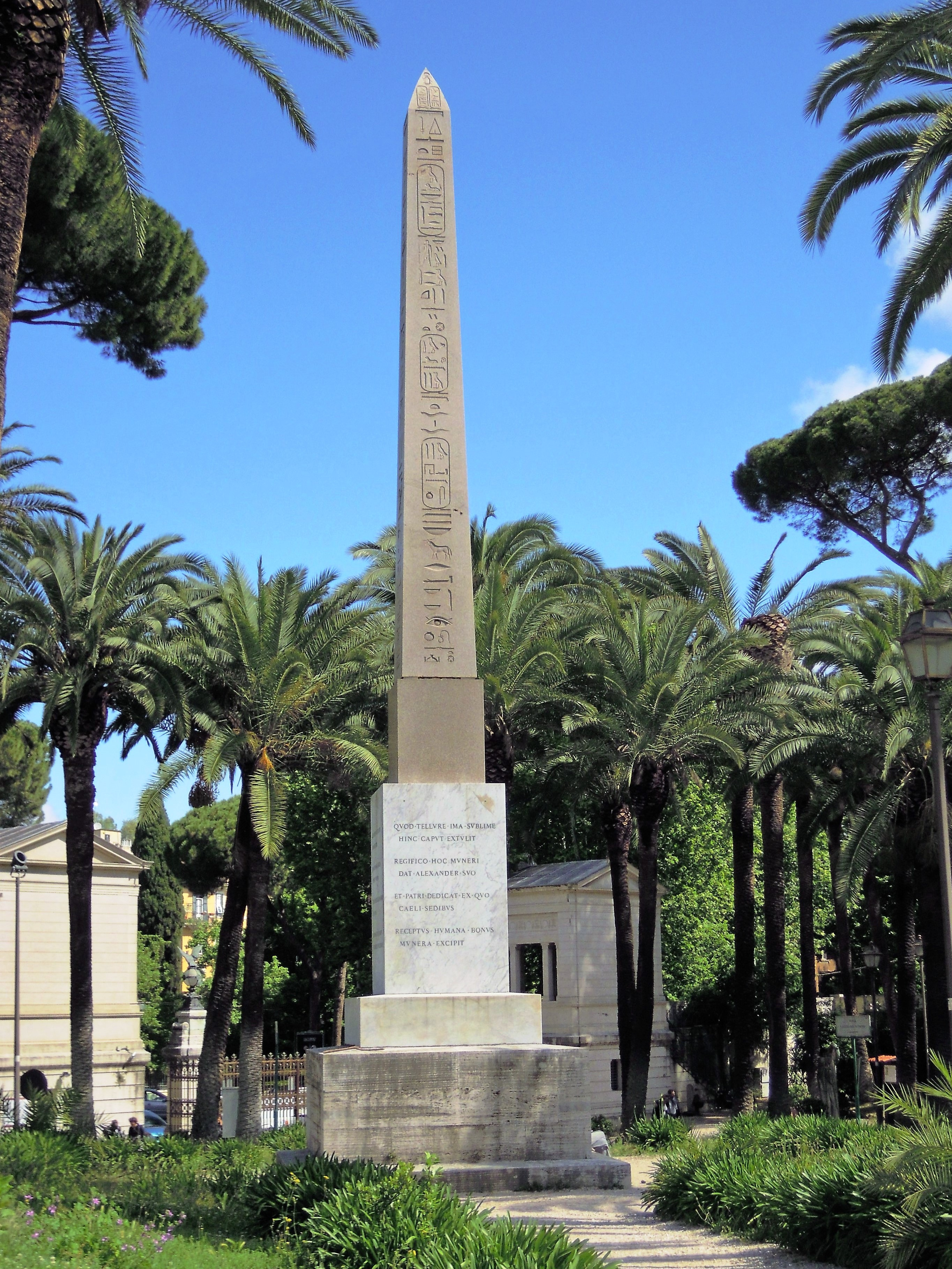
Un des deux obélisques de la villa Torlonia.

Rome est la ville du monde qui compte le plus d'obélisques antiques : 13. La ville abrite huit anciens obélisques égyptiens et cinq anciens romains. Tous proviennent des empereurs romains victorieux, qui ramenèrent d'Égypte des obélisques en guise de trophées. En effet, les obélisques constituaient un butin très prisé, et ils furent utilisés comme éléments de décoration dans les temples, les cirques et les mausolées de Rome. Après la chute de l'Empire, ils restèrent longtemps enfouis sous les ruines. Exhumés à la Renaissance, les obélisques furent à nouveau érigés par les papes, pour célébrer la gloire de l'Église. On trouve également quelques obélisques plus récents. Les obélisques de Rome sont une caractéristique de la ville et font partie intégrante de son patrimoine antique.

#### Obélisques antiques
- Obélisque du Vatican, place Saint Pierre
- Obélisque de la piazza del Popolo
- Obélisque du Latran, place St Jean de Latran : le plus grand de tous les obélisques égyptiens connus
- Obélisque du Montecitorio, place Montecitorio

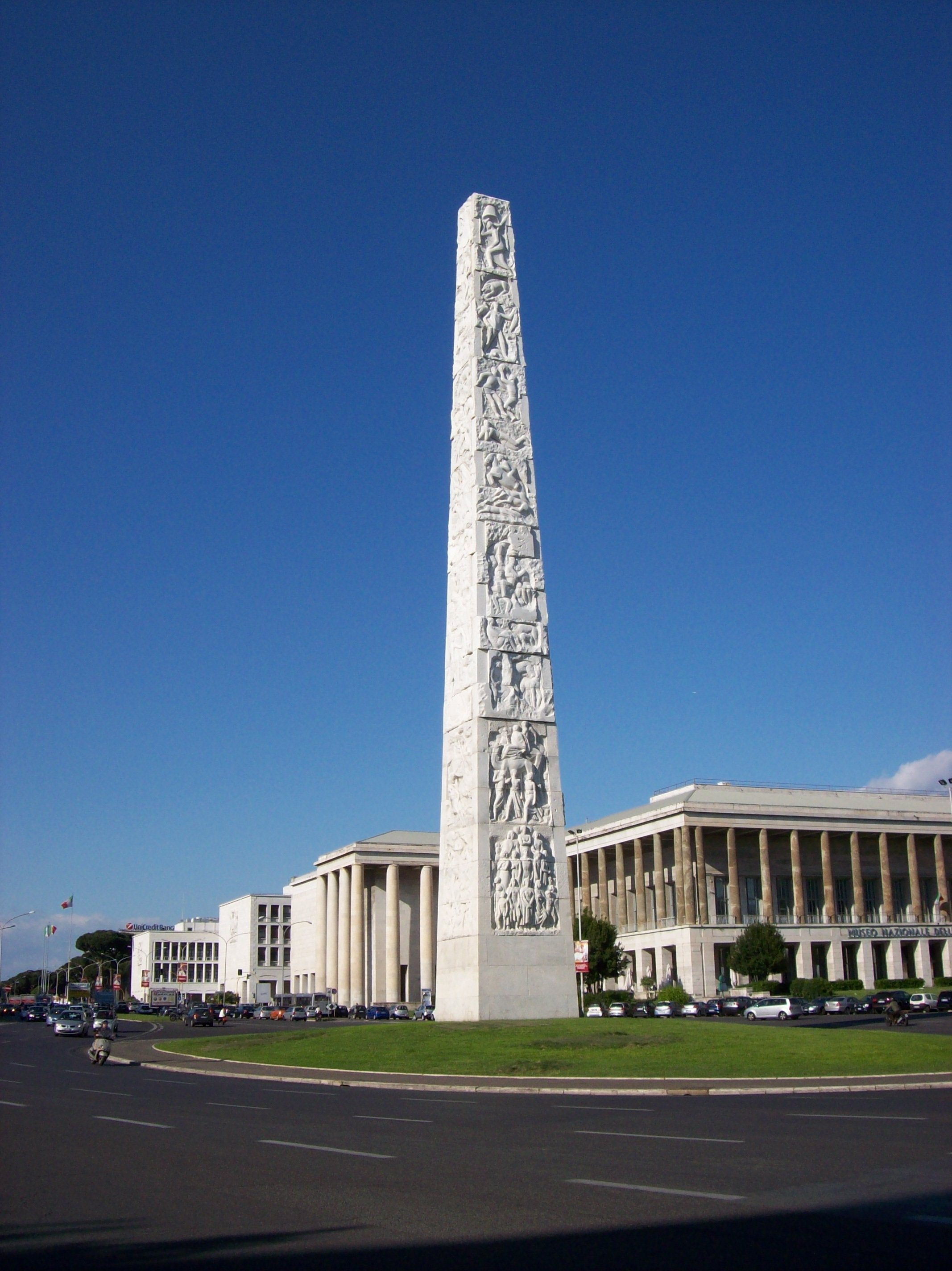
Obélisque de Marconi.

- Obélisque du Panthéon, place de la Rotonde
- Obélisque de la piazza Navona
- Obélisque du Quirinal, place du Quirinal
- Obélisque de l'Esquilin, place de l’Esquilin
- Obélisque de la Trinité-des-Monts
- Obélisque du Pincio, jardins du Pincio
- Obélisque de la piazza della Minerva
- Obélisque de la villa Celimontana
- Obélisque des Thermes de Dioclétien, jardins du Musée National Romain

#### Obélisques modernes
- les deux obélisques de la villa Torlonia (1842)
- l'obélisque de la villa Médicis, copie de l'obélisque antique s'y trouvant autrefois, avant son transfert à Florence dans les jardins Boboli
- l'obélisque de Mussolini (1932), sur le Foro Italico
- l'obélisque de Marconi (1959), dans le quartier de l'EUR

### Murs, remparts
Rome est la seule grande capitale occidentale à avoir conservé ses murs d'enceinte. L'expression « Hors les Murs » prend tout son sens à Rome, puisque, jusque récemment, la quasi-totalité de la ville était incluse dans le périmètre du mur d'Aurélien. Ce qui explique que presque tous les monuments de Rome se trouvent à l'intérieur de cette muraille. Tout ce qui se trouvait à l'extérieur (catacombes, fermes, monastères, vignobles), était en effet beaucoup plus vulnérable. Les anciennes basiliques Saint Paul, Saint Laurent et Sainte Agnès, à l'extérieur de l'enceinte, portent toutes le suffixe « Fuori le Mura » (hors les murs).
Le mur d'Aurélien est une monumentale muraille en briques, dont la plus grande partie subsiste encore en l'état. Long de 19 km, il comprend 18 portes, dont : porta Maggiore, porta Pia, porta Asinaria, porta San Sebastiano, porta Tiburtina et porta San Paolo.
Les Murs du Vatican ou Cité léonine forment une enceinte médiévale d'environ 3 km de long, construite au IXe siècle par le pape Léon pour protéger la basilique St Pierre et le Vatican. Les remparts du Passetto di Borgo sont un passage surélevé d'environ 800 m de long, reliant le Vatican au château Saint Ange. La Cité Léonine a été complétée au XVIIe siècle par le Mur du Janicule la fermant au sud. Aussi, l'ancien mur Servien (en ruines, restes près de la gare Termini) et sa porte Caelimontane subsistent.

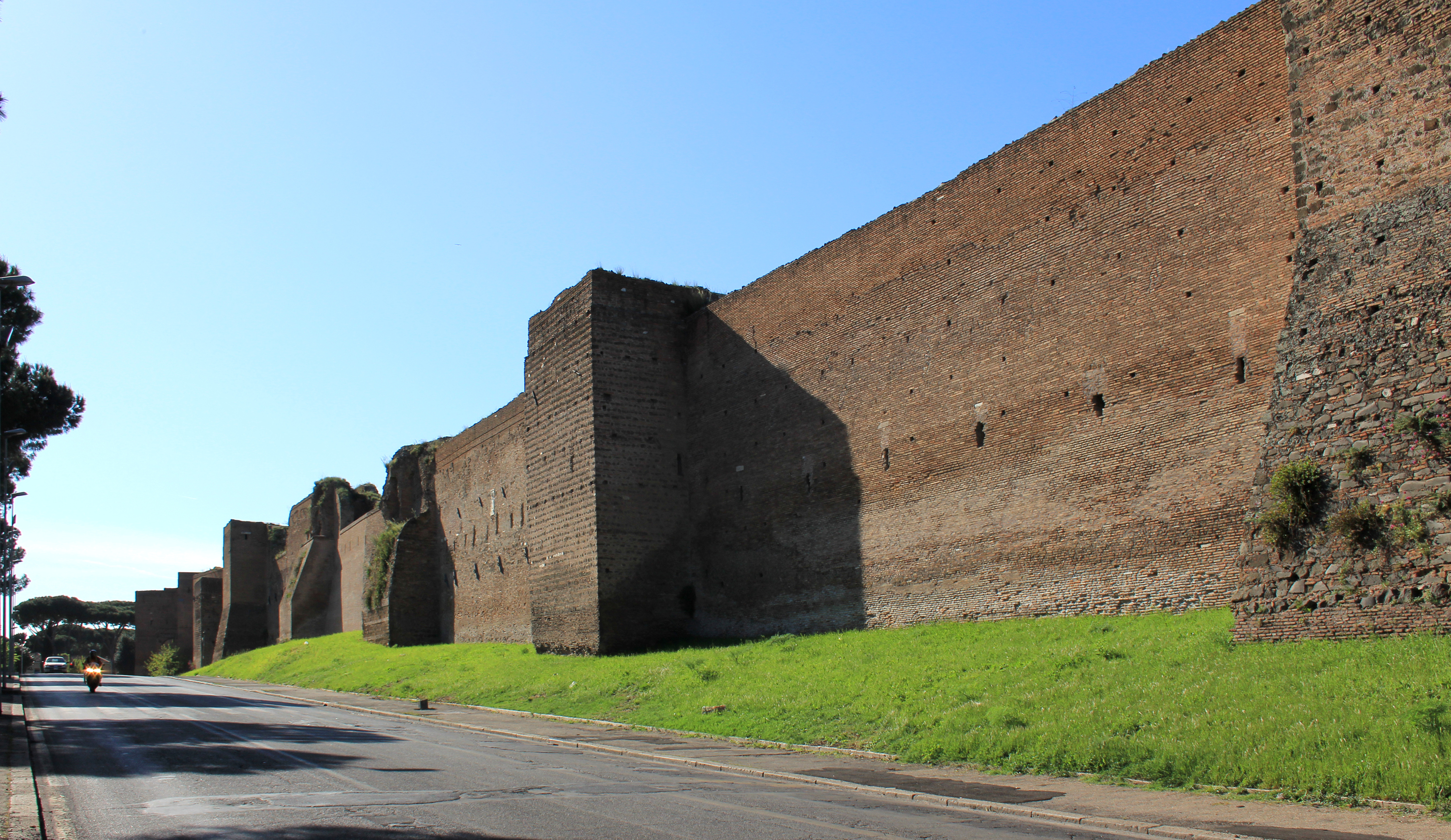
Mur d'Aurélien.
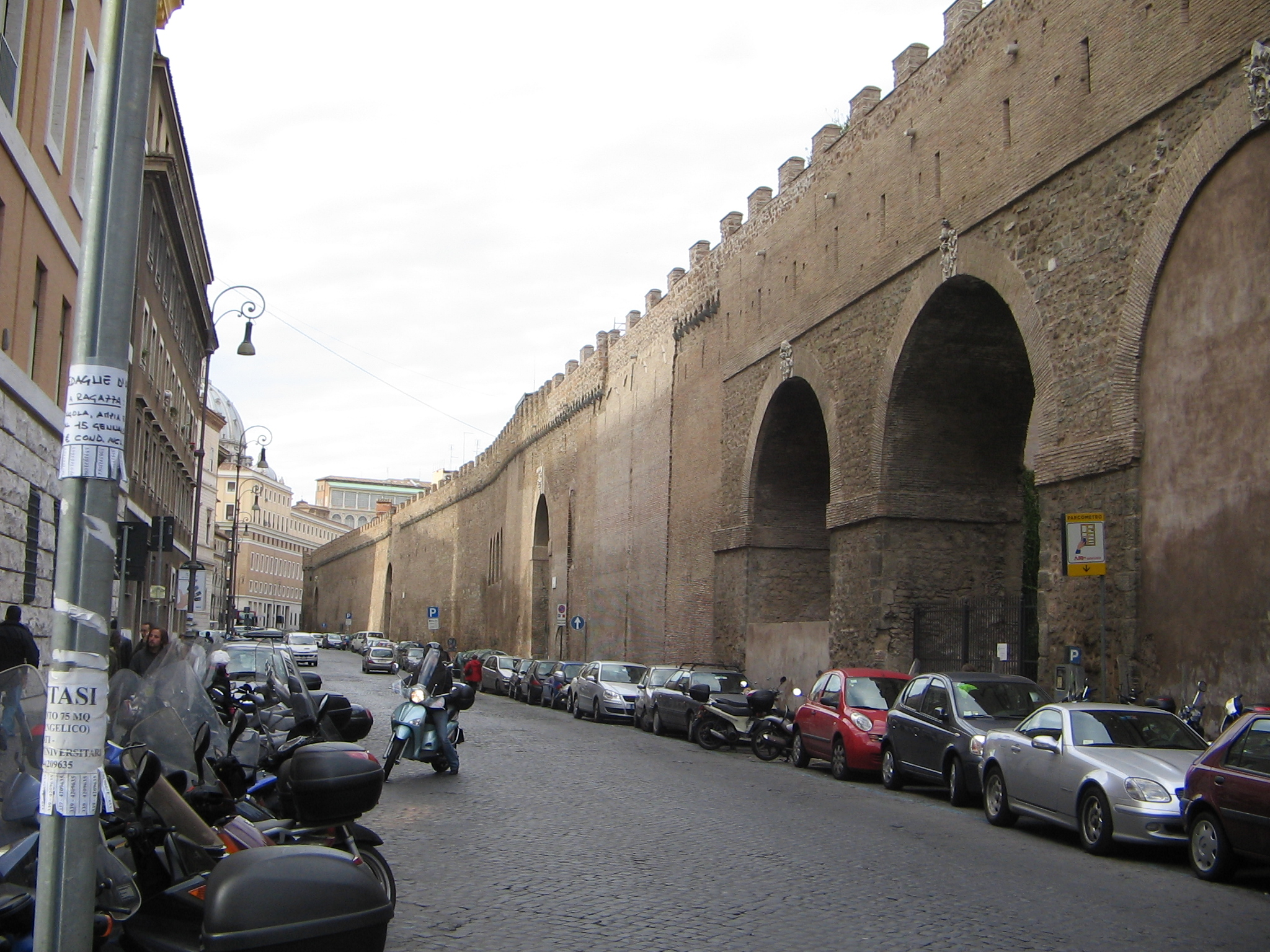
Passetto di Borgo.
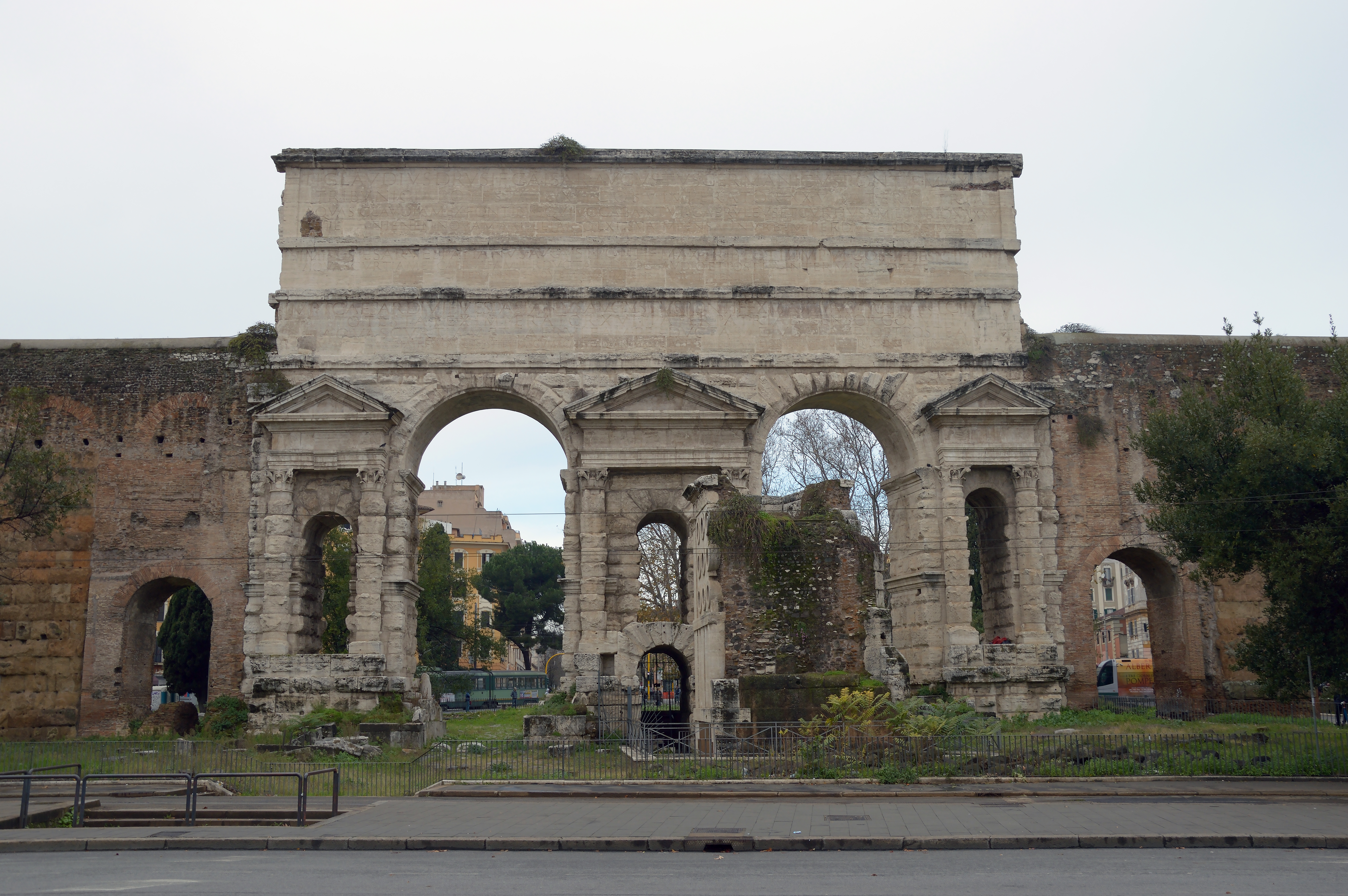
Porta Maggiore.
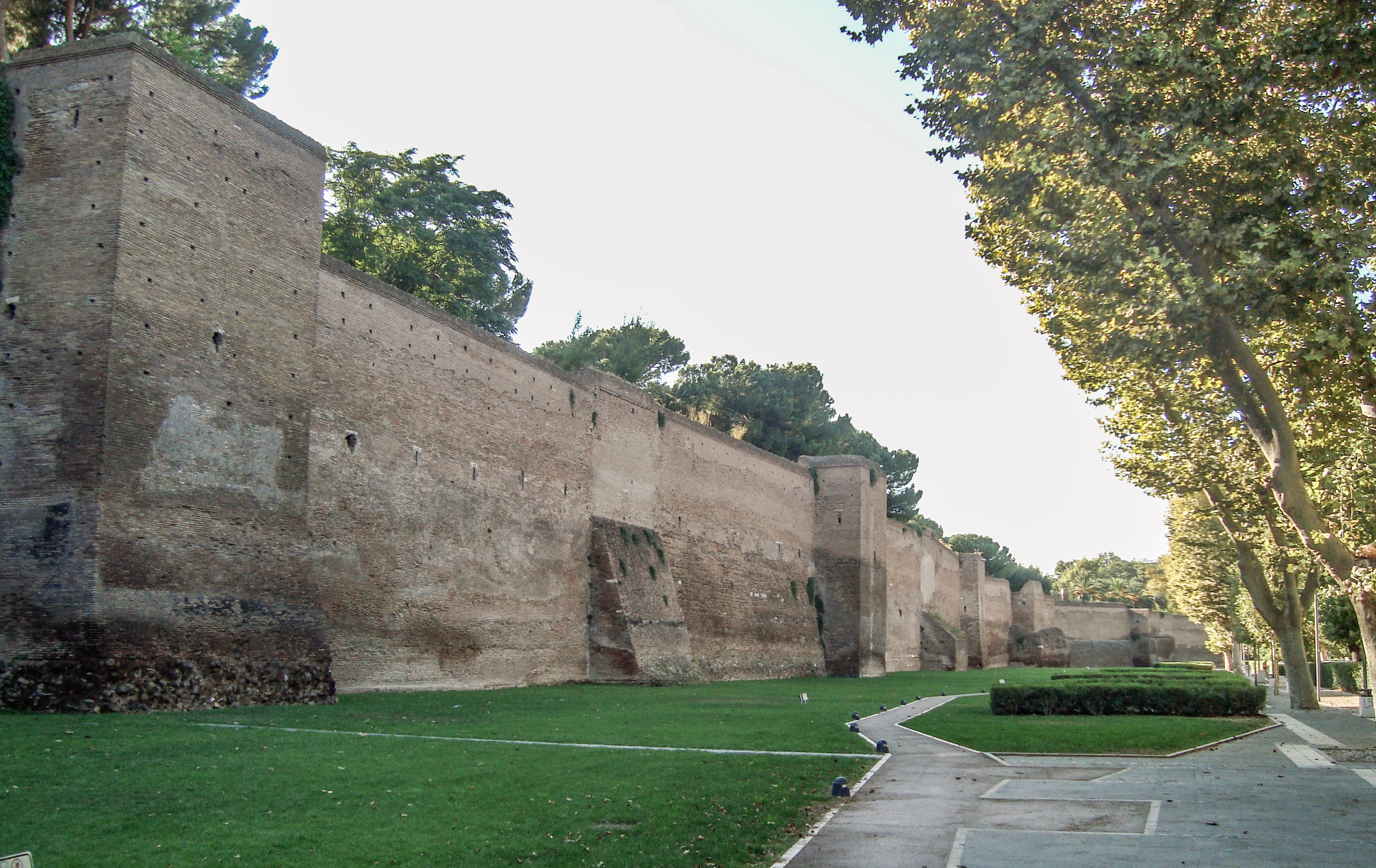
Mur d'Aurélien à Porta Metronia.
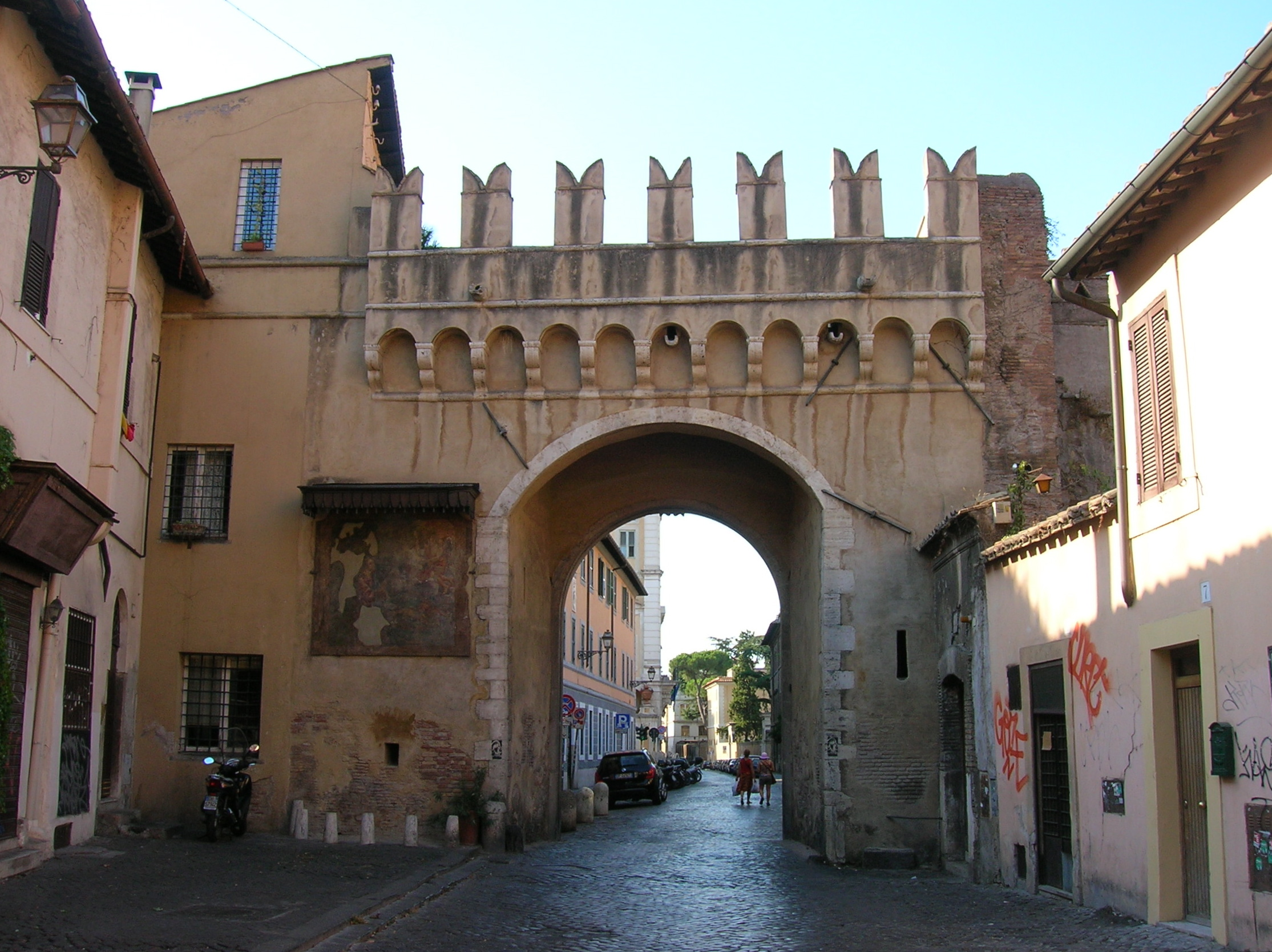
Porta Settimiana.
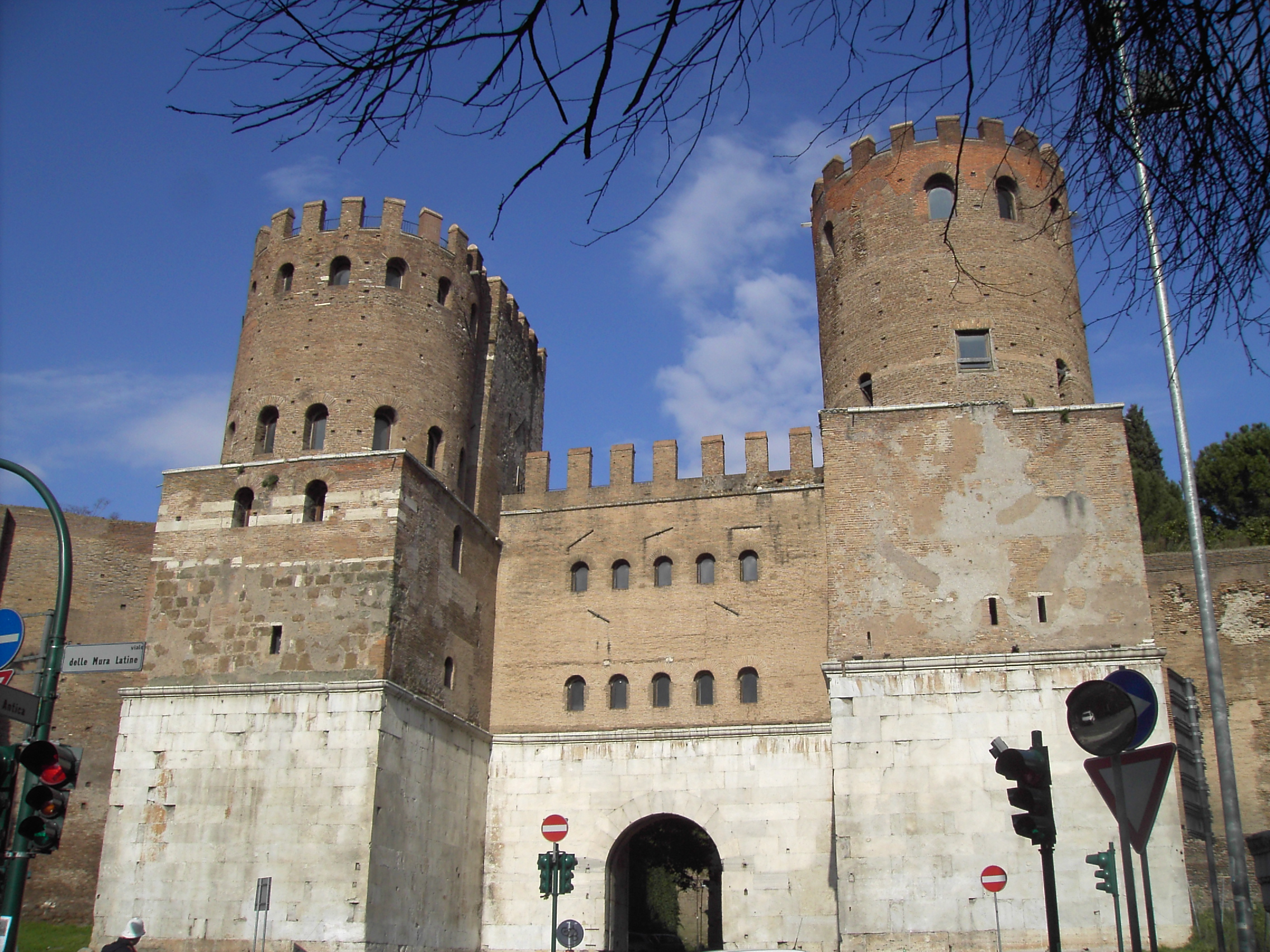
Porta San Sebastiano.

### Portes et arches
- Porte Esquiline (Arc de Gallien, 262)
- Porte Furba (1585)
- Arc de Sixte V (1585)
- Arc de Paul V (ou Arco di Tiradiavoli, 1612)
- Porte Saint-Pancrace (1854)
- Arco dei Quattro Venti (1856, villa Pamphili)

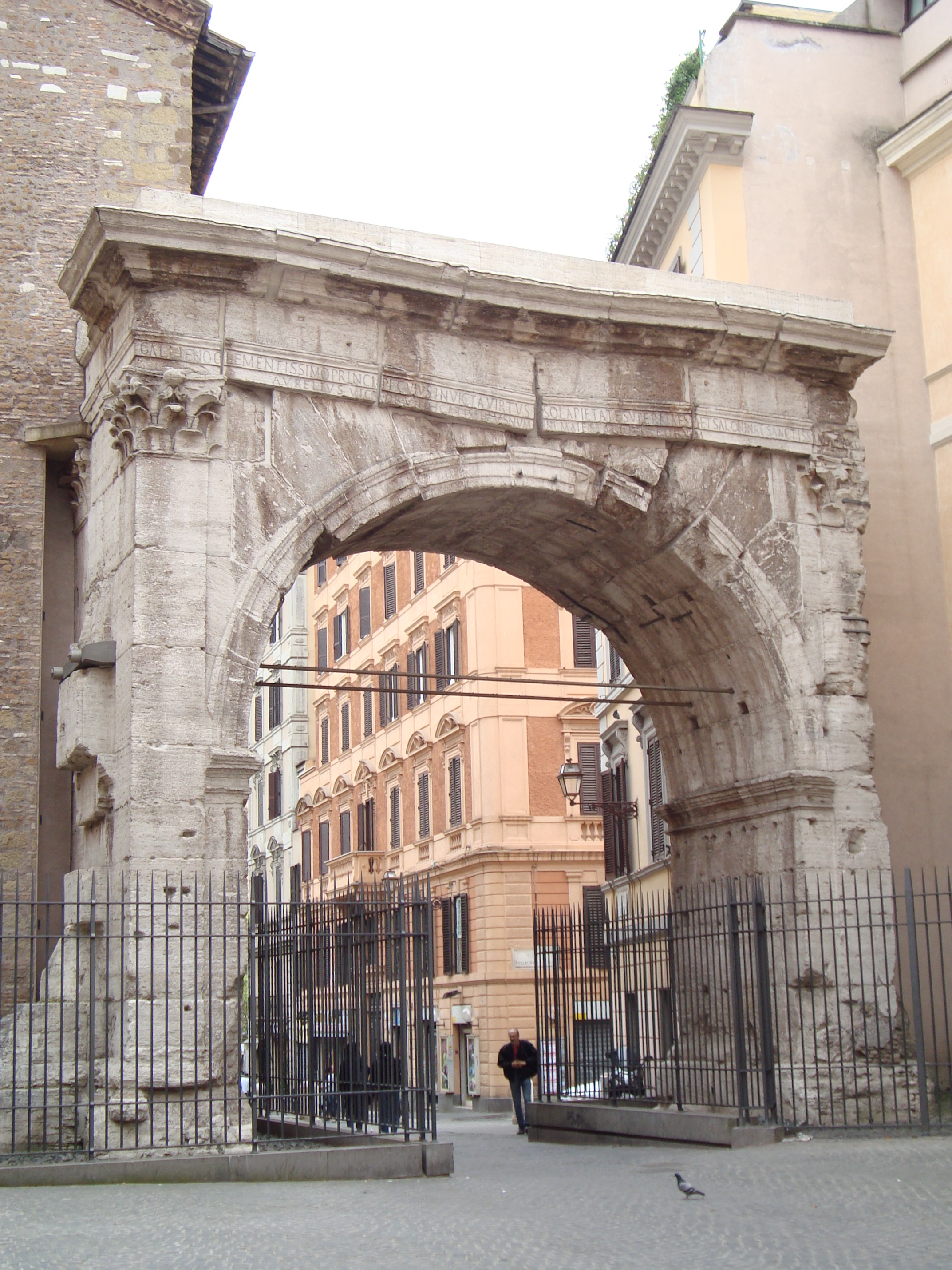
Porte Esquiline, ou Arc de Gallien.
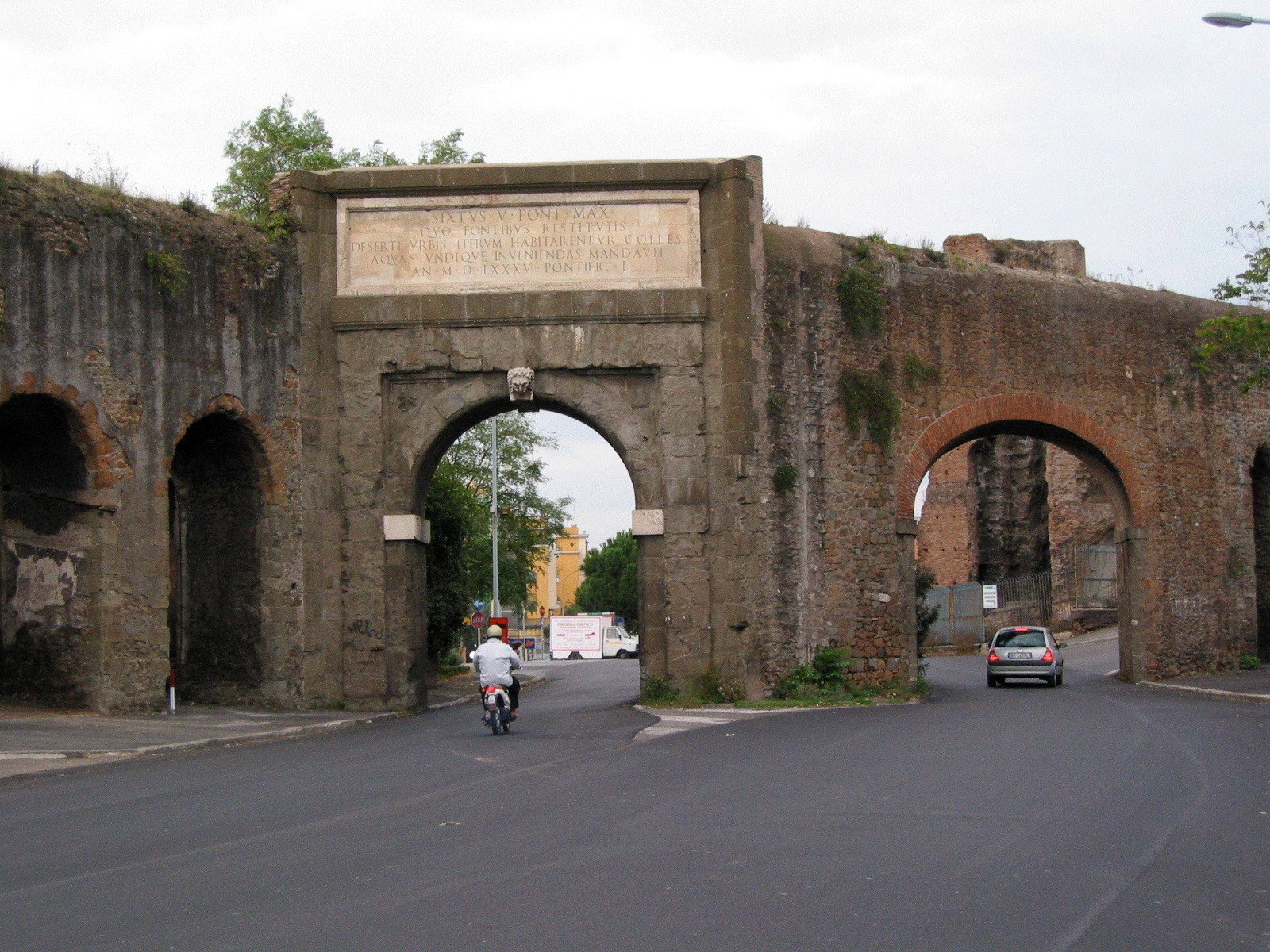
Porte Furba.
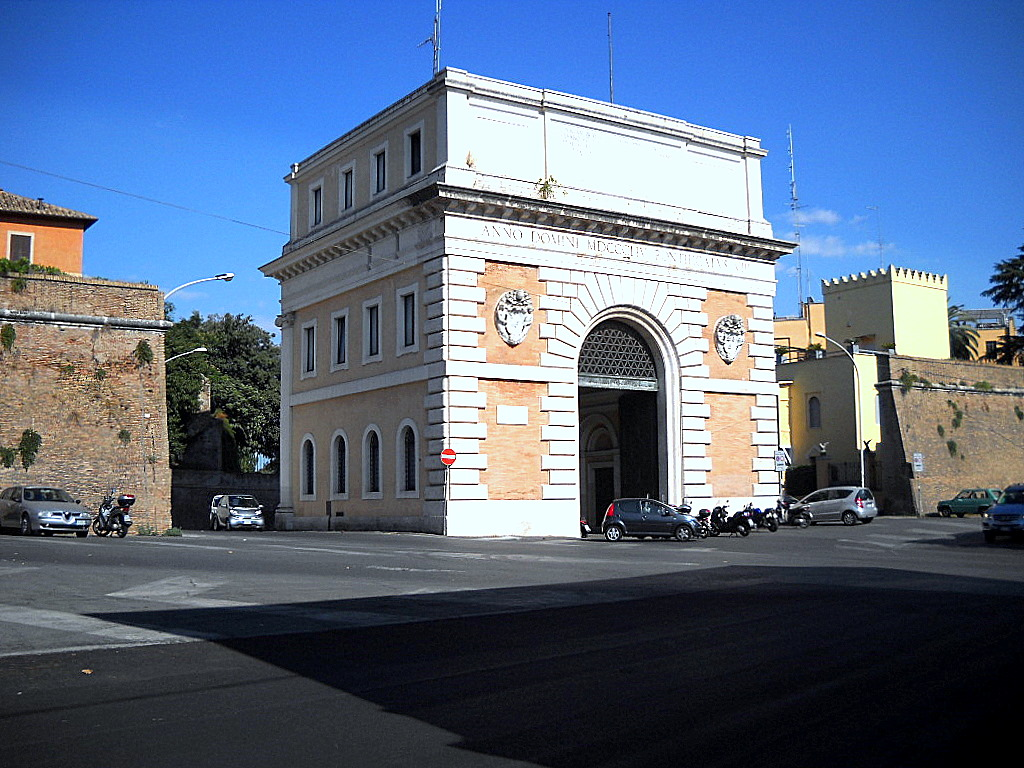
Porte Saint-Pancrace.
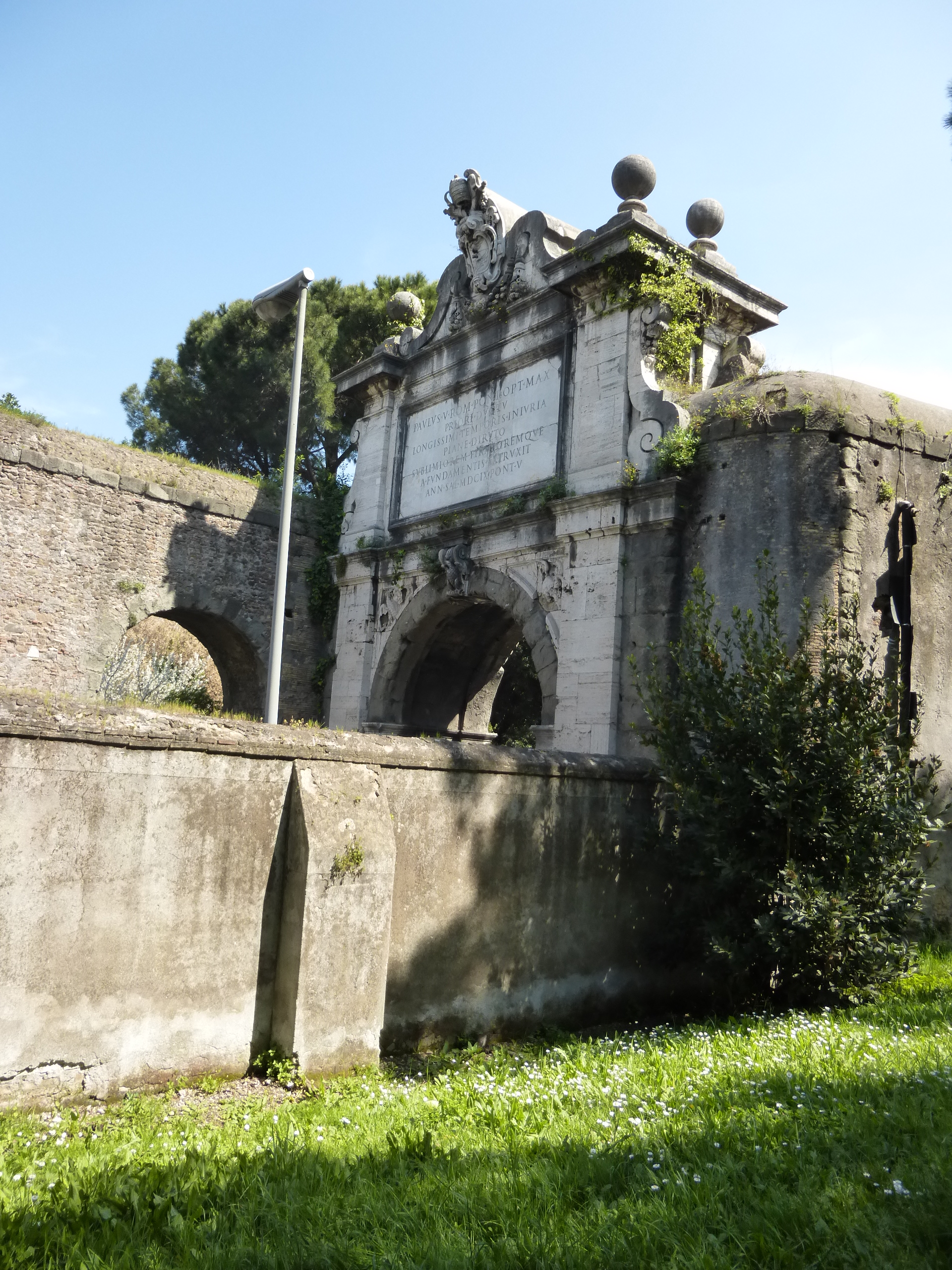
Arc de Paul V.
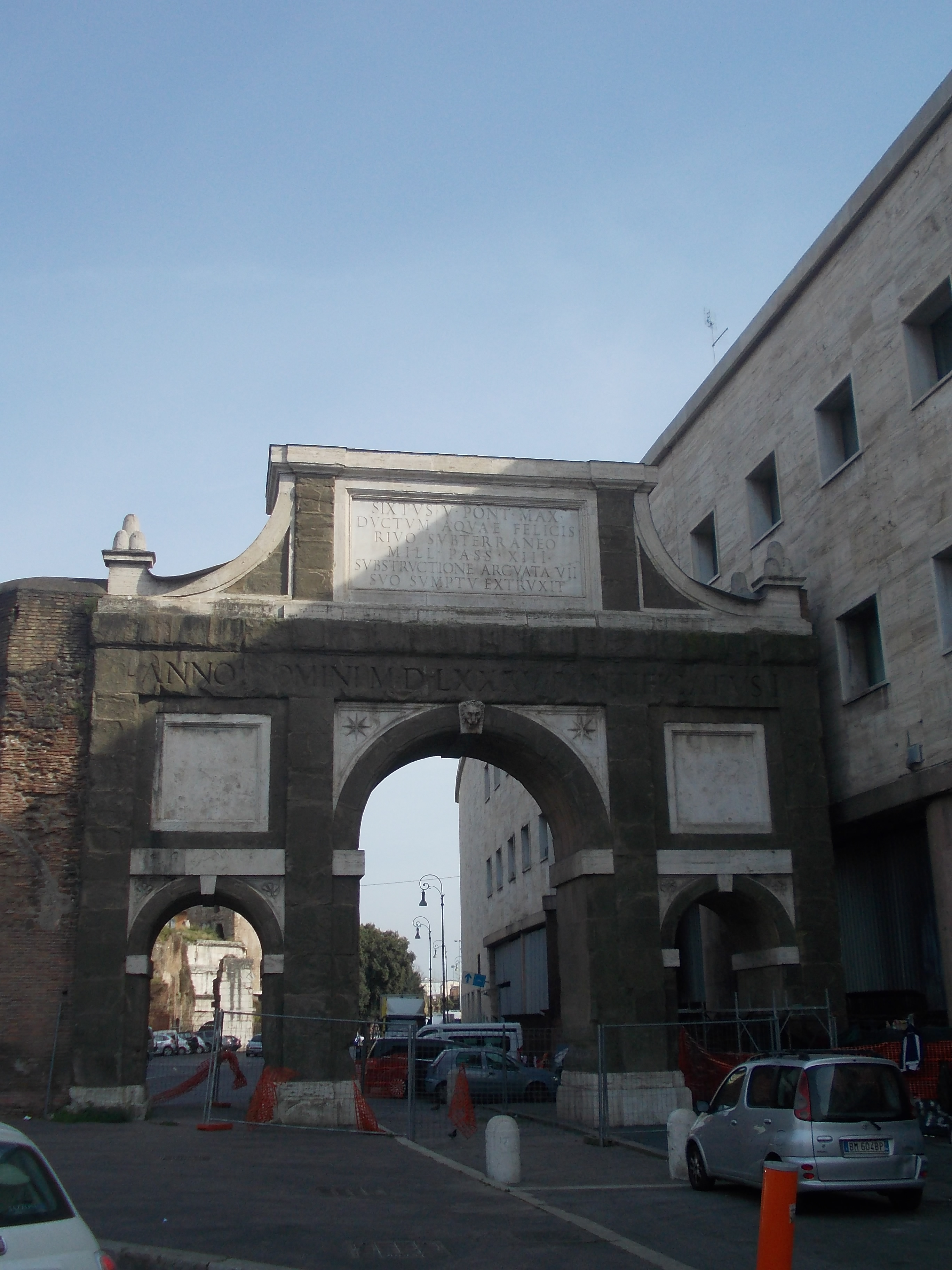
Arc de Sixte V.

### Colonnes commémoratives
À Rome, au fil des siècles, de nombreuses colonnes ont été érigées à des fins commémoratives. Parmi les 14 encore existantes, on peut citer[style à revoir] :
- Colonne Trajane, romaine
- Colonne de Marc-Aurèle, romaine
- Colonne de la Paix, romaine et baroque
- Colonne de l'Immaculée Conception, du XIXe siècle, place d'Espagne
- Colonne San Lorenzo, devant Saint Laurent hors les Murs
- Colonne de la Victoire, XIXe siècle, sur le Corso d'Italia

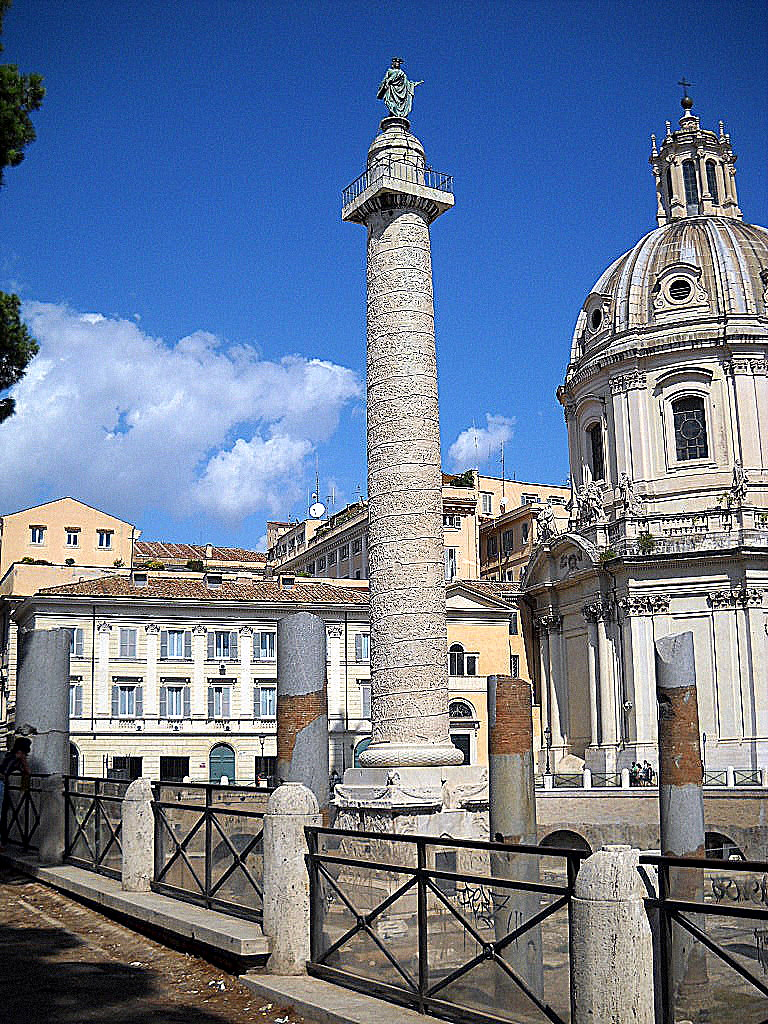
Colonne Trajane.
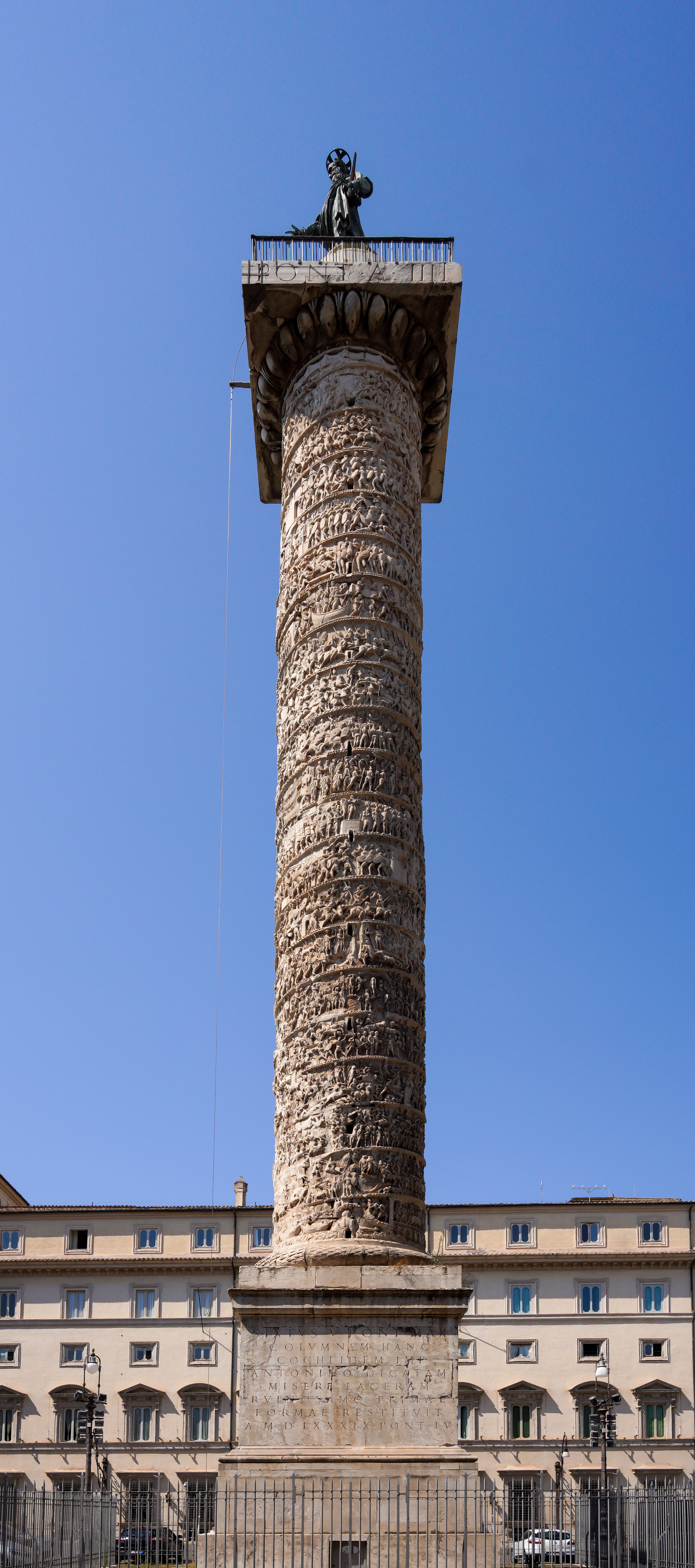
Colonne de Marc-Aurèle.
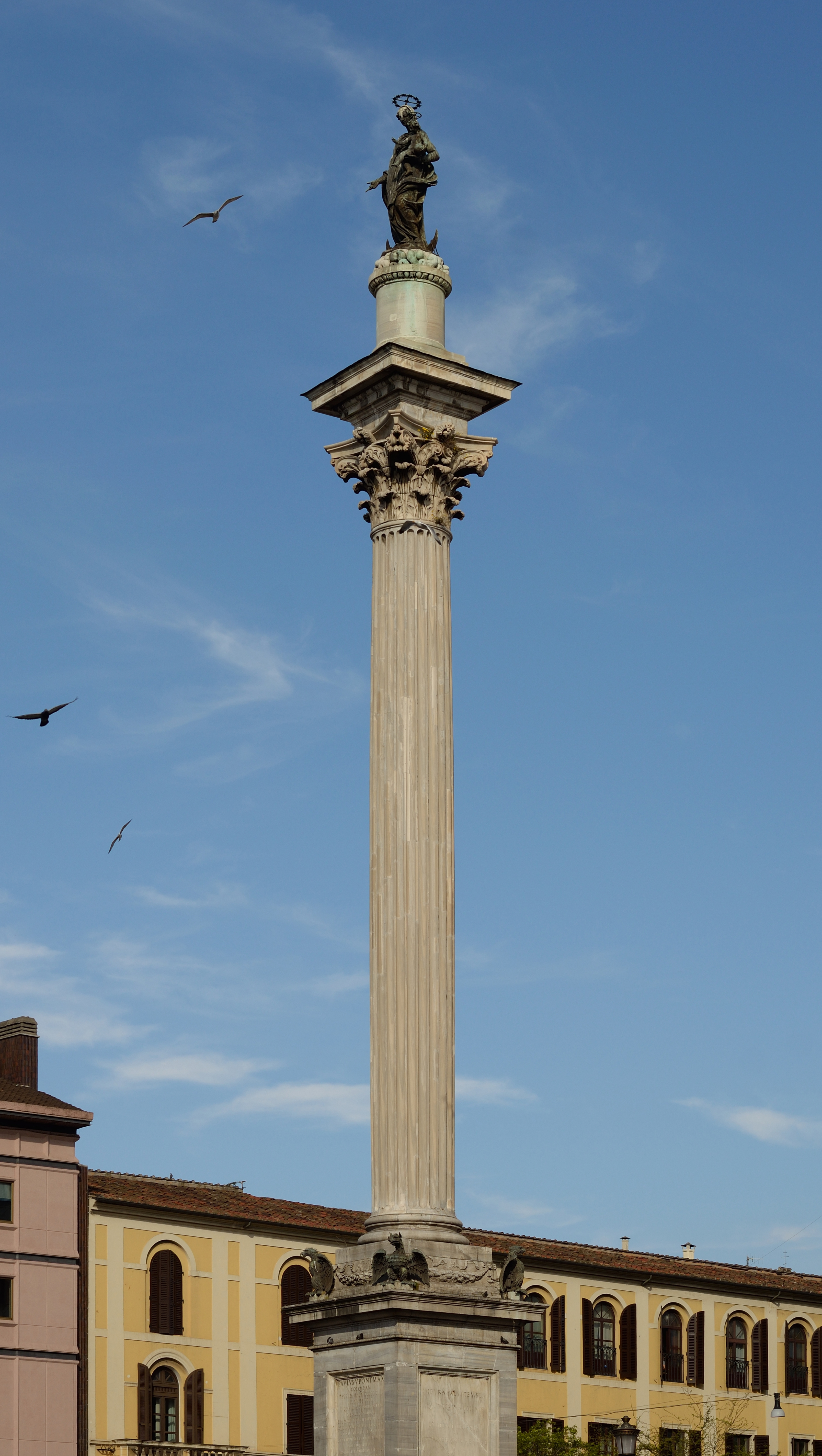
Colonne de la Paix.

### Architecture funéraire

#### Catacombes
Les Catacombes de Rome sont des lieux de sépultures souterraines utilisées par les premiers chrétiens pour enterrer leurs morts. Elles ont été creusées en dehors de l'enceinte des murs de la ville, le long des voies d'accès à Rome (par exemple, la Via Appia), la loi romaine obligeant d'inhumer les cadavres à l'extérieur de la cité. Jusqu'au début du IVe siècle, les chrétiens persécutés choisirent ces lieux pour reposer ensemble entre fidèles. À la suite de la conversion de Constantin et de la christianisation de l'Empire au IVe siècle, les catacombes devinrent alors un lieu de pèlerinage, où les chrétiens honoraient leurs morts ainsi que les martyrs de Rome qui y étaient enterrés. Au IXe siècle, lors des invasions sarrasines, beaucoup de Catacombes furent condamnées, et n'ont été redécouvertes que plusieurs siècles après par les archéologues.
On compte aujourd'hui à Rome une soixantaine de catacombes, abritant des milliers de tombes, développant leurs galeries sur plus de 600 kilomètres. Parmi les plus importantes, on trouve :
- Catacombes de Domitilla : une des plus grandes (12 km de longueur), une des mieux conservées (elles comptent 80 tombes peintes), et les seules à contenir encore des ossements ;
- Catacombe de Priscille : une des plus anciennes, 7 papes y sont enterrés ;
- Catacombe de Saint-Calixte : une des plus vastes (20 km de galeries, 4 niveaux) et des plus importantes (près de 500 000 chrétiens inhumés dont des dizaines de martyrs et 16 Papes). La célèbre Crypte des Papes qui s'y trouve tient son nom des 9 Papes du IIIe siècle qui y reposent ;
- Catacombes de Saint-Sébastien : il s'agit d'un cimetière hypogée sur 3 niveaux ;
- catacombe d'Aproniano (ou de la Via Latina).

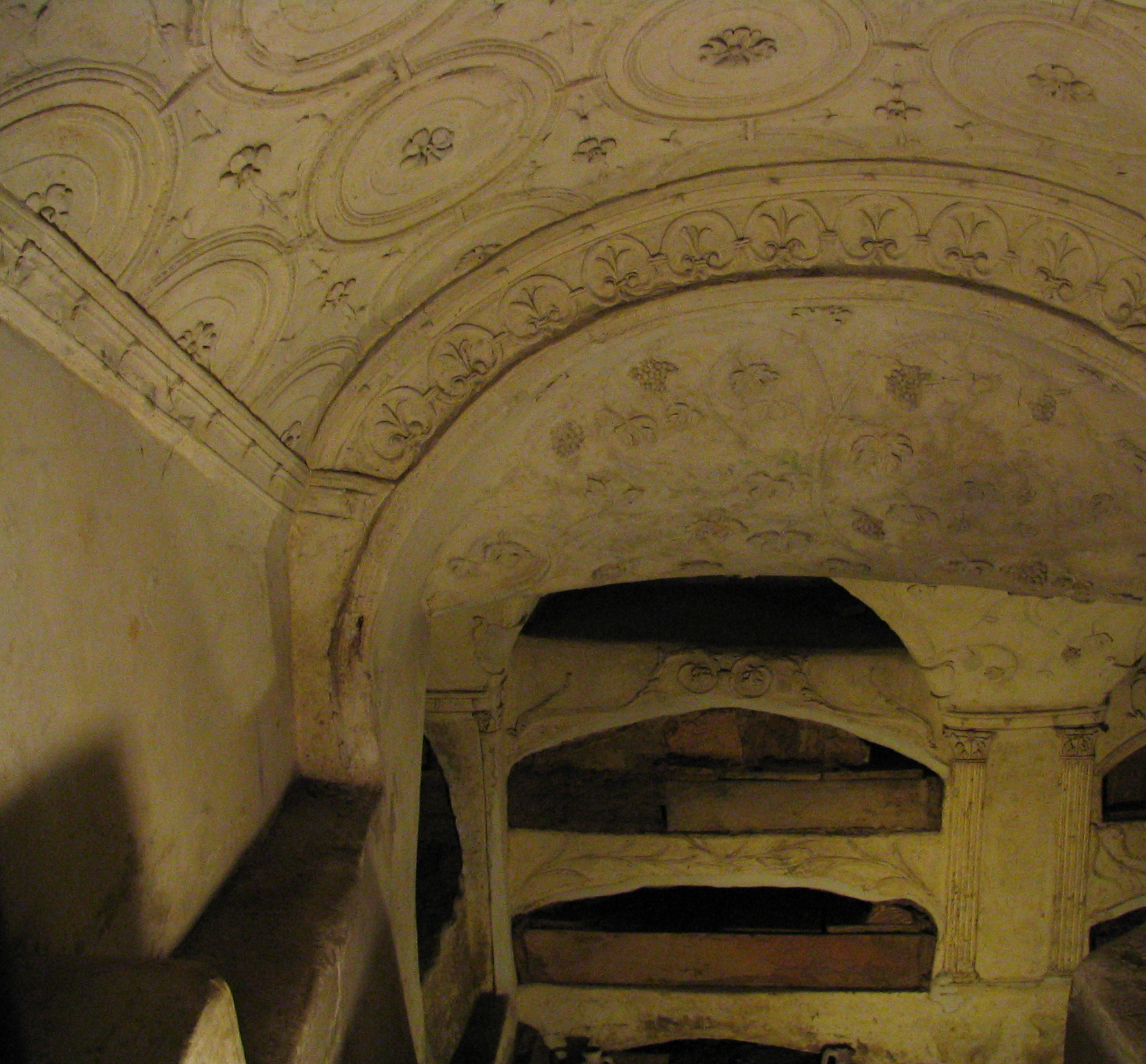
Catacombes de Saint-Sébastien.
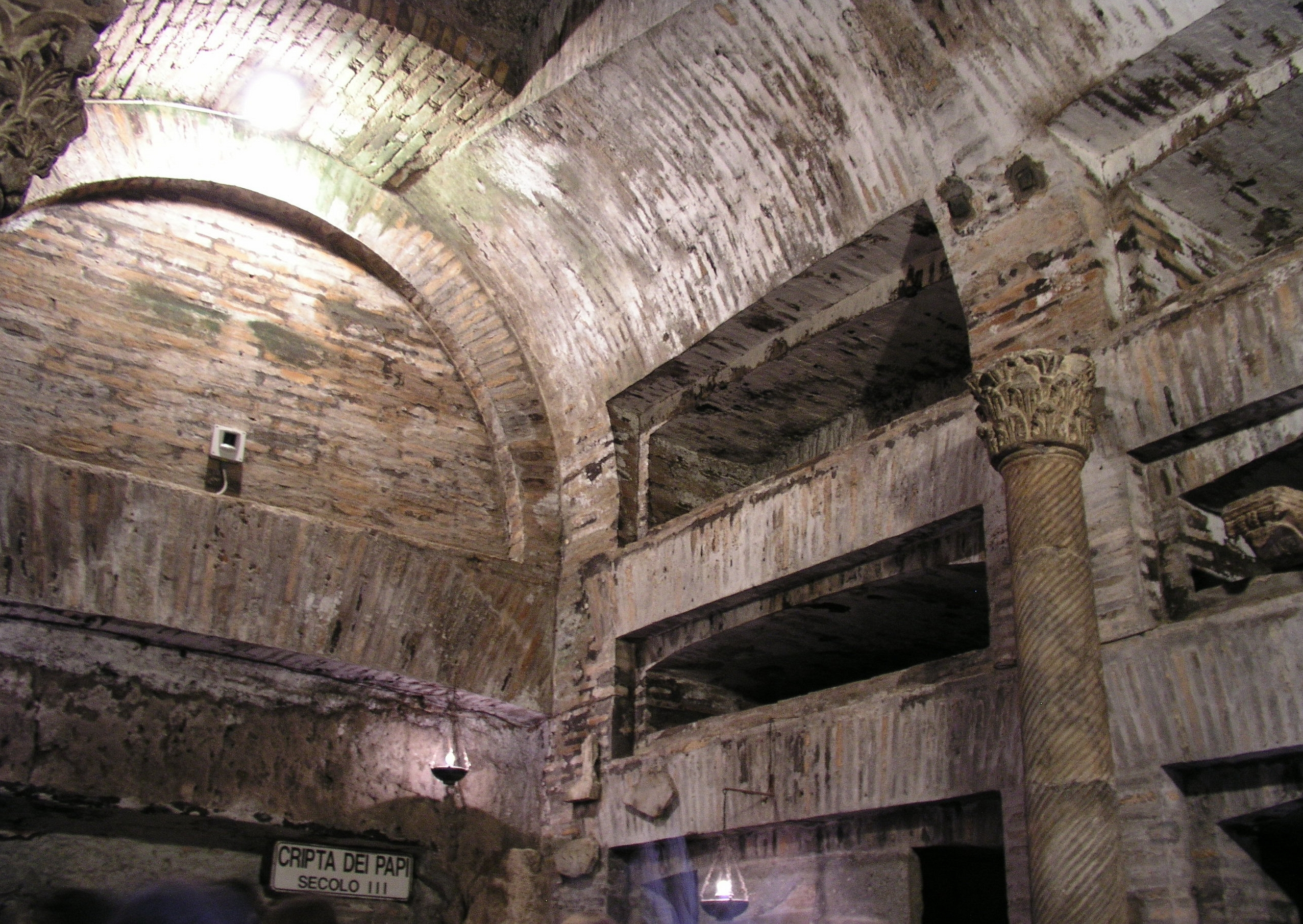
Catacombe de Saint-Calixte : crypte des Papes.
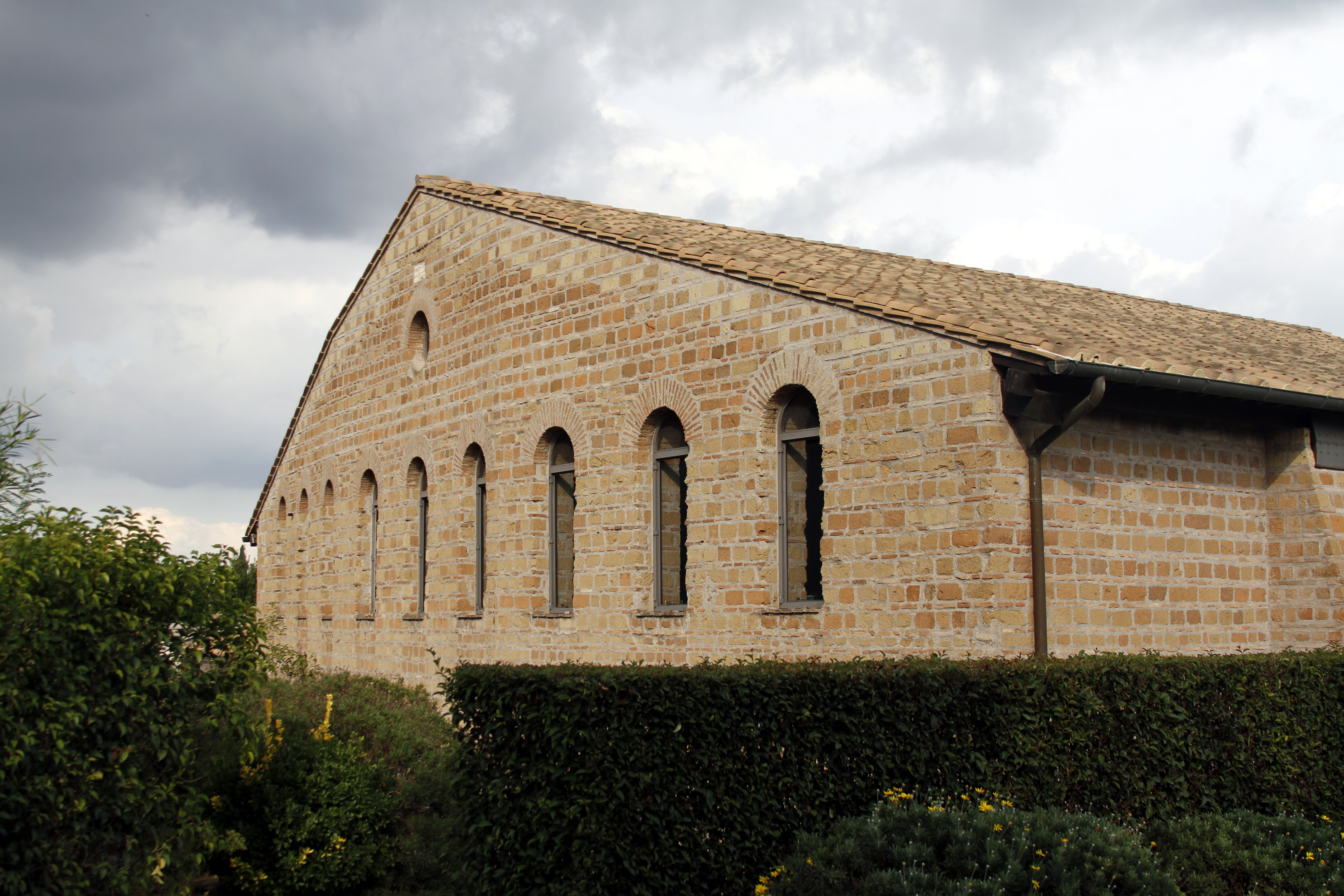
Catacombes de Domitilla.
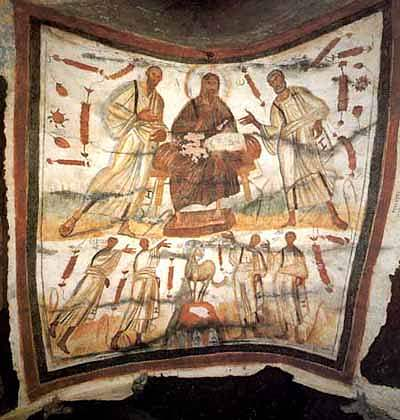
Fresque du IIIe siècle.
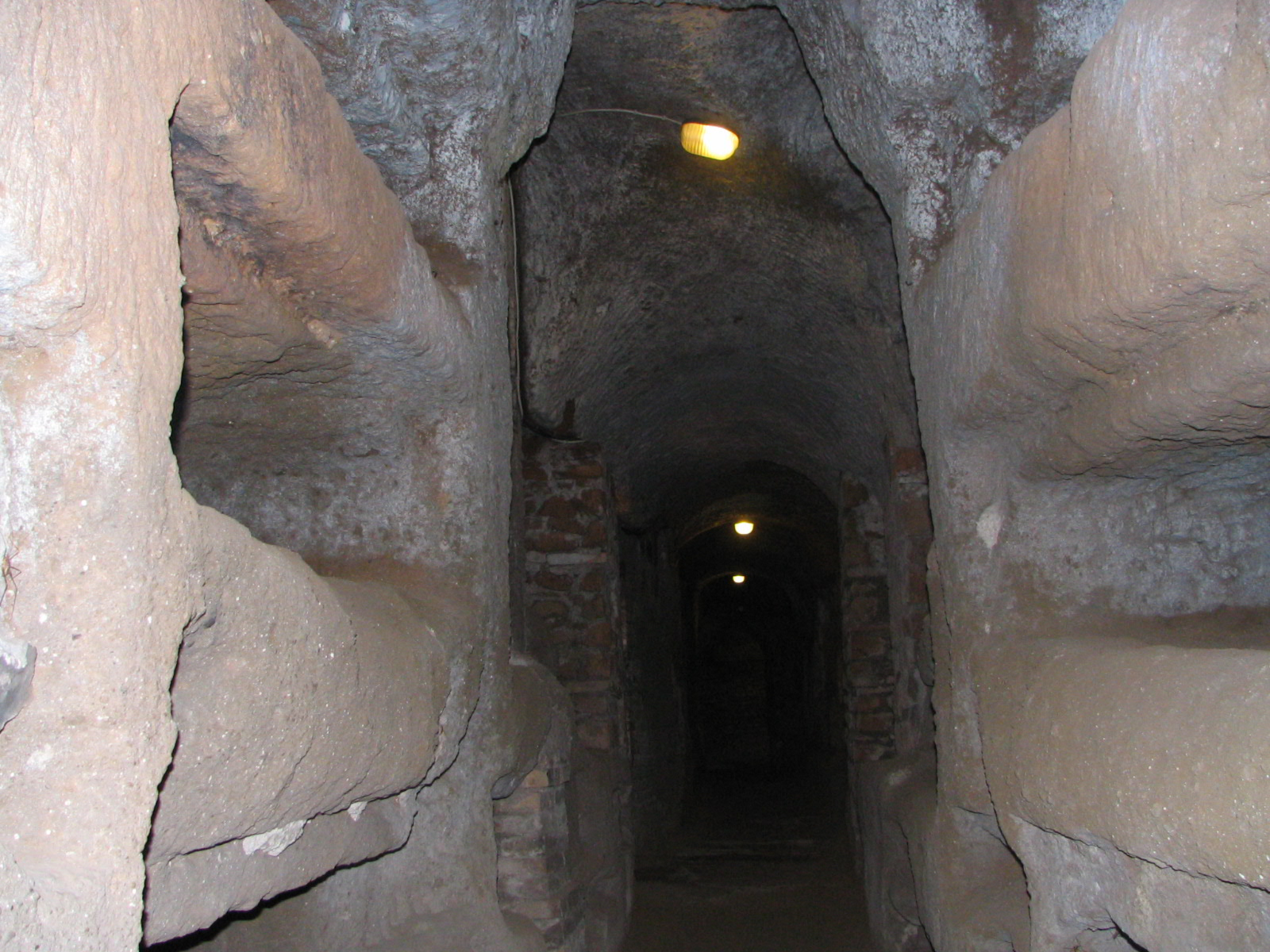
Vue d'une galerie.

#### Sépultures antiques

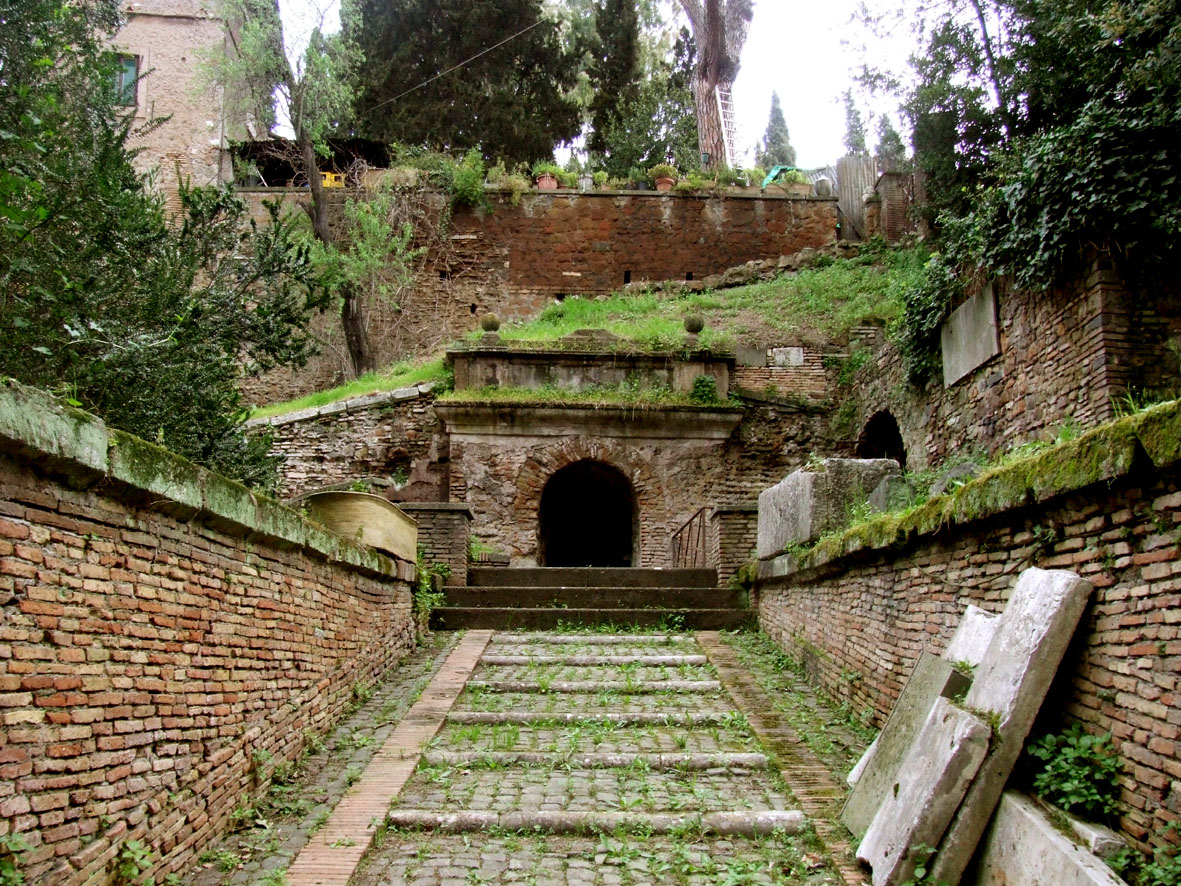
Sépulcre des Scipions.

- Mausolée d'Auguste
- Tombe de Caecilia Metella
- Pyramide de Caius Cestius
- Tombeau d'Eurysaces
- Colombarium de Pomponius Hylas
- Tombeau des Scipions
- Casal Rotondo
- Tomba di Nerone
- Nécropole du Vatican

#### Cimetières

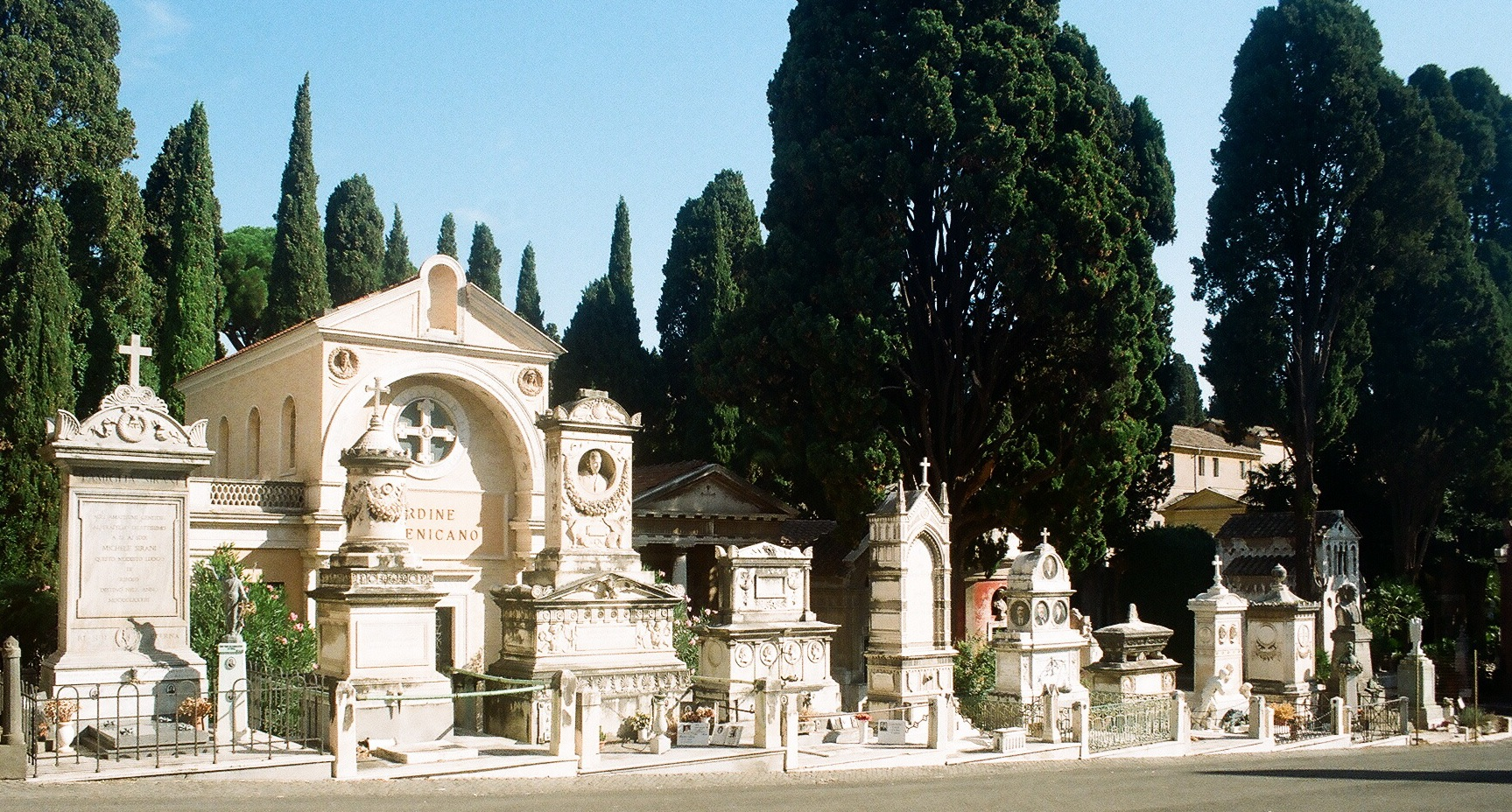
Cimetière du Verano.

On compte onze cimetières à Rome, dont quatre sont situés dans le centre historique de la ville. Les plus remarquables sont :
- cimetière monumental du Verano (83 ha), le plus imposant, le « Père Lachaise » romain ;
- cimetière non catholique de Rome (ou « cimetière des Anglais » ou encore « cimetière des Protestants ») ;
- cimetière teutonique (ou « cimetière germanique », près du Vatican) ;
- cimetière Flaminio (le plus grand d'Italie avec ses 140 ha)[81].

### Églises et édifices chrétiens

#### Églises
Siège de la chrétienté depuis ses origines, Rome est la ville des églises. Elle est la cité qui en compte le plus au monde : près de 900 églises sont recensées à Rome (dont quatre basiliques). On y trouve tous les styles, toutes les époques, des premières églises paléochrétiennes jusqu'à celles du XXIe siècle, en passant par les grandes basiliques Renaissance et Baroque. Plusieurs styles, matériaux et époques se superposent parfois même au sein d'un même édifice.

#### Campaniles

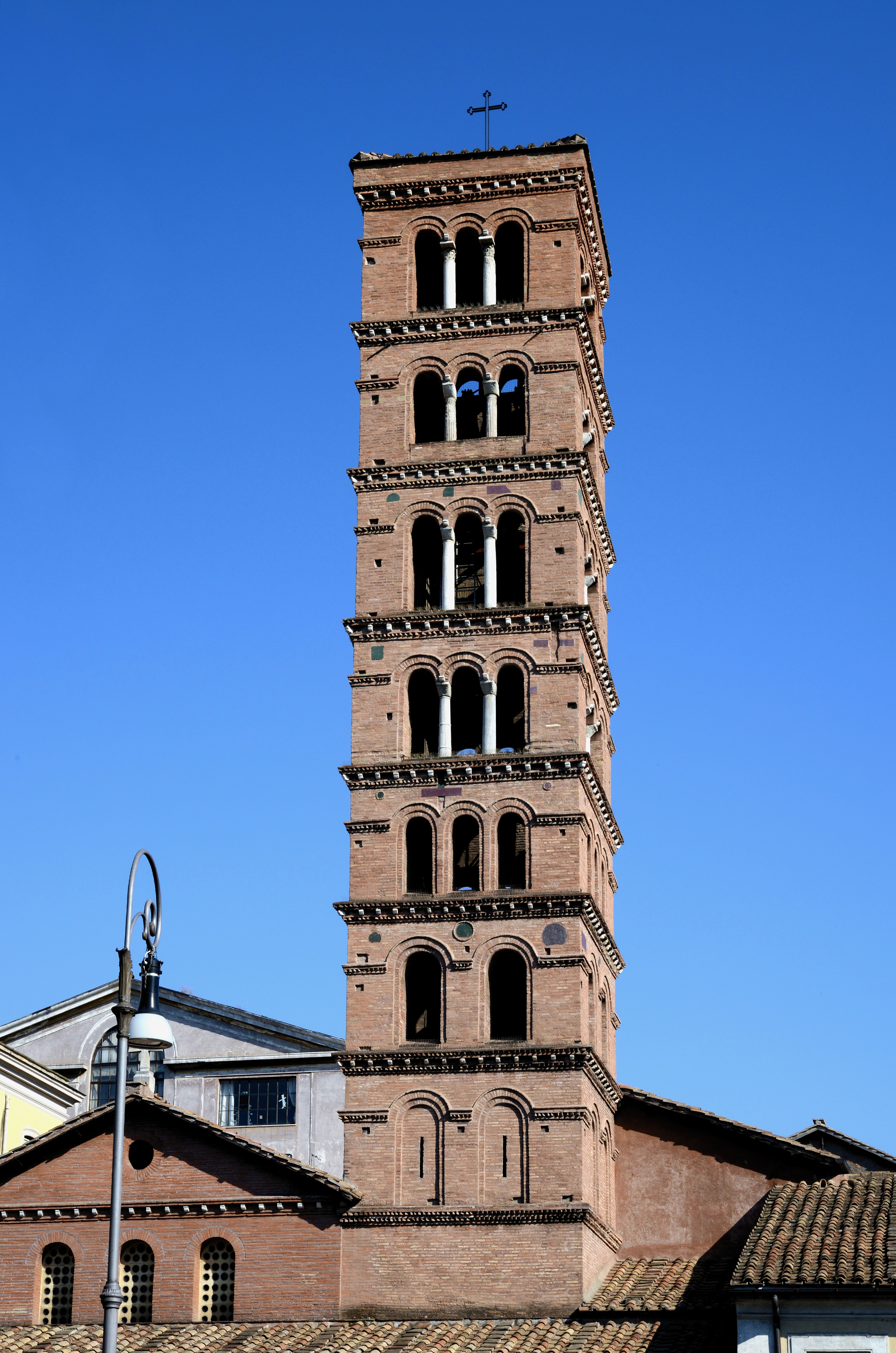
Campanile de Santa Maria in Cosmedin.

Parmi les nombreux campaniles romans, citons celui de Sainte Marie Majeure, le plus haut de Rome (75 m), ceux de Santa Maria in Cosmedin, Santa Maria in Trastevere, Santi Giovanni e Paolo, Santa Francesca Romana, San Giorgio al Velabro, San Giovanni a Porta Latina, Santi Bonifacio e Alessio, Saint Laurent Hors les Murs... D'autres sont plus récents, comme celui de Saint Paul hors les Murs, néoclassique, ou celui de l'église San Giovanni Berchmans, construit en 1929 et fortement inspiré du campanile de St Marc à Venise.

#### Cloîtres
- Saint Jean de Latran
- Saint Paul Hors les Murs
- Saint Laurent Hors les Murs
- Quatre Saints Couronnés
- Sant'Onofrio au Janicule
- Cloître double de San Salvatore in Lauro, avec 2 galeries d'arcades
- Cloître de Bramante à Santa Maria della Pace (Renaissance)
- Cloître de Michel Ange dans les Thermes de Dioclétien (Renaissance, le plus vaste de Rome)
- Cloître de Saint Pierre aux Liens (Renaissance)
- Saint Charles aux Quatre Fontaines (Baroque)
- Couvent de La Trinité des Monts
- Santi Bonifacio e Alessio
- Cloître de San Cosimato
- Cloître de la Confraternité des Génois (Trastevere)

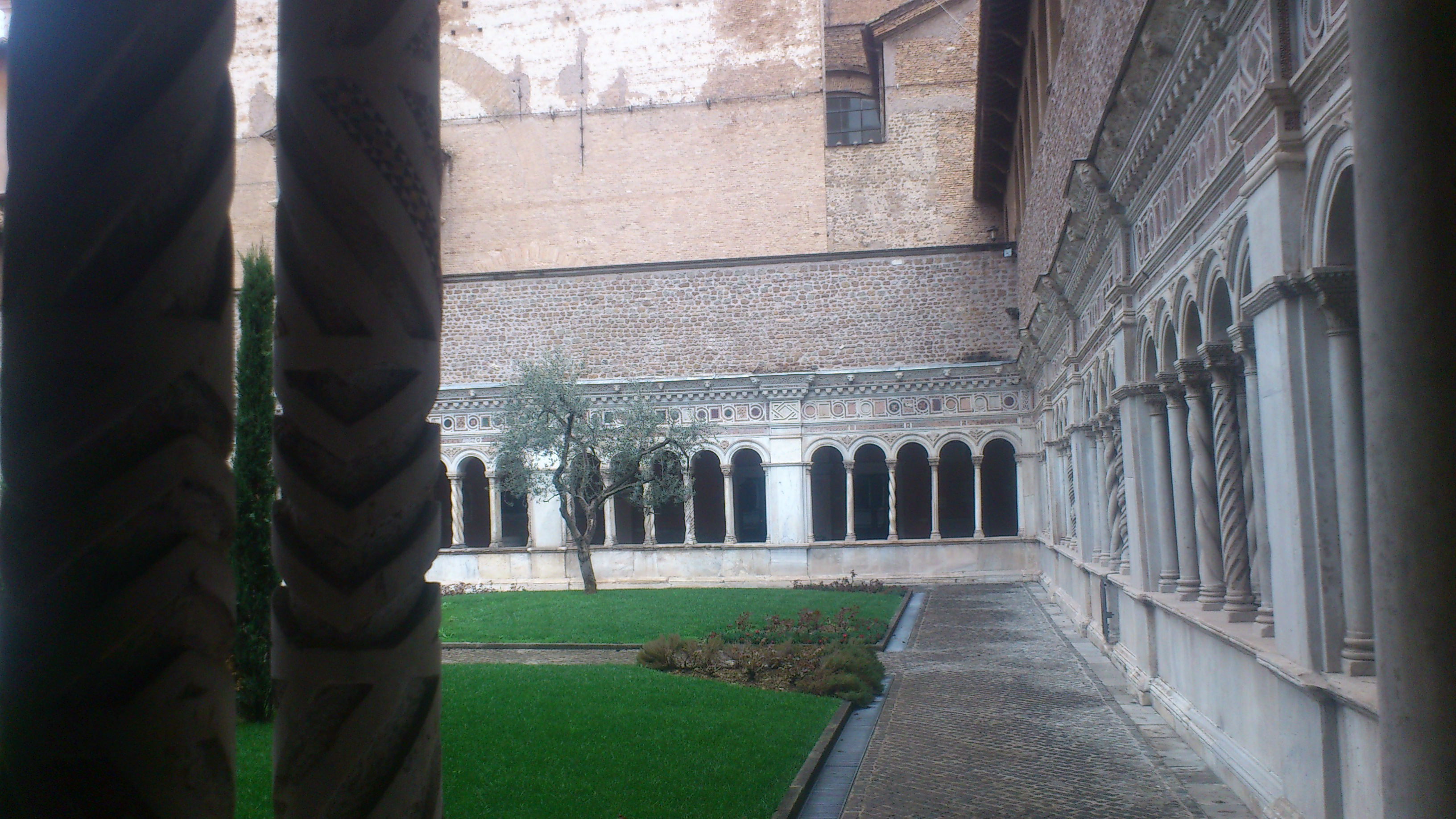
Cloître de Saint Jean de Latran.
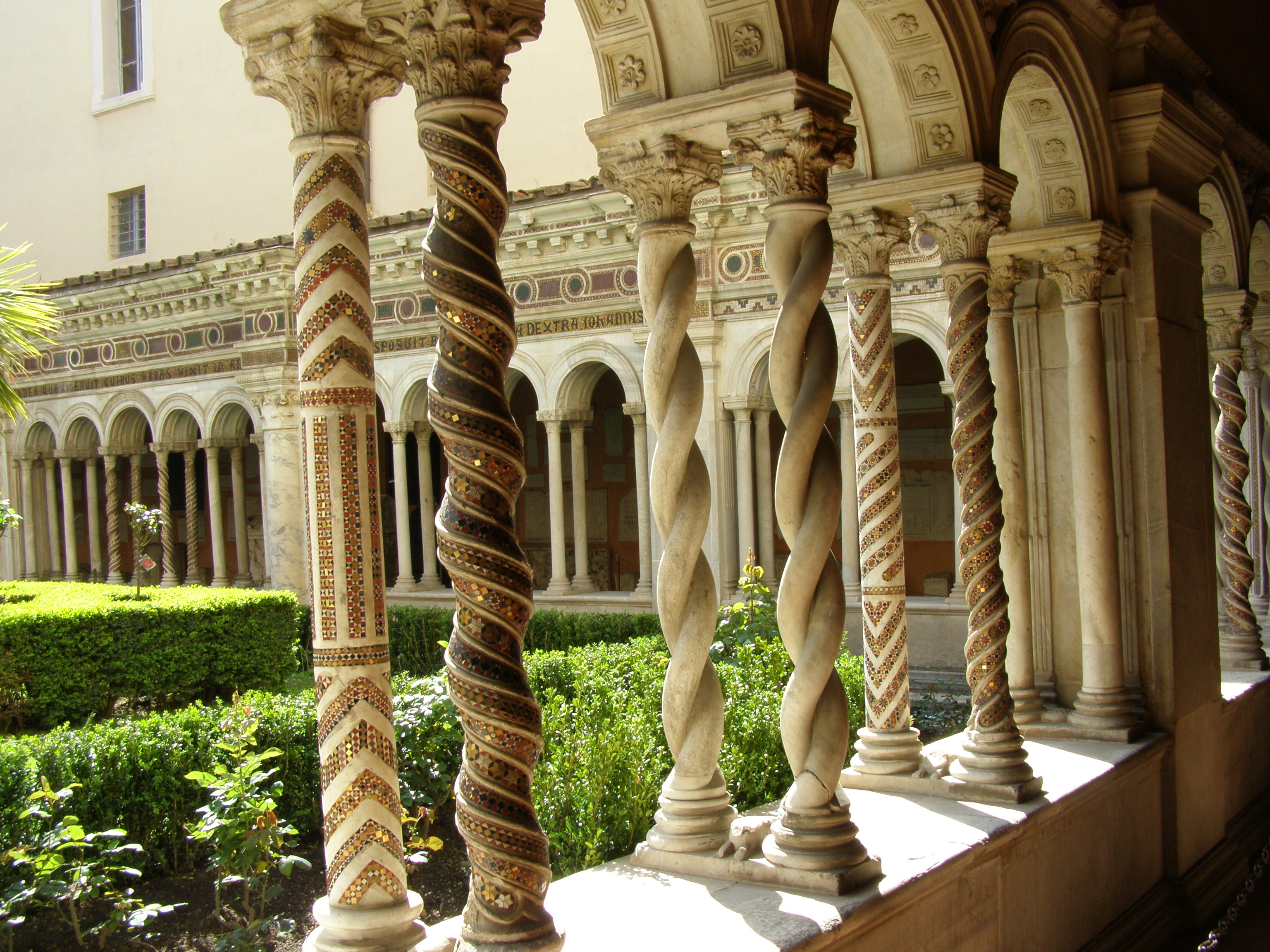
Cloître de Saint Paul hors les Murs.
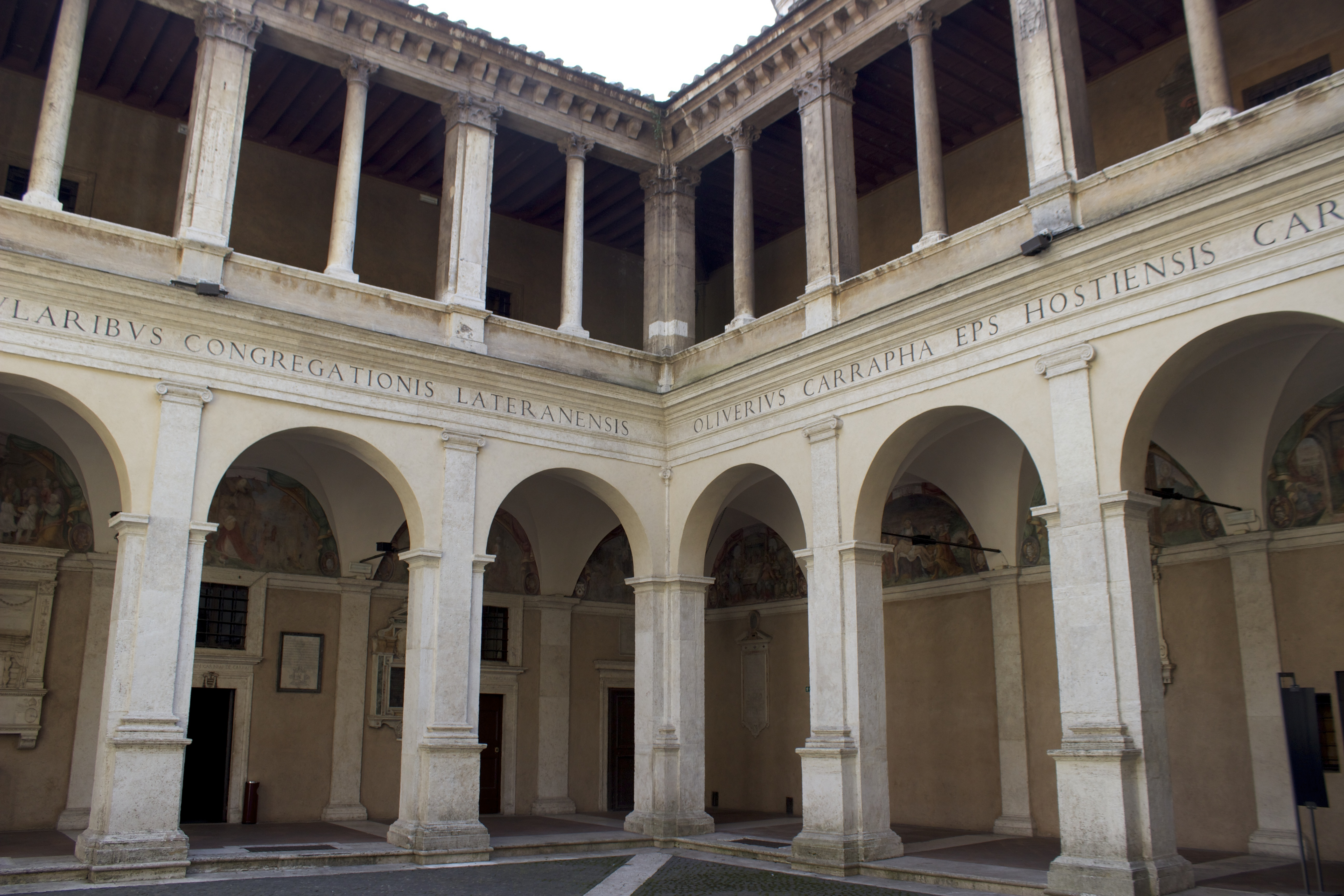
Cloître de Bramante à l'église Santa Maria della Pace.
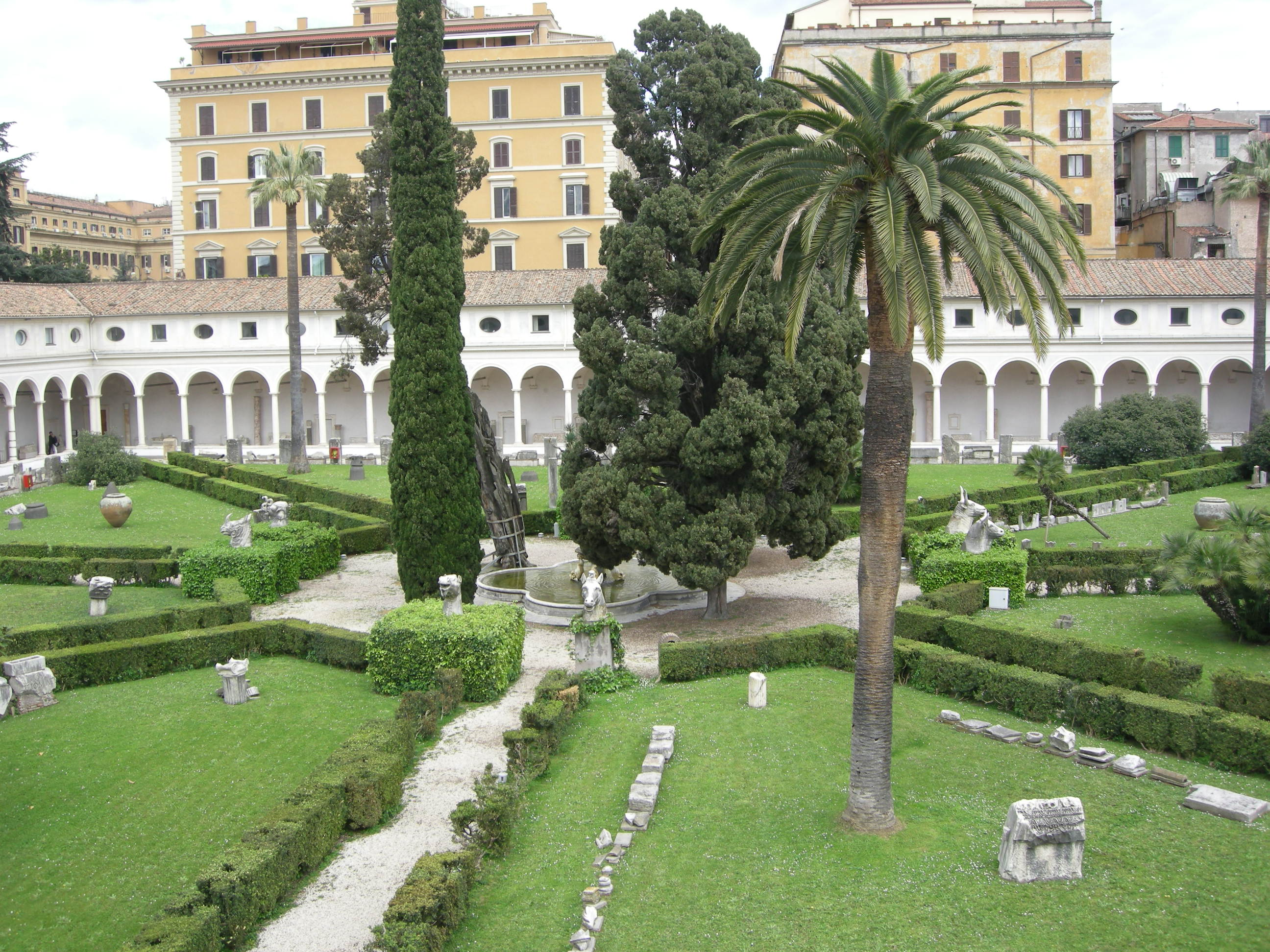
Grand cloître, dit de Michel Ange, dans les Thermes de Dioclétien.
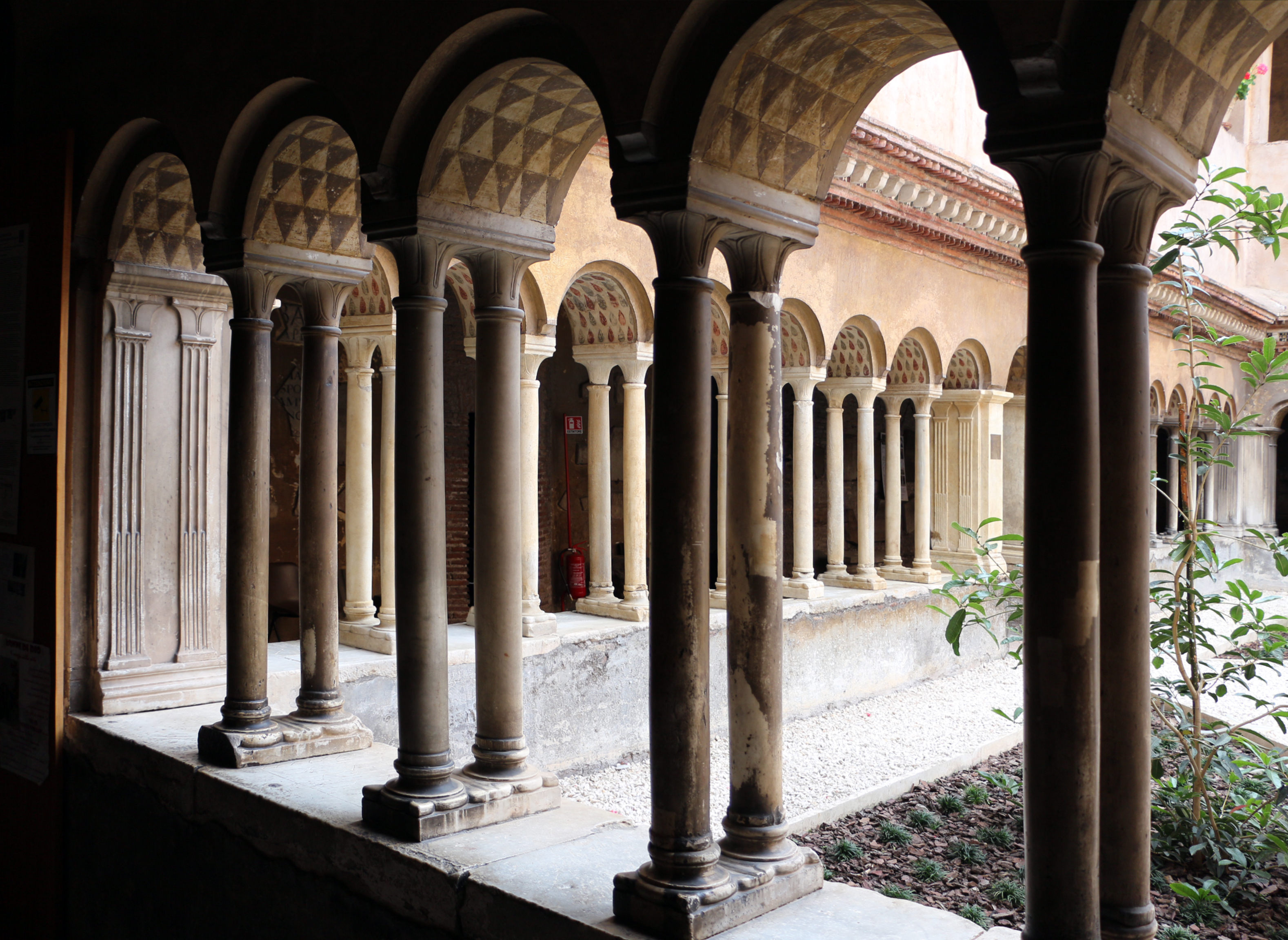
Cloître de l'église des Quatre Saints Couronnés.

#### Chapelles
- Au Vatican : la Chapelle Sixtine, la Chapelle Paoline, la Chapelle Nicoline, toutes trois célèbres pour leur valeur artistique (fresques).

#### Abbayes

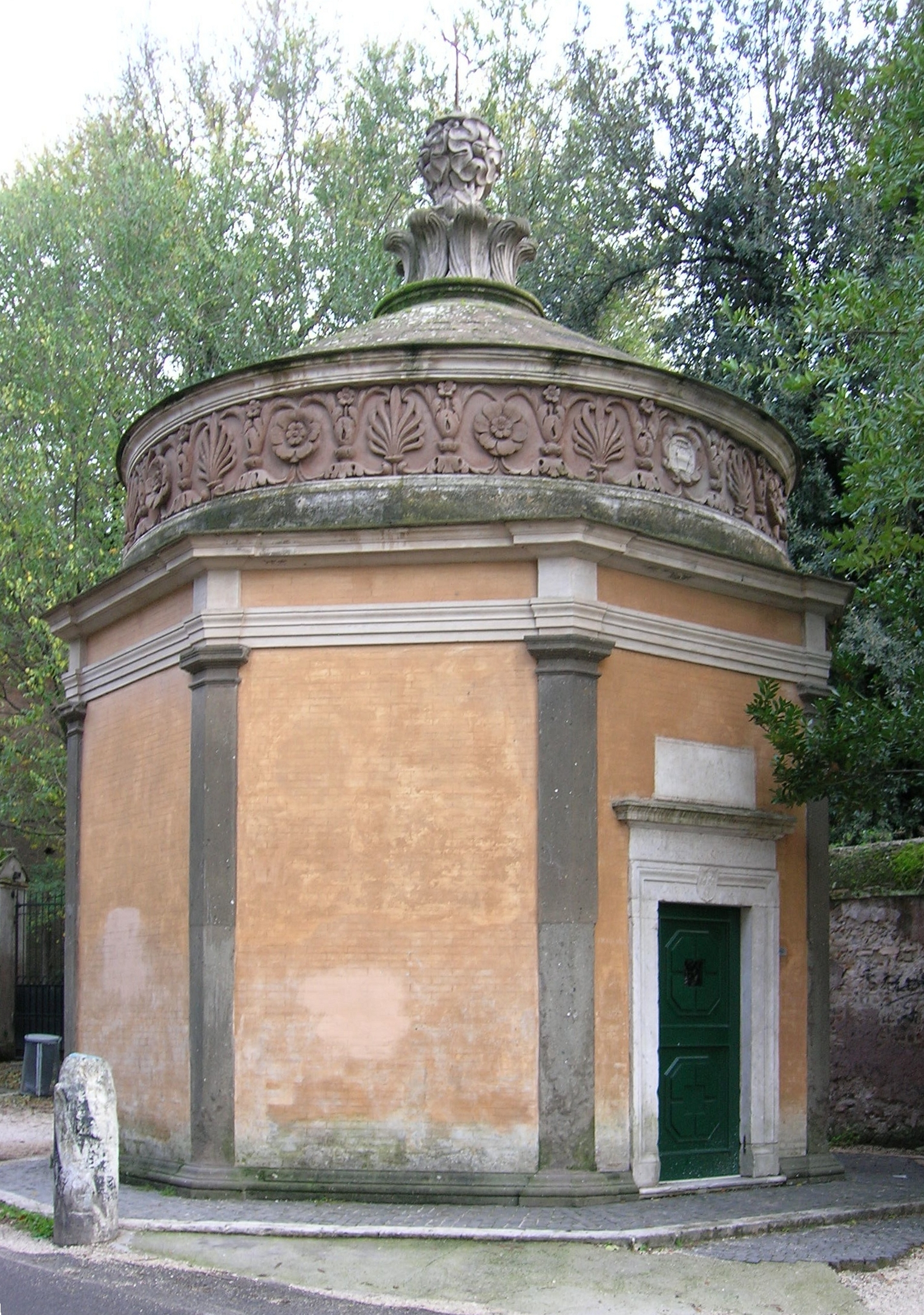
Oratoire San Giovanni in Oleo.

- Abbaye de Tre Fontane

#### Baptistères
Le Baptistère du Latran, de forme octogonale, remontant au IVe siècle et à l'empereur Constantin, est le baptistère qui a servi de modèle à tous les autres pendant le Moyen Âge.

#### Oratoires
- Oratoire des Philippins
- Oratoire du Crocifisso
- Oratoire San Giovanni in Oleo
- Oratoire Preziosissimo Sangue
- Les trois oratoires de l'église San Gregorio Magno (dont Sant'Andrea al Celio)

#### Autres sanctuaires
- Sanctuaire de la Scala Santa, ou « Escalier Saint », près de St Jean de Latran.

## Culture

### Musées

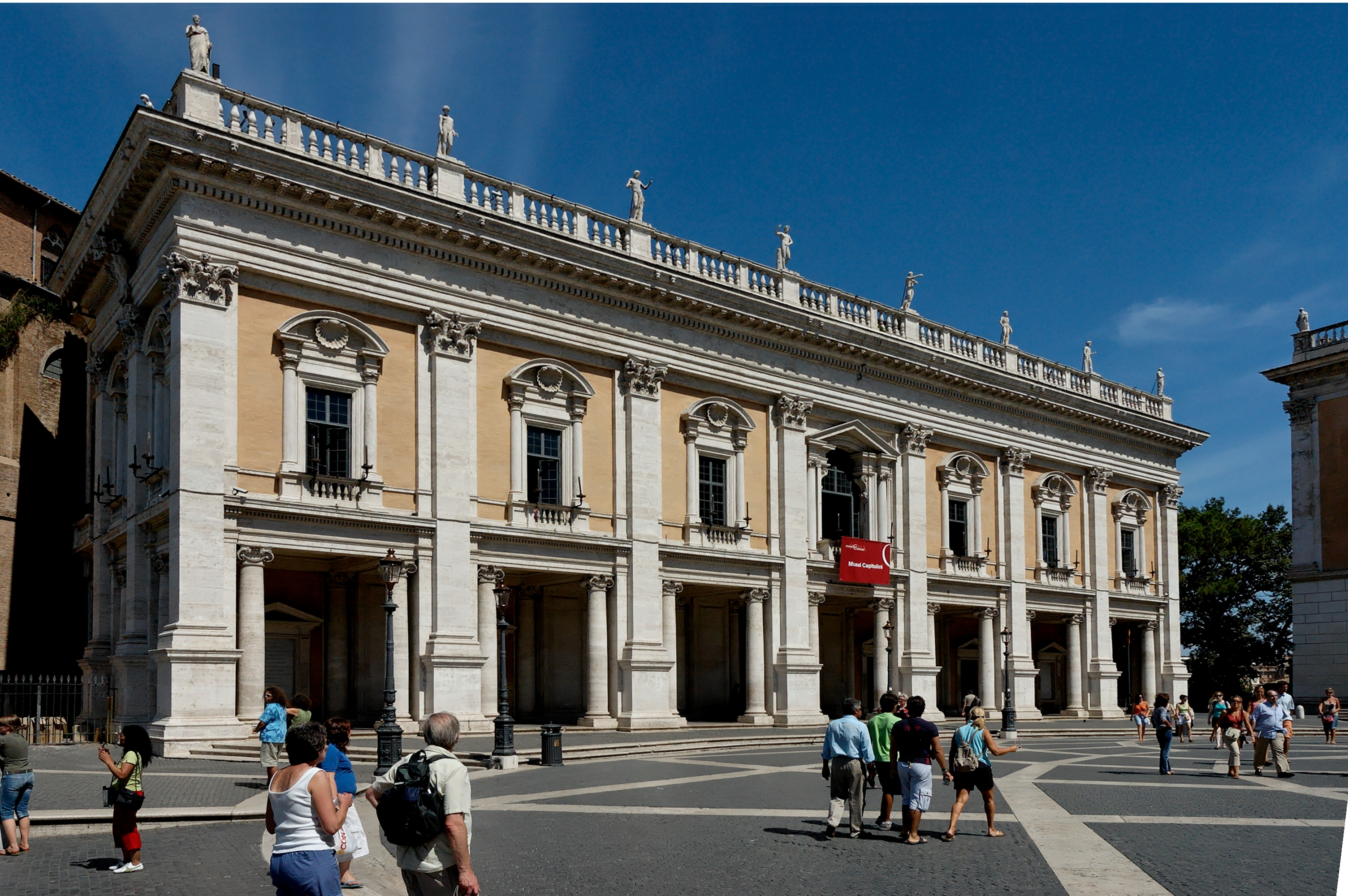
Musées du Capitole.

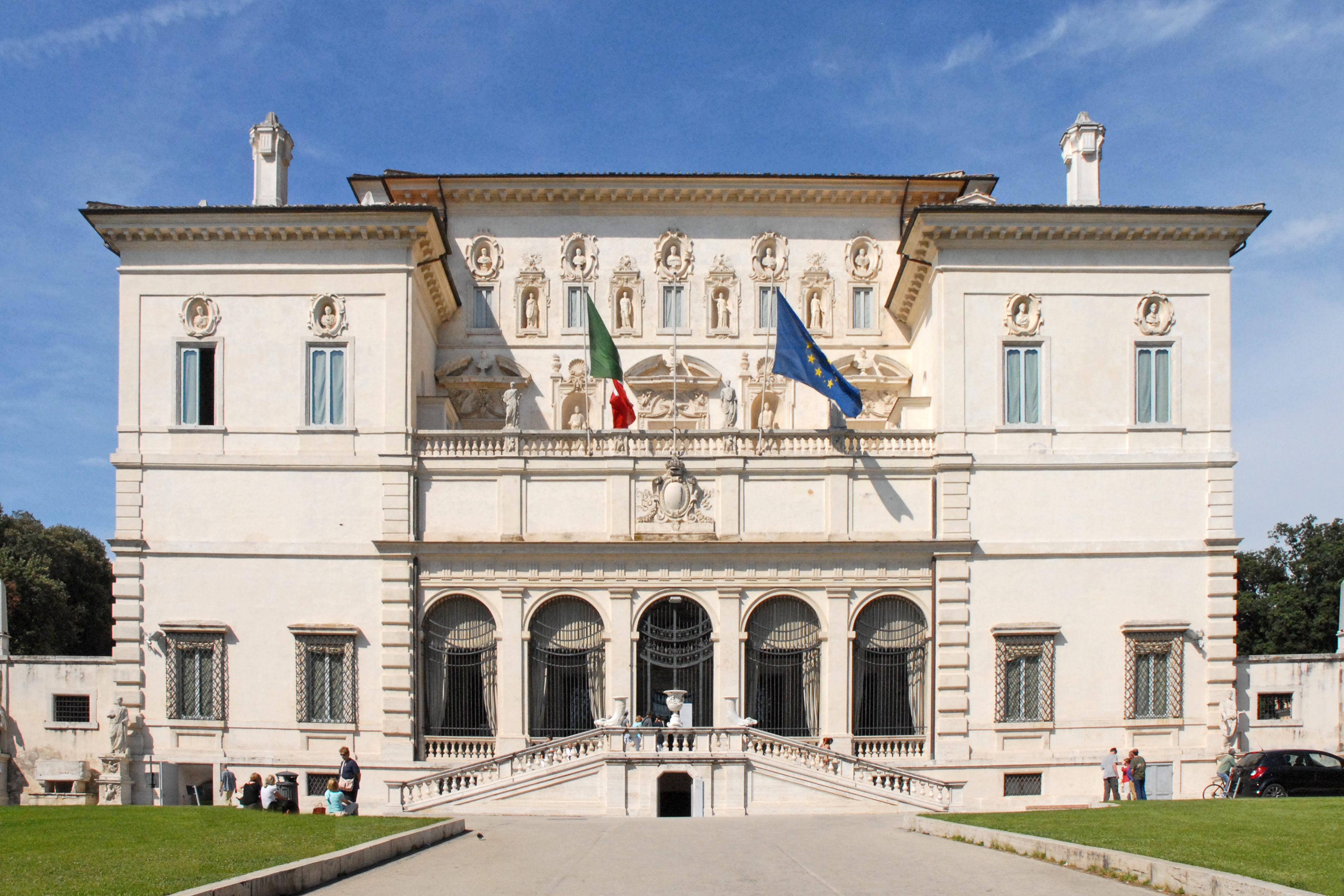
Galerie Borghèse.

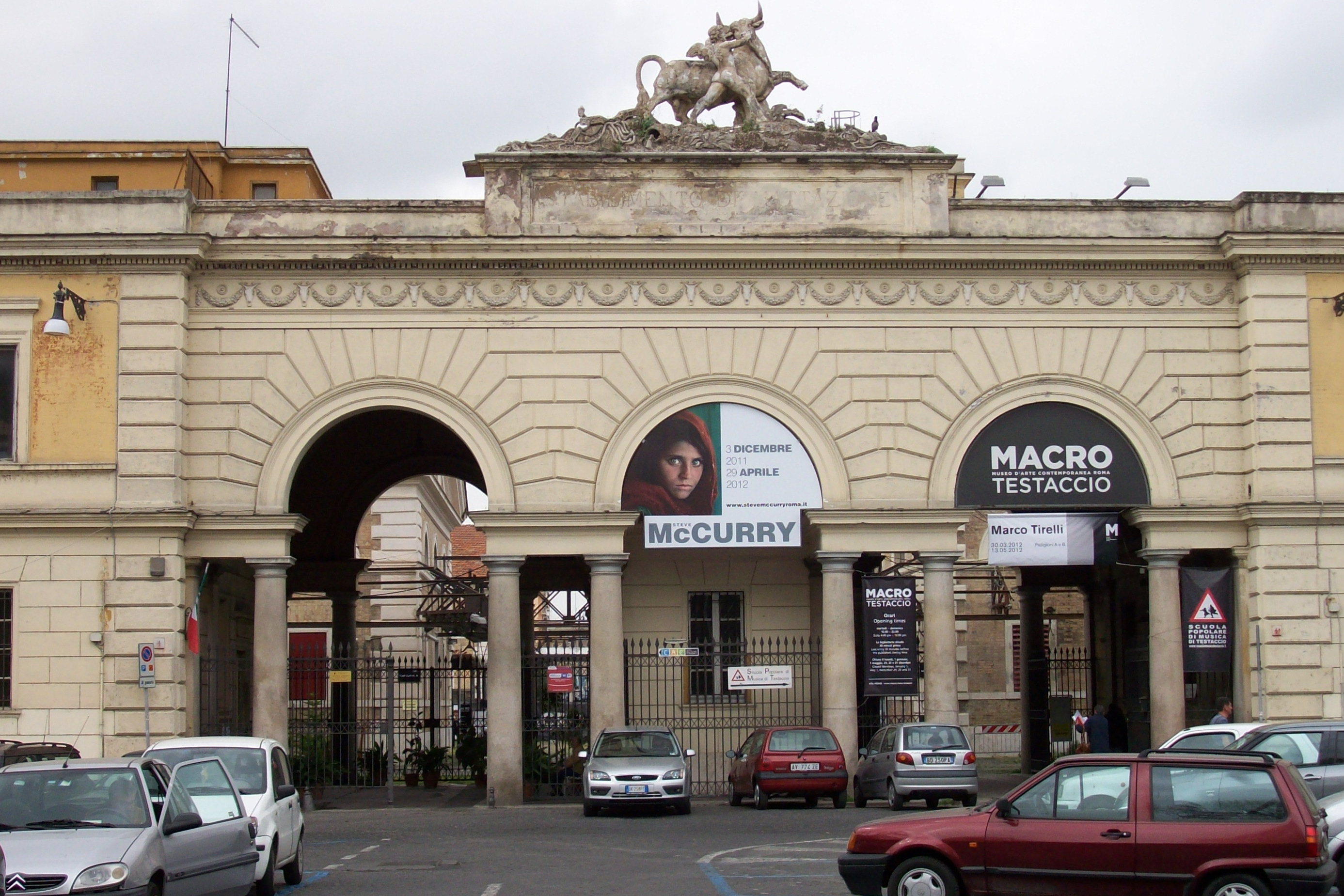
MACRO Testaccio.

Rome compte de nombreux et riches musées, contenant des œuvres et des trésors accumulés dans la ville au cours des siècles : 
- les musées du Vatican, parmi les plus vastes et les plus visités du monde, comprenant :
  - Musée Pio-Clementino,
  - Musée égyptien,
  - Musée grégorien étrusque,
  - Musée grégorien profane,
  - Musée Chiaramonti,
  - Pinacothèque,
  - Galerie des cartes géographiques,
  - Musée missionnaire ethnologique,
  - Musée Pio Cristiano,
  - Collection d'Art religieux moderne,
  - Musée historique du Vatican (comprenant le musée des Carrosses) ;
- Musée national romain, réparti sur quatre sites ;
- Musée de la civilisation romaine ;
- Musée national étrusque de la villa Giulia (35 salles, le plus grand musée étrusque du monde) ;
- Musées du Capitole, ouverts en 1471, les plus vieux musées du monde ; leur annexe, la Centrale Montemartini ;
- Galerie Borghèse ;
- Galerie nationale d'art ancien ;
- Galerie Doria-Pamphilj ;
- Galerie nationale d'art moderne ;
- MAXXI - musée national des arts du XXIe siècle ;
- Musée d'Art contemporain (MACRo) ;
- Musée des Mathématiques ;
- Musée des voitures anciennes ;
- Musée national du Palais de Venise.

### Bibliothèques et archives

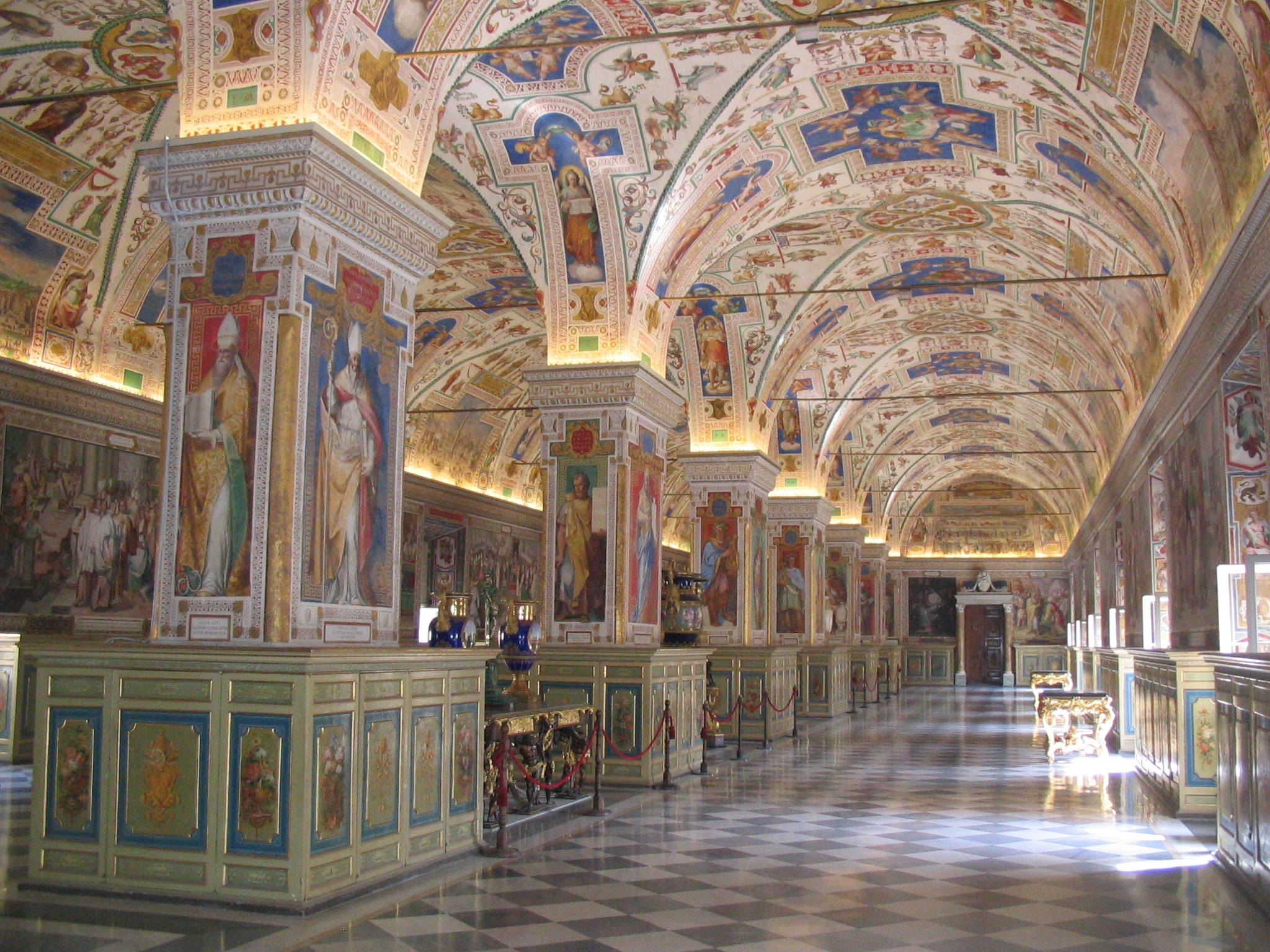
Bibliothèque apostolique du Vatican.

Rome abrite la Bibliothèque nationale centrale, chargée du dépôt légal : elle abrite environ 7 millions de volumes et est la plus grande bibliothèque italienne. Mais la bibliothèque de Rome la plus connue se trouve au Vatican : c'est la Bibliothèque apostolique du Vatican, l'une des plus anciennes du monde (1475), riche de plus de 1,6 million de volumes, célèbre dans le monde entier pour ses manuscrits et documents de grande valeur.
Les principales bibliothèques de Rome comprennent : la Biblioteca Angelica, ouverte en 1604 (200 000 volumes), première bibliothèque publique d'Italie ; la Biblioteca Vallicelliana (130 000 volumes), créée en 1565 ; la Biblioteca Casanatense (400 000 volumes), ouverte en 1701 ; la Biblioteca del Ministero degli Affari Esteri, spécialisée dans la diplomatie, les affaires étrangères et l'histoire moderne ; la Biblioteca dell'Istituto dell'Enciclopedia Italiana, fondée en 1925 ; la biblioteca di Archeologia e Storia del Arte, fondée en 1922 (370 000 volumes) ; la biblioteca Universitaria Alessandrina, fondée en 1667 (un million de volumes) ; la bibliothèque Don Bosco, une des plus grandes et des plus modernes de toutes les bibliothèques salésiennes ; la Biblioteca e Museo teatrale del Burcardo, un musée-bibliothèque spécialisé dans l'histoire du théâtre ; la Biblioteca della Società Geografica Italiana, basée à la Villa Celimontana et plus importante bibliothèque géographique d’Italie (et une des plus importantes d’Europe). Il existe également un grand nombre de bibliothèques spécialisées rattachées à divers instituts culturels étrangers à Rome, dont celles de l'Académie américaine de Rome, de l'Académie française de Rome et de la Biblioteca Hertziana (300 000 volumes) d'histoire de l'art, une bibliothèque allemande souvent réputée pour son excellence dans les domaines des arts et des sciences.
On y trouve enfin les archives Centrales de l'État, créées en 1875, logées dans le quartier de l'EUR, et les archives d'État de Rome, créées en 1871 (et abritées au palazzo della Sapienza).

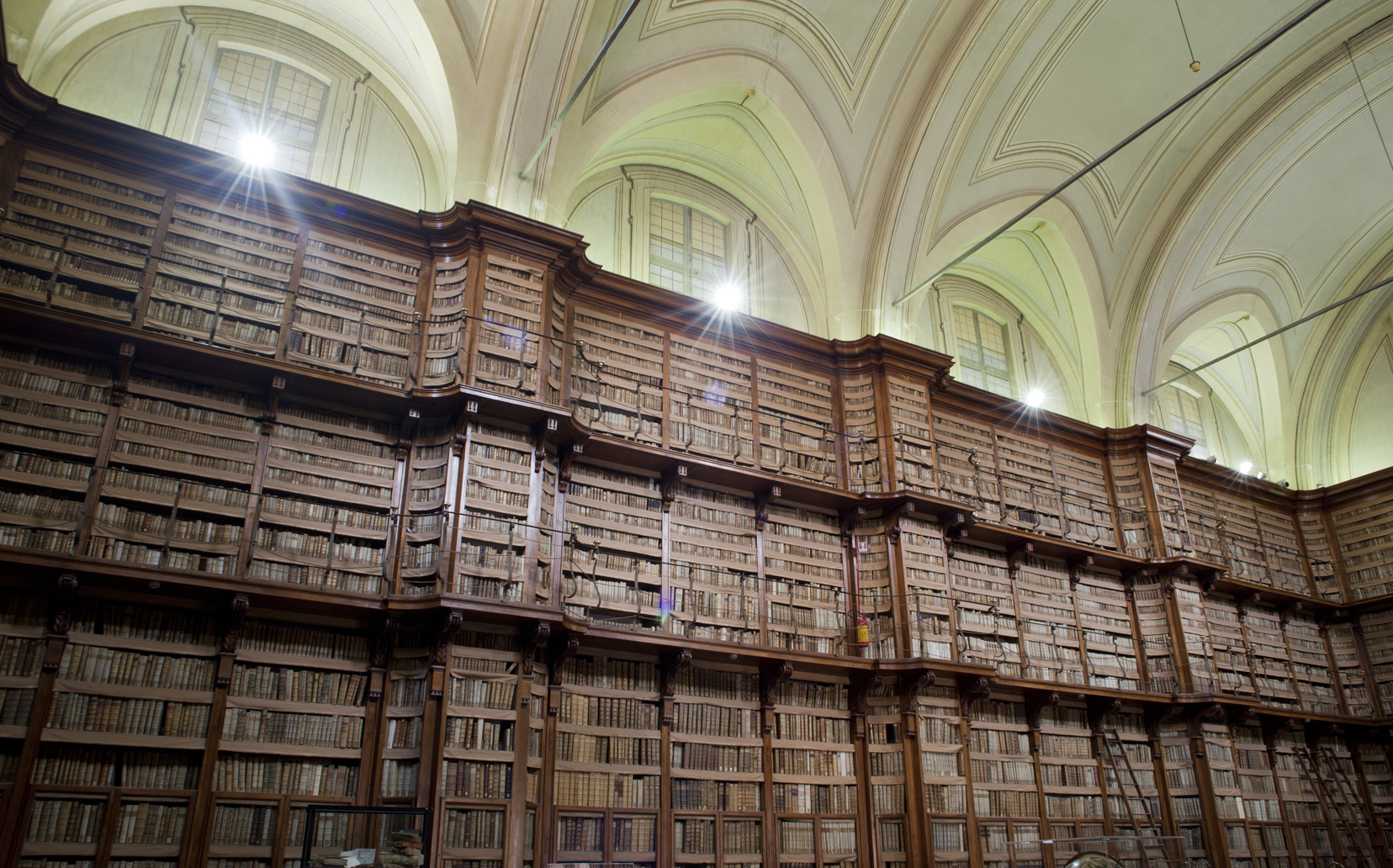
Biblioteca Angelica.
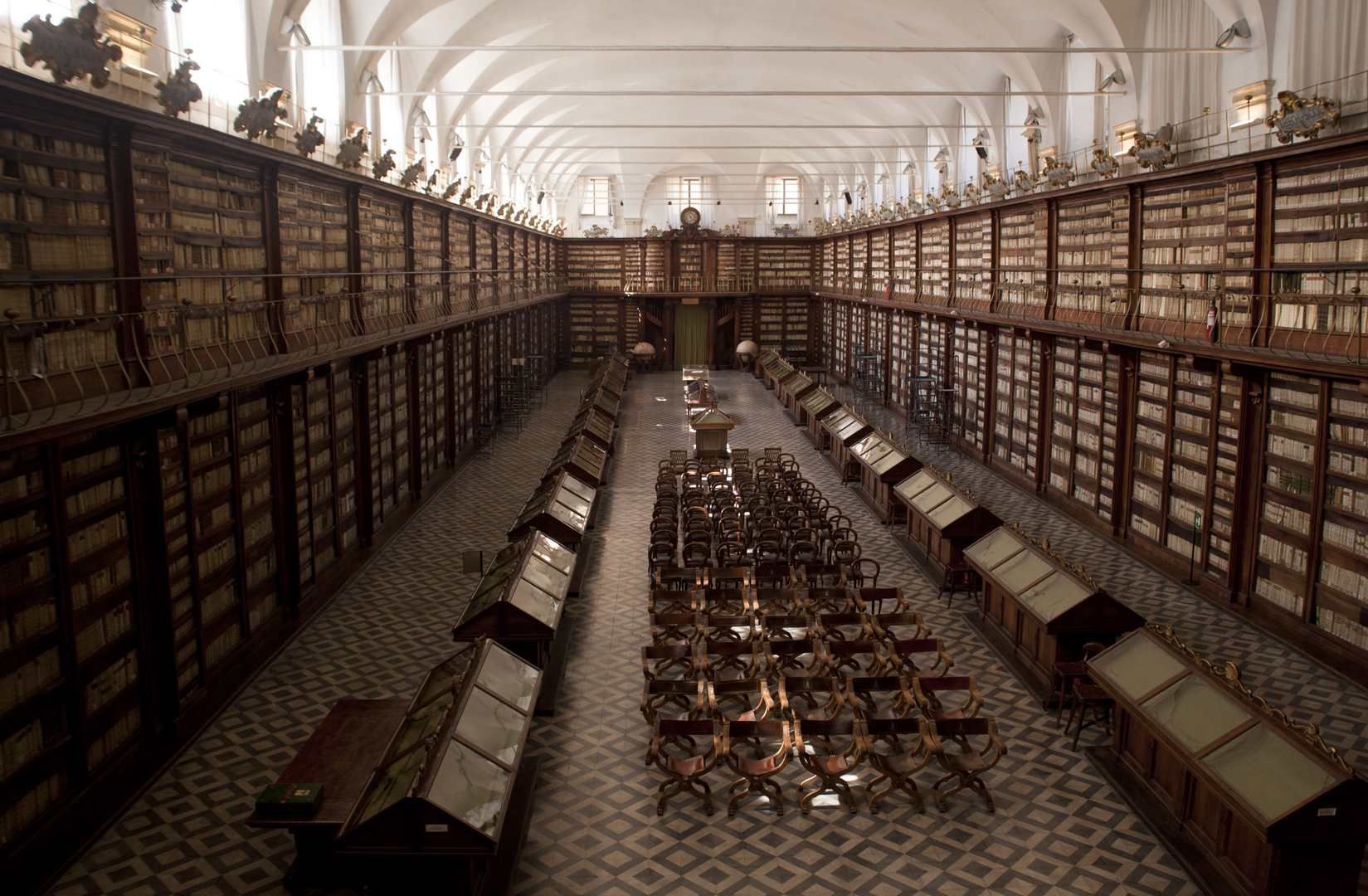
Bibliothèque Casanatense.
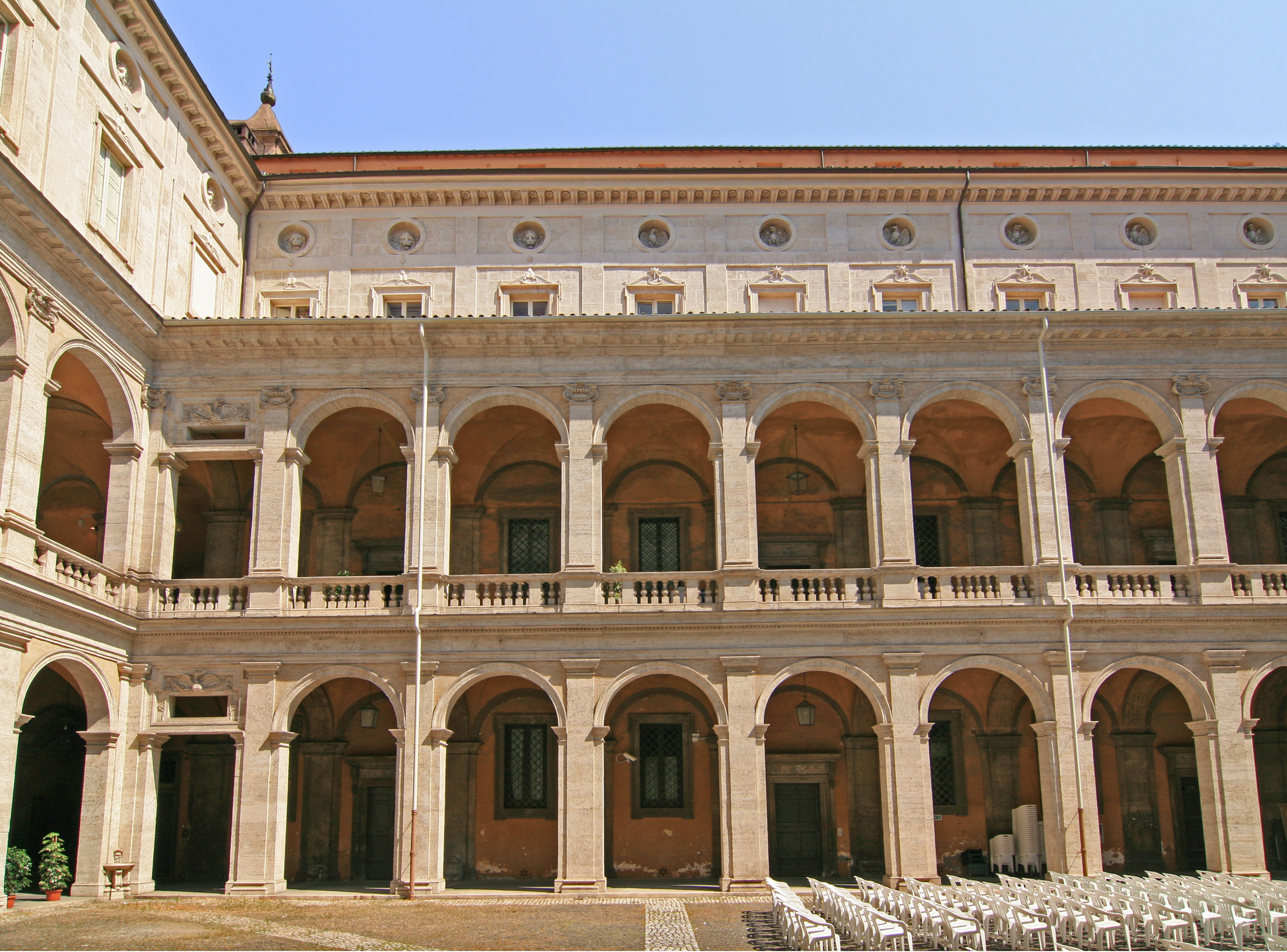
Archives d'État de Rome, palazzo della Sapienza.
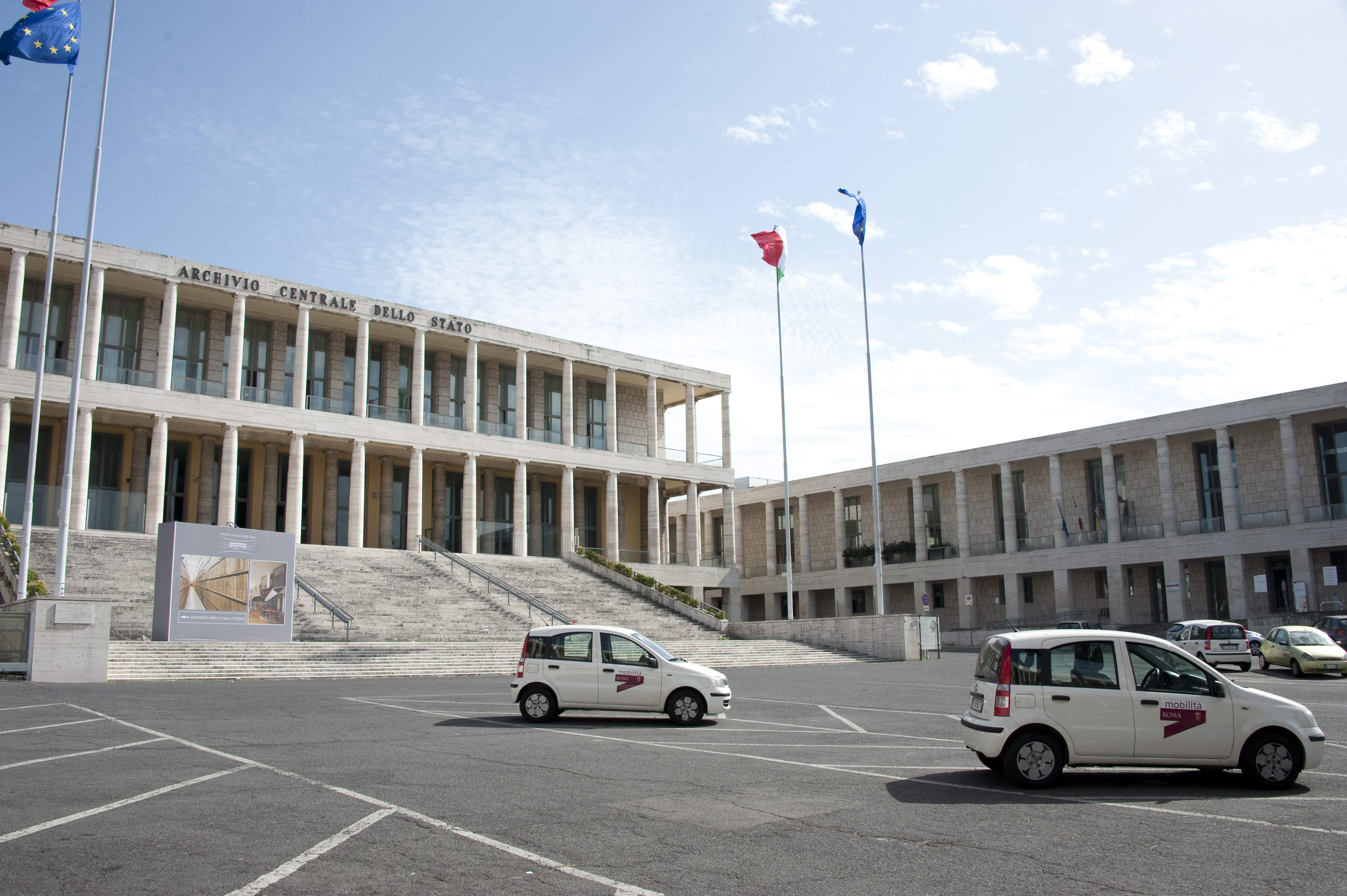
Archives centrales de l'État, EUR.

### Universités

Université La Sapienza.

Rome est un centre national pour les études supérieures. Elle possède 22 universités d'État ou privées et 24 universités pontificales, soit un total de 46 universités. Sa première université, La Sapienza, fondée en 1303, est l'une des plus anciennes d'Europe : elle est encore la plus grande d'Europe et la seconde du monde pour le nombre d'étudiants. Parmi les autres universités publiques, on peut citer Tor Vergata (1982) et Rome III (1992).
Rome comprend plusieurs universités et instituts pontificaux placés sous l'autorité du Saint-Siège, il s'agit de l'université pontificale grégorienne, fondée en 1551, de l'université pontificale Saint-Thomas-d'Aquin, entre autres. Parmi les universités privées se trouvent « LUMSA », l'université catholique du Sacré-Cœur, « LUISS », l’Istituto Europeo di Design, la John Cabot University, l'« Istituto Universitario di Scienze Motorie », la American University of Rome, le « Campus de Malte », la « S. Pio V University of Rome » et la « Università Campus Bio-Medico ». On trouve également à Rome le « Loyola University Chicago Rome Center » de l'université Loyola de Chicago.

### Académies et Instituts étrangers

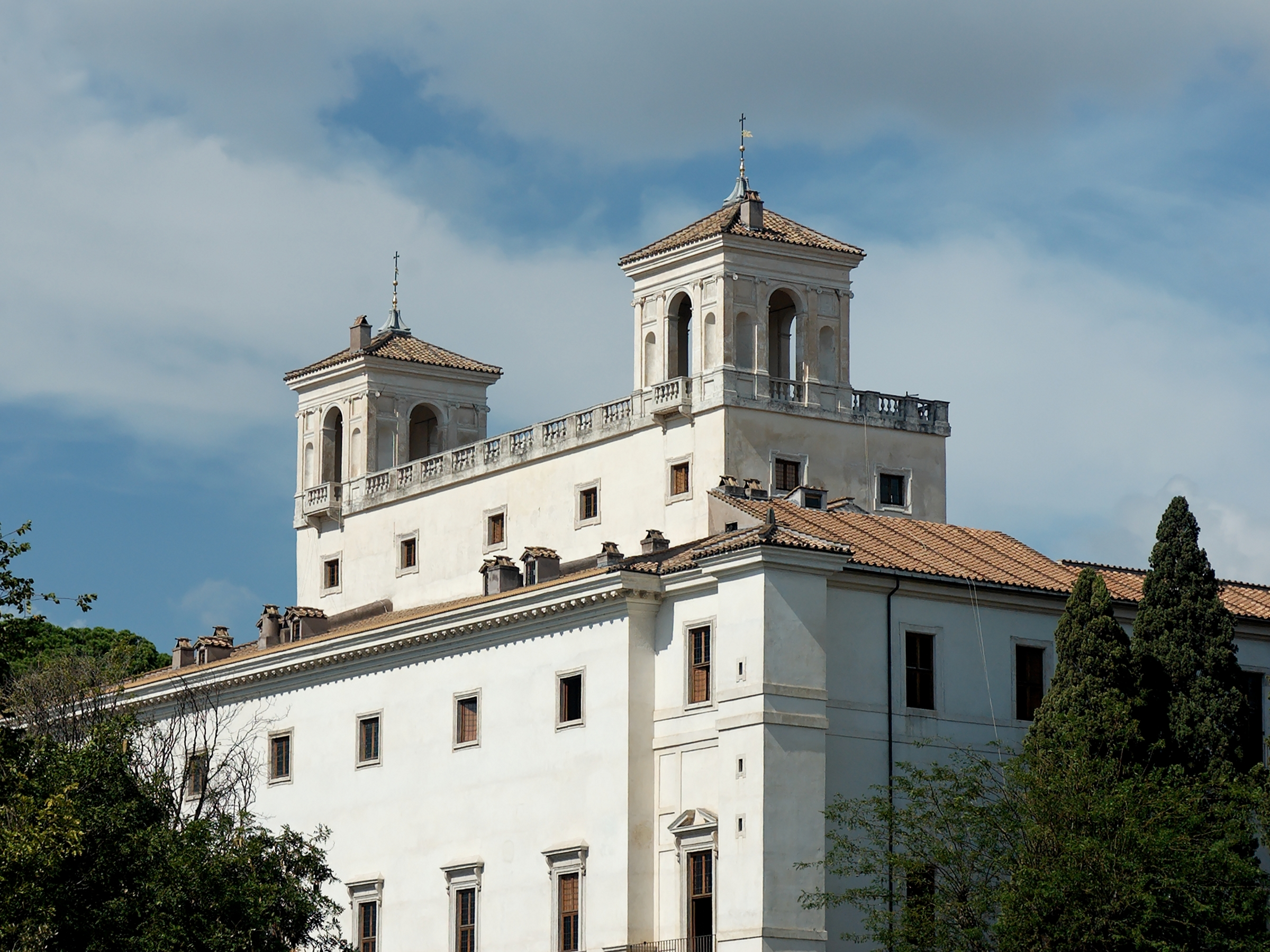
Académie de France à Rome, Villa Médicis.

La ville accueille de nombreuses académies et instituts étrangers. L'Académie de France est installée depuis 1803 dans la Villa Médicis, l'École française de Rome au palais Farnèse depuis 1875. L'Académie royale espagnole est basée depuis 1873 sur la colline du Janicule, non loin de l'American Academy in Rome (1913). Le prestigieux Institut Archéologique allemand de Rome, fondé en 1829, est l'établissement de recherche archéologique le plus ancien de Rome et l'un des plus vieux du monde. L'Allemagne possède également son grand centre culturel, la Deutsche Akademie Rom, à la Villa Massimo depuis 1910. Près de la villa Borghèse, on trouve la British School, fondée en 1901 et logée depuis 1916 dans un bâtiment néoclassique, ainsi que l'Académie de Roumanie, instituée en 1920, et l'Academia Belgica, ouverte en 1939. Enfin, la Villa Maraini est depuis 1949 le siège de l'Institut Suisse, fondé la même année.

### Musique

Auditorium Parco della Musica.

Rome est considérée comme le creuset de la musique sacrée. C'est le pape Grégoire le Grand qui établit au VIe siècle les principes du « chant grégorien ». Rome accueille l'Accademia Nazionale di Santa Cecilia (fondée en 1585), une des plus anciennes académies musicales du monde : l'orchestre symphonique de l'académie jouit encore aujourd'hui d'une réputation et d'une reconnaissance internationale. Elle se produit, entre autres, dans le récent Auditorium Parco della Musica, un des complexes musicaux les plus importants du monde. La ville compte aussi de nombreux clubs de jazz, et en juin 2005 a été inaugurée la Casa del Jazz.
La ville a été l'hôte du Concours Eurovision de la chanson 1991 et des MTV Europe Music Awards 2004.

### Théâtre

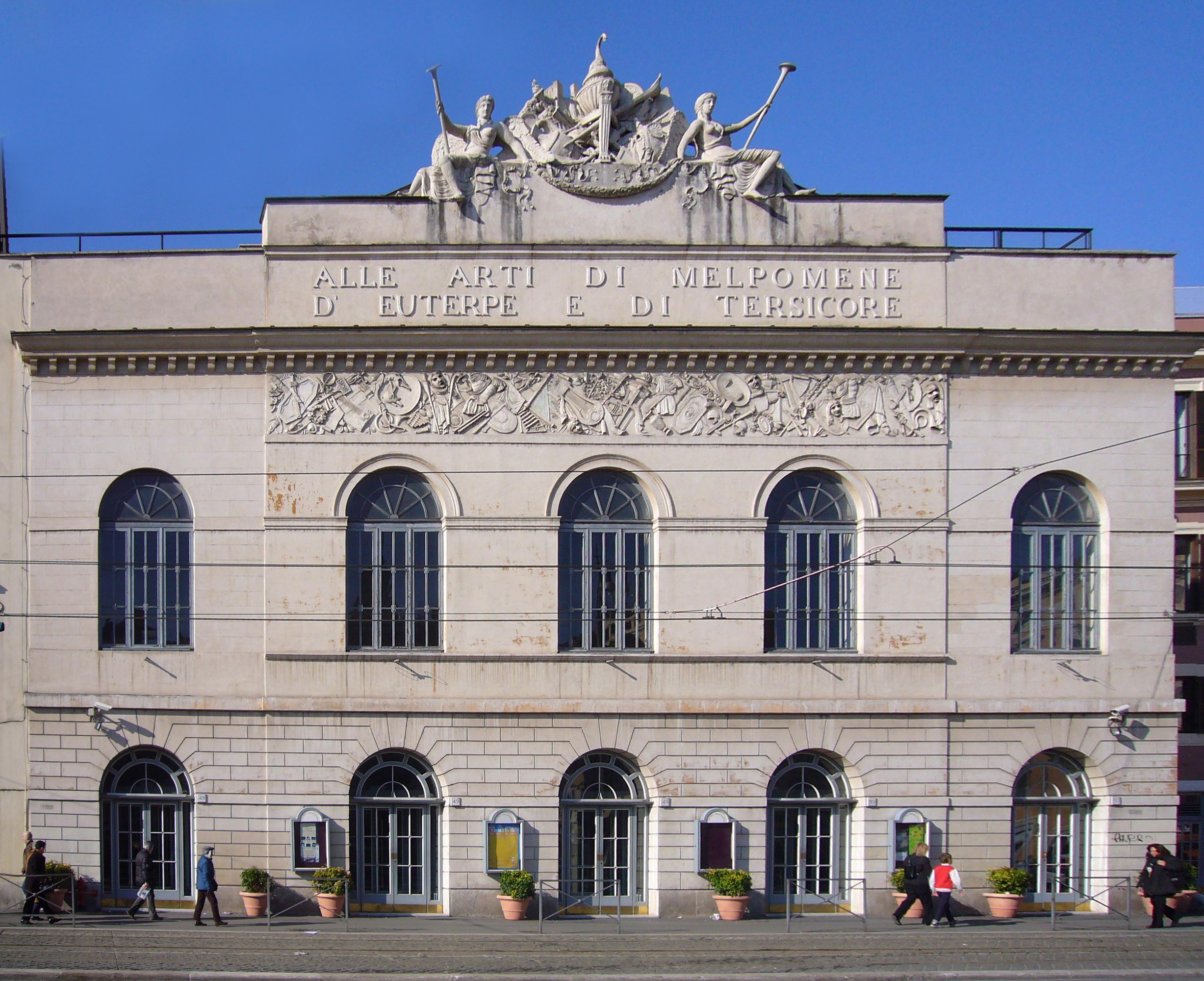
Teatro Argentina.

Rome présente une grande variété d'offre théâtrale. Parmi les théâtres les plus réputés, le Teatro Argentina (1732), le Teatro Valle (1727), le Teatro Eliseo, le Teatro Brancaccio, le Teatro Jovinelli, le Teatro Sistina, le Teatro Quirino, le Salone Margherita, le Théâtre du Lido ou encore le Théâtre Globe-Silvano Totti. Rome possède aussi son opéra, le Teatro dell'Opera di Roma. Bien que Rome ait été moins importante pour l’histoire de l’opéra que Venise, Naples et Milan, en particulier aux XVIIIe et XIXe siècles, certains des opéras les plus célèbres ont été créés dans les théâtres romains, notamment Le Barbier de Séville de Rossini (au Teatro Argentina en 1816), Il trovatore de Verdi (Teatro Apollo, 1853) et Un ballo in maschera (Teatro Apollo, 1859) ou Tosca de Puccini (Teatro Costanzi, 1900) – l’action de ce dernier se déroule également à Rome, dont le Castel Sant’Angelo.

### Cinéma
Rome est l'une des capitales mondiales du cinéma. Elle possède son grand complexe de studios cinématographiques, Cinecittà, la capitale du Cinéma italien, fondée en 1937 et où sont tournés des films à gros budget. À partir de 1945, avec Rome, ville ouverte, de Roberto Rossellini, les metteurs en scène italiens d'après-guerre ont été contraints de tourner leurs films à ciel ouvert, dans les rues et sur les places, car les studios de Cinecittà avaient été bombardés : c'est ainsi qu'est né le néoréalisme à l'italienne. Dans les années 1950 et 1960, Rome est devenue pour les producteurs américains la « Hollywood-sur-Tibre » : y ont notamment été tournés de grands péplums ayant marqué l'histoire du cinéma, comme Ben Hur, Cléopâtre, Quo Vadis ? ou encore Spartacus et Gladiator. C'est à Cinecittà également qu'un nouveau genre, le « western spaghetti », a vu le jour dans les années 1960, avec pour chef de file Sergio Leone. Federico Fellini y a tourné nombre de ses films. Plus récemment, Martin Scorsese a choisi les studios pour filmer Gangs of New York (2002), Mel Gibson y a réalisé La Passion du Christ en 2004 et le film Anges et Démons de Ron Howard (2009) avait la ville pour cadre. La série Rome de HBO/BBC y a été tournée, ainsi que le livre 6 de la série Kaamelott. Les studios ont reconstitué les décors du Vatican pour les tournages de la série de Paolo Sorrentino The Young Pope (2016) et sa suite The New Pope (2019).
Tous les ans, depuis 2006, se déroule en automne le Festival International du Film de Rome. Le Centro Sperimentale di Cinematografia, fondé en 1935, est l'une des plus anciennes écoles de cinéma du monde.
Quelques films sur Rome :

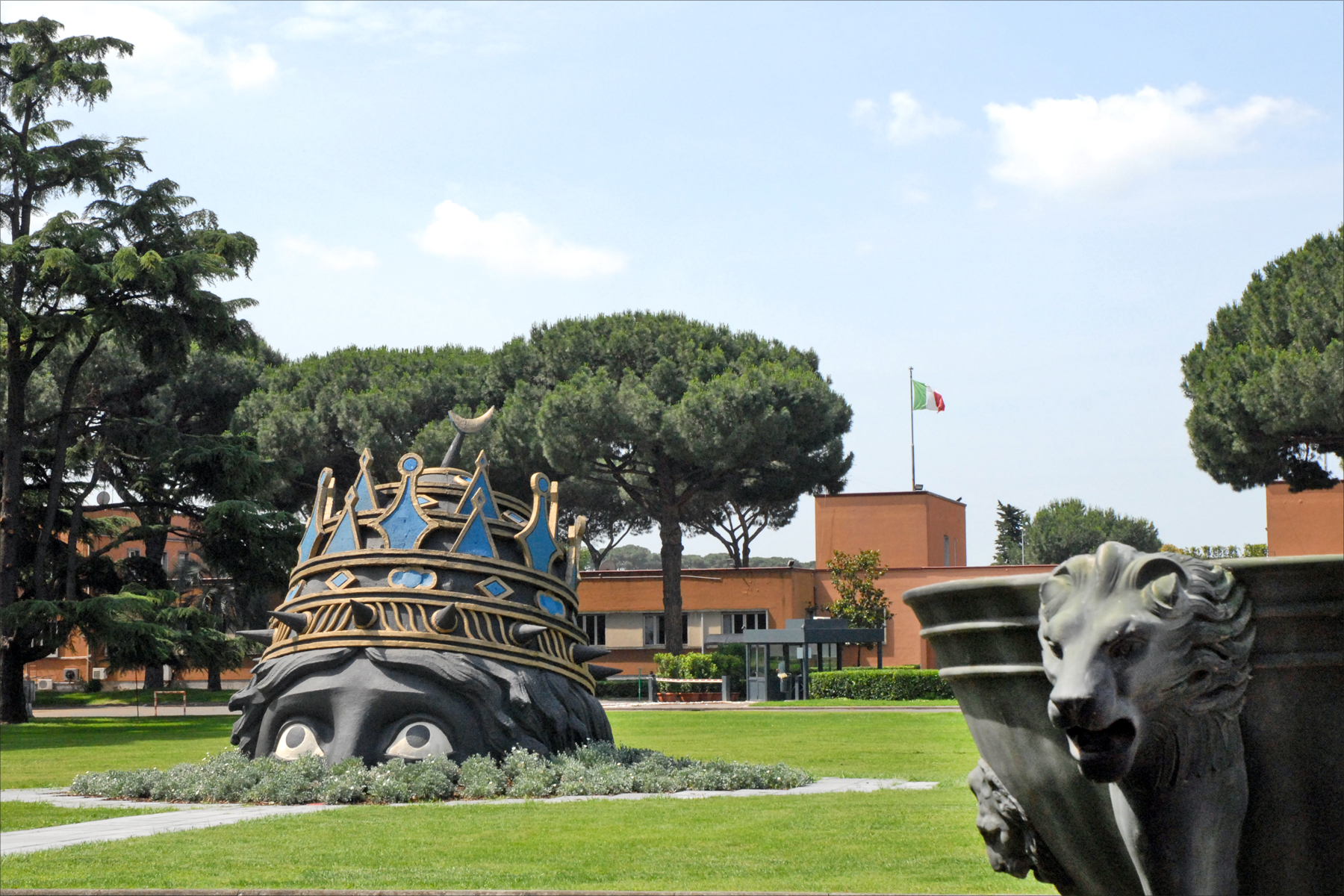
Décors de Cinecittà.

- Rome, ville ouverte (1945), de Roberto Rossellini ;
- Le Voleur de bicyclette (1948), de Vittorio De Sica ;
- Vacances Romaines (1953), de William Wyler ;
- Pauvres mais beaux (1958), de Dino Risi ;
- La Dolce Vita (1960), de Federico Fellini ;
- Fellini Roma (1972), de Federico Fellini ;
- Nous nous sommes tant aimés (1974), d'Ettore Scola ;
- Une journée particulière (1977), d'Ettore Scola ;
- Journal Intime (1994), de Nanni Moretti ;
- Romanzo criminale (2006), de Michele Placido ;
- Mission impossible 3 (2006), de J. J. Abrams ;
- Anges et Démons (2009), de Ron Howard ;
- Habemus Papam (2011), de Nanni Moretti ;
- To Rome with Love (2012), de Woody Allen ;
- La grande bellezza (2013), de Paolo Sorrentino ;
- 007 Spectre (2015), de Sam Mendes ;
- American Assassin (2017), de Michael Cuesta ;
- Les Deux Papes (2019), de Fernando Meirelles ;
- Mission impossible : Dead Reckoning (2023), de Christopher McQuarrie.

### Cuisine

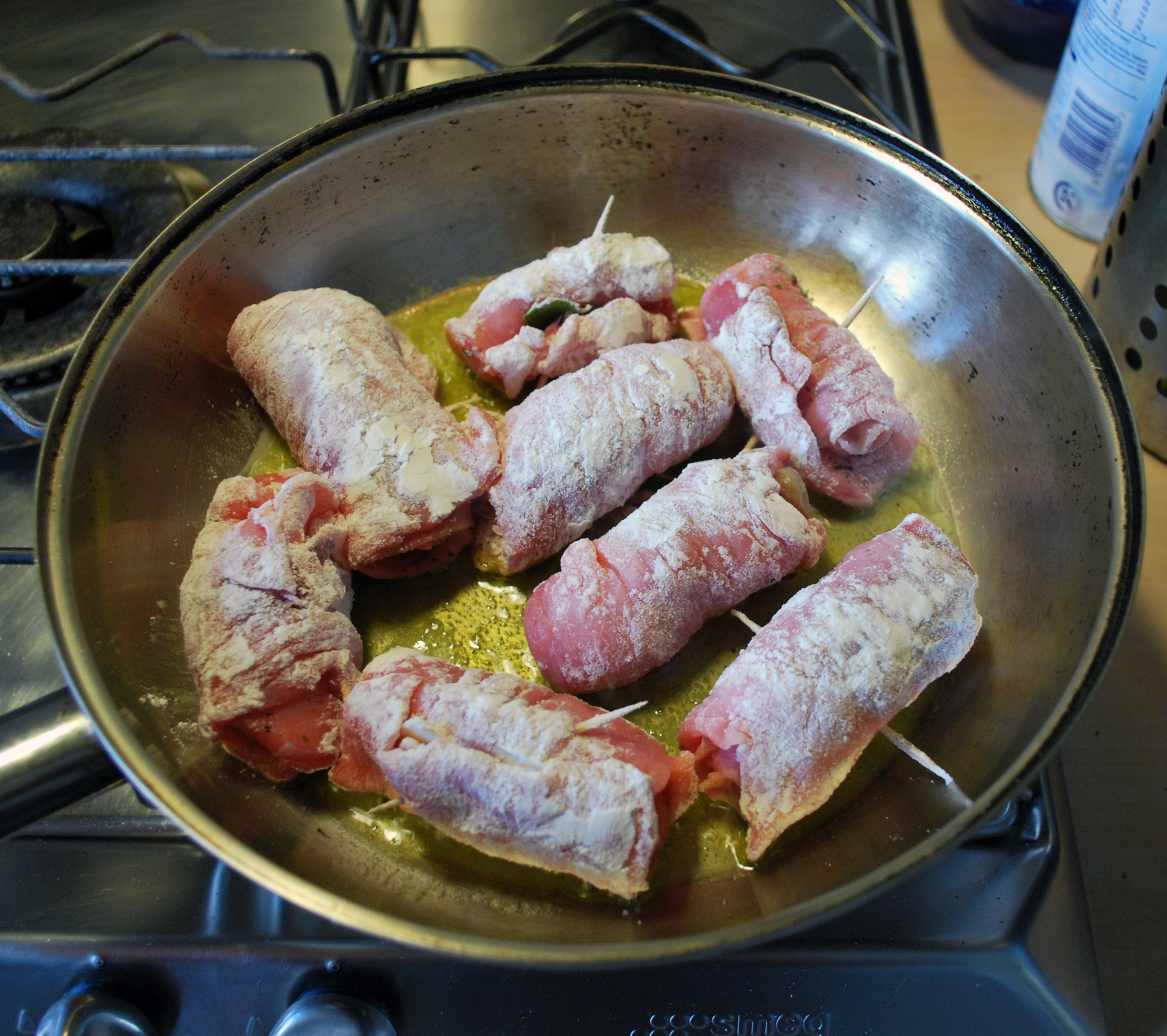
Saltimbocca alla Romana.

Rome a une gastronomie riche, ancienne et bien à elle. La cuisine romaine traditionnelle se compose essentiellement d'aliments « pauvres » et de plats à base de céréales, légumes et viandes. C'est pourquoi on parle de « cucina povera », ce qui ne signifie pas que la cuisine soit pauvre mais que les ingrédients de base sont simples et rustiques : herbes aromatiques, huile, lard, jambon. La gastronomie romaine est très variée et savoureuse, et comprend nombre de spécialités à base de pâtes, de viande, d'abats (tripes), de poissons et beaucoup de recettes à base de légumes (artichauts...). La cuisine de la Rome antique, décrite dans le Satyricon de Pétrone et les recettes d'Apicius, était totalement différente et bien plus extravagante. À partir du Moyen Âge, la cuisine romaine se divise en deux catégories : la cuisine pontificale, consommée à la cour des Papes, et la cuisine populaire, à l'origine de celle de nos jours. Il est à noter l'importance des influences juives dans la gastronomie romaine, la communauté juive étant la plus ancienne d'Europe et préservant ses traditions culinaires (artichauts à la juive, agneau à la juive... ; nombreuses charcuteries ou pâtisseries).
Parmi les plats romains typiques servis dans les « trattorias » et autres « osterias ». Les plats de pâtes comprennet les spaghettis à la carbonara, bucatini all'amatriciana, et les pâtes à la Gricia (ces trois recettes ci-dessus sont toutes à base de Guanciale (joue de porc) et le fromage utilisé est le Pecorino Romano. D'autres plats de pâtes comprennent les pâtes « Cacio e pepe » (au fromage et poivre), les pennes all'Arrabbiata (sauce piquante), et le gnocchi alla romana (pâtes de semoule ou de pommes de terre).
Les plats de légumes comprennent les célèbres carciofi alla romana (artichauts à l'ail et aux herbes) et les carciofi alla Giudia (artichauts frits), la puntarelle (chicorée crue avec sauce à l'anchois), la pizza romana, peperoni alla romana (poivrons sautés avec de l'oignon), pomodori al riso (tomates au riz à la romaine).
Les plats de viande coprennent les plats à base d'agneau rôti, comme l'abbacchio alla Scottadito (côtelette d'agneau grillée), saltimbocca alla romana (escalope de veau roulée).
les plats de tripes et abats comprennent la trippa ou tripes à la romaine (aux tomates et aux herbes), coda alla vaccinara (ragoût de queue de bœuf), et la pajata (tripes d'agneau).
La Stracciatella (bouillon de viande aux œufs et parmesan) fait partie des soupes.
Pour les poissons et fruits de mer, Rome est spécialisée dans les calamars frits à la romaine, et la baccalà (morue).
Fromages : Pecorino romano. Desserts : Zuppa inglese (« soupe anglaise », appelée aussi charlotte russe). Antipasti : Suppli (croquettes de riz farcies de mozzarella et tomate).

### Fêtes et événements

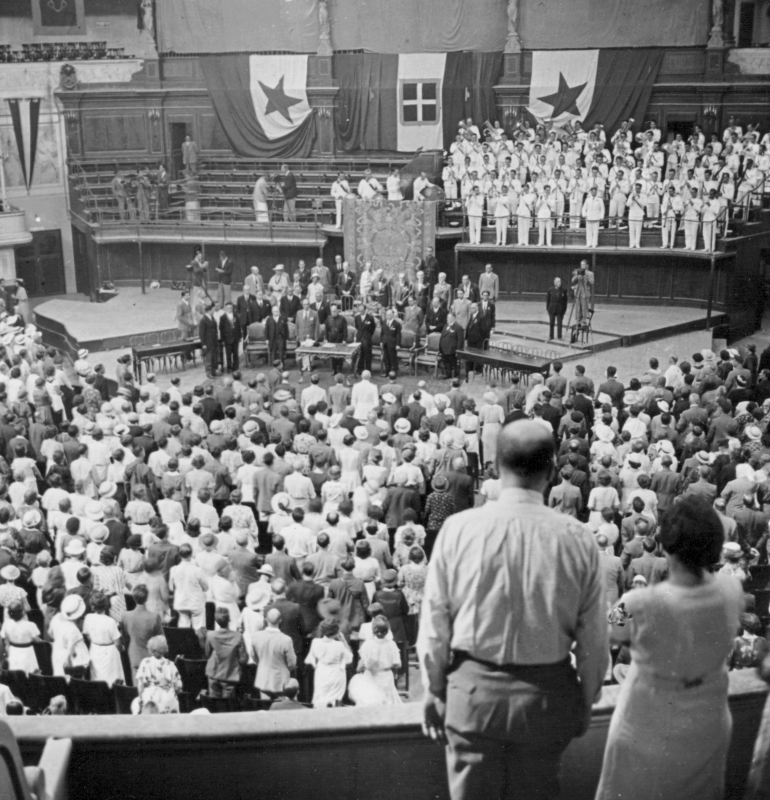
mondial d’espéranto, 1935.

En 1935, Rome accueille le 27e congrès mondial d’espéranto, auquel participent 1 442 personnes pendant toute une semaine.
- Nouvel An : le Pape adresse ses vœux à la foule place Saint Pierre
- Janvier : Biennale d'art internationale
- Février : Carnaval de Rome
- Mars/avril : chemin de Croix du Vendredi Saint, conduit par le Pape du Vatican jusqu'au Colisée
- Mars/avril : dimanche de Pâques : bénédiction du Pape place Saint Pierre
- Avril : fête du printemps : exposition d'azalées sur l'escalier de la Trinité des Monts
- 21 avril : naissance de Rome (Natale a Roma) : feux d'artifice et fêtes au Capitole commémorant la fondation mythique de la ville par Romulus en - 753 av. J.-C.
- Fin mai : concours hippique International (parc Villa Borghèse)
- Fin mai : internationaux d'Italie de Tennis (Foro Italico)
- 2 juin : fête de la République : parade militaire
- Juin : Roma Jazz Festival (Foro Italico ou Auditorium Parco della Musica)
- Juin : meeting d'athlétisme Golden Gala au stade olympique
- 29 juin : fête des Saints Pierre et Paul, la plus prestigieuse des fêtes religieuses romaines
- Juillet : festival Roma Europa (villa Médicis) : concerts, danse et théâtre
- Juillet : Show Alta Moda (place d'Espagne) : grand défilé de haute couture sur les escaliers de la Trinité des Monts[97]
- 14 juillet : fête Nationale Française au Palais Farnèse
- Du 15 au 30 juillet : Festa de Noantri (fête populaire dans le quartier du Trastevere)
- Juillet-août : Estate Romana[98] : concerts de musique et manifestations diverses à travers la ville (notamment Thermes de Caracalla)[99]
- Mi-septembre : la Notte Bianca : nuit Blanche, les sites culturels restent ouverts toute la nuit
- Automne : Festival international du film de Rome[100]
- 31 décembre : messes de Minuit

### Média
La ville est le siège de la RAI, principal groupe de chaînes de télévision publique en Italie. Les principaux journaux de la ville sont La Repubblica (deuxième journal du pays), L'Osservatore Romano, l'édition locale de Metro International, Il Messaggero, Il manifesto et L'Unità.
Les chaînes de radio principales sont Radio Capital, Radio CNR, Radio Deejay (centre), Radio Dimensione Suono, Radio Dimensione Suono Roma, Radio Globo, Radio Italia, Radio Rock, Radio Radicale, Radio Radio, Radio Vatican et Radio 24 (centre).

### Sport

#### Évènements sportifs

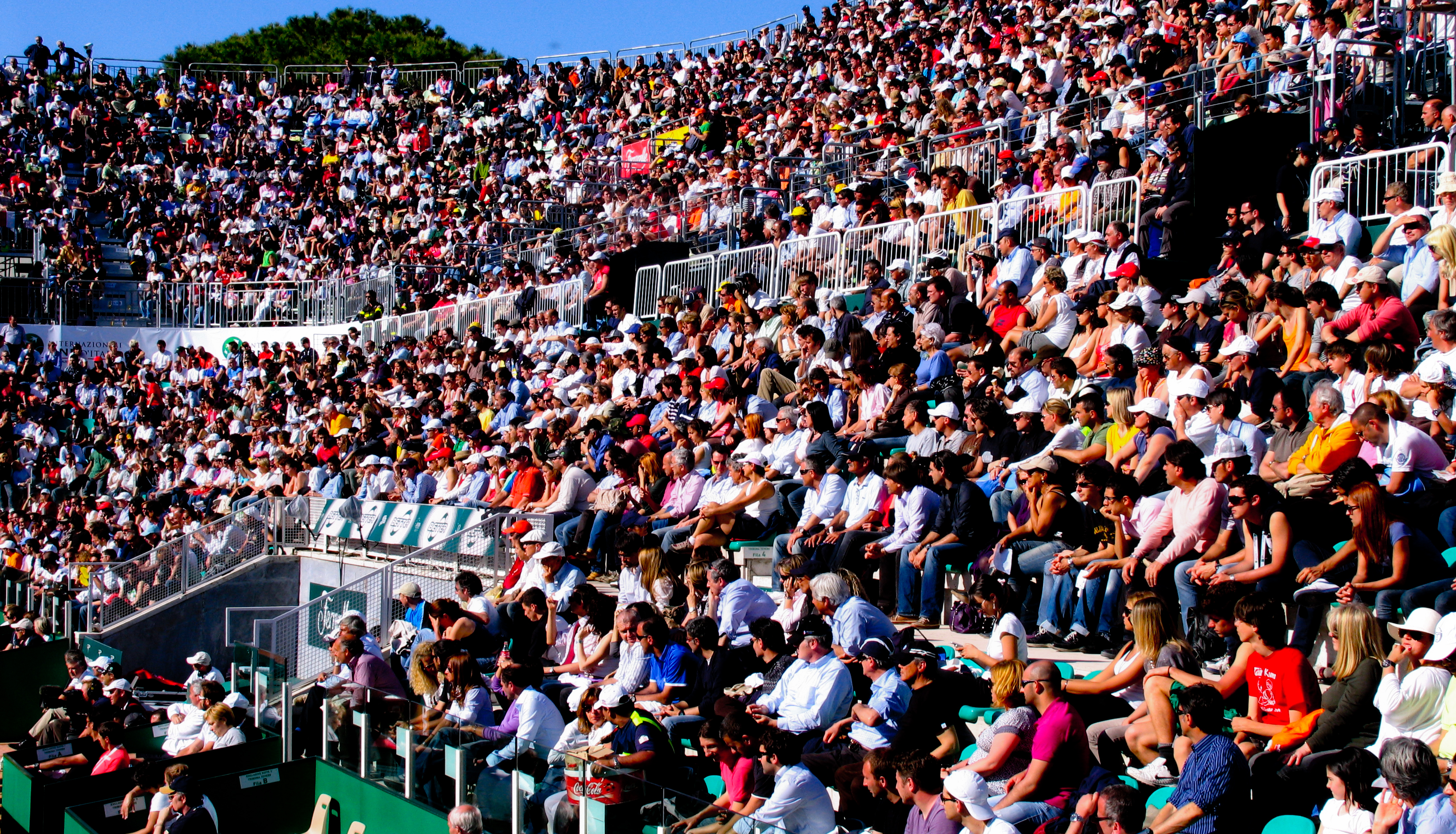
Masters de tennis au Foro Italico.

Rome est la ville hôte des Jeux olympiques d'été de 1960. Elle est officiellement candidate pour recevoir les Jeux olympiques d'été de 2024, avant de renoncer. En 1998, la ville accueille les troisièmes Jeux équestres mondiaux.
En football, la rivalité entre l'AS Roma et la SS Lazio est l'une des plus fortes au monde.
En athlétisme, le meeting de Rome « Golden Gala », disputé depuis 1980, fait partie des grandes épreuves mondiales de la Diamond League. En natation, le Trofeo Settecolli est depuis 1963 le plus ancien meeting international au monde. Le marathon de Rome se déroule chaque année depuis 1995. En tennis, le Masters de Rome, l'un des plus importants tournois sur terre battue, se tient tous les ans depuis 1930 sur la terre battue du Foro Italico. En cyclisme, la Ville éternelle a accueilli à plusieurs reprises l'arrivée du Tour d'Italie. Les matchs de l'Équipe d'Italie de rugby à XV (depuis son entrée dans le tournoi des VI Nations en 2000) se déroulent chaque année à Rome, au stade Flaminio ou au Stade Olympique.

#### Principaux clubs sportifs
| Club                             | Sport       | Fondé en | Ligue      | Stade                        | Entraîneur        |
| -------------------------------- | ----------- | -------- | ---------- | ---------------------------- | ----------------- |
| SS Lazio                         | Football    | 1900     | Serie A    | Stadio Olimpico              | Maurizio Sarri    |
| AS Rome                          | Football    | 1927     | Serie A    | Stadio Olimpico              | José Mourinho     |
| Pallacanestro Virtus Rome        | Basket-ball | 1960     | Serie A    | PalaLottomatica              | Sašo Filipovski   |
| SSD Santa Lucia Sport Rome       | Handibasket | 1978     | Serie A    | Santa Lucia Rev Center       |                   |
| Lottomatica Elecom Sport Rome    | Handibasket | 2000     | Serie A    |                              |                   |
| Polisportiva SS Lazio Rugby 1927 | Rugby à XV  | 1927     | Eccellenza | Centre sportif Giulio-Onesti | Roberto Esposito  |
| Fiamme Oro Rugby                 | Rugby à XV  | 1955     | Eccellenza | Stadio S. Gelsamini          | Sven Valsecchi    |
| Rome Volley                      | Volley-ball | 2006     | A 1        | Palazzetto dello Sport       | Roberto Serniotti |

#### Équipements sportifs

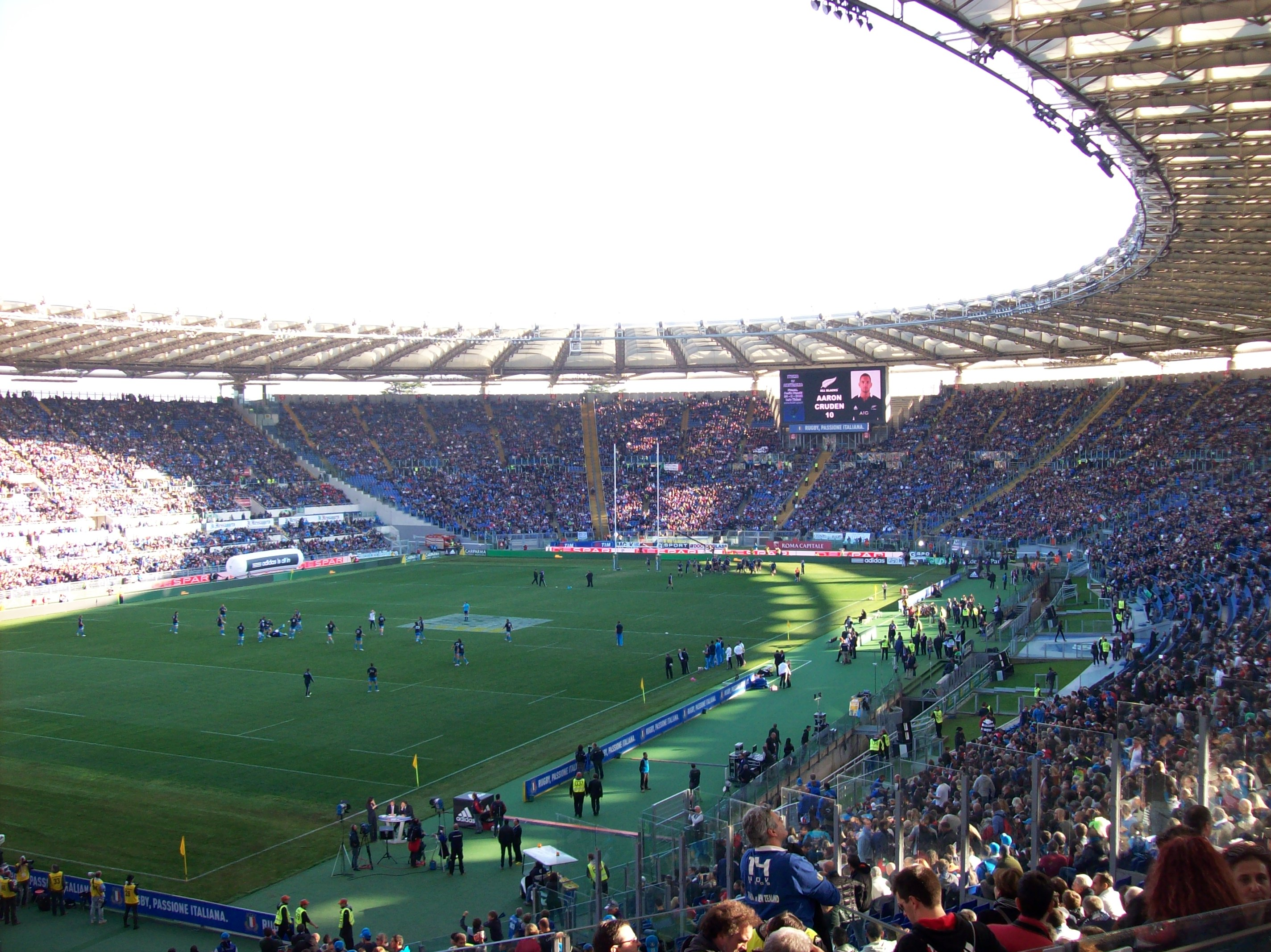
Stade olympique.

- Stade olympique, construit en 1953 pour les Jeux olympiques de 1960. Il compte 75 000 places et héberge les deux clubs de football de la ville : l'AS Roma et la SS Lazio ;
- Complexe sportif du Foro Italico :
  - Stade des Marbres, stade d'athlétisme de 20 000 places bâti en 1932, célèbre pour ses statues d'athlètes en marbre,
  - stade nautique, qui a accueilli les épreuves olympiques en 1960,
  - Stade de tennis de Rome, avec plusieurs courts de tennis en terre battue, qui accueillent chaque année depuis 1930 les Internationaux d'Italie, ou tournoi de Rome (Masters 1000), l'un des plus importants tournois sur terre battue ;
- Stade Flaminio (30 000 places), construit en 1959, qui accueille des matchs de football et de rugby ;
- Salle omnisports Palalottomatica (1960), d'une capacité de 11 000 spectateurs ;
- Palazzetto dello Sport, construit en 1957 et pouvant accueillir 4 000 personnes.

Rome abrite deux hippodromes : l'hippodrome della Capanelle (Derby Italien, prix du Président de la République) et l'hippodrome di Tor di Vella (Gala international du Trot).

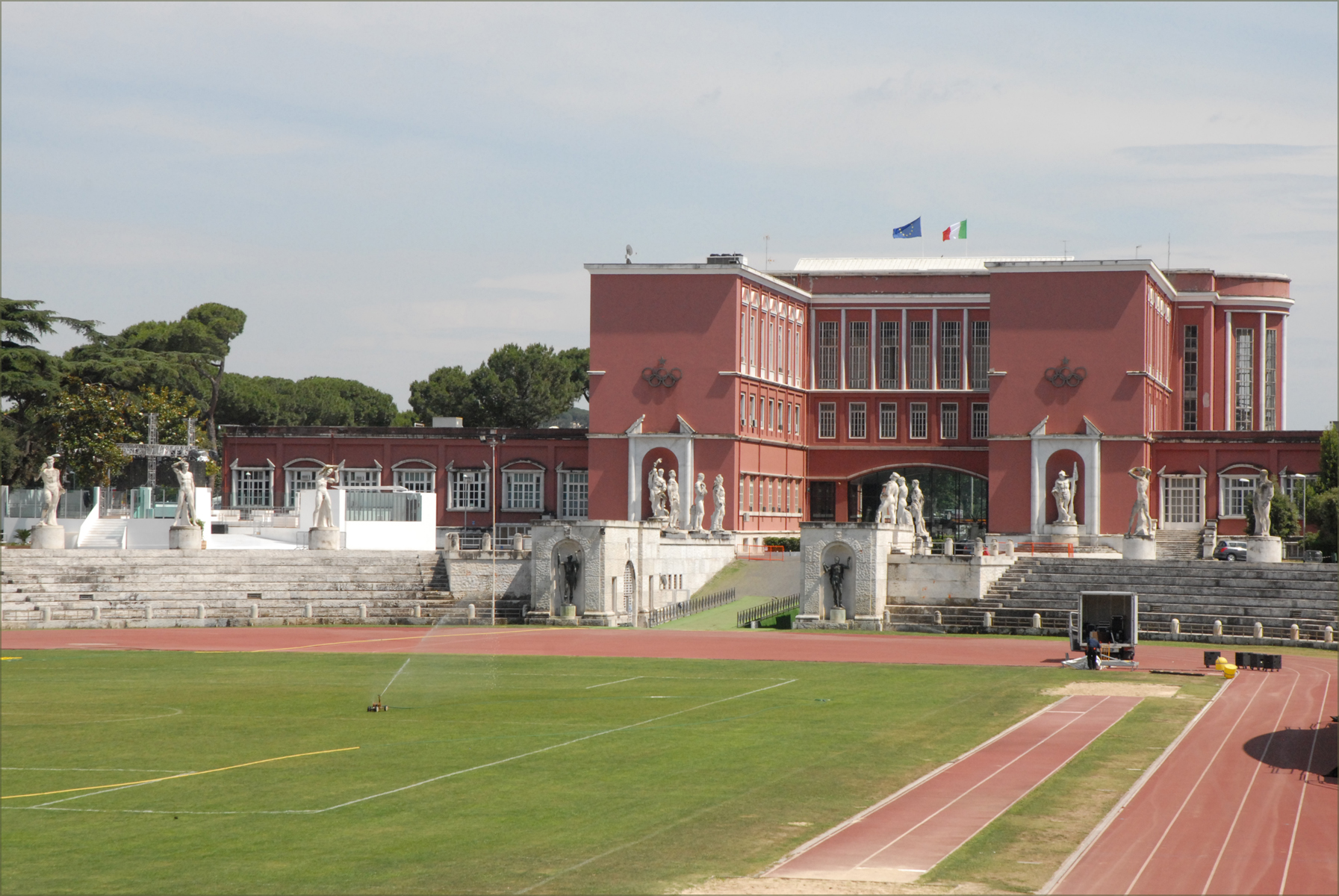
Foro Italico.
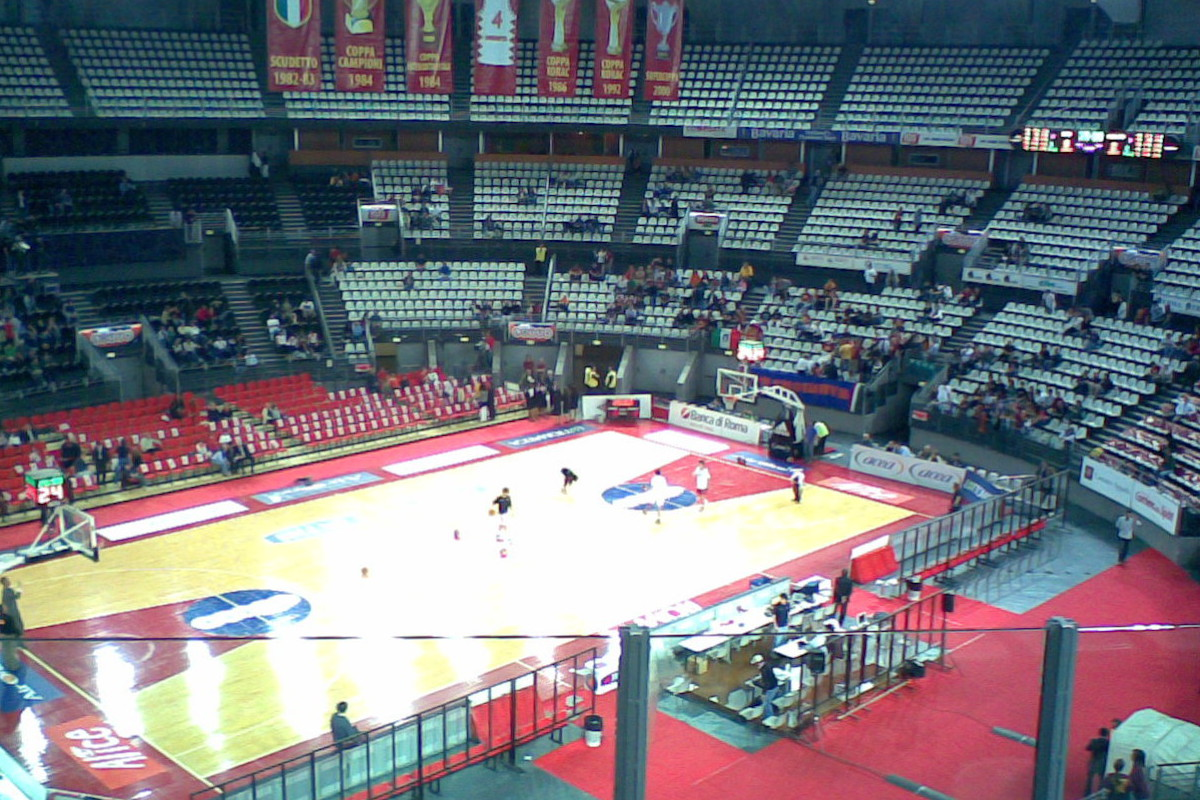
Palalottomatica.
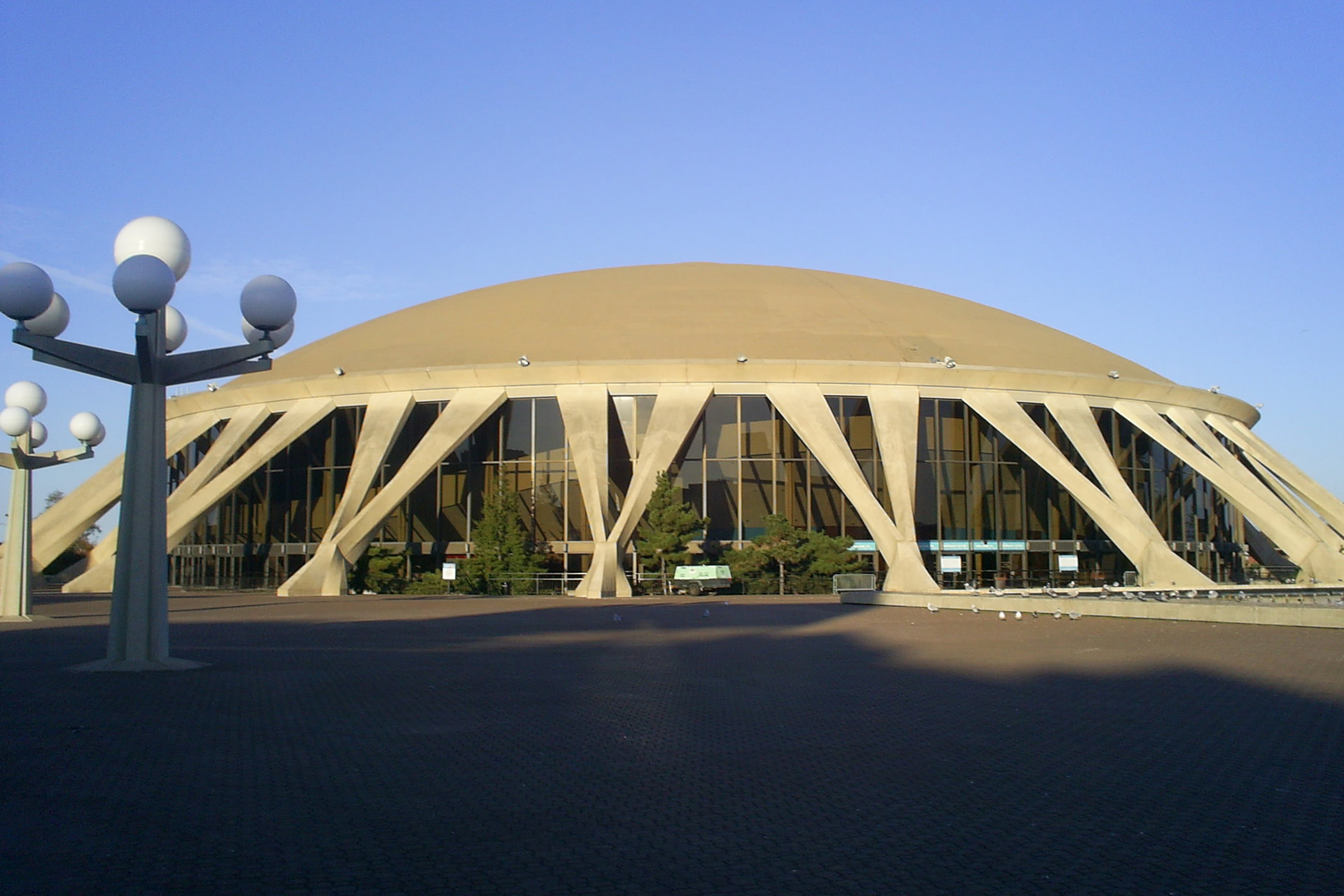
Palazzetto dello Sport.
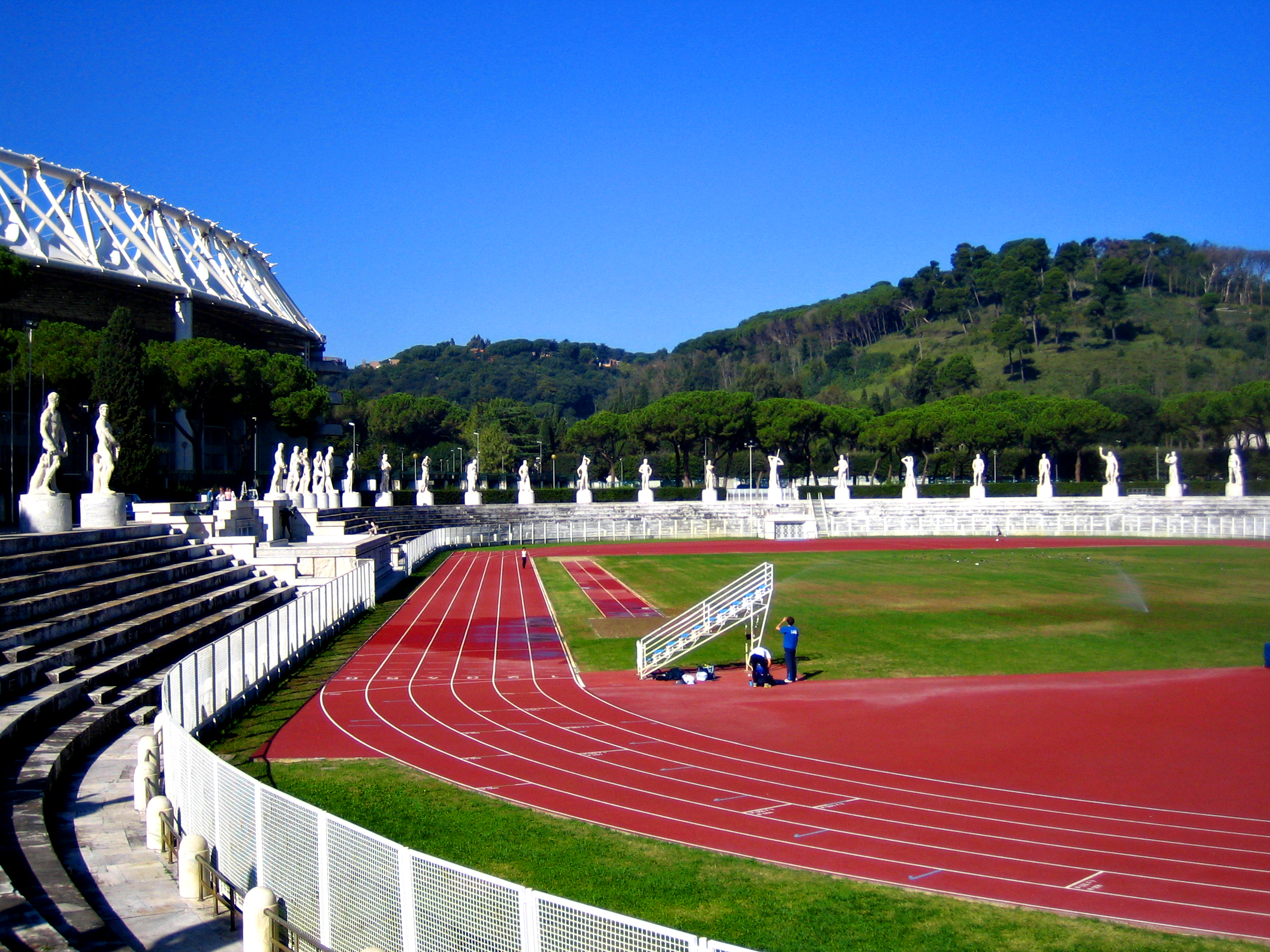
Stade des Marbres.
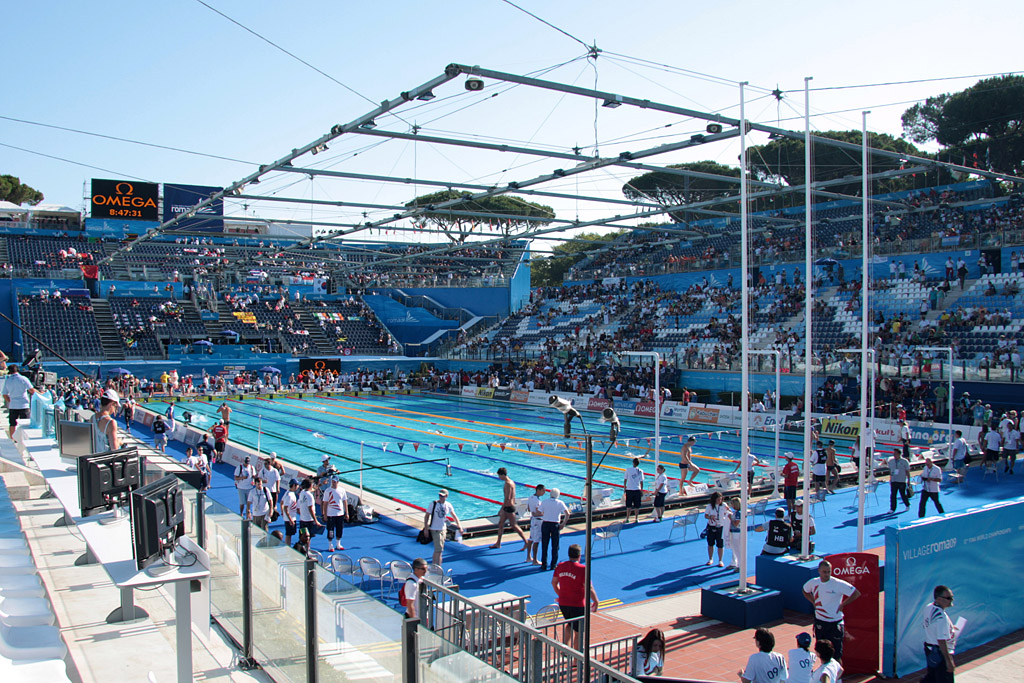
Stade nautique.

## Tourisme

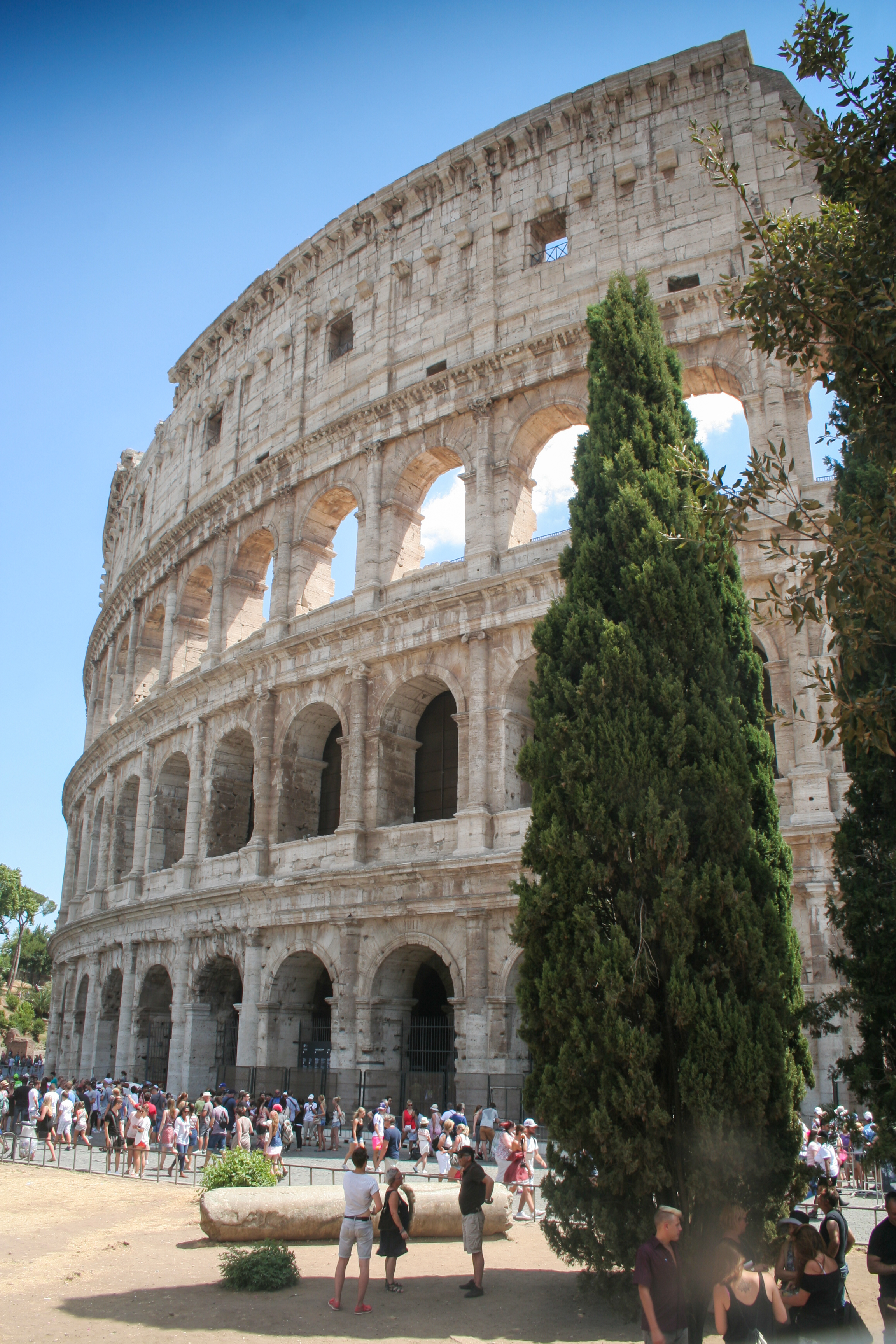
Le Colisée est l'un des lieux les plus visités du monde.

Rome est une des plus importantes destinations touristiques du monde, et ce depuis des siècles. Depuis le Moyen Âge, le siège de la papauté et le pèlerinage de Rome en font un lieu incontournable pour les chrétiens du monde entier.
À la fin du XVIIIe siècle et jusqu'au milieu du XIXe siècle, les jeunes gens de bonne famille la visitaient dans le cadre de leur «Grand Tour ». Aujourd'hui, elle fait partie des dix premières villes les plus visitées au monde, et est la 3e ville la plus visitée de l'Union européenne, après Paris et Londres, avec plus de 10 millions de visiteurs étrangers chaque année, chiffre pouvant doubler lors des Années Saintes.
Ce succès est dû à l'immense patrimoine de la ville, ses sites archéologiques, ses monuments et trésors artistiques, mais aussi à la beauté de ses vues panoramiques, au caractère théâtral de ses places, aux chaudes couleurs ocre de ses bâtiments ou encore à la majesté de ses parcs. Le Colisée et les musées du Vatican font partie des lieux les plus visités du monde. La ville peut se targuer d'être à la fois un des plus grands centres archéologiques du monde, un des centres historiques urbains les plus étendus et un lieu de pèlerinage religieux majeur. C'est pourquoi l'UNESCO classe en 1980 le centre historique de la ville au patrimoine mondial de l'humanité, ainsi que le Vatican et les propriétés du Saint Siège à Rome.
Le concept à la mode du « Week-end à Rome », chanté dans les années 1980 par le français Étienne Daho est remis en cause au début du XXIe siècle et surtout dans les années 2020, qui voient les villes italiennes songer à s'engager dans le concept de tourisme durable. Selon Philippe Gloaguen, directeur du Guide du routard, le tourisme durable évolue dans le sens de voyages éco-responsables, et « vers la fin des voyages de deux jours à Rome ou Cracovie en avion ».

## Économie

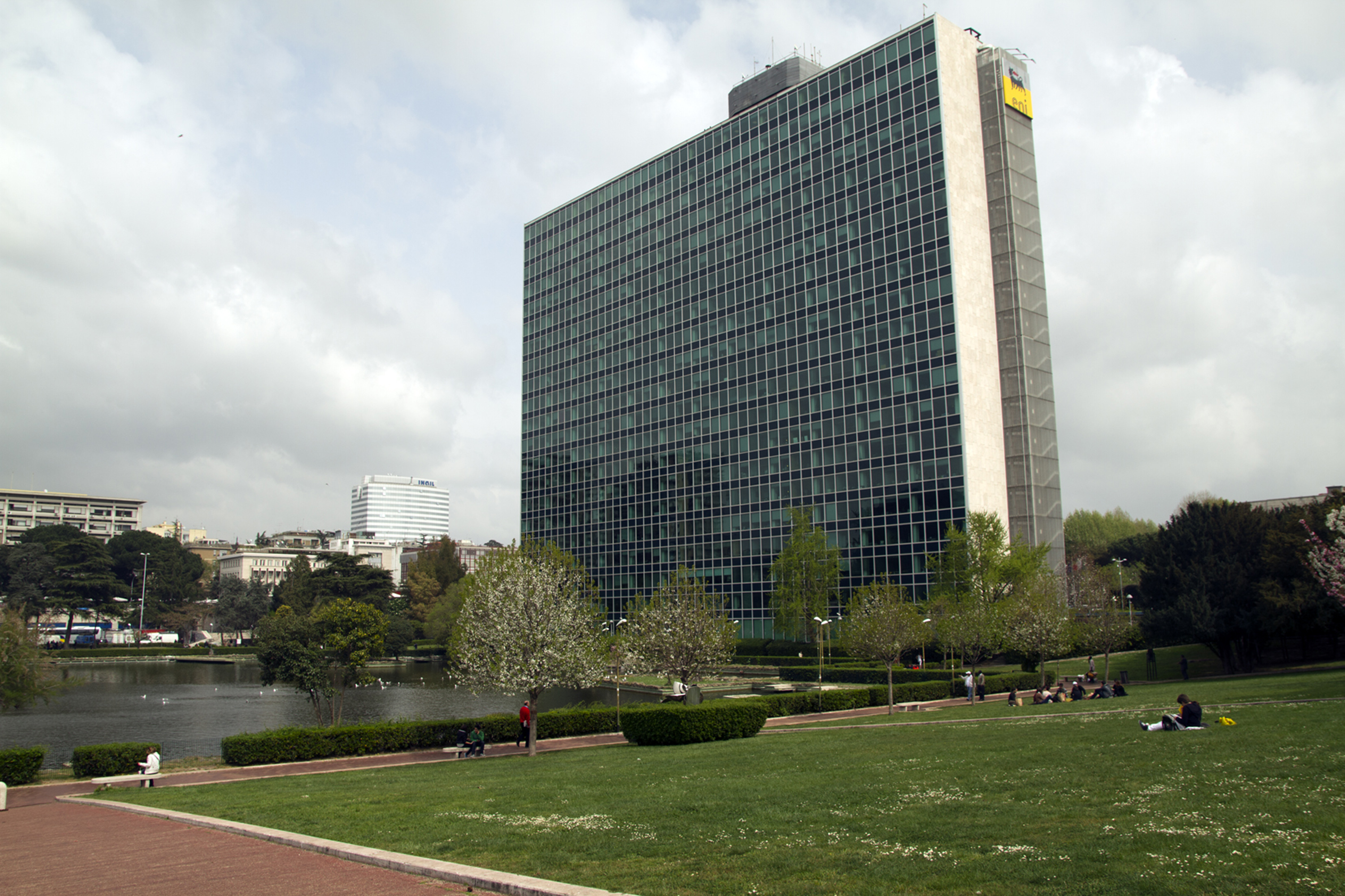
Siège de l'ENI, quartier de l'EUR.

L'économie de Rome est caractérisée par l'absence d'industries lourdes et repose largement sur le secteur des services. Une particularité est que la ville est la plus grande commune agricole d'Europe, avec 50 000 hectares cultivés, soit près de 40 % de sa surface totale. Aujourd'hui, Rome possède une économie dynamique et diversifiée dans les technologies et les communications. Le secteur des services est prospère. Il produit 6,7 % du PIB national (plus que toute autre ville en Italie). L'activité de Rome croît de 4,4 % annuellement et continue à se développer à un taux plus élevé que dans le reste du pays.
Le tourisme est une des industries clés de Rome, employant de nombreuses personnes et comptant pour 12 % du PIB de la ville. Rome est également le centre de l'industrie italienne du film, grâce aux studios de Cinecittà. De nombreux sièges sociaux d'entreprises, ministères, centres de conférence, stades et musées sont situés dans les quartiers d'affaires de Rome : Esposizione Universale di Roma (EUR) ; Torrino (au sud de l'EUR) ; Magliana ; De Medici-Laurentina de Parco ; « Tiburtina Valley », technopole industrielle longeant l'antique Via Tiburtina. Rome abrite notamment les sièges sociaux de 3 entreprises parmi les cent plus grandes du monde : Enel, Eni, TIM.
D'après une étude du groupe immobilier Knight Frank et de Citi Private Bank publiée en 2009, Rome est la huitième ville la plus chère du monde en ce qui concerne les prix de l'immobilier de luxe (13 500 euros par mètre carré),.

### Commerces et magasins
À la différence d'autres capitales européennes, Rome compte très peu de grands magasins. Si elle n'est pas l'équivalent de Harrod's ou du Printemps, la Rinascente en est un rare exemple. En revanche, Rome abrite un très grand nombre de boutiques et magasins en tout genre. La place d'Espagne est à la fois le cœur du principal quartier commerçant de Rome et le fief de la mode. La place et les rues alentour, notamment la Via Condotti, via Borgognona, via Frattina, constituent le « Trident », sorte de Triangle d'Or de la mode et du luxe à Rome. Tous les grands noms du prêt-à-porter haut de gamme — Armani, Biagiotti, Fendi, Ferragamo, Ferré, Gucci, Max Mara, Missoni, Prada, Valentino, Versace... — ont ici pignon sur rue. Rome est reconnue comme une capitale mondiale de la mode. Le défilé de haute couture Sotto Le Stelle (« sous les étoiles ») qui se déroule en juillet sur les marches de l'escalier de la Trinité des Monts en est le point d'orgue. D'importantes maisons de mode, de luxe et de joaillerie, comme Valentino, Bulgari, Fendi, Gattinoni, Roberto Capucci, Renato Balestra, Laura Biagiotti, Sandro Ferrone ou Brioni ont leur siège principal et/ou ont été fondés à Rome.
Centre de la « Dolce Vita », rendez-vous des vedettes italiennes et étrangères dans les années 1950 et 1960, la Via Veneto a conservé nombre de boutiques de luxe. Les 1 500 mètres de la via del Corso abritent tous types d'établissements et de commerces en tous genres qui en font un paradis du shopping.
La via del Babuino, la via Giulia et la via dei Coronari sont quant à elles le fief des antiquaires. La via Margutta abrite de nombreuses galeries d'art et des boutiques d'artisanat d'art. Dans les rues près du Panthéon, on trouve encore des commerces pour ecclésiastiques.

## Hôpitaux
La ville de Rome accueille le plus important centre hospitalo-universitaire public d'Italie, l'hôpital Umberto I rattaché à l'université La Sapienza. D'autres établissements notoires sont présents dans la capitale comme l'hôpital Gemelli et l'hôpital San Giovanni–Addolorata.

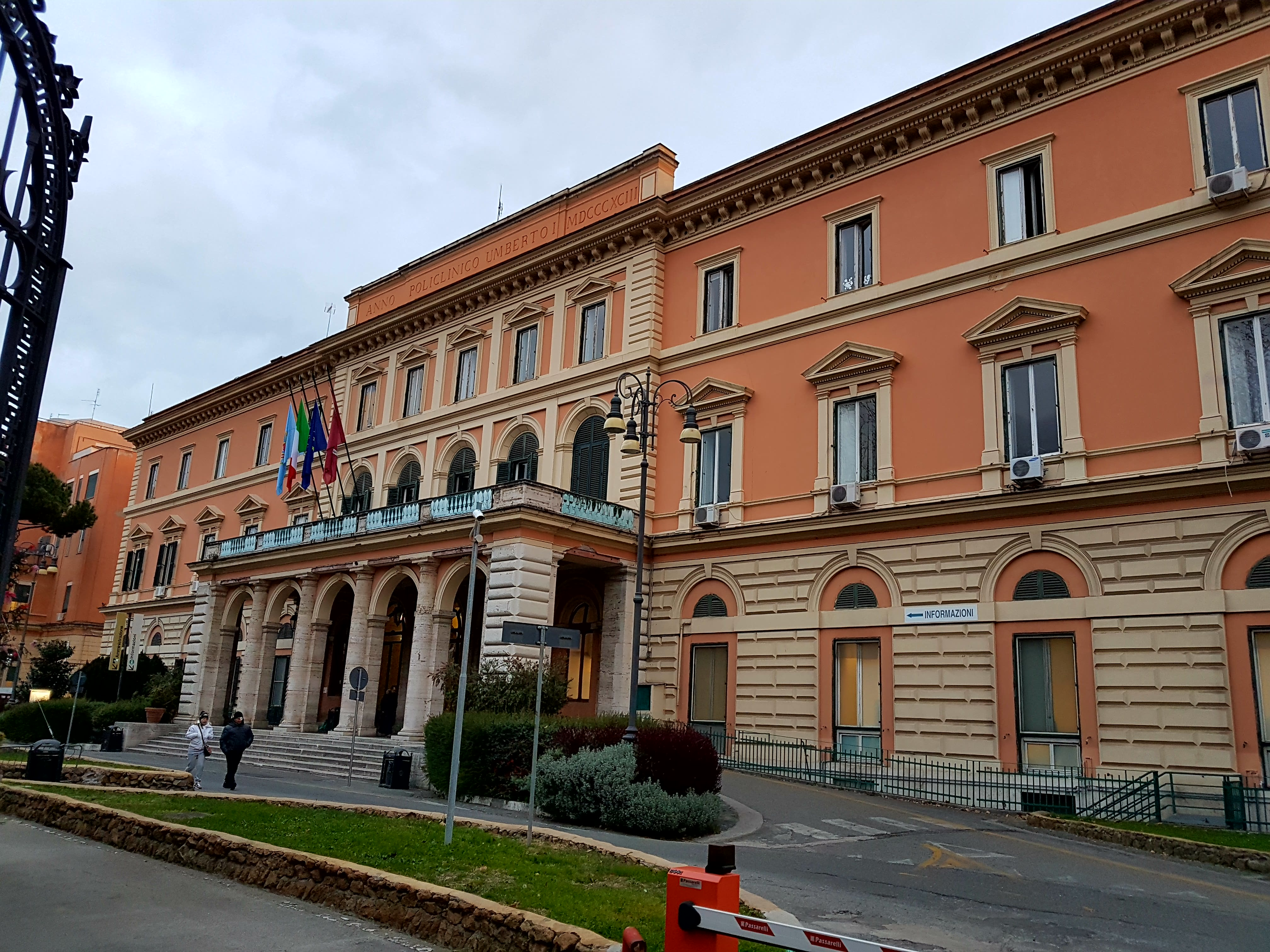
Hôpital Umberto I.
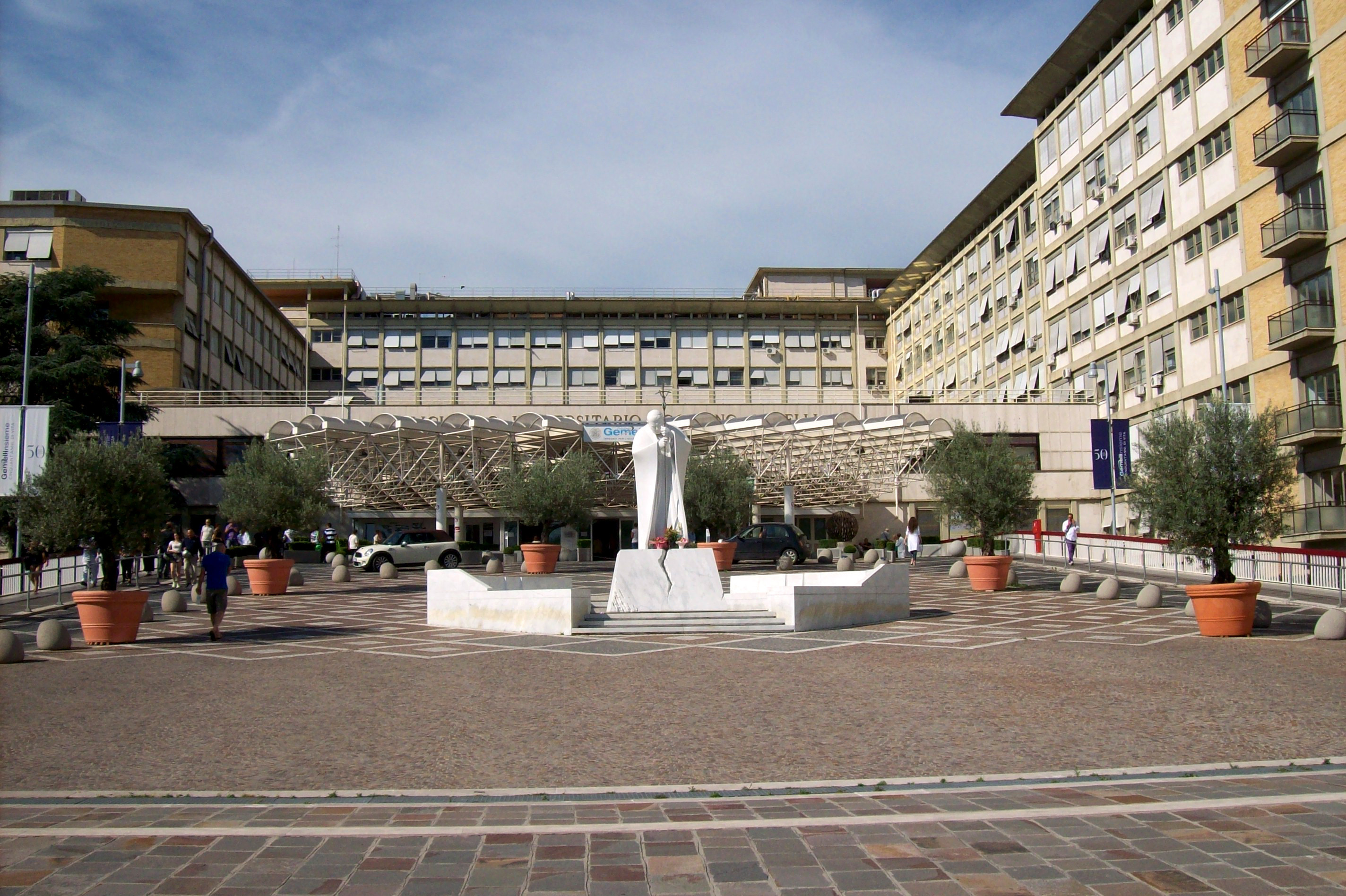
Hôpital Agostino Gemelli.
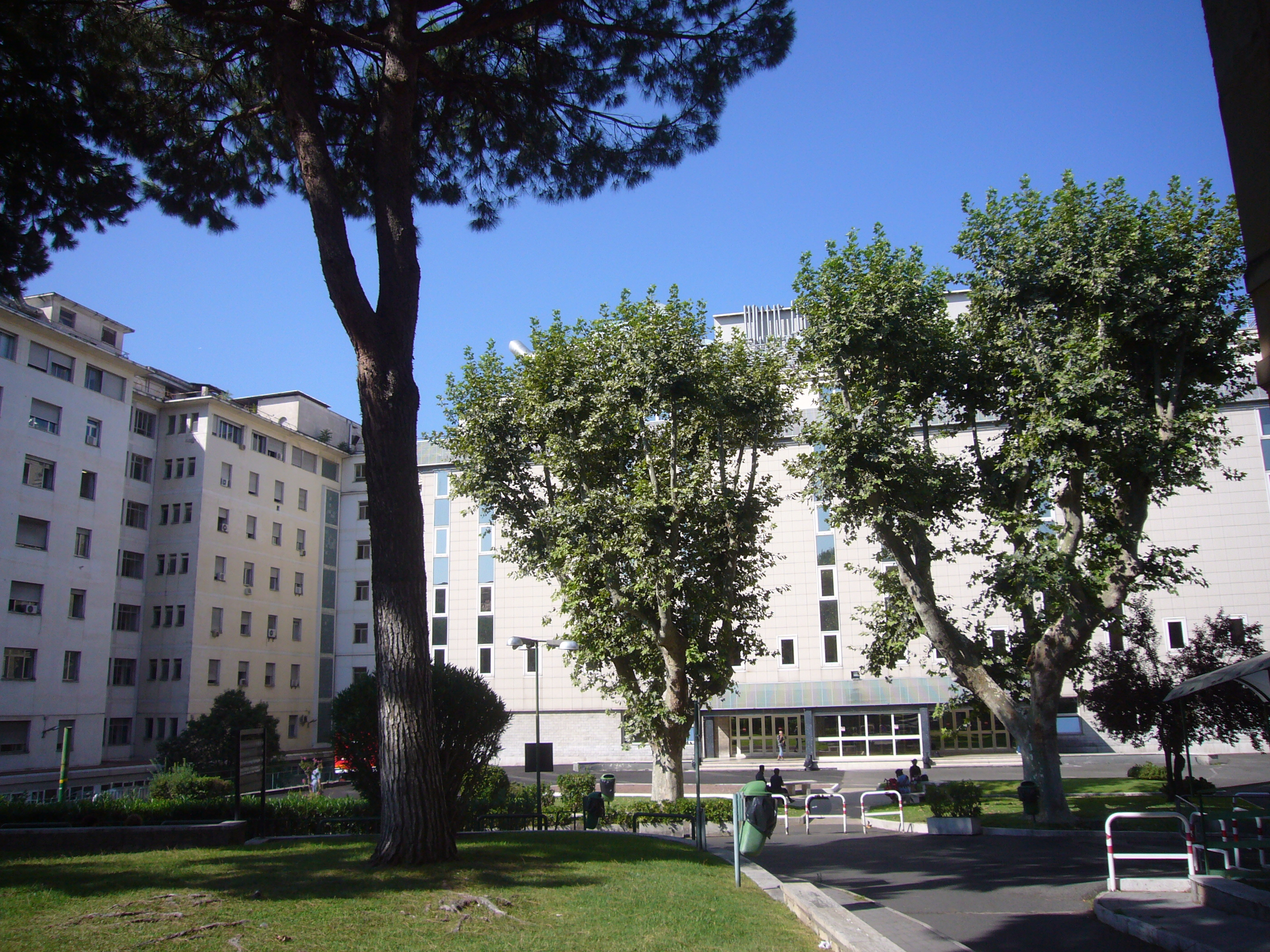
Hôpital San Giovanni-Addolorata.
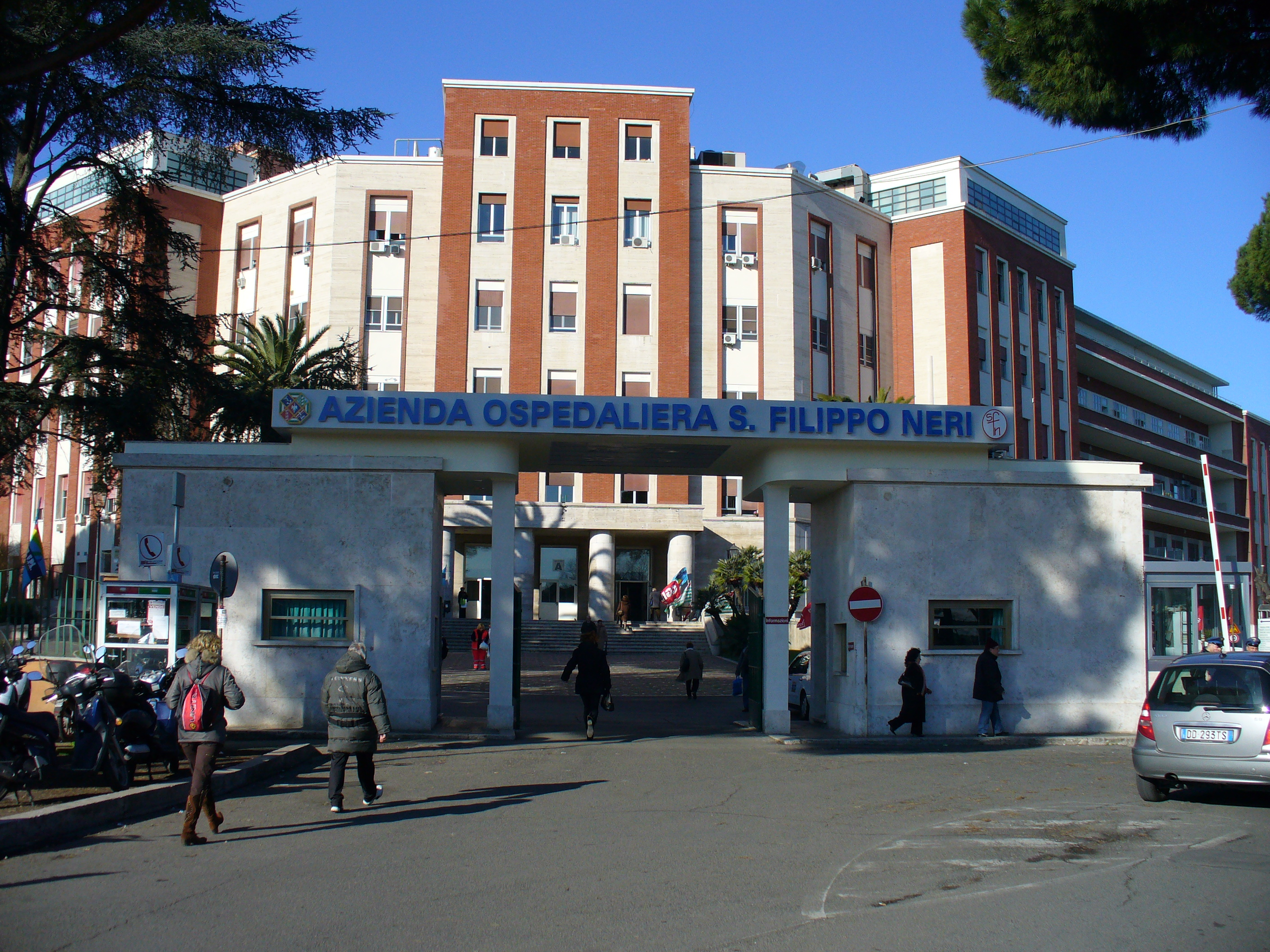
Hôpital San Filippo Neri.

## Transport

### Aérien
Rome est desservie par deux aéroports, l'aéroport Léonard-de-Vinci de Rome Fiumicino et l'aéroport de Ciampino, administrés par Aeroporti di Roma.
L'aéroport Léonardo-da-Vinci, situé au sud-ouest de Rome à Fiumicino, est le principal aéroport de Rome et du pays. En 2019, l'aéroport a accueilli 43,5 millions de passagers.
L'aéroport de Ciampino, au sud-est de Rome, est utilisé à la fois par le transport commercial et militaire. En 2019, l'aéroport accueille 5,8 millions de passagers. En 2019, les deux aéroports accueillent 49,3 millions de passagers.

### Ferroviaire

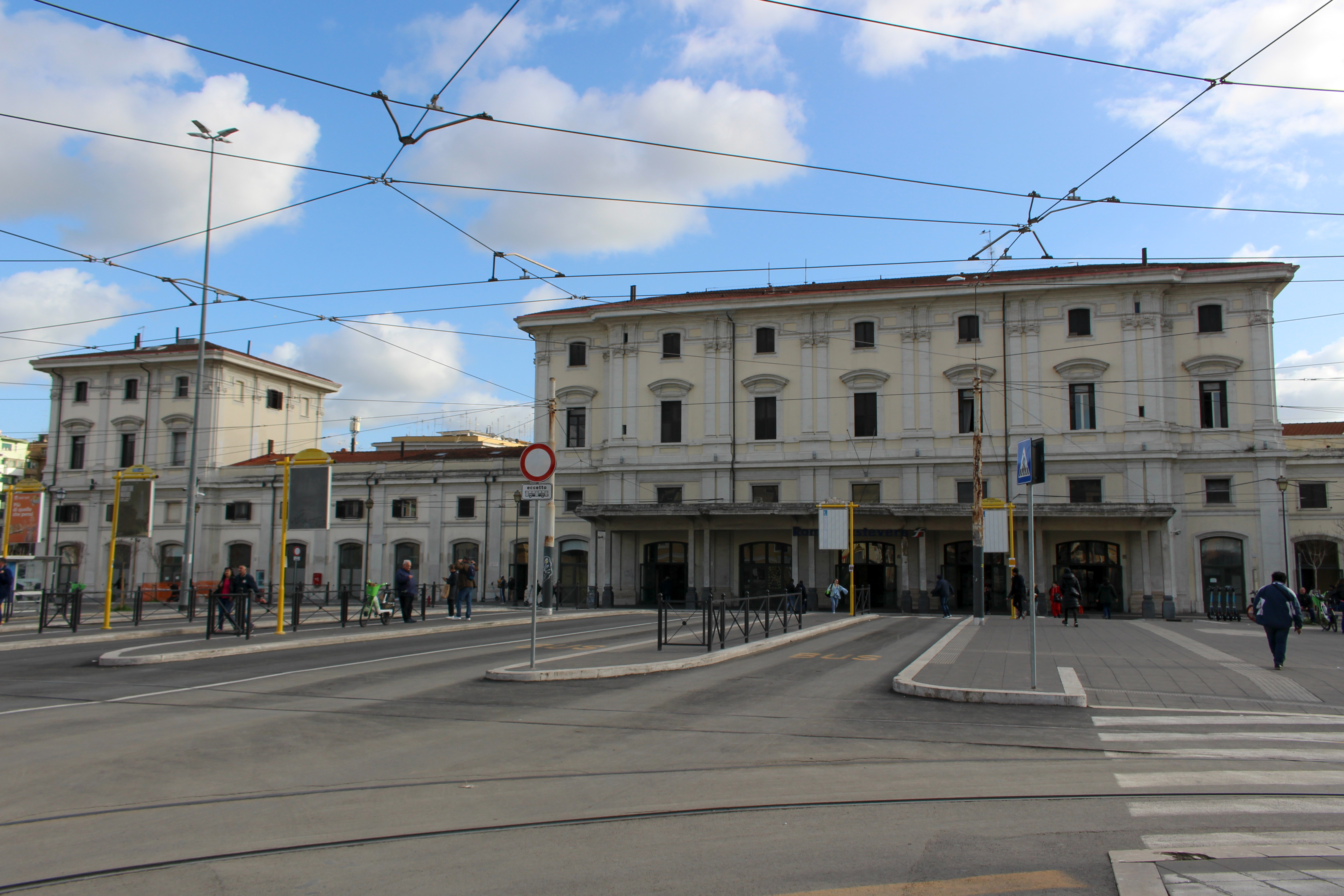
Gare Roma Trastevere.

Située au centre de la péninsule italienne, Rome est le principal nœud ferroviaire d'Italie du centre. La gare centrale Termini ou Rome-Termini, située près de l'Esquilin, est la gare la plus fréquentée d'Italie et l'une des plus grandes gares d'Europe. Ouverte en 1863, entièrement reconstruite entre 1939 et 1951, elle est gérée par Grandi Stazioni et desservie par Trenitalia. Roma Tiburtina, la seconde gare de la ville, accueille les trains à grande vitesse.
Les autres gares importantes sont : Roma Ostiense, Roma Trastevere, Roma Tuscolana, Roma San Pietro, et Roma Nomentana.

### Urbain

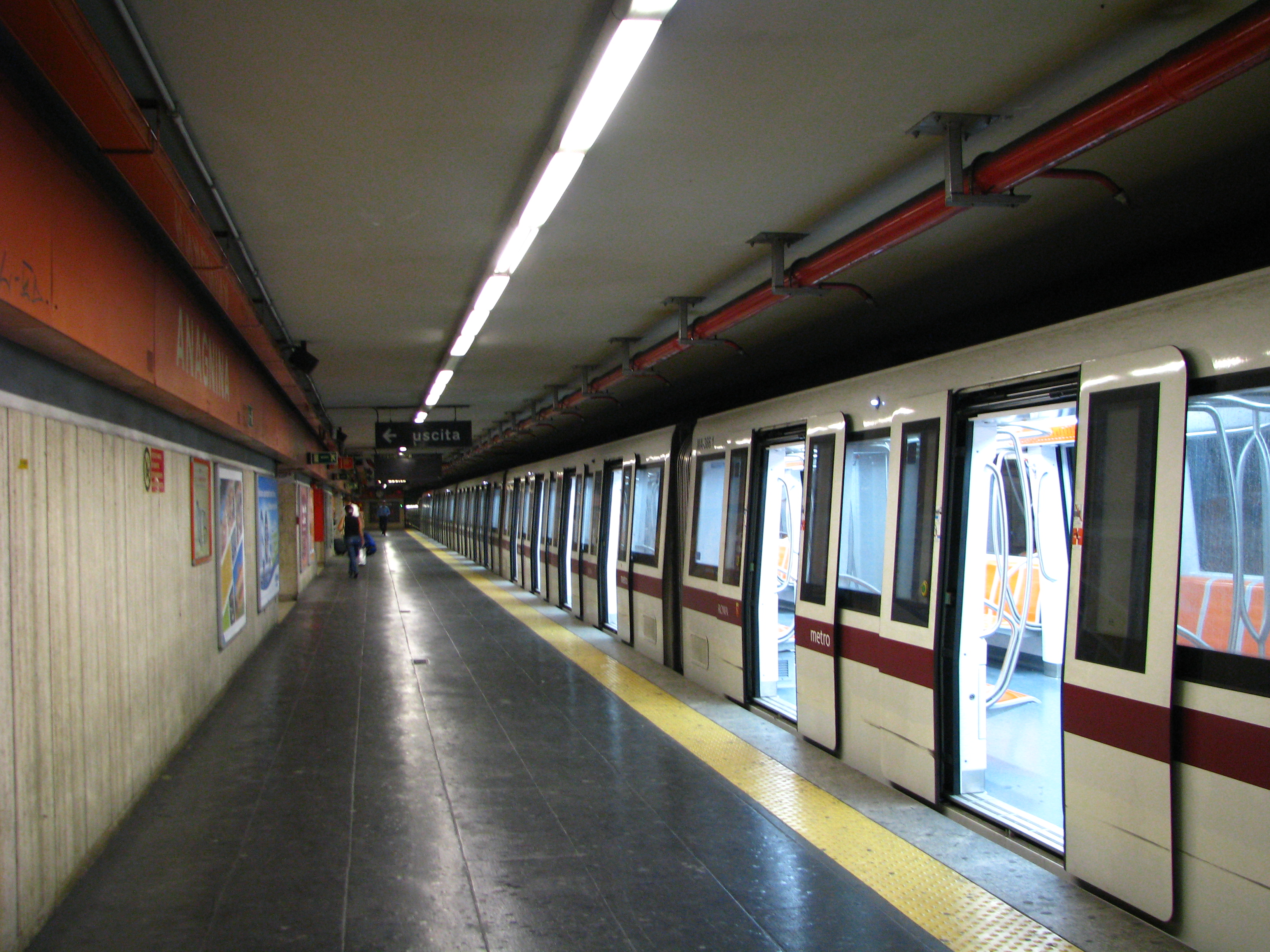
Métro de Rome.

#### Métro
Le métro de Rome est mis en service en 1955. Il est composé de trois lignes (A, B et C), couvre en 2020 une longueur de 60 km et compte 75 stations.
Le réseau est moins étendu que ceux de la plupart des grandes capitales européennes, et n'est que le deuxième en Italie après celui de Milan. Les découvertes archéologiques dans les sous-sols de la ville expliquent en partie cette situation. La Ligne C doit être prolongée dans les années à venir.

#### Tramway
Il y a également six lignes de tramway couvrant un réseau de 50 km et cent stations.

#### Bus et trolleybus
Rome est desservie par de nombreuses lignes de bus. Remis en circulation en 2005, le réseau de trolleybus compte trois lignes en service et de nouvelles dessertes sont en cours d'aménagement,.

#### Train de banlieue
Un système de trains régionaux relie le centre de Rome aux quartiers périphériques et aux villes de la grande banlieue :  8 lignes du « train régional du Latium » (ferrovie regionali del Lazio) gérées par Trenitalia, 2 lignes gérées par Cotral ;, et 1 ligne gérée par ATAC.

#### Zone à trafic limité
Les nombreux embouteillages causés par la circulation automobile durant les années 1970 et 1980 ont mené à la création d'une Zona a Traffico Limitato — zone à trafic limité (ZTL) dans le centre-ville. Malgré la difficulté de réaliser des infrastructures souterraines à Rome, à cause notamment de nombreux vestiges archéologiques présents dans son sous-sol, un prolongement de la troisième ligne de métro est en construction et il existe des projets d'autres extensions du réseau, dont la création d'une quatrième ligne. Plusieurs parkings souterrains sont en cours de construction dans le but de remédier au manque de places pour les voitures. Le trafic routier reste néanmoins un problème important pour la ville.

### Vélo
Un système de vélos en libre-service a été mis en place en 2008, le Roma'n'Bike, sur le modèle des Vélib' parisiens, à une échelle bien moindre cependant. Jusqu'à présent, le succès n'a pas été au rendez-vous : en effet à Rome de nombreuses rues du centre historique sont couvertes de pavés irréguliers, la ville est très accidentée avec des collines et des rues en pentes, et la circulation automobile en décourage plus d'un. Les pistes cyclables sont rares (une centaine de kilomètres tout au plus) et souvent en mauvais état. Un long et pittoresque parcours le long des rives du Tibre a cependant été aménagé sur 30 km.

### Port

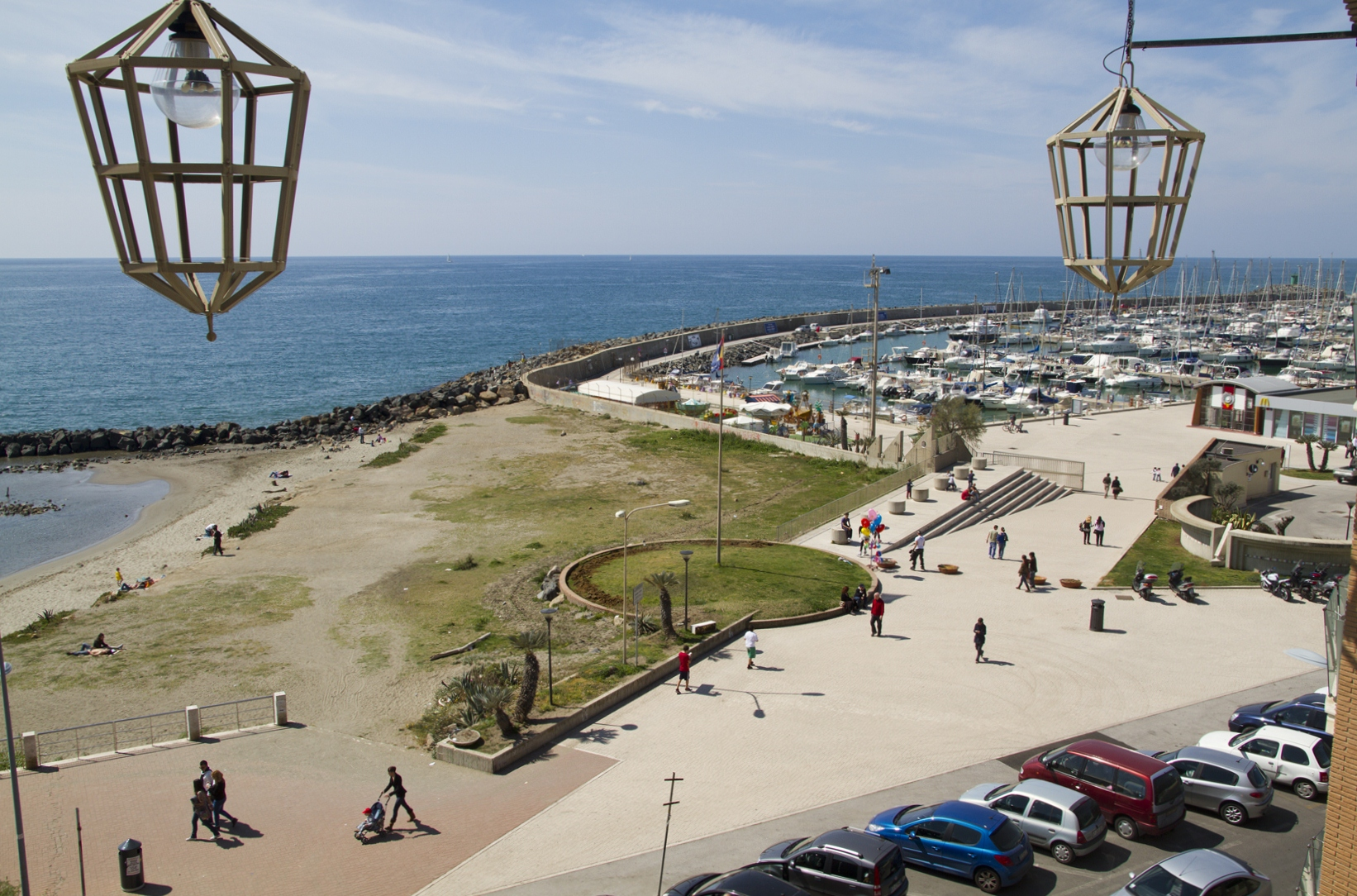
Port touristique de Rome, à Ostie.

Un port de plaisance est construit à Ostie en 2001 et baptisé « Porto di Roma » (port touristique de Rome), il peut accueillir plus de 800 bateaux de plaisance, et des yachts. Il vise à faire de Rome un port de plaisance et touristique.

## Rome dans les arts

### Littérature

#### Récits de voyage
- Carlo Maggi (Charles Magius), gentilhomme vénitien du XVIe siècle (dont on ne sait s'il a réellement existé), s'y est rendu lors d'une mission. Lorsque le sultan ottoman Selim a déclaré la guerre à la Sérénissime, il fut envoyé par le Sénat en tant qu'homme sûr pour vérifier l'état des postes méditerranéens. Durant de son voyage à travers la Mer Intérieure, il fut chargé de se rendre à Rome pour implorer l'aide du pape. Il profita de sa mission pour faire des relevés des vues cavalières et des plans précis des lieux visités. Il en tire, à la suite de son retour, une série de peintures (peut-être réalisées par un paysagiste flamand), visibles dans le Codex Maggi, actuellement[Quand ?] conservé à la Bibliothèque nationale de France. Ainsi, on y voit la Personnification de la Rome antique, miniature entourée de dix tableaux, dont une montrant Rome (avec le Château Saint-Ange) et une autre montrant son audience avec le pape[130].
- Stendhal (Henri Beyle de son vrai nom), qui voyageait souvent en Italie, s'est rendu plusieurs fois à Rome. Dans Rome, Naples et Florence (paru en 1817), il se rend à une messe du pape, chantée dans la chapelle Sixtine par des castrats, qui lui est insupportable. Aussi, il fréquente différents théâtres (tels que l'Argentina et le Valle), y compris des théâtres des marionnettes. Ses Promenades dans Rome, écrit en 1829, est un guide expliquant quels monuments découvrir dans la capitale et comment les voir.
- François-René de Chateaubriand, qui se rendit plusieurs fois dans cette ville, déclara « C'est une belle chose que Rome, pour tout oublier, pour mépriser et pour mourir ». Dans une lettre à son amie écrivain Juliette Récamier (Lettre de Rome à Mme Récamier, envoyé le Mercredi saint d'avril 1829), il raconte que, sur son conseil, il se rendit à la chapelle Sixtine pour assister à Ténèbres et entendu chanter le Miserere, ce qui l'émut fortement.

#### Guides
- Rome, par Joseph Méry et Émilie Cappella (Introduction), 2004, éditions Magellan & Cie, collection Heureux qui comme…
- De Rome, par Pierre-Olivier Dittmar, 2007, Éditions Magellan & Cie, Collection Je est ailleurs
- Rome, l’essentiel, par Élise Bonnardel, 2013, Éditions Nomades, Collection Guide capitales

#### Romans
Voir : Catégorie:Roman se déroulant à Rome
- Ben-Hur (titre original : Ben-Hur : A Tale of the Christ), roman de l'Américain Lewis Wallace publié en 1880 et qui relate l'histoire d'un prince juif fictif, Judah Ben-Hur, à l'époque de Jésus-Christ.
- Plusieurs romans de l'Italien Gabriele D'Annunzio :
  - L'Enfant de volupté, publié en 1889.
  - Le Triomphe de la mort, publié en 1894.
- Les Caves du Vatican, « sotie » du français André Gide, paru en 1914.
- Les Indifférents, roman de l'Italien Alberto Moravia, écrit dans son adolescence entre 1924 et 1925, et publié en 1929.
- Monsieur Ripley (titre original : The Talented Mr. Ripley), roman policier de l'Américaine Patricia Highsmith, publié en 1955.
- Éloge des femmes mûres, sous-titré Les Souvenirs amoureux d'Andras Vájda, (titre original : In Praise Of Older Women), roman autobiographique écrit par l'auteur hongrois (naturalisé canadien) Stephen Vizinczey en 1965.
- Ceux qui vont mourir te saluent, roman du français Fred Vargas, paru en 1994.
- Anges et Démons (2000) roman policier par l'Américain Dan Brown.
- César et Cléopâtre (The October Horse), roman historique écrit par l'Australienne Colleen McCullough en 2002.

### Bandes dessinées
Voir : Bande dessinée se déroulant à Rome et Rome antique dans la bande dessinée
- Plusieurs épisodes d'Alix (série française créée par Jacques Martin en 1948) se déroulent dans cette ville, où vit le héros éponyme.
- La capitale de la République romaine est très fréquemment représentée dans Astérix (série française créée par René Goscinny et Albert Uderzo en 1959) et deux épisodes s'y déroulent : Astérix gladiateur (1964) et Les Lauriers de César (1972).
- Battle Tendency, deuxième partie du manga JoJo's Bizarre Adventure, écrite et dessinée par le Japonais Hirohiko Araki, publiée entre 1987 et 1989.
- Vae Victis !, série française créée en 1991 par Simon Rocca (scénario) et Jean-Yves Mitton (dessin), revisitant l'histoire de la conquête romaine.
- La série belge Murena traite de la Rome antique, notamment à l'époque de Néron. Créée en 1997, elle est scénarisée par Jean Dufaux et dessinée d'abord par Philippe Delaby, puis par Theo à la suite du décès de ce dernier.
- Alcibiade Didascaux chez les Romains, double épisode de la série Alcibiade Didascaux réalisé en 2000 par Clanet, raconte l'histoire de la Rome antique.

### Peinture
L'Italie est certainement un des pays les plus représentés dans la peinture. Principalement des villes telles que Rome, éternel sujet de peintures de toutes époques :
Diego Vélasquez, peintre espagnol Baroque :
- Jardins de la Villa Medicis (environ 1630)

Claude Gellée, dit « le Lorrain » mourut dans cette ville, objet de plusieurs de ses peintures :
- Vue sur la Trinité des Monts (environ 1632), église où il fut inhumé lors de son décès, en 1682, avant d'être transférée en 1836 dans l’église Saint-Louis-des-Français
- Saint-Pierre de Rome (entre 1630 et 1635), lavis de plume, musée Teyler, Haarlem, Pays-Bas
- Procession de Noël à Rome (1674), plume, British Museum, Londres

L'Italien védutiste Canaletto, bien que surtout célèbre pour ses panoramas vénitiens, a aussi beaucoup peint la ville :
- Rome, arc de Constantin, (1742), Royal Collection
- Vision fantaisiste de Rome, (1742-1747)
- Fantaisie avec l'Arco dei Pantani (1740-1760, date indéterminée)

Le portrait le plus célèbre de François-René de Chateaubriand fut réalisé par le néoclassique Anne-Louis Girodet :
- Portrait de Chateaubriand méditant sur les ruines de Rome (1808), huile sur toile, musée d'histoire de Saint-Malo.

Quelques œuvres du romantique britannique William Turner :
- Rome, vue de l'Aventin (1835)
- Rome antique, Ovide banni de Rome (1838)
- Rome Moderne - Campo Vaccino (1839), conservé au Getty Center à Los Angeles.
- Rome antique, Agrippine débarquant avec les cendres de Germanicus (1839), Tate Britain, Londres, (voir ce lien (en))

L'Américain Thomas Cole, considéré comme le fondateur de la Hudson River School, est connu pour son ensemble de cinq toiles, Le Cours de l'Empire (ou Destin des Empires), inspiré de l'Histoire de la décadence et de la chute de l'Empire romain d'Edward Gibbon (publié entre 1776 et 1778). Mais il a aussi exécuté des vues de Rome :
- Aqueduc près de Rome (1832)
- Intérieur du Colisée (1832)

Plusieurs œuvres du Français Jean-Baptiste Camille Corot, un des fondateurs de l'école de Barbizon :
- La Trinité des Monts (1825)

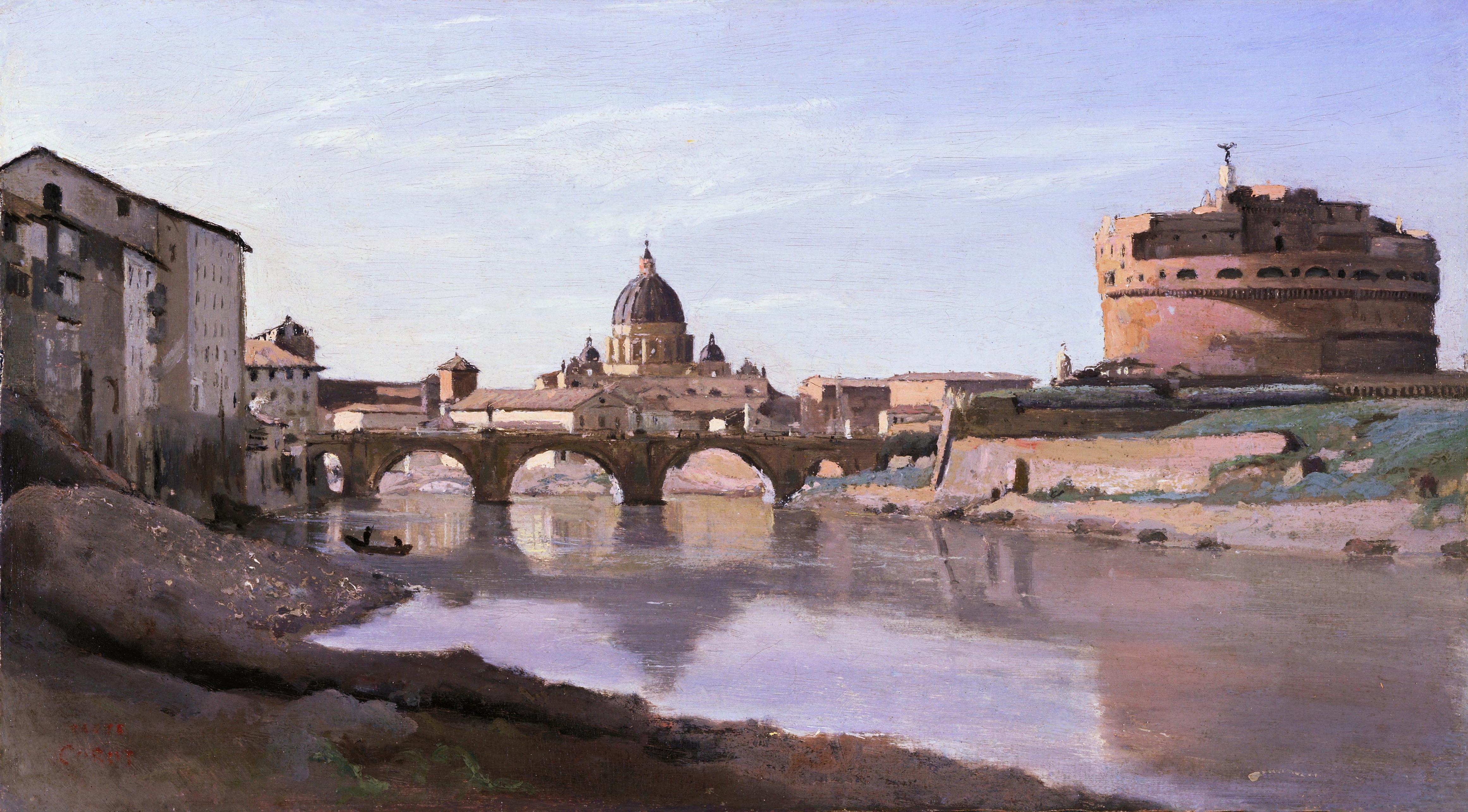
Vue de Rome, le pont et le Château Saint-Ange avec la coupole de St Pierre, par Camille Corot.

- La Campagne romaine avec l'aqueduc Claudio (1826)
- Vue depuis les jardins Farnèse (1826)
- Le Forum vu des jardins Farnèse (1826)
- Le Colisée vu des jardins Farnèse (1826)
- Le Château Saint-Ange et le Tibre (1826-1828)
- Fontaine de l'Académie de France à Rome (1826-1828, date indéterminée)
- Vue du Forum (1843)

Le romantique français Théodore Géricault a immortalisé le Carnaval de Rome (lors de l'édition de 1817), disparu au XIXe siècle, pour renaître en 2010 :
- Course de chevaux sauvages à Via del Corso lors du carnaval de Rome (1817)
- Course de chevaux sauvages lors du carnaval de Rome (1817)

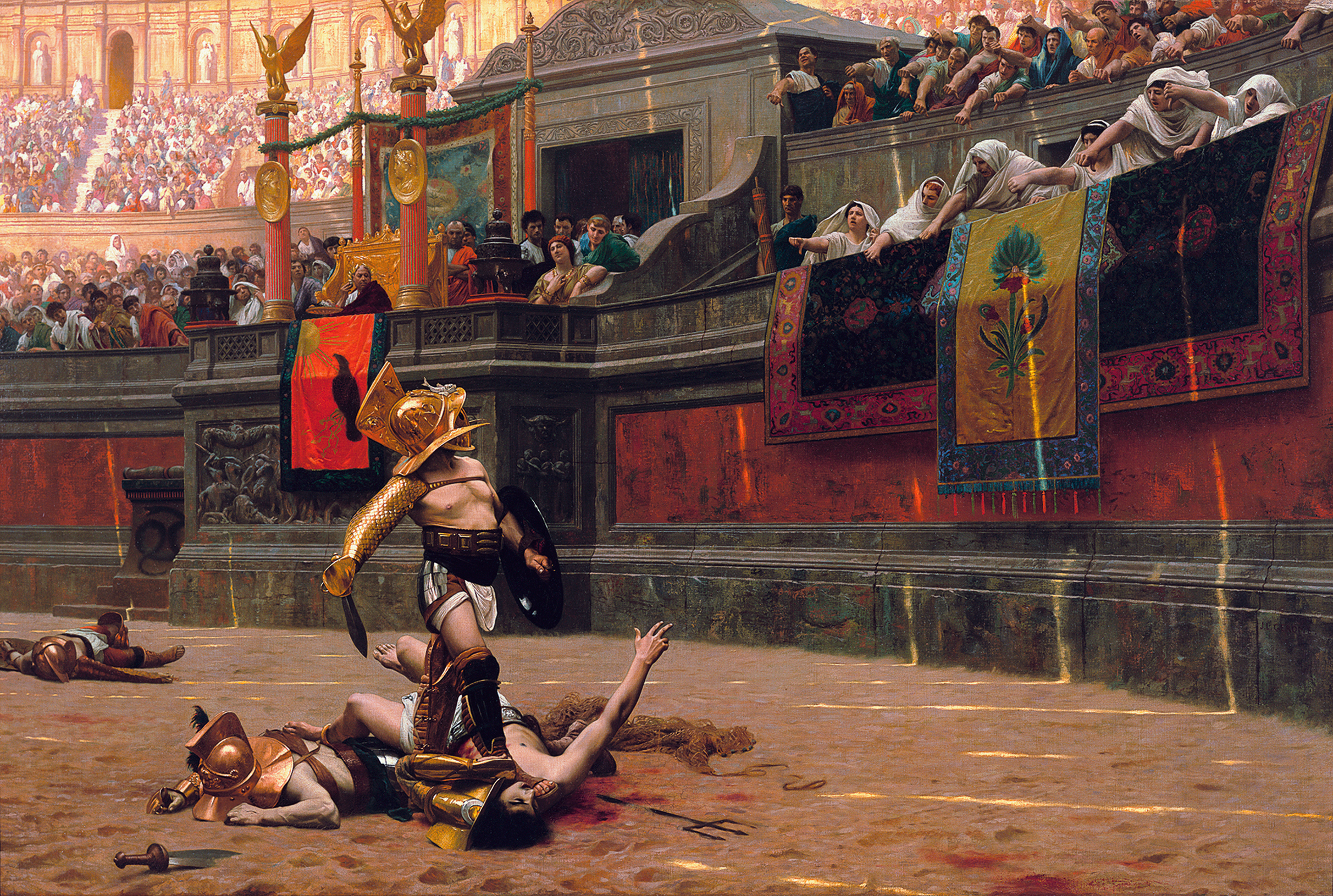
Pollice Verso, par Gérôme.

Jean-Léon Gérôme, représentant de l'Orientalisme et la peinture Académique, a représenté la Rome antique, souvent avec des couleurs chatoyantes :
- La Mort de César (1859-1867, date indéterminée), Baltimore, Walters Art Museum, imaginant la scène suivant l'assassinat de Jules César.
- Pollice Verso (1872)
- Marché romain aux esclaves (environ 1884)
- Bains romains (date indéterminée)

### Musique classique
- Le Carnaval romain de Hector Berlioz, ouverture composée en 1844
- Symphonie en fa majeur « Urbs Roma » de Camille Saint-Saëns, symphonie composée en 1856
- Symphonie « Roma » de Georges Bizet, symphonie composée entre 1860 et 1868
- Pins de Rome d'Ottorino Respighi, poème symphonique composé en 1924

### Jeux vidéo
Voir : Catégorie:Jeu vidéo se déroulant à Rome
- Astérix, sorti en 1993, tiré de la série BD Astérix, fait voyager le héros éponyme à travers l'Empire romain.
- Les trois premiers niveaux de Tomb Raider : Sur les traces de Lara Croft (ou Chronicles, cinquième volet de la série Tomb Raider, sorti en 2000), se déroulent dans la Cité éternelle, où elle y fit une de ses premières découvertes : la Pierre philosophale. Après un affrontement avec des bandits dans un opéra, elle évolue dans différents lieux de la ville, tels que les Marchés de Trajan (appelés fautivement « Marchés troyens » dans la version française) et le Colisée (sous lequel elle découvre la fameuse pierre).
- Top Gear: Dare Devil, sorti en 2000.
- Plusieurs épisodes de Gran Turismo, jeu vidéo de course automobile développé par Polys Entertainment et édité par Sony Computer Entertainment :
  - Gran Turismo 3: A-Spec (2001)
- Ben Jordan: Paranormal Investigator (en), point-and-click sorti en 2005.
- Twisted Metal: Head-On, jeu de combat motorisé développé par Incognito Entertainment et publié par Sony Computer Entertainment en 2005.
- Les Chevaliers de Baphomet : Les Gardiens du Temple de Salomon, jeu d'aventure développé conjointement par Revolution Software et Sumo Digital sorti en septembre 2006. C'est le quatrième épisode de la série des Chevaliers de Baphomet.
- Rome est le lieu où se déroule en grande partie l'histoire d'Assassin's Creed Brotherhood (sorti en novembre 2010), où l'on suit les aventures de l'Assassin Ezio Auditore tentant de renverser les Templiers infiltrés dans la cité. La ville est pour l'occasion entièrement modélisée, telle qu'elle était à l'époque de la Renaissance italienne, et permet au joueur de visiter, voire d'escalader ses plus célèbres monuments. Rome apparaît également à la fin de l'épisode précédent, Assassin's Creed II, ainsi que dans Assassin's Creed III, Assassin's Creed Origins.
- Alpha Protocol, jeu de rôle développé par la société Obsidian Entertainment (publié par Sega), sorti en 2010.
- Top Spin 4, jeu de tennis, développé par 2K Czech et édité par 2K Sports, sorti en 2011. C'est le quatrième opus de la série Top Spin.

### Séries
- La ville est le théâtre des événements de la série télévisée éponyme Rome, diffusée de 2005 à 2007. La série comporte 22 épisodes répartis sur 2 saisons et traite de l'histoire de la fin de la République Romaine.
- Donna Roma (de), mini-série thriller allemande par Jakob Schäuffelen, démarrée en 2007 sur ZDF.
- La ville apparaît dans le cinquième épisode de la Saison 6 de Futurama, The Duh-Vinci Code (en), paru en 2010. Celui-ci parodie Da Vinci Code, roman écrit par l'Américain Dan Brown, publié en 2003.
- Après Vienne, Rome est la seconde capitale où se déroule l'action de la série policière Rex, chien flic de 2008 à 2015.

## Jumelage et partenariats
Rome n'est jumelée qu'avec une seule ville :
- Paris (France) depuis 1956 « Solo Parigi è degna di Roma; solo Roma è degna di Parigi » qui veut dire « Seule Paris est digne de Rome ; seule Rome est digne de Paris »[132].

Rome a également signé des pactes d'amitié et de coopération avec d'autres villes du monde :
- Achacachi (Bolivie)
- Belgrade (Serbie)
- Cincinnati (États-Unis)
- New York (États-Unis)
- Brasília (Brésil)[133]
- Pékin (Chine)
- Plovdiv (Bulgarie)
- Séoul (Corée du Sud)
- Tokyo (Japon)
- Casablanca (Maroc)
- Tunis (Tunisie)
- Séville (Espagne)
- Le Caire (Égypte)

## Personnages célèbres

### Naissances
Hormis les innombrables personnalités de la Royauté, République, puis de l'Empire romain, à Rome sont nés aussi :

#### Architecture, sculpture et peinture
- Benedetto Alfieri (1699-1767), architecte, représentant du style rococo
- César Ceribelli (1841-1918), sculpteur français
- Maria Teresa Parpagliolo (1903-1974), architecte-paysagiste italienne (née et morte dans cette ville)
- Sergio Ceccotti (1935-), peintre

#### Chant et musique
- Pietro Metastasio (1698-1782), poète et librettiste
- Attilio Brugnoli (1880-1937), compositeur italien, y est né.
- Renato Zero, (1950), chanteur, légende de la musique italienne
- Antonella Bianchi (1959-), chanteuse italienne ;
- Eros Ramazzotti (1963-), chanteur
- Giorgia (1971-), chanteuse
- Asia Argento, (1975-), actrice, réalisatrice, scénariste, mannequin, DJ et chanteuse
- Noemi (1982-), chanteuse, musicienne, auteure-compositrice-interprète et réalisatrice de vidéo italienne.
- Andrea Buccarella (1987-), claveciniste et organiste classique
- Charly B (1981-), musicien français

- Stefano D'Orazio, musicien

#### Histoire et archéologie
- Maria Domenica Fumasoni Biondi (1766-1828), archéologue italienne
- Caterina Vizzani (1719-1743), femme italienne travestie en homme

#### Littérature
- Pietro Metastasio (1698-1782), poète et librettiste
- Giuseppe Gioachino Belli (1791–1863), poète en dialecte romain (né et mort dans cette ville)
- Alberto Moravia (1907-1990), écrivain (né et mort dans cette ville)
- Elsa Morante (1912-1985), écrivain (née et morte dans cette ville)

#### Media
- Maurizio Mosca (1940-2010), journaliste et présentateur de télévision italienne ;
- Rossella Panarese (1960-2021, journaliste italienne.
- Alessandra Arachi (1964-), journaliste italien
- Federica Angeli (1975-), journaliste

#### Sciences
- Enrico Fermi (1901-1952), physicien

#### Sports
- Giorgio Scarlatti (1921-1990), pilote automobile (né et mort dans cette ville)
- Franco Sensi (1926-2008), dirigeant de football (né et mort dans cette ville)
- Elio De Angelis (1958-1986), pilote de Formule 1
- Andrea De Cesaris (1959-2014), pilote de Formule 1, également mort à Rome.
- Giovanna Amati (1962-), pilote de Formule 1
- Marco Di Vaio, (1976-) ancien footballeur international italien
- Max Biaggi (1971-), pilote de vitesse moto
- Giancarlo Fisichella (1973-), pilote de Formule 1
- Alessandro Nesta (1976-), footballeur
- Francesco Totti (1976-), footballeur
- Daniele De Rossi (1983-), footballeur
- Francesco Castellacci (1987), pilote automobile
- Alessia Filippi (1987-), nageuse

#### Théâtre et cinéma
- Augusto Genina (1892-1957), cinéaste (né et mort dans cette ville)
- Aldo Fabrizi (1905-1990), acteur, scénariste et réalisateur (né et mort dans cette ville)
- Anna Magnani (1908-1973), actrice (née et morte dans cette ville)
- Furio Scarpelli (1919-2010), scénariste (né et mort dans cette ville)
- Alberto Sordi (1920-2003), acteur (né et mort dans cette ville)
- Silvana Pampanini (1925-2016), actrice
- Roberto Rossellini (1906-1977), réalisateur (né et mort dans cette ville)
- Ennio Morricone (1928-2020), compositeur
- Sergio Leone (1929-1989), réalisateur et scénariste
- Elio Petri (1929-1982), réalisateur et scénariste
- Silvana Mangano (1930-1989), actrice
- Monica Vitti (1931-2022), actrice et cinéaste
- Luciana Paluzzi (1937-), actrice
- Dario Argento (1940-), réalisateur et scénariste
- Margherita Guzzinati (1940-1997), actrice
- Carlo Verdone (1950-), acteur, réalisateur, scénariste et producteur
- Angela Melillo (1967-), actrice et danseuse
- Gaia Zucchi (1970-), actrice
- Joel McHale (1971-), acteur
- Milena Miconi (1971-), actrice
- Asia Argento, (1975-), actrice, réalisatrice, scénariste, mannequin, DJ et chanteuse
- Giacomo Gianniotti (1989-), acteur

### Décès

#### Architecture, sculpture et peinture
- Michel-Ange (1475-1564), architecte, sculpteur et peintre
- Maria Teresa Parpagliolo (1903-1974), architecte-paysagiste italienne (née et morte dans cette ville)

#### Littérature
- Lucius Accius, auteur tragique latin (170-86 av. J.-C.)
- Torquato Tasso (1544-1595), poète
- Giordano Bruno (1548-1600), philosophe
- John Keats (1795-1821), poète romantique anglais
- Goffredo Mameli (1827-1849), poète et patriote, auteur du texte de l'hymne national italien
- Luigi Pirandello (1867-1936), écrivain et dramaturge
- Federigo Tozzi (1883-1920), romancier, poète et journaliste
- Antonio Gramsci (1891-1937), écrivain et penseur d'inspiration marxiste
- Totò (Antonio de Curtis) (1898-1967), acteur et poète
- Eduardo De Filippo (1900-1984), acteur, dramaturge, cinéaste et poète
- Pier Paolo Pasolini (1922-1975), écrivain, poète et cinéaste

#### Chant et musique
- Goffredo Mameli (1827-1849), poète et patriote, auteur du texte de l'hymne national italien
- Eduardo Ciannelli (1888-1969), acteur et chanteur
- Egida Giordani Sartori (1910-1999), claveciniste et professeure de musique classique italienne.

#### Politiques et dignitaires
- Jules César, homme politique (100-44 av. J.-C.)
- Charles IV d'Espagne (1748-1819)
- Sandro Pertini (1896-1990), homme politique italien, président de la République de 1978 à 1985

#### Sciences
- Guglielmo Marconi (1874-1937), physicien et inventeur
- Rita Levi-Montalcini (1909-2012), neurologue, prix Nobel de physiologie ou de médecine

#### Sports
- Piero Taruffi (1906-1988), pilote automobile
- Bud Spencer (Carlo Pedersoli) (1929-2016), acteur et ancien champion de natation

#### Théâtre et cinéma
- Eduardo Ciannelli (1888-1969), acteur et chanteur
- Mischa Auer (1905-1967), acteur américain
- Totò (Antonio de Curtis) (1898-1967), acteur et poète
- Pietro Germi (1914-1974), acteur, scénariste, réalisateur et producteur
- Pier Paolo Pasolini (1922-1975), écrivain, poète et cinéaste
- Luchino Visconti (1906-1976), cinéaste
- Roberto Rossellini (1906-1977), réalisateur
- Elio Petri (1929-1982), réalisateur et scénariste
- Alida Valli (1921-2006), actrice
- Eduardo De Filippo (1900-1984), acteur, dramaturge, cinéaste et poète
- Ugo Tognazzi (1922-1990), acteur
- Vittorio Gassman (1922-2000), acteur
- Federico Fellini (1920-1993), réalisateur de cinéma et scénariste
- Giulietta Masina (1920-1994), actrice
- Luigi Comencini (1916-2007), réalisateur
- Nino Manfredi (1921-2004), acteur et cinéaste
- Bud Spencer (Carlo Pedersoli) (1929-2016), acteur et ancien champion de natation

## Autour de Rome

### Proverbes et citations
- Tous les chemins mènent à Rome
- Rome ne s'est pas faite en un jour
- À Rome, fais comme les Romains

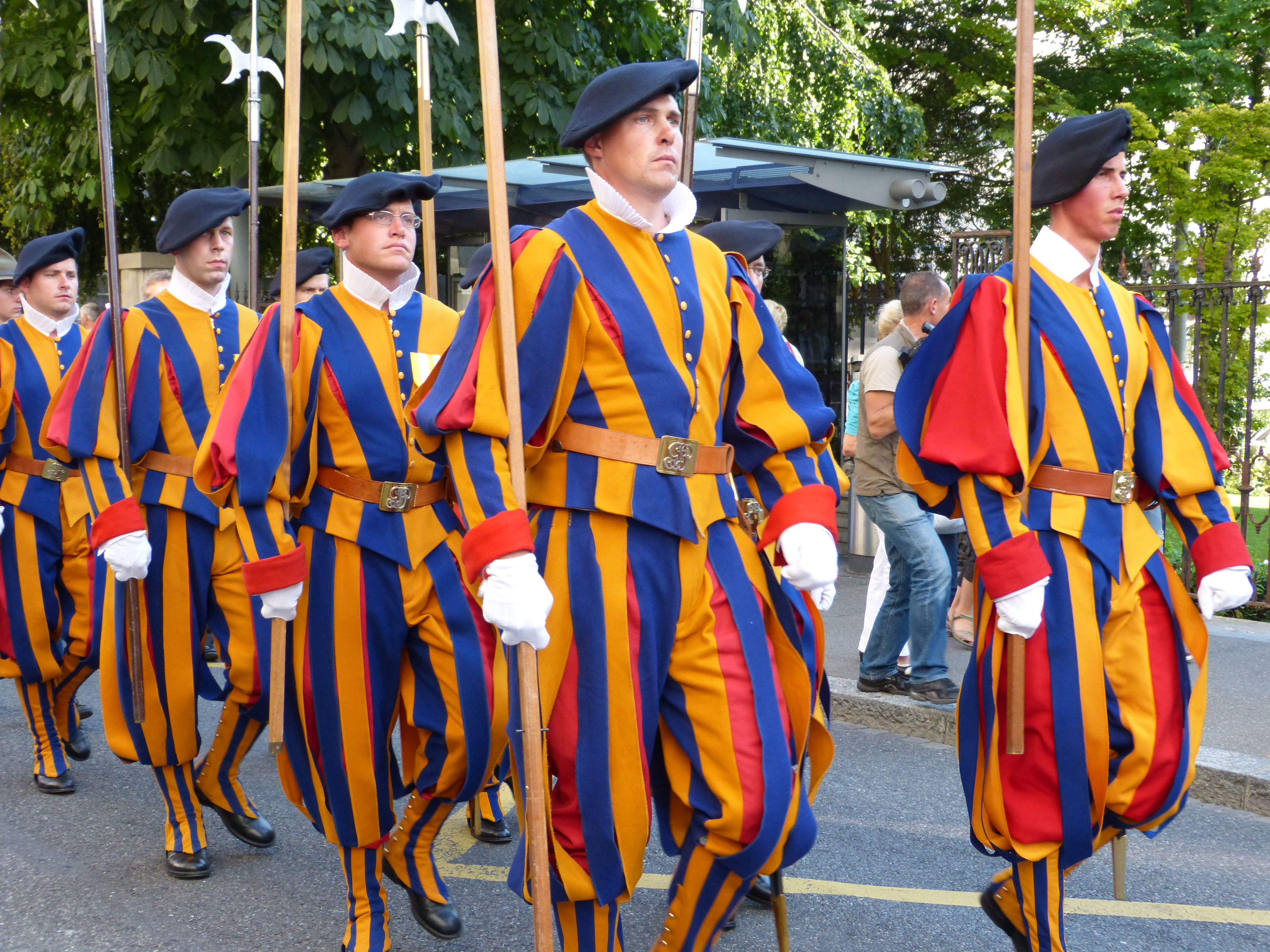
Gardes suisses pontificaux.

- Pour connaître Rome une vie ne suffit pas

### Autres
- SPQR (Senatus populusque romanus) — le Sénat et le peuple romain — a été traduit en italien par Sono Pazzi Questi Romani (« Ils sont fous ces Romains ») par des compatriotes jaloux, repris dans les aventures d'Astérix et Obélix.
- 44 autres villes dans le monde portent le nom de Rome et il y aurait au moins une ville par continent portant ce même nom.
- L'uniforme des célèbres Gardes Suisses du Vatican n'a pas été créé par Michel Ange, contrairement à une légende.

#### Ouvrages francophones
- Filippo Coarelli, Guide archéologique de Rome, Paris, Hachette, 2001, 349 p..
- Denis Bocquet, Rome ville technique, Rome, École française de Rome, 2007, 440p. [http://books.openedition.org/efr/1489]
- Louis Hautecœur, Rome et la renaissance de l'Antiquité à la fin du XVIIIe siècle, Paris, Fontemoing et Cie éditeurs, coll. « Bibliothèque des Écoles françaises d'Athènes et de Rome no 105 », 1912, VIII-316 p. (lire en ligne)
- Yves Perrin, Itinéraires romains. Documents de topographie et d'archéologie historiques pour l'histoire de Rome. De Scipion à Constantin, Ausonius, Bordeaux, 2018, 585 p.

#### Documentation en italien
- (it) Giggi Zanazzo, Proverbi romaneschi, édition Perino, Rome, 1886.
- (it) Ranuccio Bianchi Bandinelli, Mario Torelli, L'arte dell'antichità classica, Etruria-Roma, Utet, Turin, 1976.
- (it) Armando Ravaglioli, Le grandi piazze di Roma, 2a ed. Roma, Tascabili Economici Newton, 1995.  (ISBN 88-7983-777-X)
- (it) Alfonso Traina, Giorgio Bernardi Perini, Propedeutica al latino universitario, 6e éd. Bologne, éditeur Pàtron, 1998.  (ISBN 978-88-555-2454-4)
- (it) Emilio Gabba et al., Introduzione alla storia di Roma, Milan, LED, 1999.  (ISBN 88-7916-113-X)
- (it) AA.VV., Il patrimonio dell'umanità, Touring Editore, Milan 2004.  (ISBN 978-88-365-2948-3)
- (it) Corrado Augias, I segreti di Roma, Arnoldo Mondadori Editore, Milan, 2005.  (ISBN 88-04-54399-X)
- (it) Claudio Rendina, Enciclopedia di Roma, Newton Compton Editori, Rome, 2005.  (ISBN 88-541-0304-7)
- (it) Massimiliano Liverotti, Il grande libro dei misteri di Roma risolti e irrisolti, Newton Compton Editori, Rome, 2007.  (ISBN 978-88-541-0894-3)
- (it) Claudio Rendina, Roma ieri, oggi e domani, Newton Compton Editori, Rome, 2007.  (ISBN 978-88-541-1025-0)
- (it) Andrea Giardina, Roma Antica, Roma-Bari, Editori Laterza, 2008.  (ISBN 978-88-420-7658-2)
- (it) Maria Antonietta Lozzi Bonaventura, Roma antica. Viaggio nel tempo alla scoperta della città eterna, Subiaco, Guide ITER, 2009.  (ISBN 978-88-8177-143-1)
- (it) Vittorio Sgarbi, L'Italia delle meraviglie. Una cartografia del cuore, Bompiani, Milan, 2009.  (ISBN 978-88-452-6381-1)